# Vincent van Gogh

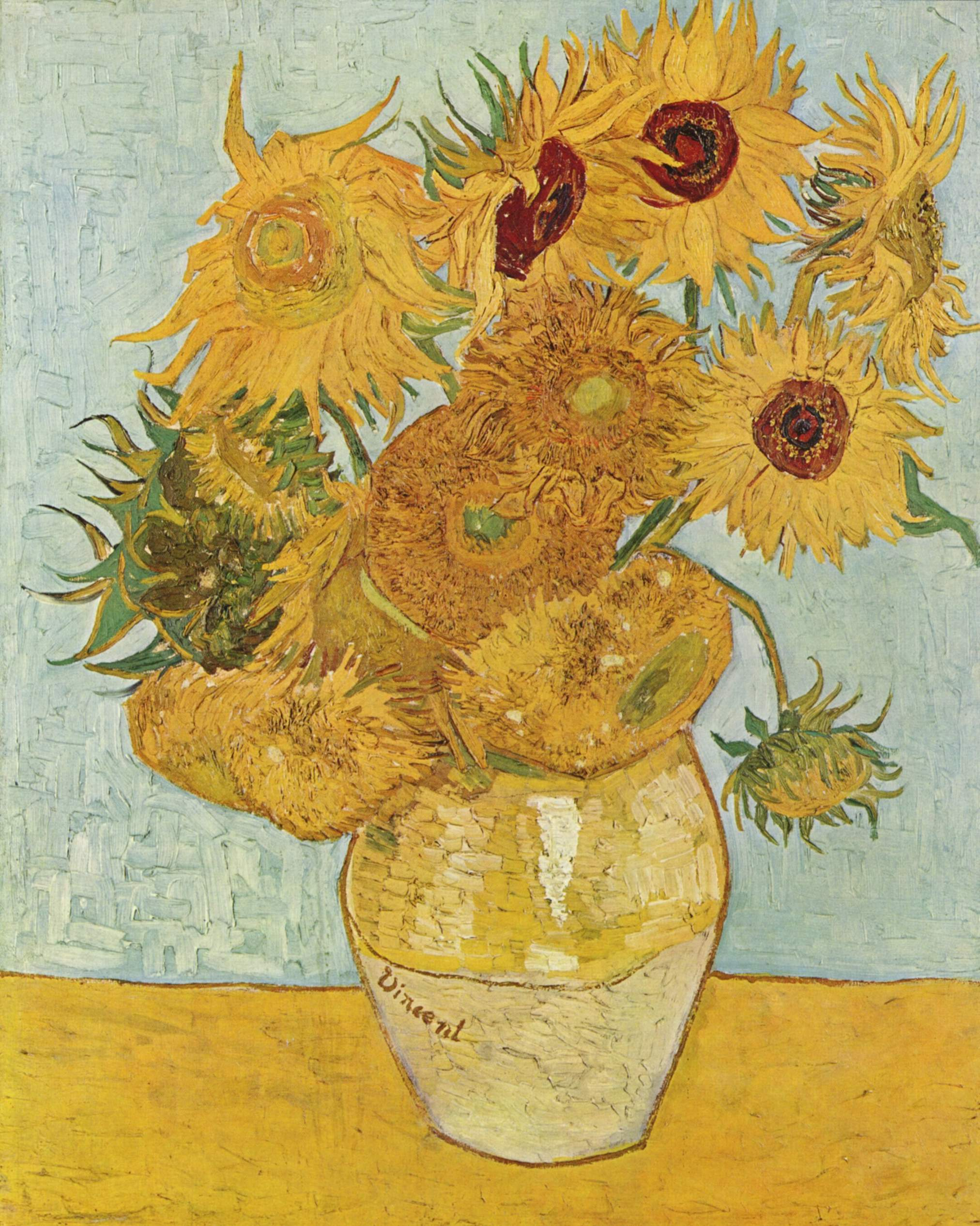
Jeden z najbardziej rozpoznawalnych obrazów van Gogha: Słoneczniki (1888)

Vincent Willem van Gogh, (wym. [ˈvɪnsɛnt vaŋˈɣɔx]; ur. 30 marca 1853, zm. 29 lipca 1890) – holenderski malarz postimpresjonistyczny, którego twórczość dzięki żywej kolorystyce i emocjonalnemu oddziaływaniu wywarła dalekosiężny wpływ na sztukę XX w. Artysta cierpiał na napady lękowe i narastające ataki spowodowane zaburzeniami psychicznymi. Zmarł w wieku 37 lat jako twórca nieznany szerszemu ogółowi, w wyniku postrzału z broni palnej – prawdopodobnie samobójczego.
Mało doceniany za życia, van Gogh zyskał sławę po śmierci. Dziś jest powszechnie uważany za jednego z największych malarzy w historii, artystę, którego twórczość stanowi istotne źródło sztuki współczesnej. Van Gogh zaczął malować na kilka lat przed ukończeniem 30. roku życia, a najbardziej znane dzieła stworzył w ciągu dwóch ostatnich lat. Jest autorem ponad 2000 dzieł, w tym: 870 obrazów, 150 akwarel i ponad 1000 rysunków i 133 szkiców listowych. Dziś jego liczne autoportrety, pejzaże, portrety i słoneczniki należą do najbardziej rozpoznawalnych i najdroższych dzieł sztuki.
Lata wczesnej młodości van Gogh spędził pracując w Goupil & Cie, firmie handlującej dziełami sztuki, i podróżując między Hagą, Londynem a Paryżem. Po powrocie do Anglii otrzymał posadę nauczyciela. Jego wczesnym pragnieniem zawodowym było zostanie pastorem. Od 1879 pracował jako misjonarz w górniczym zagłębiu w Belgii. W tym czasie rozpoczął sporządzanie szkiców ludzi z lokalnej społeczności. W 1885 namalował pierwsze wielkie dzieło: Jedzący kartofle. Jego paleta w tamtym czasie składała się przeważnie z mrocznych, ziemistych odcieni i nie wykazywała ani odrobiny żywej kolorystyki, która charakteryzowała jego późniejsze prace. W marcu 1886 van Gogh przeniósł się do Paryża i odkrył francuskich impresjonistów. Później wyjechał na południe Francji i poddał się czarowi silnego światła słonecznego, które tam znalazł. Jego prace stały się jaśniejsze kolorystycznie, a on sam wypracował rozpoznawalny styl, który w pełni rozwinął podczas pobytu w Arles w 1888.
Rozmiar wpływu, jaki choroba umysłowa van Gogha wywarła na jego twórczość, stał się przedmiotem spekulacji po jego śmierci. Pomimo szeroko rozpowszechnionej tendencji do romantyzowania złego stanu jego zdrowia, współcześni krytycy widzą w nim artystę głęboko sfrustrowanego bezczynnością i chaosem myślowym wywołanym atakami choroby. Według krytyka sztuki Roberta Hughesa, późne prace van Gogha ukazują go jako artystę w pełni zdolności twórczych i całkowicie panującego nad sobą.

## Listy
Jednym z najbardziej wiarygodnych źródeł w zrozumieniu malarstwa oraz psychiki Vincenta van Gogha jest zbiór korespondencji pomiędzy nim a jego młodszym bratem, marszandem Theo. Korespondencja ta jest podstawą większości tego, co wiadomo o myślach i poglądach artysty. „Musimy jednak ze sobą często korespondować” – napisał Vincent 13 grudnia 1872 w liście do brata.
Theo wspierał brata finansowo oraz psychicznie bez względu na to, w jak skomplikowanej sytuacji życiowej znajdował się Vincent. Owocem ich długoletniej przyjaźni jest kilkaset listów, które bracia pisali do siebie od roku 1872 do 1890.
Zachowało się ponad 600 listów napisanych przez Vincenta do Theo i 40 napisanych przez Theo do Vincenta. Choć wiele z nich jest niedatowanych, historycy sztuki byli w stanie uporządkować korespondencję chronologicznie. Pozostał problem dotyczący datowania listów napisanych w okresie pobytu van Gogha w Arles. Wiadomo, że tylko w ciągu tego okresu napisał 200 listów do przyjaciół po holendersku, francusku i angielsku. Okres, kiedy van Gogh mieszkał w Paryżu, jest najtrudniejszy do badania przez historyków sztuki, ponieważ bracia mieszkali razem i nie było potrzeby wymiany korespondencji pomiędzy nimi; z tego powodu źródła dla tego okresu są skąpe bądź żadne.
Obok korespondencji pomiędzy Vincentem a Theo pozostałe zachowane dokumenty obejmują listy pisane do Anthona van Rapparda, Émile’a Bernarda, siostry van Gogha Willeminy i jej przyjaciółki Line Kruysse. Listy van Gogha zostały po raz pierwszy opracowane i opatrzone adnotacjami w 1913 przez wdowę po Theo, Johannę van Gogh-Bonger. W przedmowie stwierdziła, że publikuje je z „drżeniem”, ponieważ nie chce, żeby życiowy dramat artysty przesłonił jego dzieło. Sam van Gogh był zagorzałym czytelnikiem biografii innych artystów i oczekiwał, że ich życie będzie zgodne z charakterem ich sztuki.
W dniach od 9 października 2009 do 3 stycznia 2010 w Muzeum Vincenta van Gogha w Amsterdamie została zorganizowana wystawa poświęcona jego listom; pod koniec stycznia wystawa została przeniesiona do Royal Academy of Arts w Londynie (23 stycznia – 18 kwietnia 2010).

## Życiorys

### Dzieciństwo, młodość i powołanie

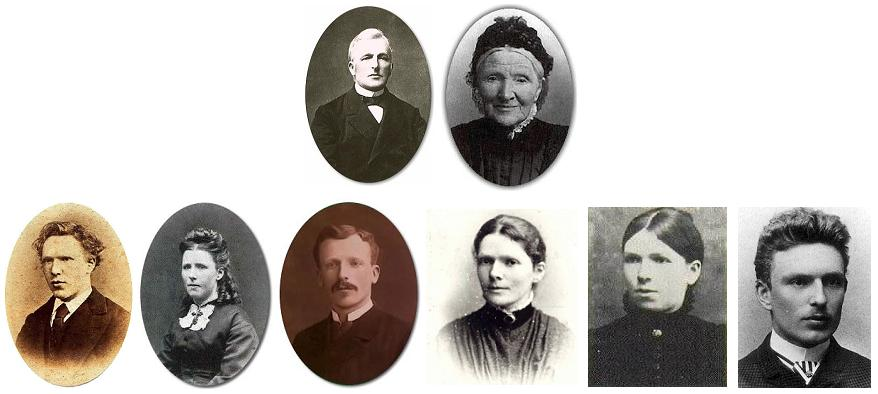
Rodzina Vincenta van Gogha Od góry od lewej: ojciec Theodorus van Gogh, matka Anna Cornelia van Gogh (z domu Carbentus); u dołu od lewej: Vincent Willem, siostra Anna Cornelia, brat Theo, siostra Elisabeth Huberta, siostra Willemina Jacoba, brat Cornelis

Vincent Willem van Gogh urodził się 30 marca 1853 w wiosce Groot-Zundert położonej blisko Bredy w prowincji Brabancja Północna w południowej Holandii. Był synem Anny Cornelii z domu Carbentus i Theodorusa van Gogha, ministra Holenderskiego Kościoła Reformowanego (hol. Nederlandse Hervormde Kerk). Vincent otrzymał imię po dziadku i pierwszym bracie, który urodził się martwy dokładnie rok wcześniej. Zwyczaj ponownego użycia tego samego imienia był rozpowszechniony. Imię Vincent było popularne w rodzinie van Goghów; dziadek Vincenta, również Vincent (1789–1874), zdobył w 1811 stopień naukowy z teologii na Uniwersytecie w Lejdzie. Miał sześciu synów, z których trzech zostało marszandami; jeden z nich nazywał się Vincent (wymieniany w listach van Gogha jako „wuj Cent”). Dziadek Vincent z kolei otrzymał być może to imię po wuju ojca, popularnym rzeźbiarzu Vincencie van Goghu (1729–1802). Sztuka i religia to były te dwa zajęcia, ku którym ciążyła rodzina van Goghów. Theodorus i Anna Cornelia van Gogh mieli sześcioro dzieci. Vincent Willem był pierworodnym, a po nim przyszły na świat trzy siostry: Anna Cornelia (ur. 1855), Elisabeth Huberta (ur. 1859) i Willemina Jacoba (ur. 1862) oraz dwaj bracia: Theo (ur. 1857) i Cornelis Vincent (ur. 1867). Vincent utrzymywał bliskie kontakty tylko z dwojgiem z rodzeństwa: Willeminą i Theo.
Jako dziecko Vincent był poważny, milczący i zamyślony. Od 1860 chodził do szkoły w Zundert, gdzie jedyny katolicki nauczyciel miał pod opieką ok. 200 uczniów. Od 1861 Vincent i jego siostra Anna pobierali nauki w domu pod okiem guwernantki. 1 października 1864 Vincent wyjechał do szkoły podstawowej z internatem prowadzonej przez Jan Provily’ego w Zevenbergen, ok. 32 km od Zundert. Rozstanie z domem rodzinnym wywołało u Vincenta cierpienia psychiczne, których echa powracać będą również w okresie dorosłym. 15 września 1866 poszedł do szkoły średniej Koning Willem II college w Tilburgu. Constantijn C. Huysmans, popularny paryski artysta, uczył van Gogha rysunku w szkole i był zwolennikiem systematycznego podejścia do tego tematu. W marcu 1868 van Gogh nagle porzucił szkołę i powrócił do domu. W późniejszych latach tak skomentował ten okres: „moja młodość była ponura, zimna i jałowa”. W lipcu 1869 wuj pomógł mu w zdobyciu posady w firmie handlującej dziełami sztuki, Goupil & Cie w Hadze. W czerwcu 1873, po przeszkoleniu, szef firmy przeniósł go do Londynu. Van Gogh znalazł lokum przy Hackford Road 87 w dzielnicy Brixton, pracował natomiast przy Southampton Street 17, gdzie mieściła się londyńska filia Messrs. Goupil & Co. Był to dla niego pomyślny czas – powodziło mu się w pracy – mając 20 lat zarabiał więcej niż jego ojciec. Żona Theo zauważyła później, że był to najszczęśliwszy rok w życiu van Gogha. Zakochał się w córce Eugénie Loyer, gospodyni domu, w którym wynajmował mieszkanie. Kiedy jednak wyznał jej uczucie, odrzuciła go, tłumacząc, że już dyskretnie zaręczyła się z poprzednim lokatorem. Van Gogh czuł się coraz bardziej osamotniony i zaangażowany w sprawy religijne. Ojciec i wuj wysłali go do Paryża, żeby pracował w placówce handlowej. Złościło go jednak traktowanie sztuki jak towaru, co zauważali także klienci. 1 kwietnia 1876 jego praca dobiegła końca.
Van Gogh powrócił do Anglii, do pracy bez wynagrodzenia. Otrzymał posadę nauczyciela na zastępstwie w niewielkiej szkole z internatem, położonej naprzeciwko portu w Ramsgate, którego kilka szkiców wykonał. Kiedy właściciel szkoły przeniósł się do Isleworth w Middlesex, van Gogh podążył za nim, podróżując pociągiem do Richmond, a resztę dystansu pokonując pieszo. Z pracy w nowym miejscu nic jednak nie wyszło i van Goghowi pozostało jedynie zajęcie w charakterze asystenta ministra w kościele metodystycznym, zgodnie ze swym pragnieniem „głoszenia ewangelii wszędzie”. Na święta Bożego Narodzenia powrócił do domu i podjął pracę w księgarni w Dortrechcie, która trwała 6 miesięcy. Nie był jednak zadowolony z nowej posady i większość czasu spędzał na zapleczu sklepu rysując coś machinalnie lub tłumacząc ustępy z Biblii na angielski, francuski i niemiecki.
Religijne emocje van Gogha wzbierały do momentu, w którym poczuł, że odkrył u siebie prawdziwe powołanie. W celu wsparcia jego starań o zostanie pastorem, rodzina wysłała go w maju 1877 na studia teologiczne do Amsterdamu. Van Gogh zatrzymał się tam u wuja Jana van Gogha, wiceadmirała marynarki wojennej. Do egzaminu wstępnego przygotowywał się pod kierunkiem wuja Johannesa Strickera, szanowanego teologa, którego najbardziej znanym dziełem było dwutomowe wydawnictwo Jezus van Nazareth volgens de Historie Geschetst. Van Gogh egzaminu nie zdał i w lipcu 1878 opuścił dom wuja Jana. Uczestniczył następnie, również bez powodzenia, w trzymiesięcznym kursie zorganizowanym przez protestancką szkołę misyjną Vlaamsche Opleidingsschool w Laeken koło Brukseli.

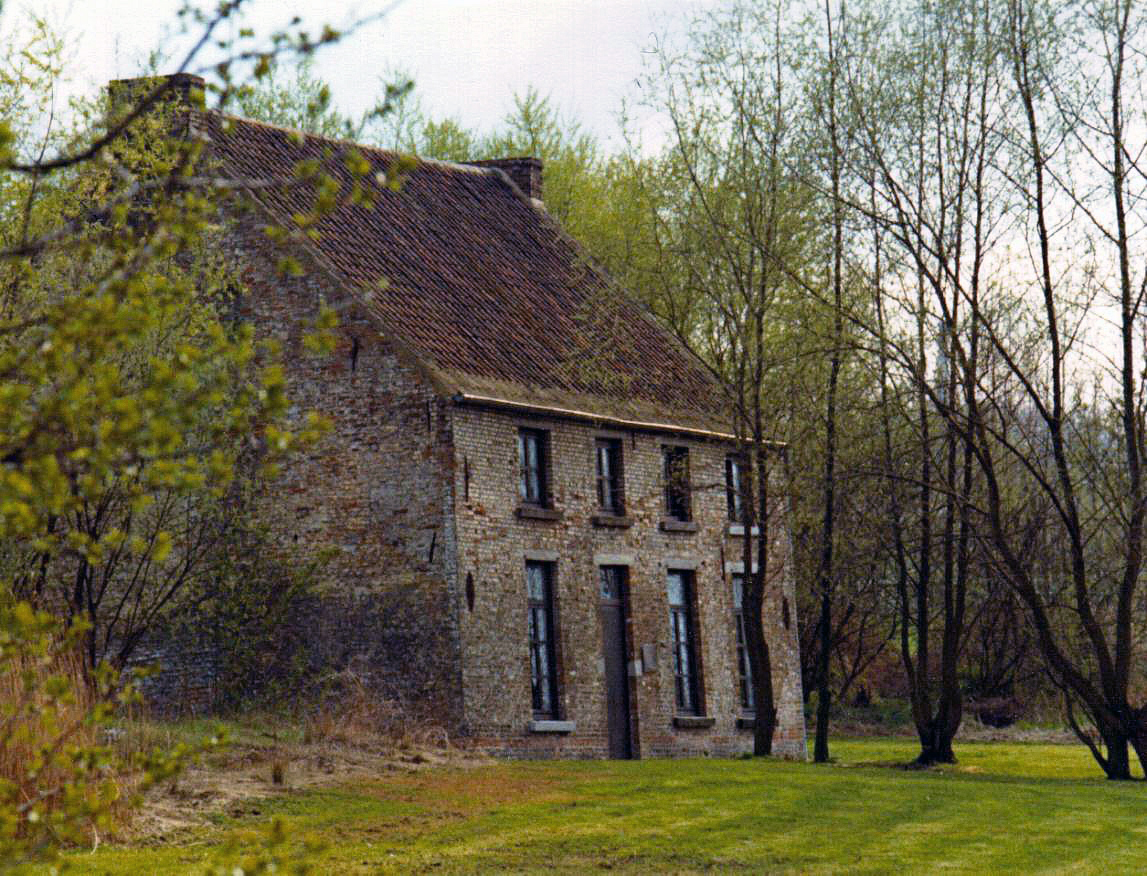
Dom w Cuesmes, w którym van Gogh mieszkał w 1880 i w którym podjął decyzję zostania artystą

W styczniu 1879 otrzymał tymczasową posadę misjonarza w wiosce Wasmes w górniczym okręgu Borinage w Belgii. Przyjmując chrześcijaństwo jako logiczny punkt odniesienia van Gogh wybrał życie takie, jakie wiedli ci, do których kierował swoje przesłanie – dzielił ich niedostatki do tego stopnia, że spał na słomie w małym baraku na zapleczu piekarni, który był jego lokum. Żona piekarza opowiadała, że słyszała jak van Gogh szlochał całą noc w baraku. Jego wybór życia w nędznych warunkach nie zyskał uznania w oczach skonsternowanych władz kościelnych, które zwolniły go za „podważanie godności kapłaństwa”. Van Gogh udał się następnie do Brukseli, powrócił na krótko do Cuesmes w Borinage, ale uległ presji rodziców, żeby wrócić do domu, do Etten. W domu przebywał mniej więcej do marca następnego roku, co było przyczyną narastającego niepokoju i frustracji jego rodziców. Szczególny konflikt miał miejsce między Vincentem a ojcem; Theodorus dowiadywał się o możliwość oddania syna pod opiekę w zakładzie psychiatrycznym w Geel. Van Gogh powrócił do Cuesmes, gdzie do października wynajmował lokum wspólnie z górnikiem o nazwisku Charles Decrucq. Coraz bardziej interesowali go ludzie i to co się wokół niego działo. Upamiętniał spędzany tam czas swoimi rysunkami i w tym samym roku, idąc za sugestią Theo, zainteresował się poważnie sztuką udając się jesienią do Brukseli, żeby rozpocząć studia u prominentnego holenderskiego artysty Willema Roelofsa. Roelofs przekonał van Gogha, pomimo jego niechęci do oficjalnych szkół artystycznych, do zapisania się do Królewskiej Akademii Sztuk Pięknych (Académie Royale des Beaux-Arts) w Brukseli. 15 listopada 1880 van Gogh został umieszczony na liście słuchaczy akademii. W trakcie zajęć studiował nie tylko anatomię, ale też klasyczne zasady pozowania i perspektywy, o których powiedział: „...musisz umieć narysować najdrobniejszy szczegół”. Wysłał nawet pierwsze prace do domu, żeby zobaczył je ojciec.
Van Gogh w czasie kiedy głosił słowo Boże zapragnął zostać artystą, stwierdzając:

...Spróbuj zrozumieć ostatnie słowo tego, co wielcy artyści, poważni artyści mówią poprzez swoje arcydzieła; w tym będzie Bóg. Jedni napisali lub powiedzieli o tym w książce, a inni w obrazie.

### Etten, Haga i Drenthe (1881–1883)
W kwietniu 1881 van Gogh przeniósł się razem z rodzicami na wieś, do Etten, gdzie kontynuował rysowanie, często wykorzystując sąsiadów jako modeli. W ciągu lata spędzał wiele czasu na spacerach i rozmowach ze swą niedawno owdowiałą kuzynką, Kee Vos-Stricker. Była ona córką starszej siostry matki i Johannesa Strickera, który okazał swą serdeczność artyście. Kee była 7 lat starsza od Vincenta i miała 8-letniego syna. Van Gogh zaproponował jej małżeństwo, ale odrzuciła jego propozycję słowami: Nie, nigdy, przenigdy. Później, w listopadzie, van Gogh napisał ostry list do wuja Strickera, po czym pospiesznie wyjechał do Amsterdamu, gdzie ponownie rozmawiał z nim przy różnych okazjach. Kee odmawiała spotkania się z nim, a jej rodzice pisali: „Twoja natarczywość jest odrażająca”. Vincent, w geście rozpaczy, włożył rękę w płomień lampy, mówiąc: „Niech widzę ją tak długo, jak długo utrzymam rękę w płomieniu”; nie bardzo pamiętał, co się dalej działo, ale później domyślił się, że to wuj zgasił płomień lampy. Dał van Goghowi jasno do zrozumienia, że o małżeństwie nie ma mowy, podając jako powód jego niezdolność do samodzielnego utrzymania się. Van Gogha bardzo dotknęły poglądy wuja i jego wcześniejsza hipokryzja.

Pierwszy obraz olejny van Gogha: Martwa natura z kapustą i drewniakami, Haga (1881), Muzeum Vincenta van Gogha

W ostatnią niedzielę listopada 1881 van Gogh wyjechał do Hagi, gdzie zatrzymał się u kuzyna, malarza Antona Mauve (1838–1888). Jeszcze w grudniu 1881 pod okiem Mauve namalował dwa pierwsze obrazy olejne: Martwa natura z kapustą i drewniakami i Martwa natura z kuflem piwa i owocami. Jego pierwsze kroki w malowaniu były ostrożne i niezobowiązujące – jako temat wybrał martwe przedmioty i zgodnie z tym, czego się nauczył w Akademii Sztuk Pięknych w Brukseli, usiłował stworzyć przestrzeń i efekty świetlne w przypadkowym zestawieniu przedmiotów, umieszczonych na płaskim, brunatnym tle.
Przed świętami Bożego Narodzenia van Gogh przyjechał do Etten. Podczas świąt pomiędzy nim a ojcem doszło do gwałtownej kłótni. Powodem była odmowa Vincenta pójścia do kościoła na nabożeństwo, a także sprawy związane z Kee. W efekcie kłótni ojciec kazał synowi wynieść się z domu. Van Gogh jeszcze tego samego dnia wyjechał ponownie do Hagi.

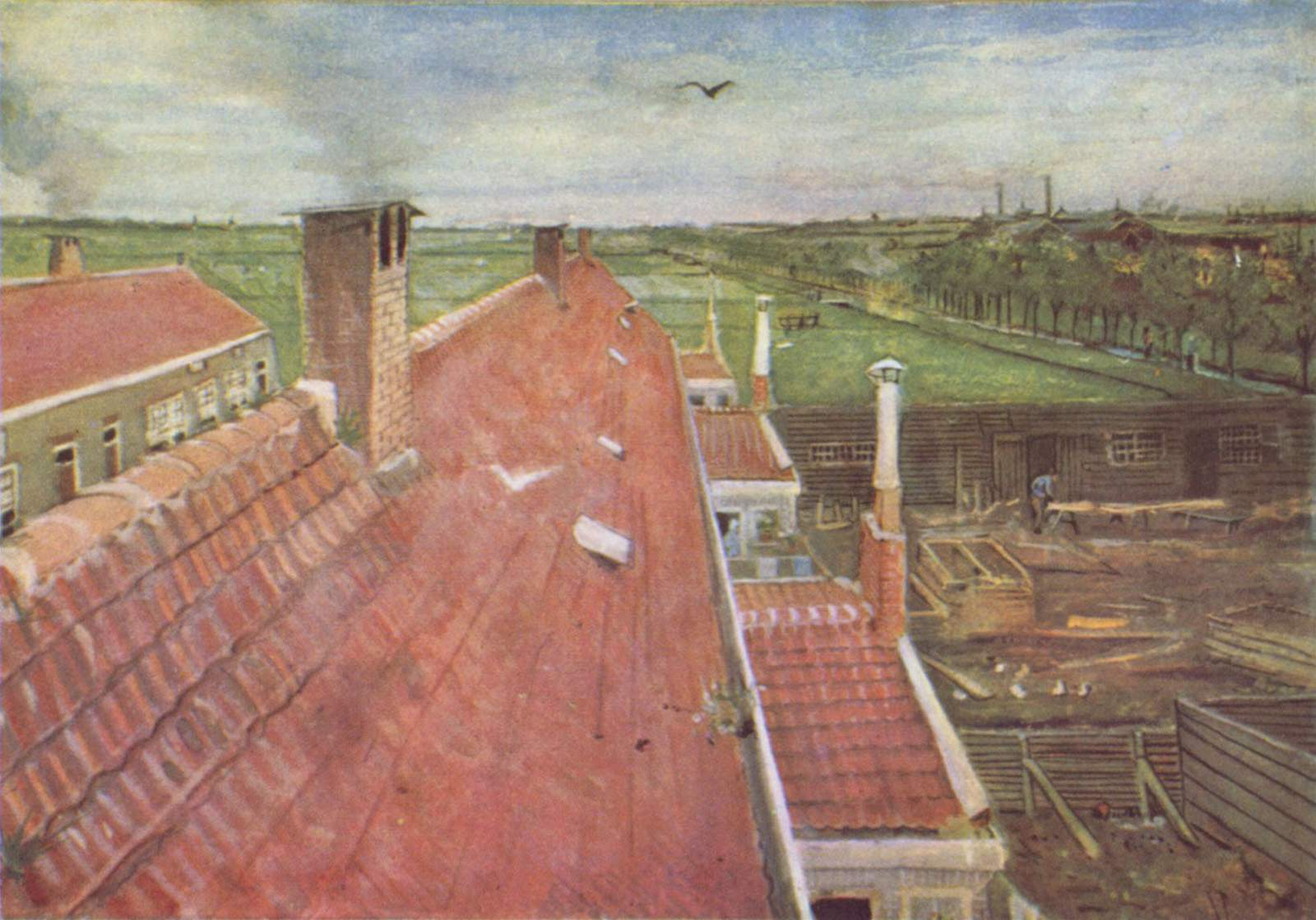
Dachy, widok z atelier, Haga (1882), akwarela, kolekcja prywatna

Zatrzymał się u Mauve. Mauve wprowadzał go w tajniki zarówno malarstwa olejnego, jak i akwareli i pożyczył mu pieniądze na zorganizowanie atelier, które van Gogh zaczął wynajmować od 1 stycznia 1882; wkrótce jednak doszło między nimi do różnicy zdań, być może z powodu sporu na temat rysunku, który van Gogh wykonał na podstawie odlewów gipsowych. Wyglądało na to, że Mauve nagle zaczął być oziębły w stosunku do van Gogha i nie zwrócił mu szeregu jego listów.

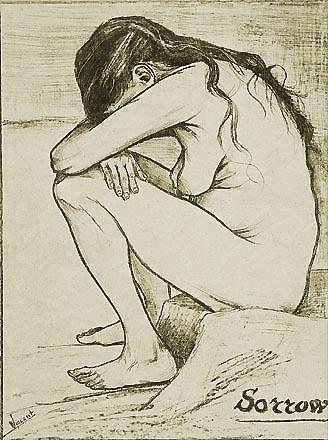
Smutek (Sien Hoornik)

Van Gogh podejrzewał, że Mauve dowiedział się o jego nowym związku z prostytutką-alkoholiczką, Clasiną Marią „Sien” Hoornik (1850–1904) i jej małą córką. Van Gogh spotkał Sien Hoornik pod koniec stycznia 1882. Miała ona 5-letnią córkę i była w ciąży. Wcześniej urodziła dwoje dzieci, które zmarły, o czym van Gogh nie wiedział. W liście do brata van Gogh wspominał, że przygarnął Sien Hoornik z litości, ponieważ wyglądała nędznie. Została modelką artysty. Sporządził on szereg rysunków jej i jej córki; należy do nich Smutek, który jest prawdopodobnie tym rysunkiem van Gogha, który najbardziej zapada w pamięć. 2 lipca Sien Hoornik urodziła syna, Willema. Kiedy ojciec van Gogha dowiedział się o szczegółach związku syna z prostytutką, zaczął wywierać na niego presję, żeby ją oddalił wraz z jej dziećmi. Vincent początkowo sprzeciwiał się naleganiom ojca.
Wuj van Gogha, marszand Cornelis van Gogh (1826–1908), zamówił u niego 20 atramentowych rysunków przedstawiających widoki miasta, które artysta ukończył pod koniec maja. W czerwcu 1882 van Gogh spędził 3 tygodnie w szpitalu, ponieważ zdiagnozowano u niego rzeżączkę. Latem zaczął malować obrazy olejne. Na jesieni 1883, po roku wspólnego życia, van Gogh odprawił Sien Hoornik i jej dwoje dzieci. Zamierzał usunąć ją z miasta, ale ostatecznie zmienił zdanie. Możliwe, że to brak pieniędzy zmusił Sien Hoornik do powrotu do prostytucji. Dom van Gogha stał się przez to mniej radosny, ale artysta prawdopodobnie czuł, że życie rodzinne jest nie do pogodzenia z jego artystycznym rozwojem. Po odejściu od van Gogha Sien Hoornik oddała córkę na wychowanie swojej matce, a syna Willema – bratu. Wyjechała następnie do Delftu, a później do Antwerpii. Willem wspominał, że kiedy miał ok. 12 lat, zabrano go, żeby odwiedził matkę w Rotterdamie, gdzie jego wuj próbował przekonać Sien, aby wyszła za mąż w celu wykazania ślubnego pochodzenia dziecka. Willem zapamiętał słowa matki: „Ależ ja wiem, kto jest ojcem. Był on artystą, z którym żyłam prawie 20 lat temu w Hadze. Nazywa się Van Gogh”. Zwracając się do Willema, powiedziała: „Dostałeś imię po nim”. Willem uwierzył, że jest synem van Gogha, choć z daty jego urodzin wynikało, że to niemożliwe. W latach późniejszych Sien Hoornik prowadziła wędrowny tryb życia, przenosząc się z miejsca na miejsce i zarabiając na życie jako prostytutka. W 1901, dla dobra dzieci, wyszła w Amsterdamie za mąż za mężczyznę w wieku ok. 50 lat. W 1904 popełniła samobójstwo rzucając się do rzeki Skaldy.

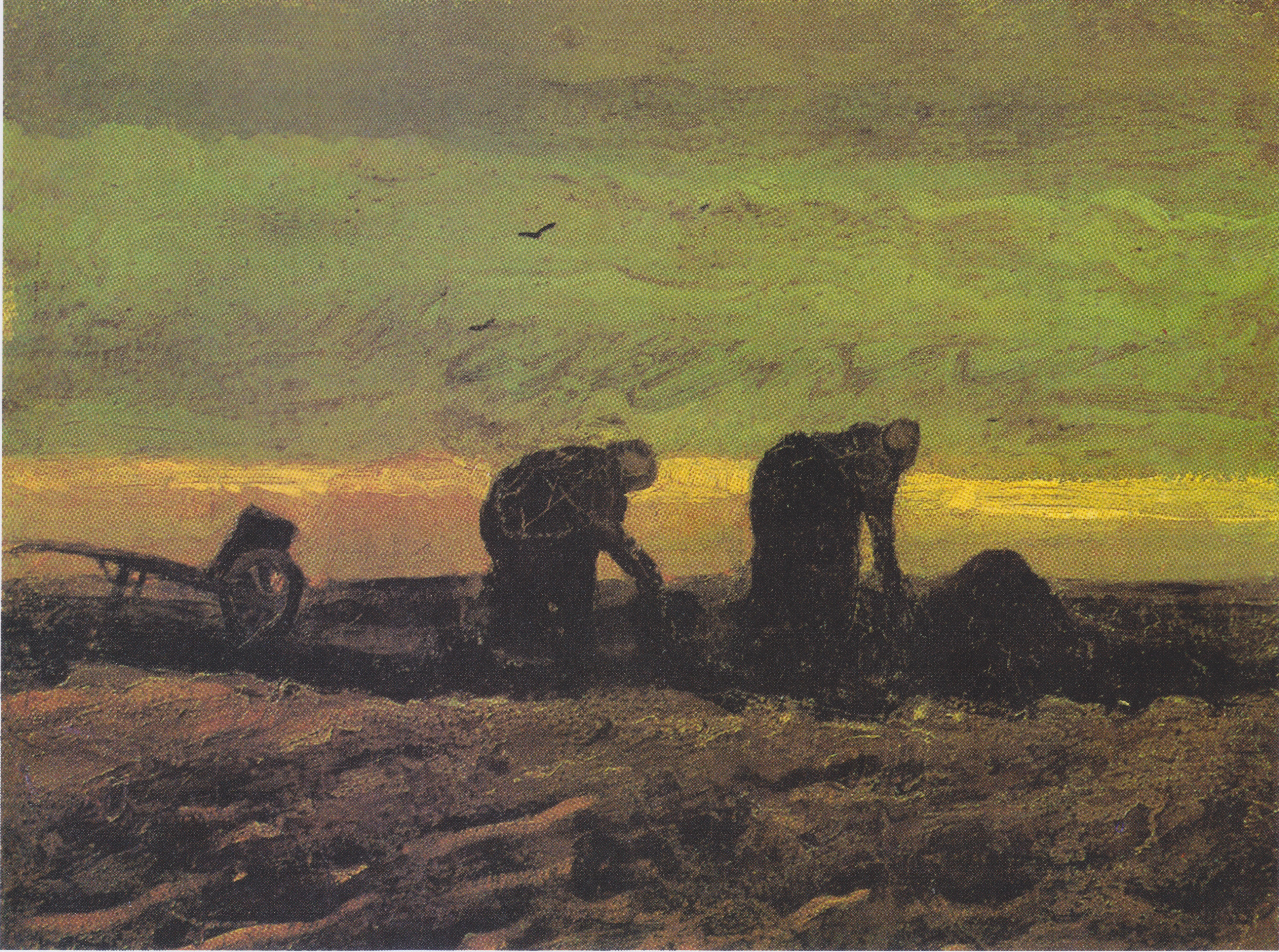
Jeden z obrazów namalowanych podczas pobytu w Drenthe: Dwie chłopki kopiące torf, Nieuw-Amsterdam (1883), Muzeum Vincenta van Gogha

Po odprawieniu Sien van Gogh wyjechał do prowincji Drenthe w północnej Holandii. Przypadł mu do gustu równinny krajobraz tej krainy, idący w parze z jego samotnością. Artysta zamieszkał najpierw w miejscowości Hoogeveen, a po miesiącu przeniósł się do położonego blisko niemieckiej granicy Nieuw-Amsterdam, który, jak dowiedział się w Hadze, był często odwiedzany przez artystów. Podczas pobytu w Drenthe van Gogh zarówno malował, jak i rysował. Zaczął zgłębiać teorie dotyczące koloru i próbował nieco zmienić swój styl używając jaśniejszych barw obok dotychczas stosowanych, ciemnych tonacji. Męczyło go poczucie winy po porzuceniu Sien, do tego stopnia że gdy pewnego razu spacerując spotkał nieznajomą ubogą kobietę z małym dzieckiem, łzy napłynęły mu do oczu. W tym czasie nadeszły też złe wiadomości od Theo. Z powodu kiepskich wyników finansowych prowadzonej przez niego galerii przy Boulevard Monmatre Theo popadł w niełaskę u swoich pracodawców. Zniechęcony, nosił się z zamiarem wyjazdu do Stanów Zjednoczonych i otwarcia własnej galerii w Nowym Jorku. Dla Vincenta oznaczało to, że brat, przynajmniej na razie, nie będzie w stanie wspierać go finansowo. Vincent okazał jednak zrozumienie sytuacji, w jakiej znalazł się Theo. Nie bardzo jednak wiedział, co robić dalej. W grudniu 1883 powrócił do rodziców, którzy w międzyczasie przeprowadzili się do Nuenen, małej wioski w północnej Brabancji, niedaleko Eindhoven.

### Nuenen (1883–1885)

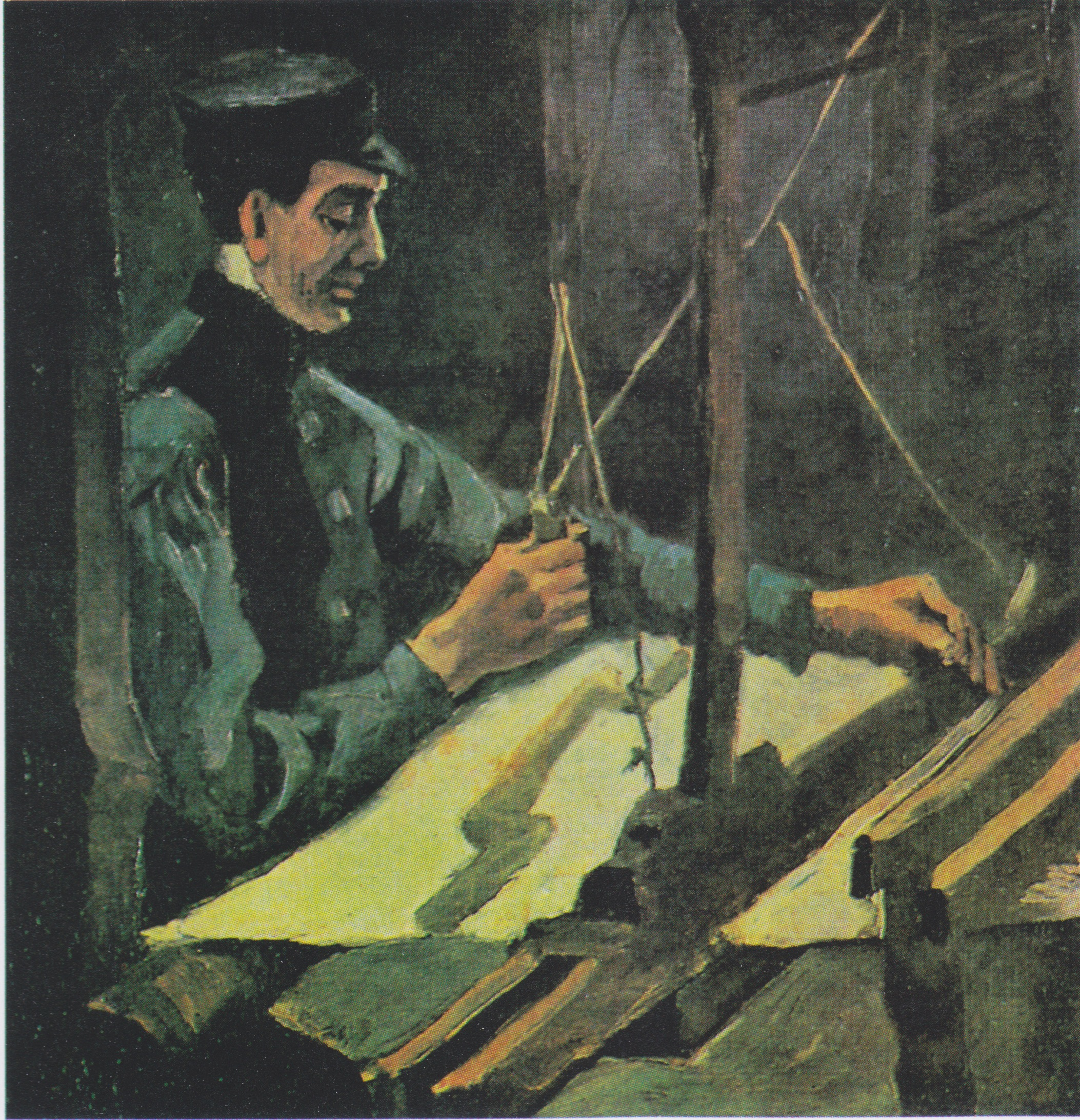
Pierwszy obraz namalowany przez Vincenta van Gogha po przybyciu do Nuenen – Tkacz zwrócony w prawo (półpostać), styczeń 1884, Collection H.R. Hahnloser, Berno

Podczas pobytu w Nuenen van Gogh postanowił oddać się całkowicie malarstwu, zwłaszcza olejnemu, z którym przedtem niezbyt dobrze sobie radził. Podjął próbę udoskonalenia trzech gatunków, na których dotychczas skupiał uwagę: martwej natury, pejzażu i malarstwa rodzajowego. Zwłaszcza ten ostatni gatunek stał się widoczny w jego pracach; po przybyciu do Nuenen van Gogh bardzo szybko zawarł znajomość z mieszkańcami wioski, głównie z tymi biednymi. Był zafascynowany ich codziennym życiem i zajęciami. Pierwszym obrazem był tkacz podczas pracy przy krosnach. Artysta wykonał całą serię rysunków, akwarel i obrazów olejnych opartych na tym temacie; zachowało się ich ok. 30. Dzięki pieniądzom otrzymywanym od Theo mógł płacić tkaczom za ich pozowanie przy malowniczych krosnach. Tkaczy darzył podobną sympatią, jak przedtem górników w belgijskim Borinage. Z powstałych wówczas rysunków i obrazów uczynił swoisty ilustracyjny reportaż, malowniczy i ekspresyjny dzięki kontrastowi między światłem a ciemnością w ciasnych, wiejskich izbach. Polubił też ogromne maszyny, na których pracowali tkacze i które wypełniały całe pomieszczenie; fascynowały go przy tym techniczne detale warsztatu tkackiego i relacje między urządzeniem a człowiekiem, który pracując ciężko od rana do wieczora aby zarobić na utrzymanie, stawał się więźniem swoich krosien.
W Nuenen van Gogh zajmował się też rysowaniem, prosząc chłopców, żeby przynosili mu ptasie gniazda jako motyw malarski; sporządził też wiele szkiców przedstawiających tkaczy i ich chałupy. Na jesieni 1884 van Goghowi w jego malarskich eskapadach często towarzyszyła Margot Begemann, córka sąsiadów, starsza od niego o 10 lat. Zakochała się w nim, a Vincent odwzajemnił jej uczucia, choć z mniejszym entuzjazmem. Postanowili się pobrać, ale pomysł spotkał się ze sprzeciwem rodzin. W efekcie Margot zażyła strychninę. Została uratowana, kiedy van Gogh zawiózł ją do pobliskiego szpitala. 26 marca 1885 zmarł na atak serca jego ojciec; strata ta bardzo zmartwiła Vincenta.
Na przełomie lat 1884–1885 van Gogh sporządził też ponad 40 szkiców głów wieśniaków. Wybierał do pozowania tych, których wygląd uważał za zgodny z jego wyobrażeniami dotyczącymi chłopów: ludzi o grubych, płaskich twarzach, niskich czołach i grubych wargach, wyolbrzymiając nawet te cechy przy malowaniu.

Studium twarzy wieśniaków z Nuenen
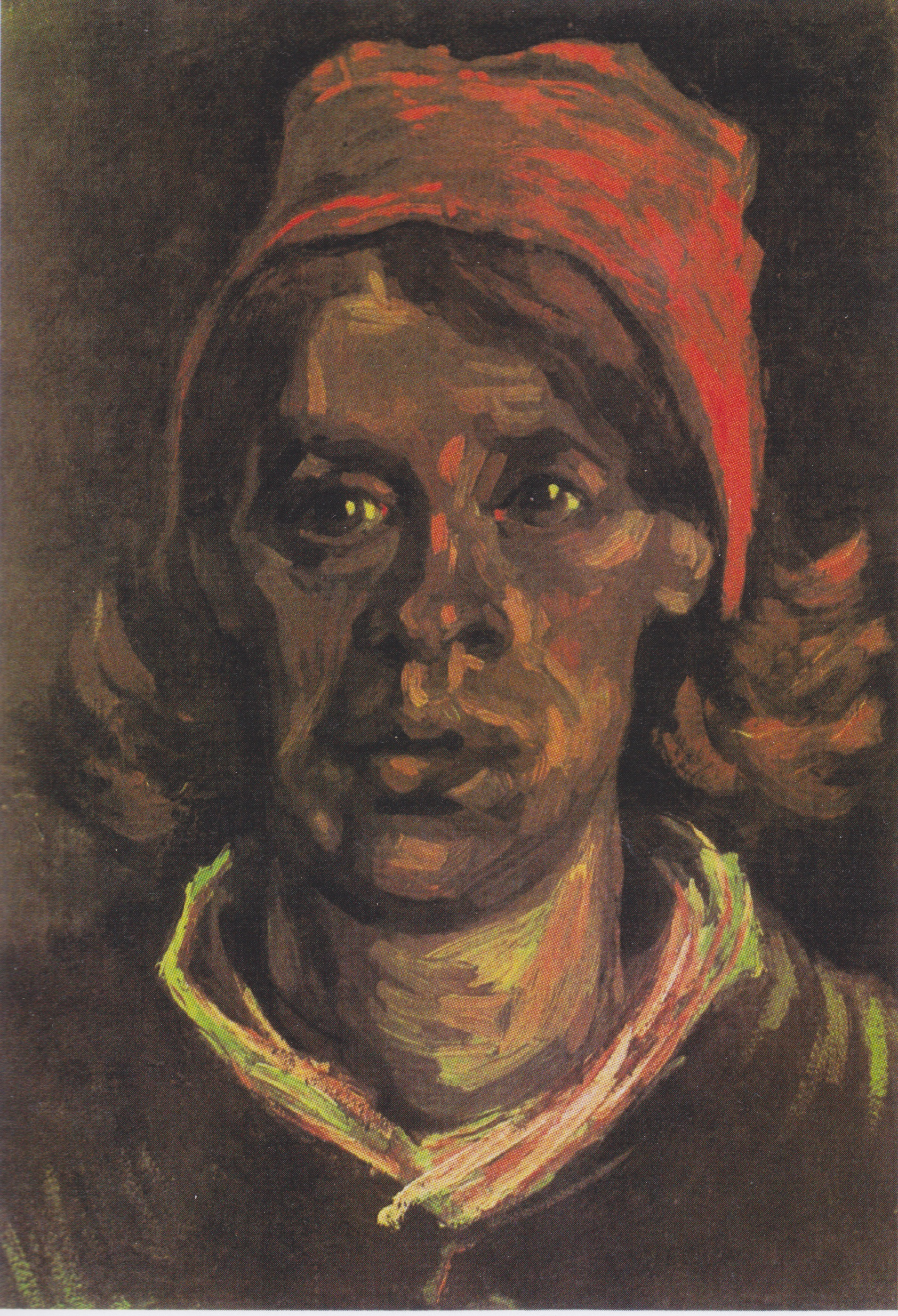
Głowa wieśniaczki w czerwonym czepcu, 1885, nr kat.: F 160, Muzeum Vincenta van Gogha
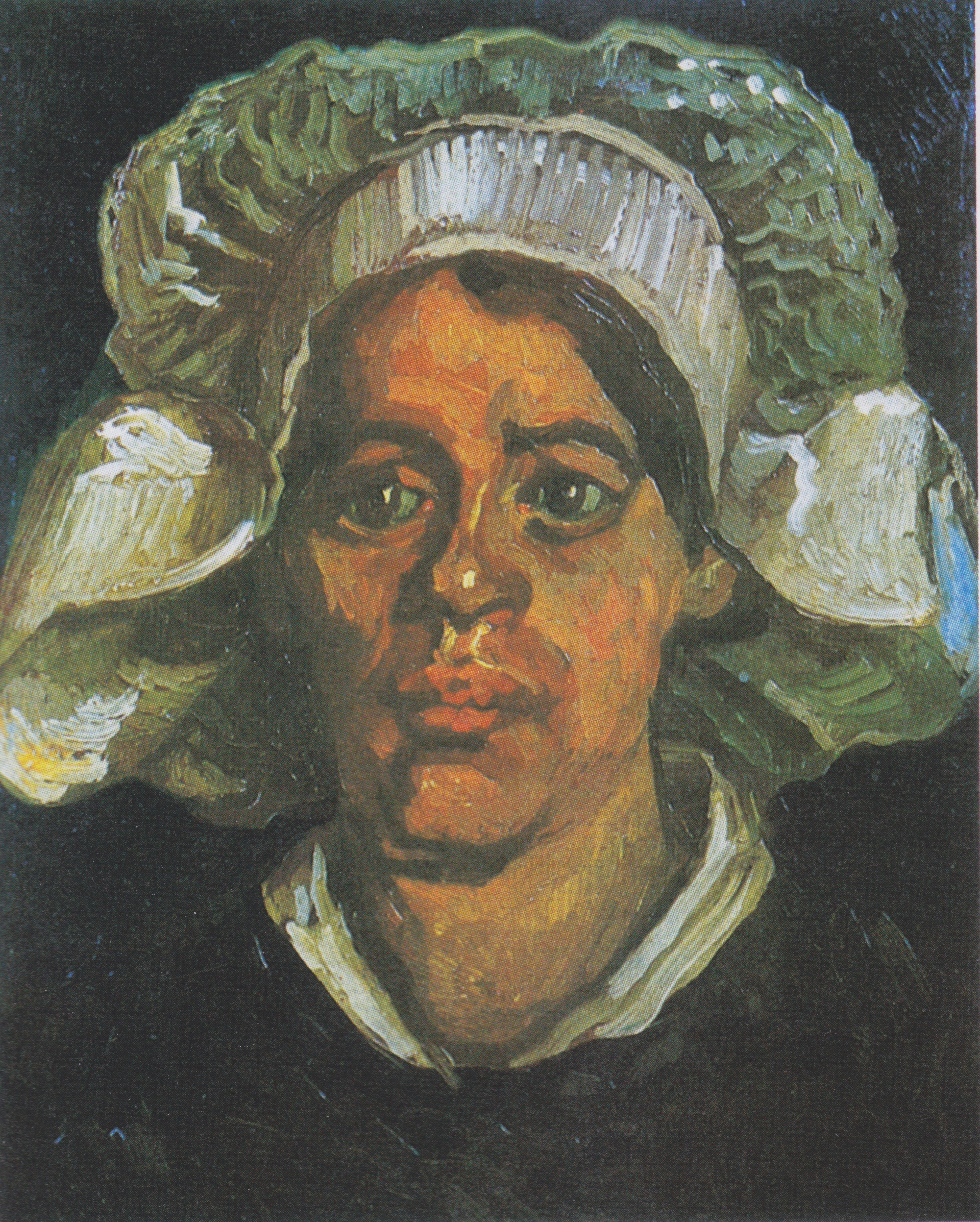
Głowa wieśniaczki w białym czepcu, 1885, nr kat.: F 85, Kröller-Müller Museum
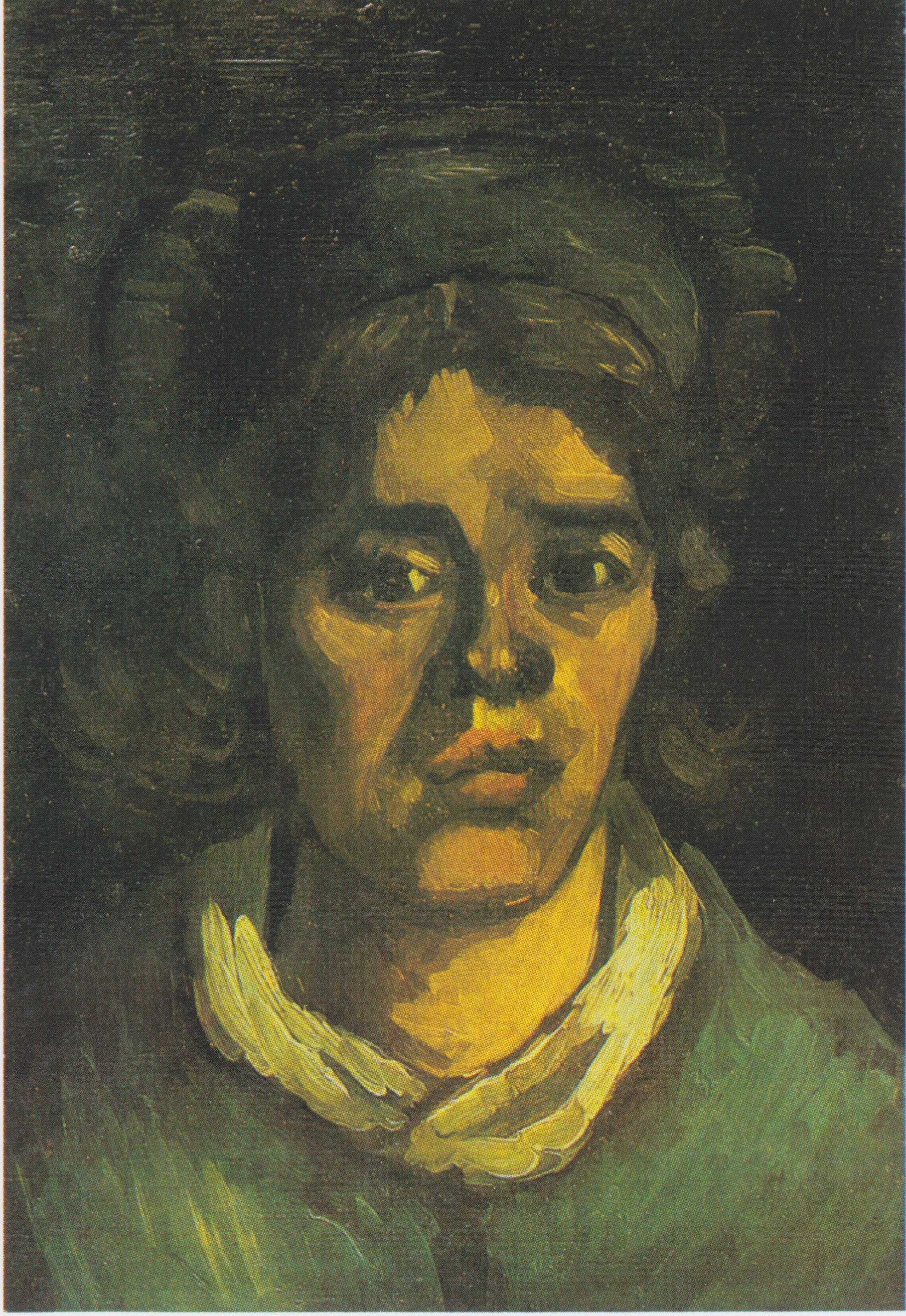
Głowa wieśniaczki w czarnym kapturze, 1885, nr kat.: F 69, Muzeum Vincenta van Gogha
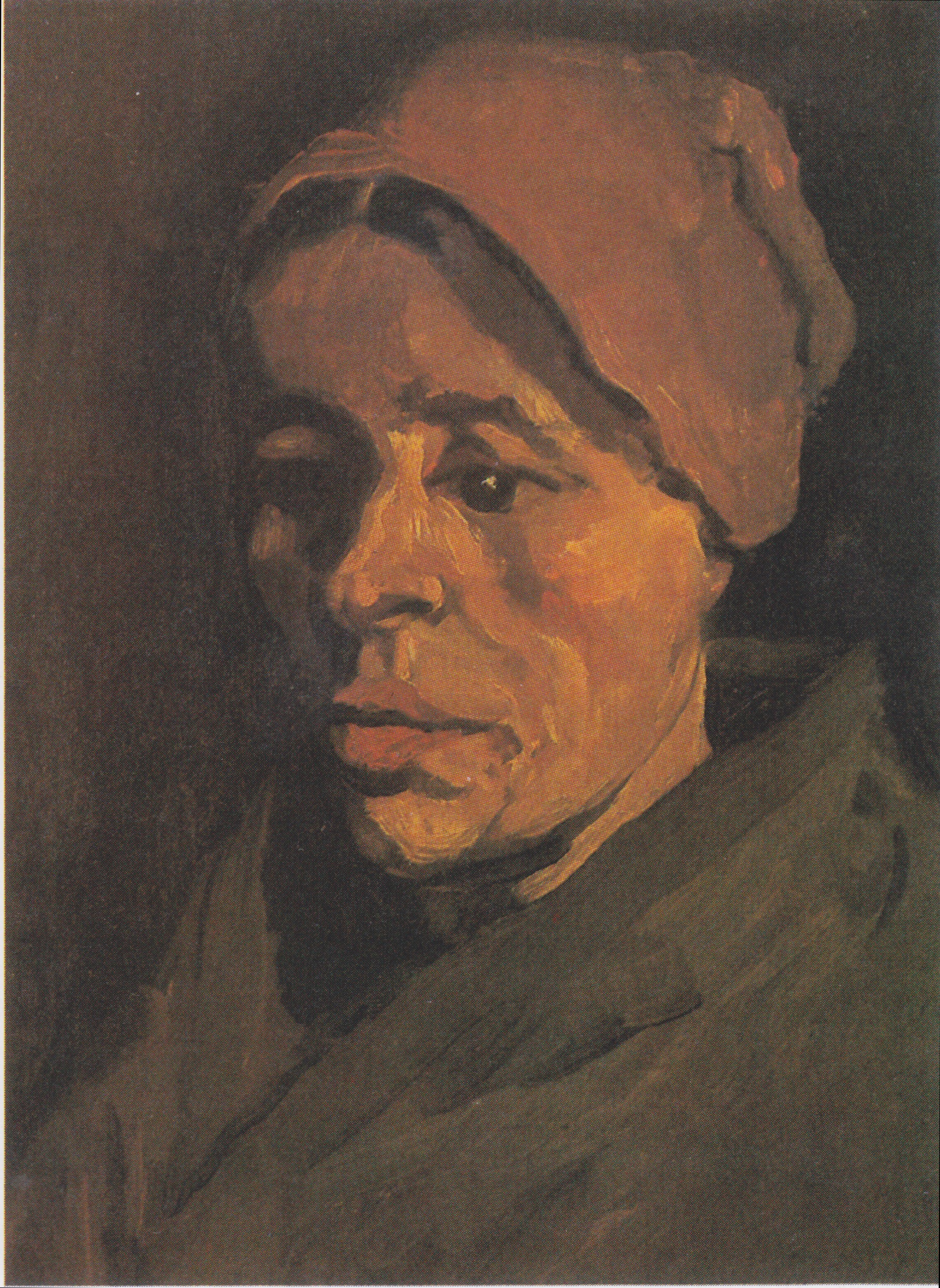
Głowa wieśniaczki w brązowym kapturze, 1885, nr kat.: F 154, Kröller-Müller Museum
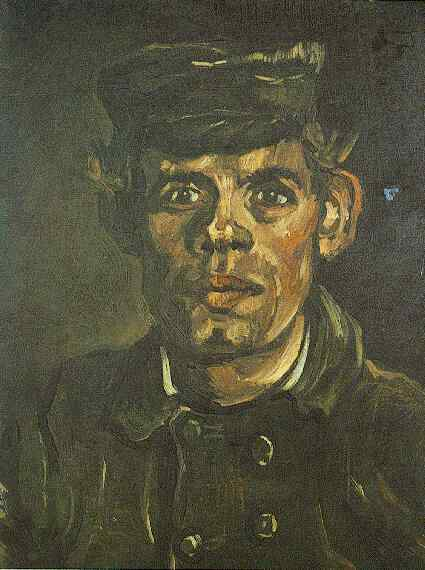
Głowa młodego wieśniaka w czapce z daszkiem, 1885, nr kat.: F 163,
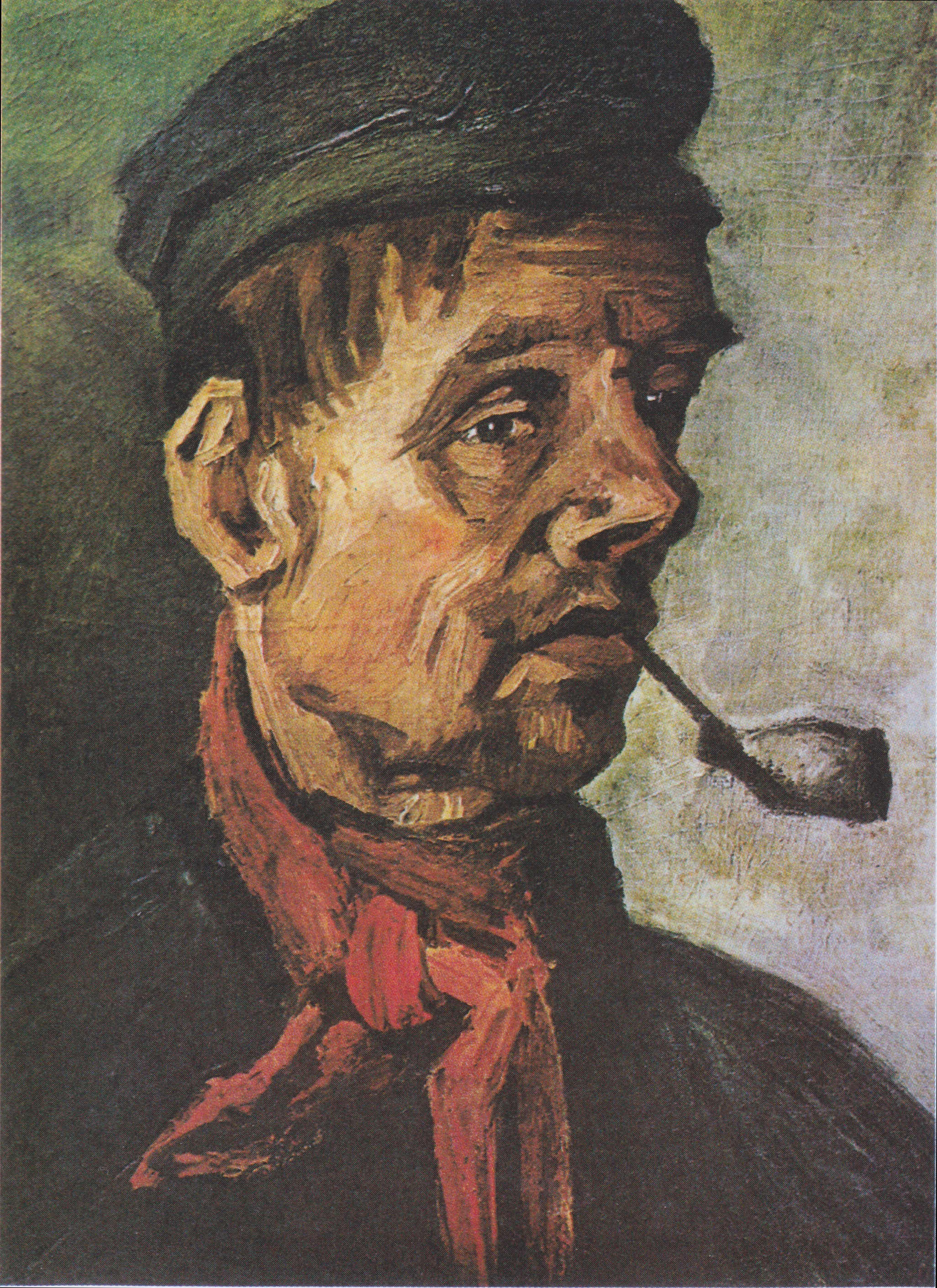
Głowa wieśniaka z fajką, 1885, nr kat.: F 169, Kröller-Müller Museum

Po raz pierwszy zainteresowano się w Paryżu jego pracą. Wiosną 1885 ukończył obraz, uważany powszechnie za jego pierwsze wielkie dzieło – Jedzący kartofle (hol.: De Aardappeleters).

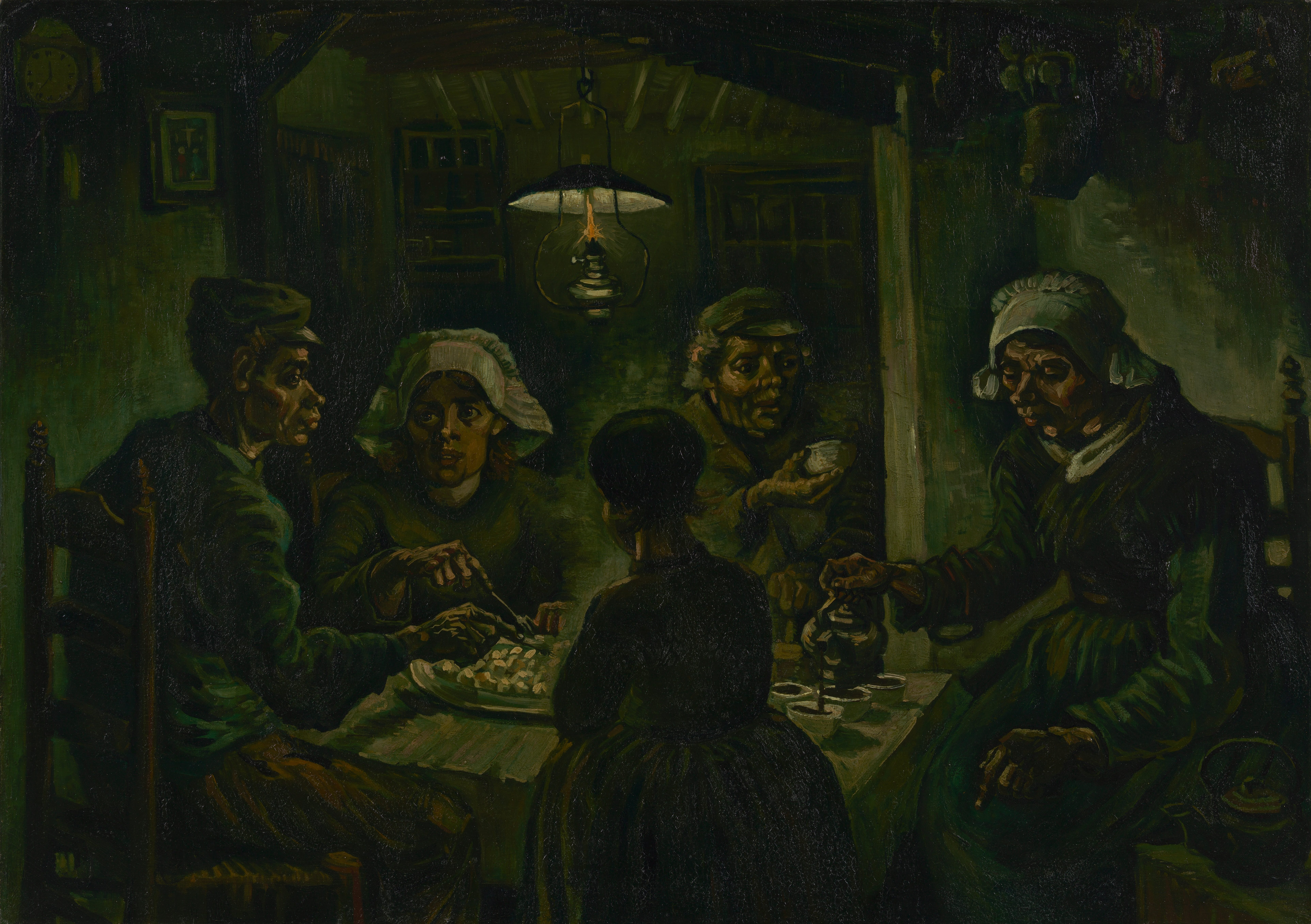
Jedzący kartofle (1885), Muzeum Vincenta van Gogha

Przed namalowaniem obrazu van Gogh wykonał dużą ilość szkiców głów, wnętrz, detali dotyczących rąk czy czajnika na kawę, a także szkiców kompozycyjnych. Kiedy ukończył pracę, podpisał ją swym imieniem: Vincent. Obraz ukazuje pięć osób jedzących kartofle, siedzących wokół prostego, drewnianego stołu. Młodsza kobieta ma przed sobą naczynie pełne ziemniaków, które – z wyrazem zapytania na twarzy – rozdziela pomiędzy zgromadzonych. Starsza z kobiet nalewa kawę zbożową do kubków. Wnętrze oświetla mdłym blaskiem lampa naftowa ukazując w całej rozciągłości ubóstwo domostwa, ale też i dodając jej podniosłej atmosfery. W sierpniu tego samego roku dzieło to zostało wystawione po raz pierwszy – w oknie marszanda Leursa w Hadze. Van Gogh został oskarżony o uwiedzenie siłą jednej z młodych wiejskich modelek, która we wrześniu zaszła w ciążę. W rezultacie katolicki ksiądz z wioski zabronił parafiankom pozowania artyście.
Po dwóch latach, już z Paryża, van Gogh napisał do siostry Willeminy:

Kiedy myślę o mojej własnej pracy, to przede wszystkim obraz wieśniaków jedzących kartofle, który namalowałem w Nuenen, jest najlepszym, jaki namalowałem.

W ciągu 1885 van Gogh namalował szereg obrazów przedstawiających martwe natury. Krytycy i pisarze cenią zwłaszcza dwie z nich za ich maestrię techniczną – Martwą naturę ze słomkowym kapeluszem i Martwą naturę z chodakami i naczyniami. Oba obrazy charakteryzują się gładkimi i starannymi pociągnięciami pędzla i znakomitym cieniowaniem kolorów.

Martwe natury
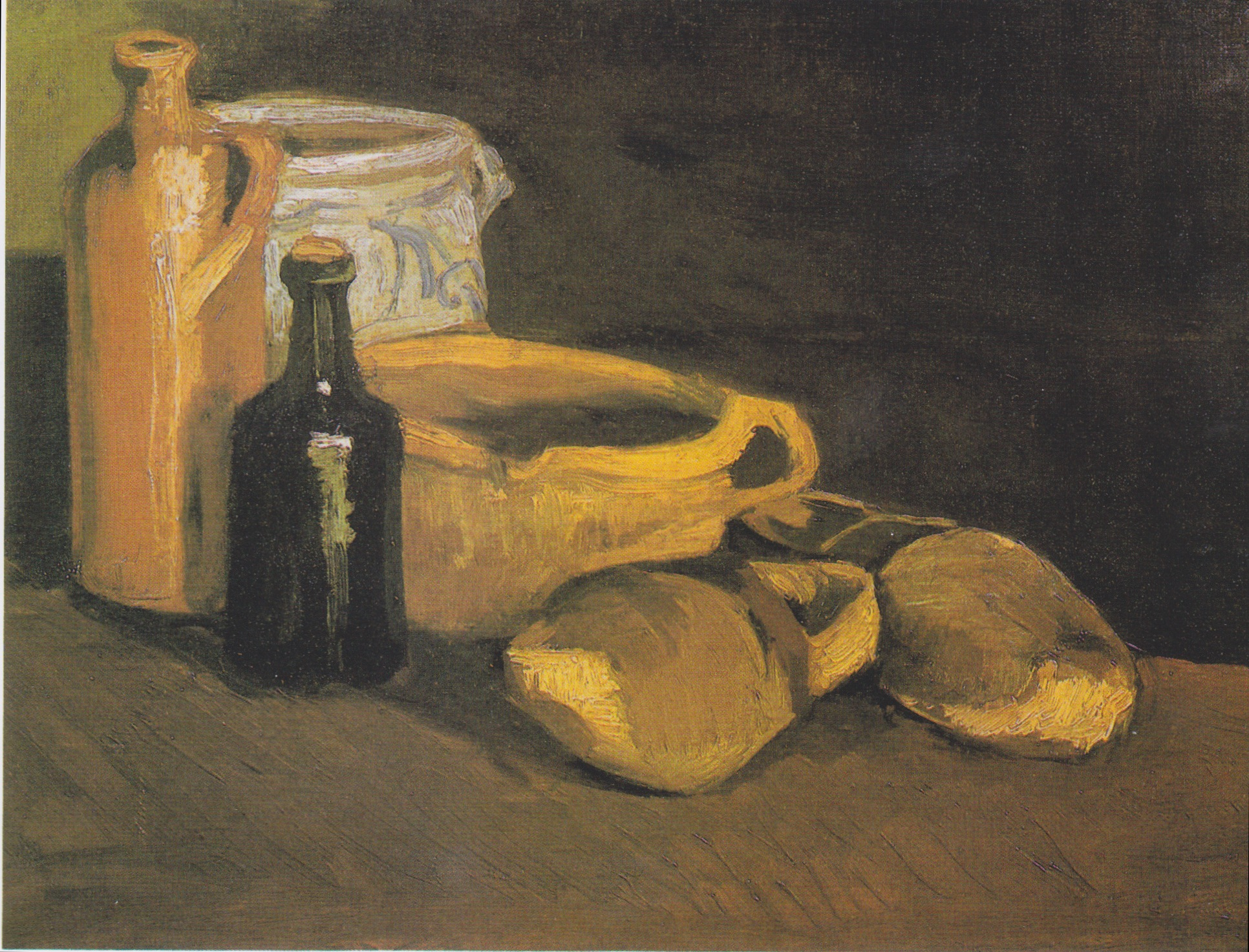
Martwa natura z chodakami i naczyniami, 1884, nr kat.: F 54, Centraal Museum
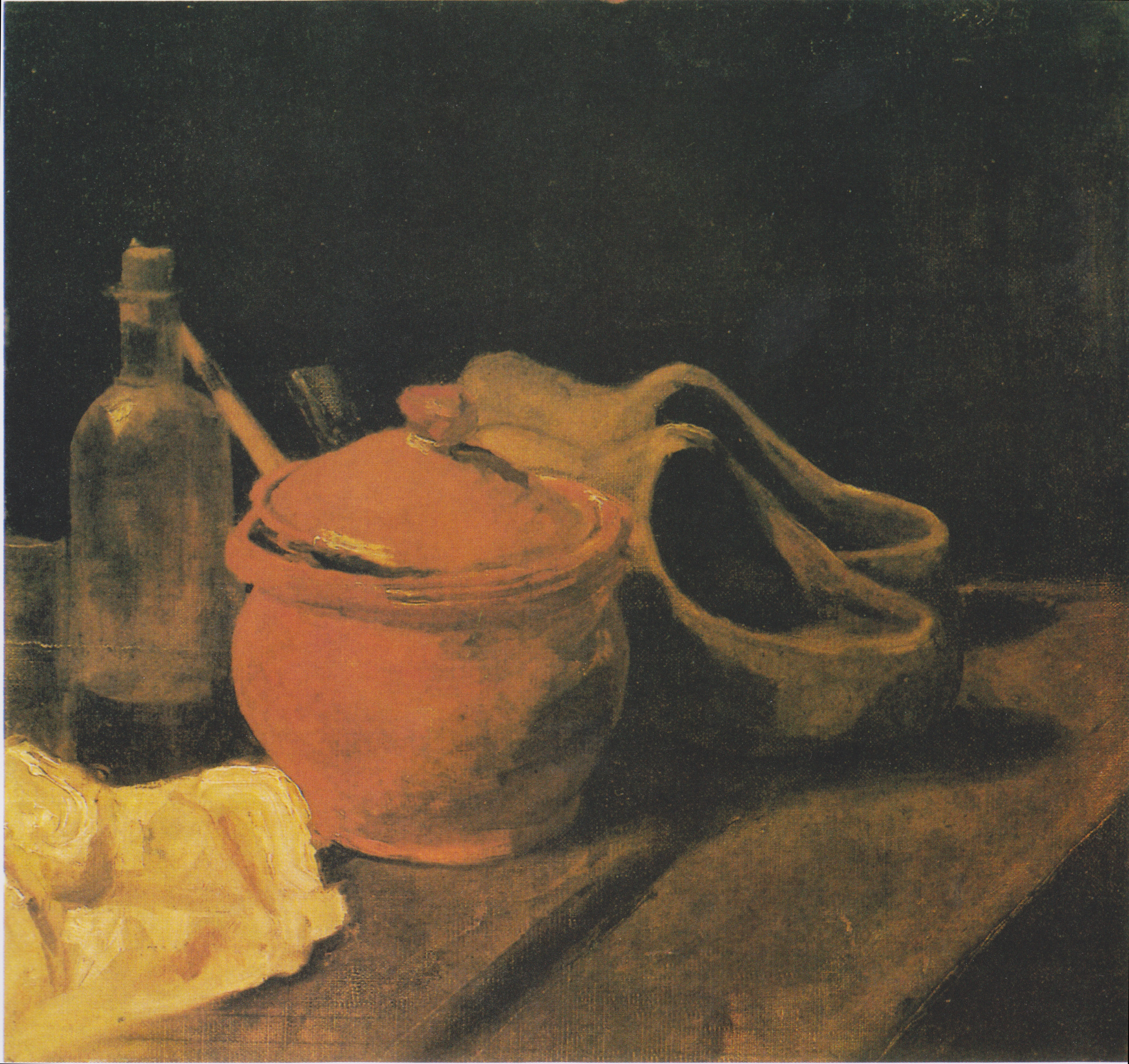
Martwa natura z ceramiką, butelką i chodakami, 1885, nr kat.: F 63, Kröller-Müller Museum
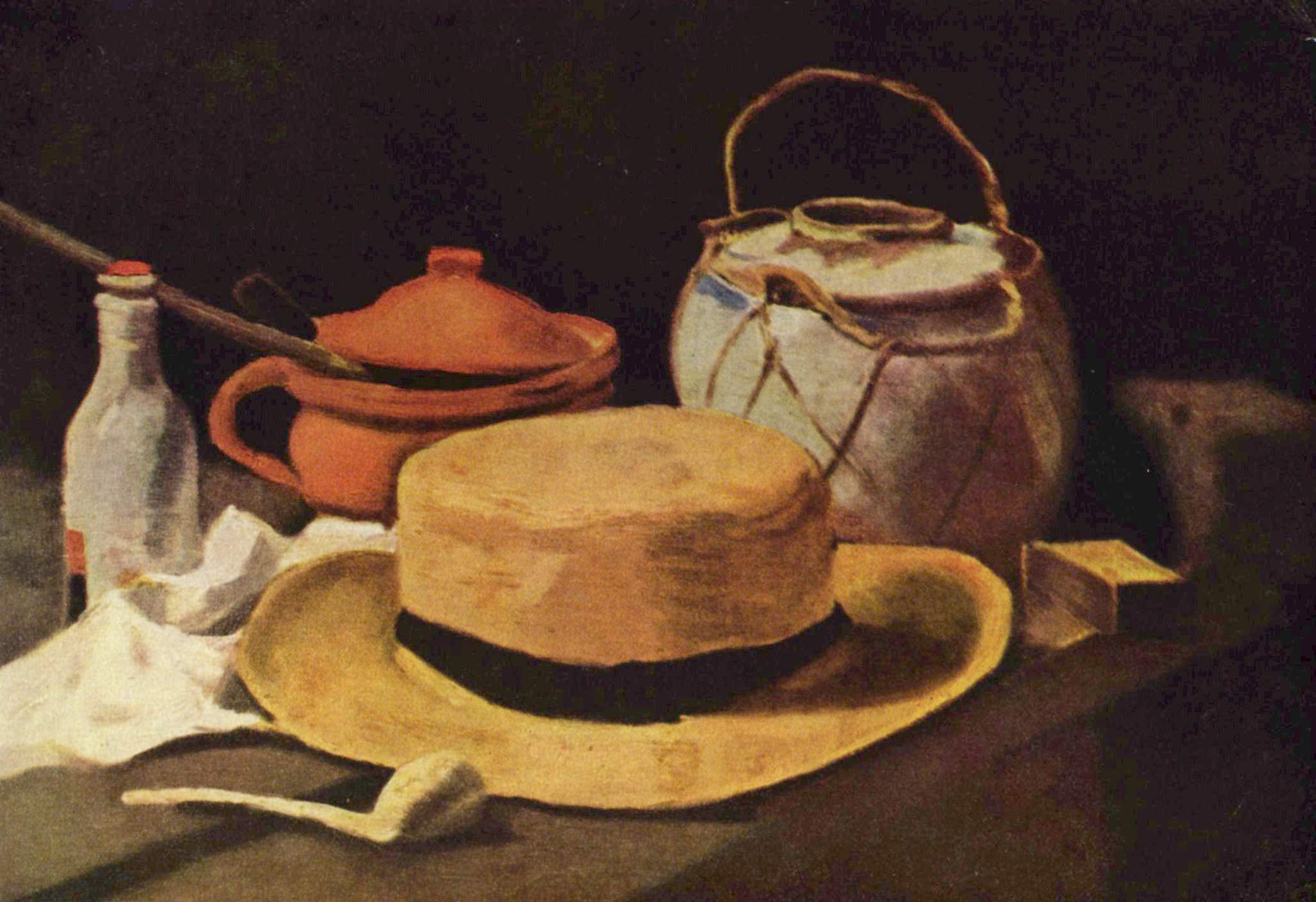
Martwa natura z żółtym słomkowym kapeluszem, 1885, nr kat.: F 62, Kröller-Müller Museum
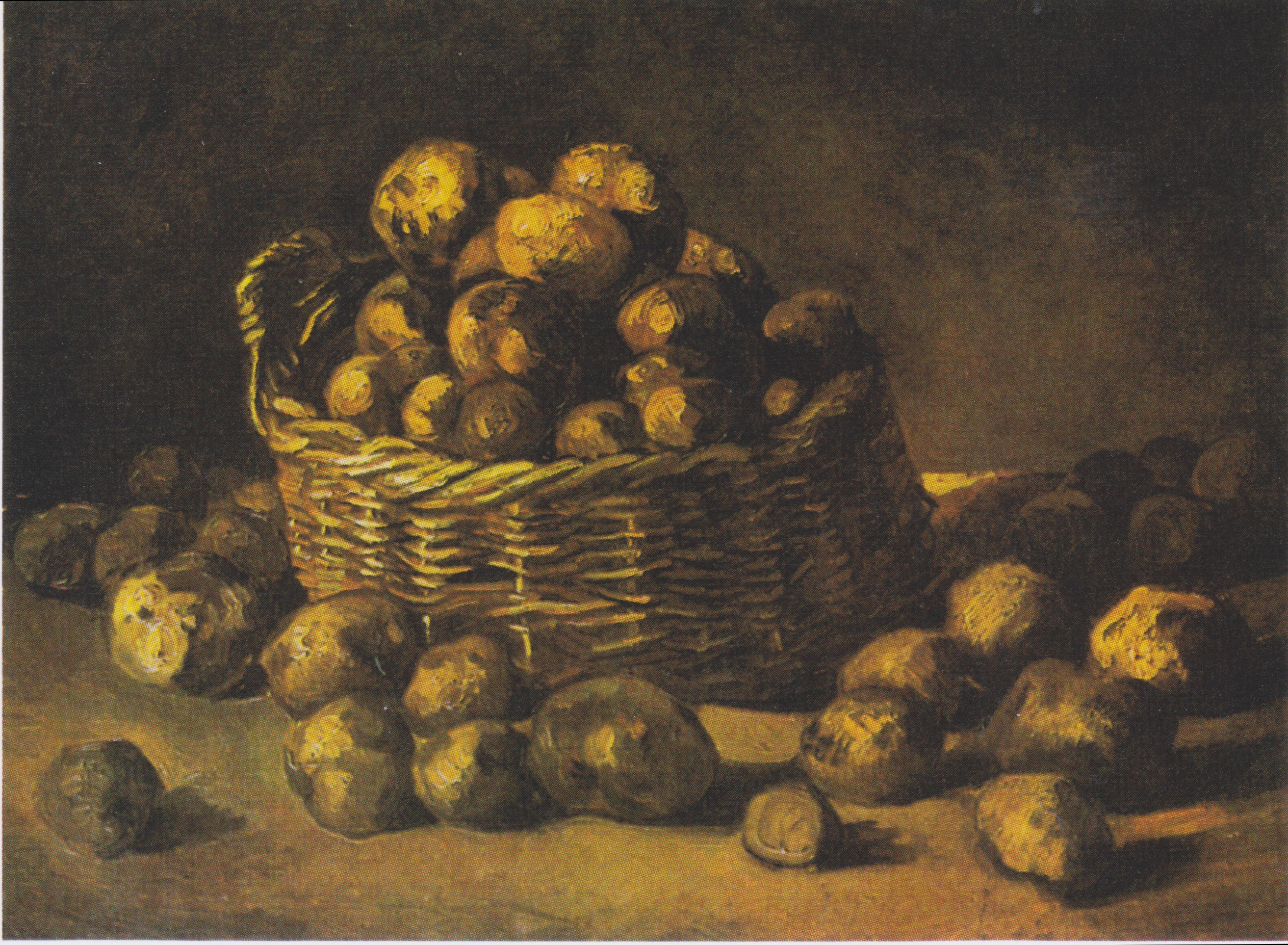
Martwa natura z koszem kartofli, 1885, nr kat.: F 100, Muzeum Vincenta van Gogha

Podczas dwuletniego pobytu w Nuenen van Gogh wykonał liczne rysunki i akwarele oraz około 200 obrazów olejnych. Jego paleta jednakże składała się z mrocznych, ziemistych tonacji, szczególnie ciemnego brązu i nie wykazywała żadnych oznak przejścia do żywszej kolorystyki, która wyróżnia jego późniejsze, najlepiej znane prace. Kiedy uskarżał się, że Theo nie czynił zbyt wiele, aby sprzedać jego obrazy w Paryżu, ten odpowiadał, że były one zbyt ciemne i nie pasowały do aktualnego stylu reprezentowanego przez świetliste obrazy impresjonistów.

### Antwerpia (1885–1886)

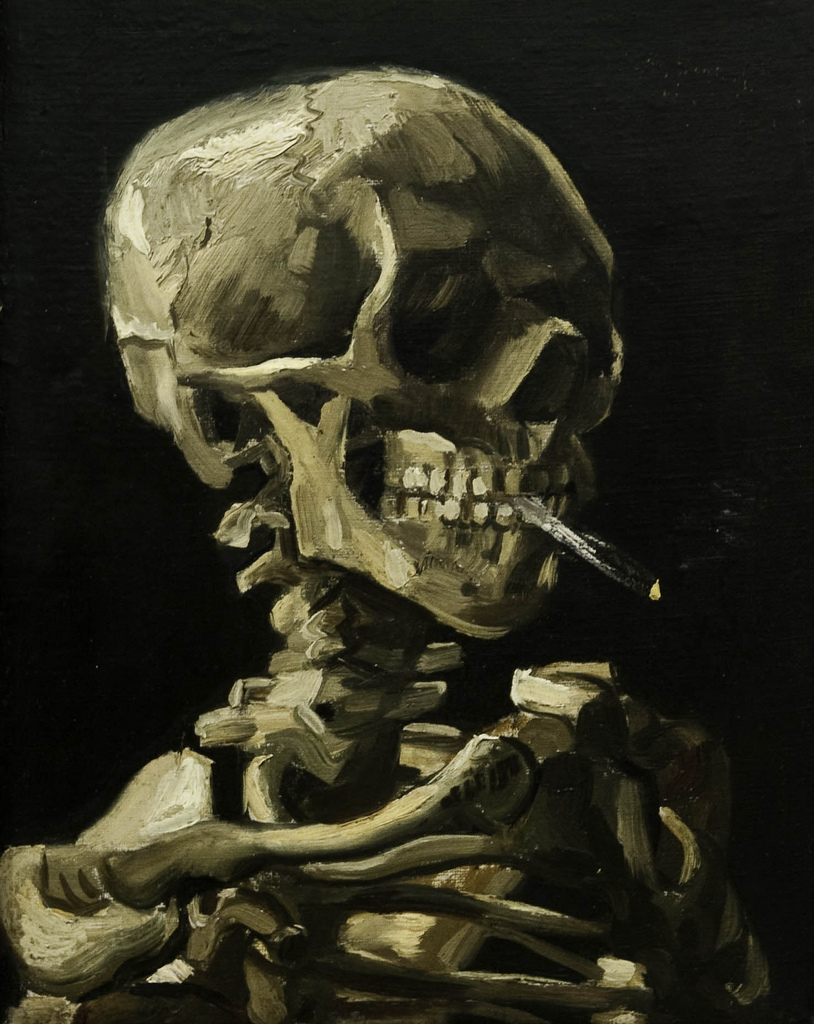
Czaszka z palącym się papierosem (1885/1886), Muzeum Vincenta van Gogha

Już po wyjeździe z Drenthe van Gogh rozważał możliwość przeniesienia się do Antwerpii. Miał nadzieję, że uda mu się tam sprzedać trochę swoich prac. W październiku 1884 czytał podręczniki używane na Akademii w Antwerpii, i to pomimo złej opinii, jaką miał na temat uczelni artystycznych i własnych, niefortunnych doświadczeń w Brukseli. Jednak krytycyzm Theo uświadomił mu własne braki, dlatego postanowił dokształcić się, pragnąc zwłaszcza dowiedzieć się więcej o kolorze. Decyzję o wyjeździe podjął w listopadzie 1885, kiedy zaczynało mu brakować modeli, a na dworze zrobiło się zbyt zimno, by malować w plenerze. Wyjeżdżał do Antwerpii sądząc, że w dogodnym czasie wróci do Nuenen; w rzeczywistości opuszczał rodzinny kraj na zawsze.
Po przyjeździe do Antwerpii wynajął niewielki pokój nad sklepem sprzedawcy farb przy Rue des Images (Lange Beeldekensstraat). Brakowało mu pieniędzy i nędznie się odżywiał – otrzymywane od brata pieniądze wolał wydawać na przybory malarskie i modelki. Poza tym kupował głównie chleb, kawę i tytoń. W lutym 1886 napisał do Theo, że pamięta, iż od maja poprzedniego roku zjadł tylko sześć ciepłych posiłków. Jego zęby zaczynały się ruszać, co powodowało duży ból, a po wizycie u dentysty 10 z nich trzeba było usunąć. Van Gogh leczył się u doktora Cavenaile, którego gabinet znajdował się w pobliżu portu, prawdopodobnie z syfilisu. Z zapisków w notatkach van Gogha wynika, że aplikowano mu zabieg irygacji ałunem oraz hydroterapię.
Zły stan zdrowia oraz problemy psychiczne powodowały, że van Gogh zaczynał obawiać się, iż umrze przedwcześnie, nie osiągnąwszy sukcesu artystycznego. Pod wpływem tych myśli namalował niewielkie płótno, Czaszka z palącym się papierosem, dziwnie surrealistyczne dzieło, zupełnie niepodobne do innych jego prac.
Będąc w Antwerpii postanowił zgłębić teorię koloru. W tym celu wiele czasu spędzał w muzeach oglądając obrazy, szczególnie prace Petera Paula Rubensa. Narastała w nim chęć poszerzenia palety o karmin, błękit kobaltowy i szmaragdową zieleń. W dzielnicy portowej kupował japońskie drzeworyty ukiyo-e, adoptował ich styl oraz wykorzystywał je jako tło w niektórych swoich obrazach. Żyjąc w Antwerpii zaczął w dużych ilościach pić absynt.
Pomimo niechęci do wykształcenia akademickiego van Gogh zdał egzaminy wstępne wyższego stopnia na Akademię Sztuk Pięknych w Antwerpii (Koninklijke Academie voor Schone Kunsten van Antwerpen) i w styczniu 1886 został przyjęty na wydział malarstwa i rysunku. Motywacją do studiowania była perspektywa bezpłatnego dostępu do modeli, a także możliwość dowiedzenia się czegoś o impresjonizmie. W Akademii jednak panowały konserwatywne poglądy na sztukę. Van Gogh miał dostęp jedynie do modeli z gipsu. Ratował się wynajmując wspólnie z kolegami żywe modele na mieście. Ostatecznie niczego w Akademii się nie nauczył i porzucił ją.
Przez większą część lutego chorował i był wyczerpany pracą, złym odżywianiem się i nadmiernym paleniem. Podjął decyzję o wyjeździe do Paryża.

### Paryż (1886–1888)

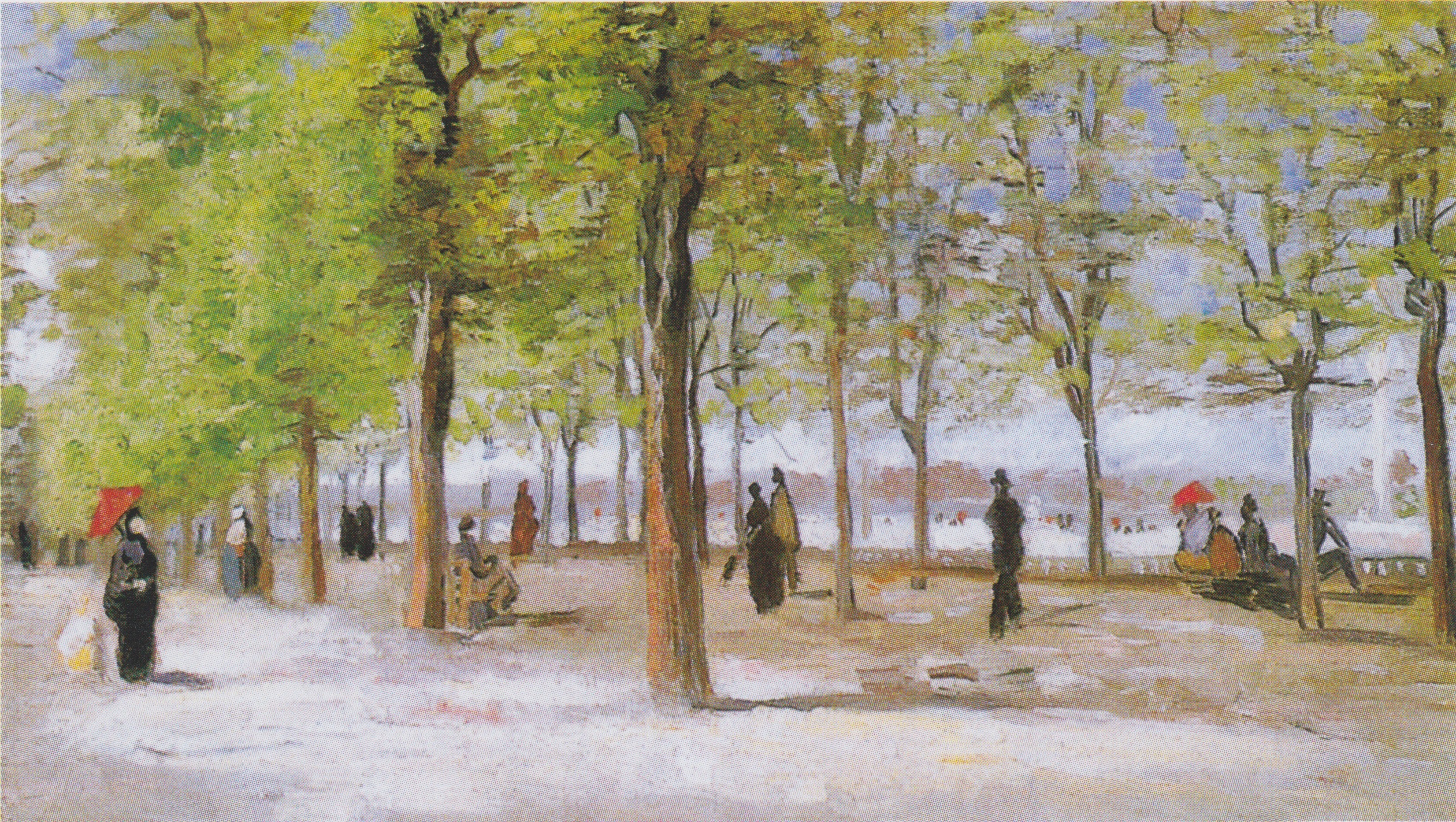
Alejka w Ogrodzie Luksemburskim, Sterling and Francine Clark Art Institute, Williamstown, Massachusetts

Paryż w XIX w. stał się stolicą nowoczesności i awangardy. Toczyły się w nim ożywione debaty na temat sztuki, w których z jednej strony uczestniczyli malarze sięgający do tradycji, malujący sceny historyczne, a z drugiej strony ci, którzy swoimi płótnami dokumentowali życie współczesne, chwytając nastrój chwili, używając w nieskrępowany sposób form i kolorów. Ten nowy pluralizm w sztuce przyciągnął do Paryża artystów zagranicznych: Maxa Liebermanna z Niemiec, Jamesa McNeilla Whistlera i Mary Cassatt ze Stanów Zjednoczonych, Féliciena Ropsa z Belgii oraz Holendra Vincenta van Gogha. Van Gogh przyjechał do Paryża w marcu 1886, żeby studiować w pracowni Fernanda Cormona. Zamieszkał razem z Theo w apartamencie przy Rue Laval na wzgórzu Montmartre. W lipcu przenieśli się do położonego wyżej, większego mieszkania przy Rue Lepic 54. Ponieważ mieszkali razem, nie było potrzeby komunikowania się przy pomocy listów, stąd mniej wiadomo o paryskim okresie van Gogha, niż o wcześniejszych lub późniejszych okresach jego życia. Mieszkając w Paryżu van Gogh malował martwe natury i sceny z Montmartre.

#### Inspiracja sztuką japońską
Po roku 1854, po podpisaniu Traktatu z Kanagawy nastąpiło otwarcie Japonii na świat. Na Zachodzie zaczęła zdobywać popularność sztuka japońska wywierając duży wpływ m.in. na malarstwo impresjonistów i ich następców. W liście do brata Theo napisanym w 1885 roku Vincent van Gogh na określenie wpływu sztuki japońskiej na malarstwo europejskie użył po raz pierwszy terminu „japonaiserie” („japońszczyzna”), przypisując jego autorstwo francuskiemu pisarzowi Jules’owi de Goncourtowi (1830–1870).

Obrazy inspirowane sztuką japońską
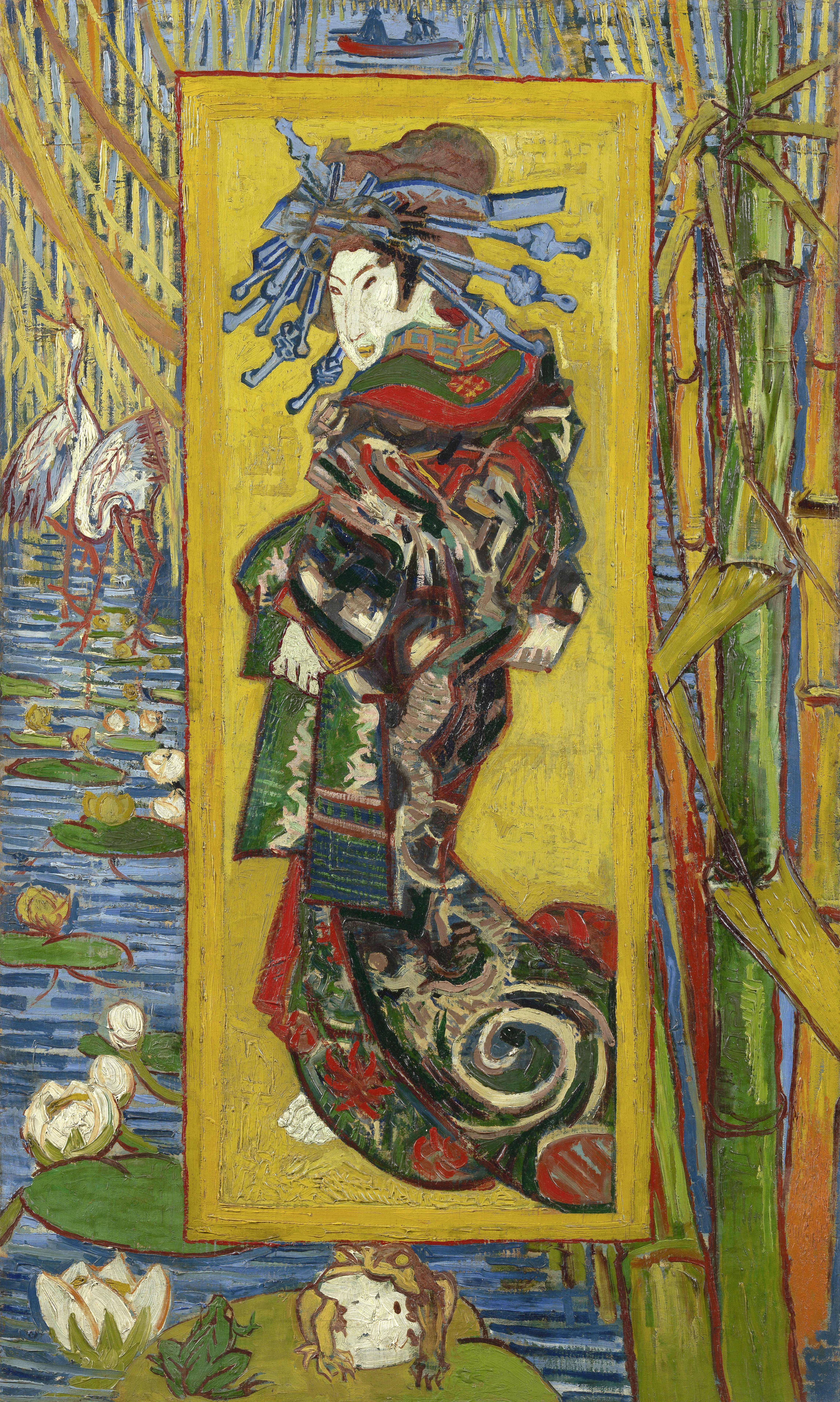
Kurtyzana (według Kesaï Eisena) (1887), Muzeum Vincenta van Gogha. Portret dalekowschodniej kurtyzany, z ozdobą we włosach, w kolorowym okryciu, umieszczonej na tle moczarów i trzcin.
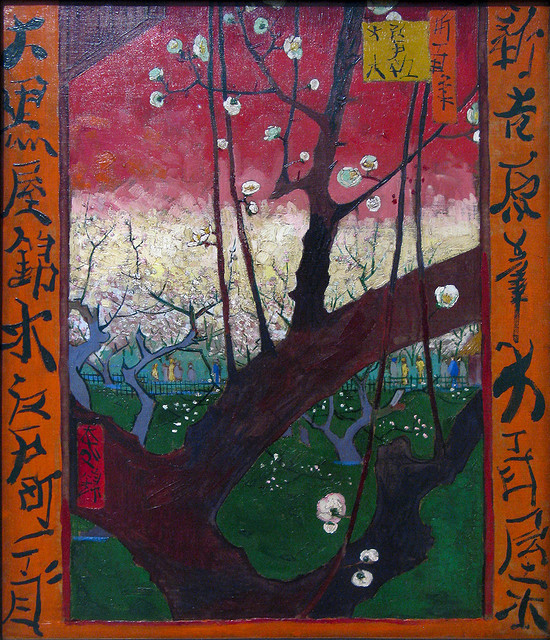
Kwitnąca śliwa (według Hiroshige) (1887), Muzeum Vincenta van Gogha. Portret kwitnącego drzewa ze znakami kanji, umieszczonymi zarówno na drzewie, jak i na obu pionowych krawędziach obrazu.
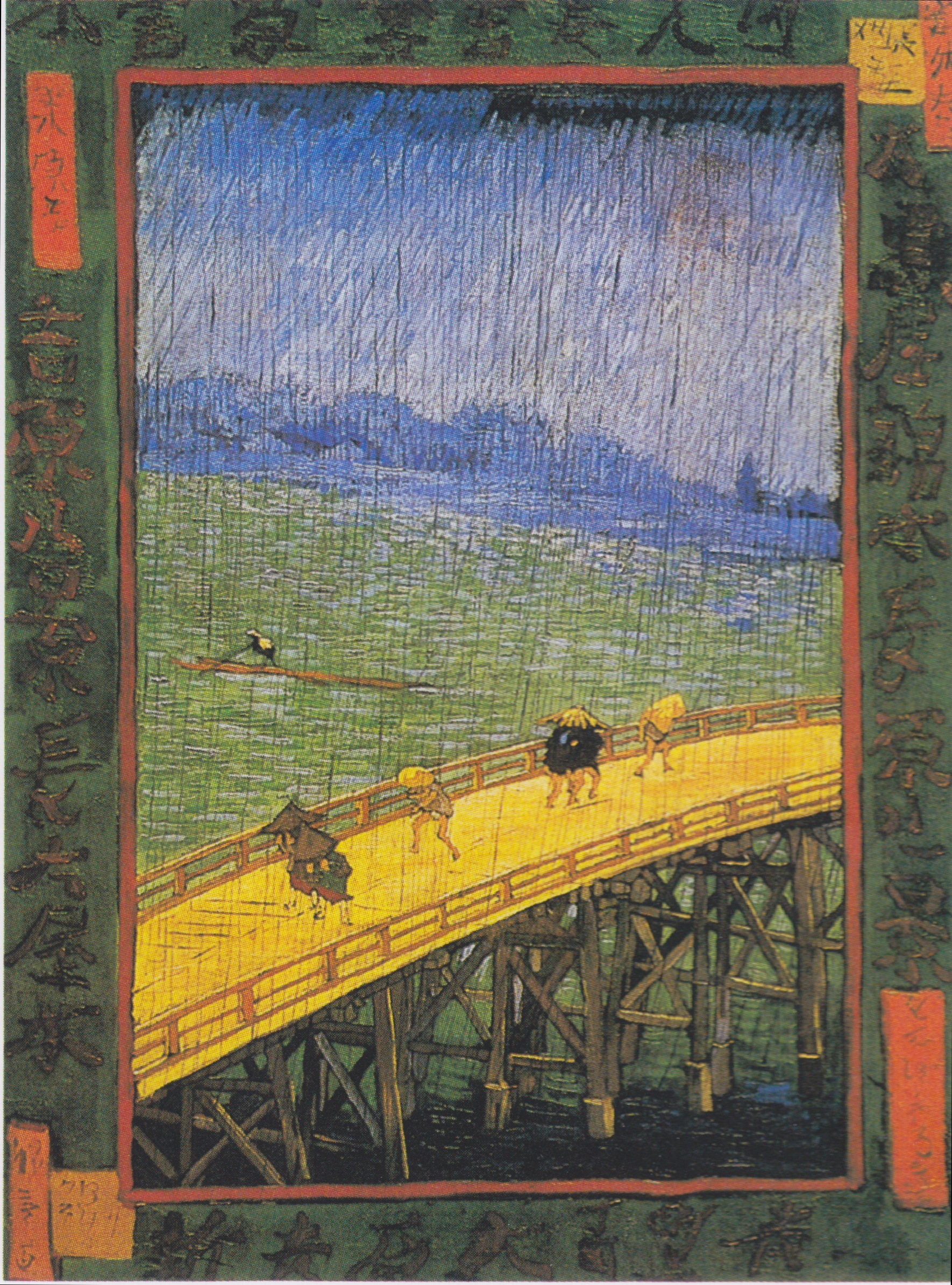
Most w deszczu (według Hiroshige) (1887), Muzeum Vincenta van Gogha. Widok mostu, obwiedzionego dookoła hieroglifami
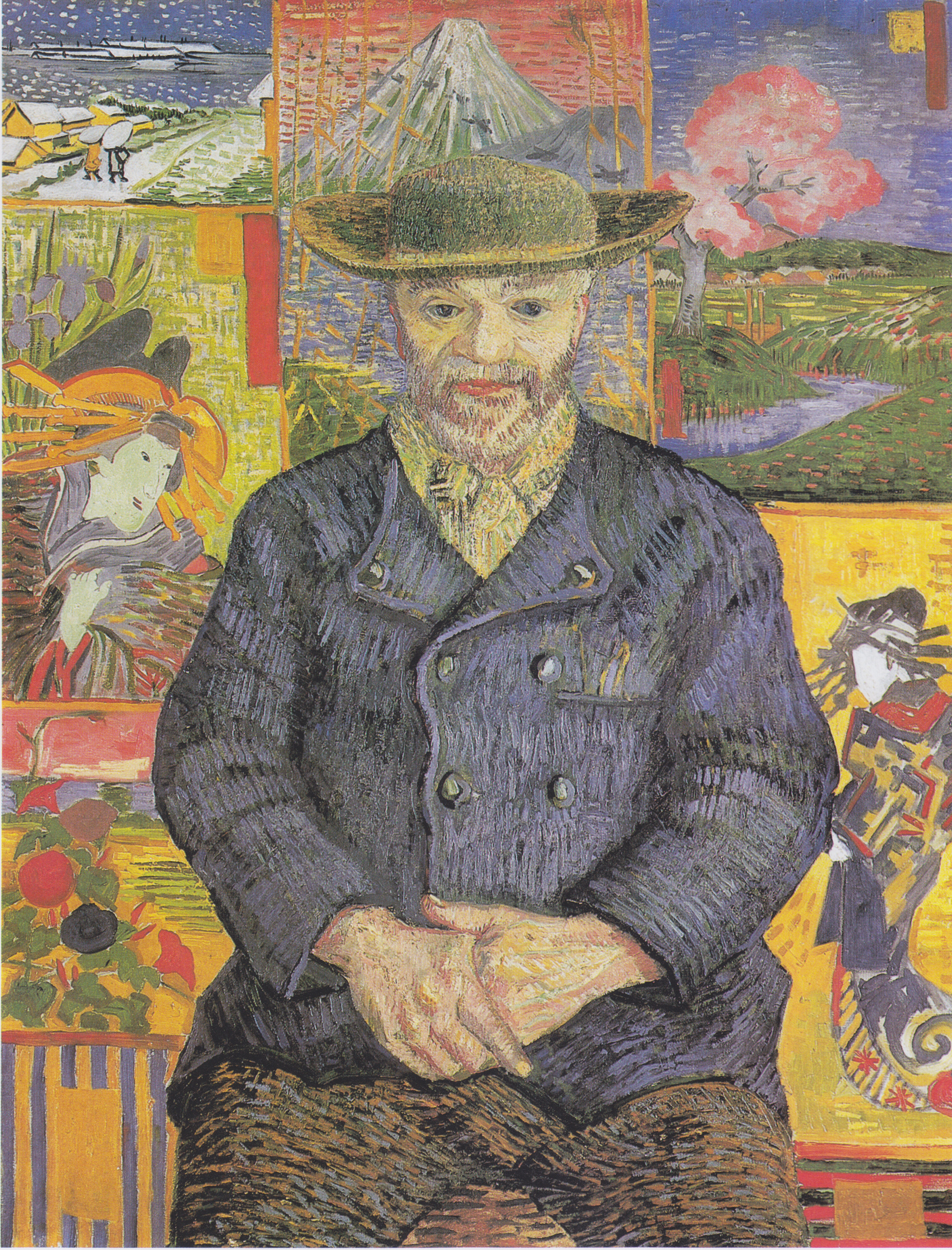
Portret „Ojca” Tanguy (1887), Musée Rodin. Portret brodatego, prosto siedzącego mężczyzny, z zaciśniętymi na brzuchu rękami, spoglądającego w dół, umieszczonego na tle składającym się z japońskich drzeworytów
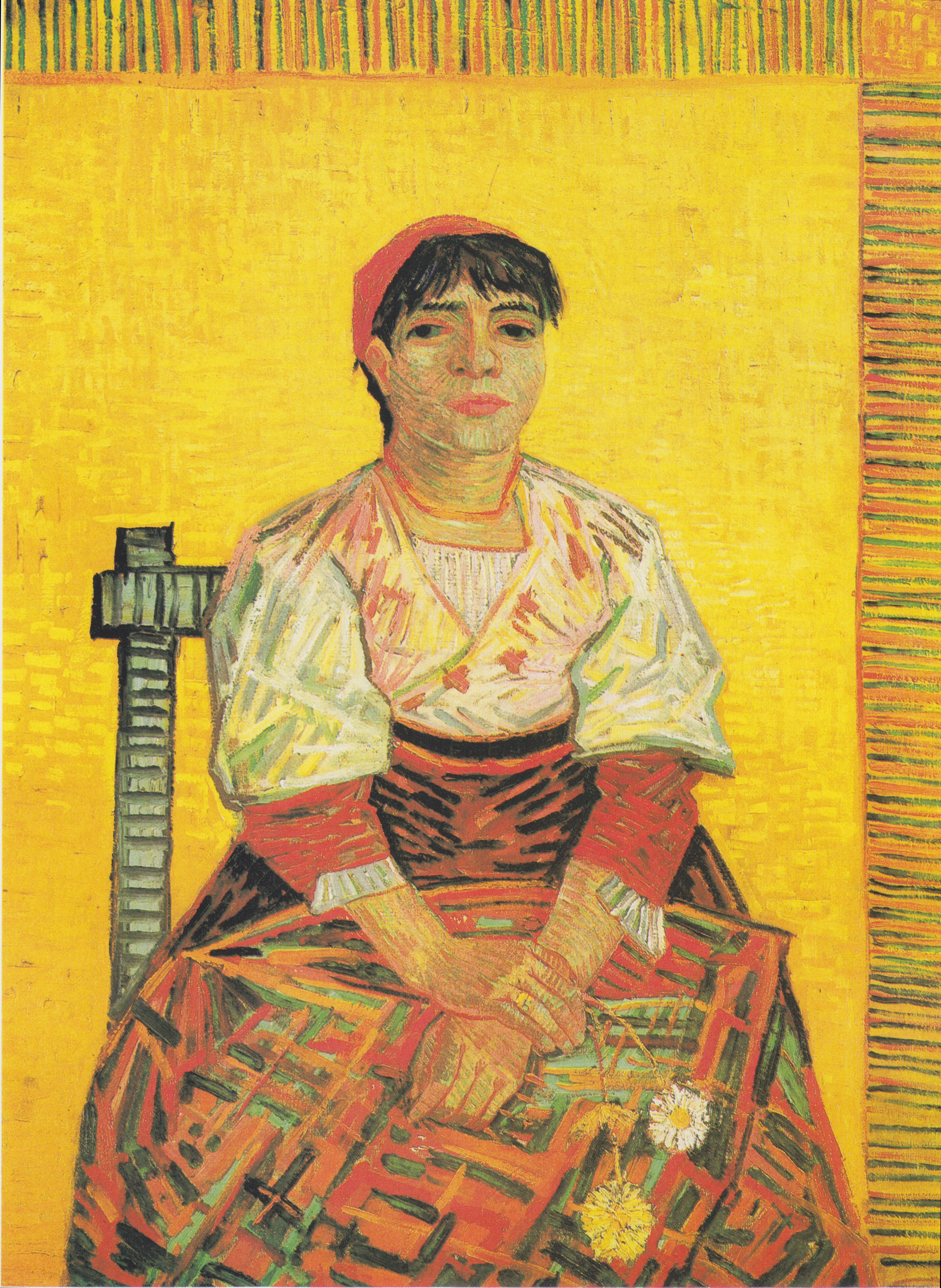
Włoszka (1887), Musée d’Orsay. Portret kobiety, namalowany, grubymi, zielonymi i czerwonymi, krzyżującymi się kreskami, na żółtym tle, stanowi syntezę zarówno osiągnięć sztuki japońskiej, jak i założeń neoimpresjonizmu

Van Gogh wraz z zainteresowaniem się sztuką japońską zaczął kolekcjonować japońskie drzeworyty ukiyo-e. Jego zainteresowanie tym rodzajem sztuki datuje się na rok 1885, kiedy będąc w Antwerpii miał zwyczaj dekorować nimi ściany pracowni. Zgromadził setki tych drzeworytów. Widać je jako tło na niektórych jego obrazach – na Portrecie „Ojca” Tanguy kilka z nich wisi na ścianie, za plecami sportretowanego mężczyzny. Na obrazie Kurtyzana (według Kesaï Eisena) z 1887 van Gogh skopiował figurę kurtyzany z reprodukcji zamieszczonej na okładce magazynu Paris Illustré, a następnie powiększył ją graficznie na swoim obrazie. Kwitnąca śliwa (według Hiroshige) to kolejny wyraźny przykład admiracji van Gogha dla sztuki japońskiej, którą kolekcjonował; jego wersja jest nieco odważniejsza niż oryginał.
Jakkolwiek van Gogh nie był jedynym artystą swojej epoki, który przejawiał zainteresowanie sztuką japońską i czerpał z jej dorobku, to był jedynym, który wyciągnął dalekosiężne konsekwencje z tego, czego się nauczył studiując założenia tej sztuki – dążył do nieco innej rzeczywistości, którą miał znaleźć w „Nowej Japonii”, poza Paryżem. W liście do brata napisał:

Gdy się studiuje sztukę japońską, widzi się, że człowiek mądry, inteligentny, filozof, spędza czas na czym? Na badaniu odległości Ziemi od Księżyca? Na zgłębianiu polityki Bismarcka? Nie, studiuje źdźbło trawy. Ale to źdźbło trawy pozwala mu później rysować wszystkie rośliny, a potem pory roku, pejzaże, zwierzęta, wreszcie postać ludzką.(...) trzeba powrócić do natury mimo naszego wykształcenia i naszej pracy w świecie konwencji.

#### Impresjonizm
Van Gogh bardzo podziwiał prace Adolphe’a Monticellego, z którymi zapoznał się po przyjeździe do Paryża. Natychmiast zaadaptował do swoich potrzeb jego jaśniejszą paletę i śmiałe rozwiązania kompozycyjne. Pisał o tym kilka lat później w liście do krytyka Alberta Auriera. W 1890 Vincent van Gogh i jego brat Theo przyczynili się do wydania pierwszej książki o Monticellim.
W czasie zajęć w pracowni Cormona van Gogh zetknął się z brytyjsko-australijskim malarzem Johnem Peterem Russellem i poznał studentów jak Émile Bernard, Louis Anquetin i Henri de Toulouse-Lautrec, który namalował jego portret w pastelu. Grupa zaczęła wkrótce spotykać się w sklepie z materiałami malarskimi, prowadzonym przez „Ojca” Tanguy; sklep ten był wówczas jedynym miejscem, gdzie można było zobaczyć prace Paula Cézanne’a. Tanguy miał w tamtym czasie w Paryżu łatwy dostęp do prac impresjonistów. W 1886 miały miejsce dwie duże wystawy ówczesnej awangardy; podczas nich po raz pierwszy został zaprezentowany neoimpresjonizm, a dzieła Georges’a Seurata i Paula Signaca były tematem rozmów na mieście. Theo z kolei trzymał w swojej galerii na Boulevard Monmartre obrazy impresjonistów, w tym Claude’a Moneta, Alfreda Sisleya, Edgara Degasa i Camille’a Pissarro.

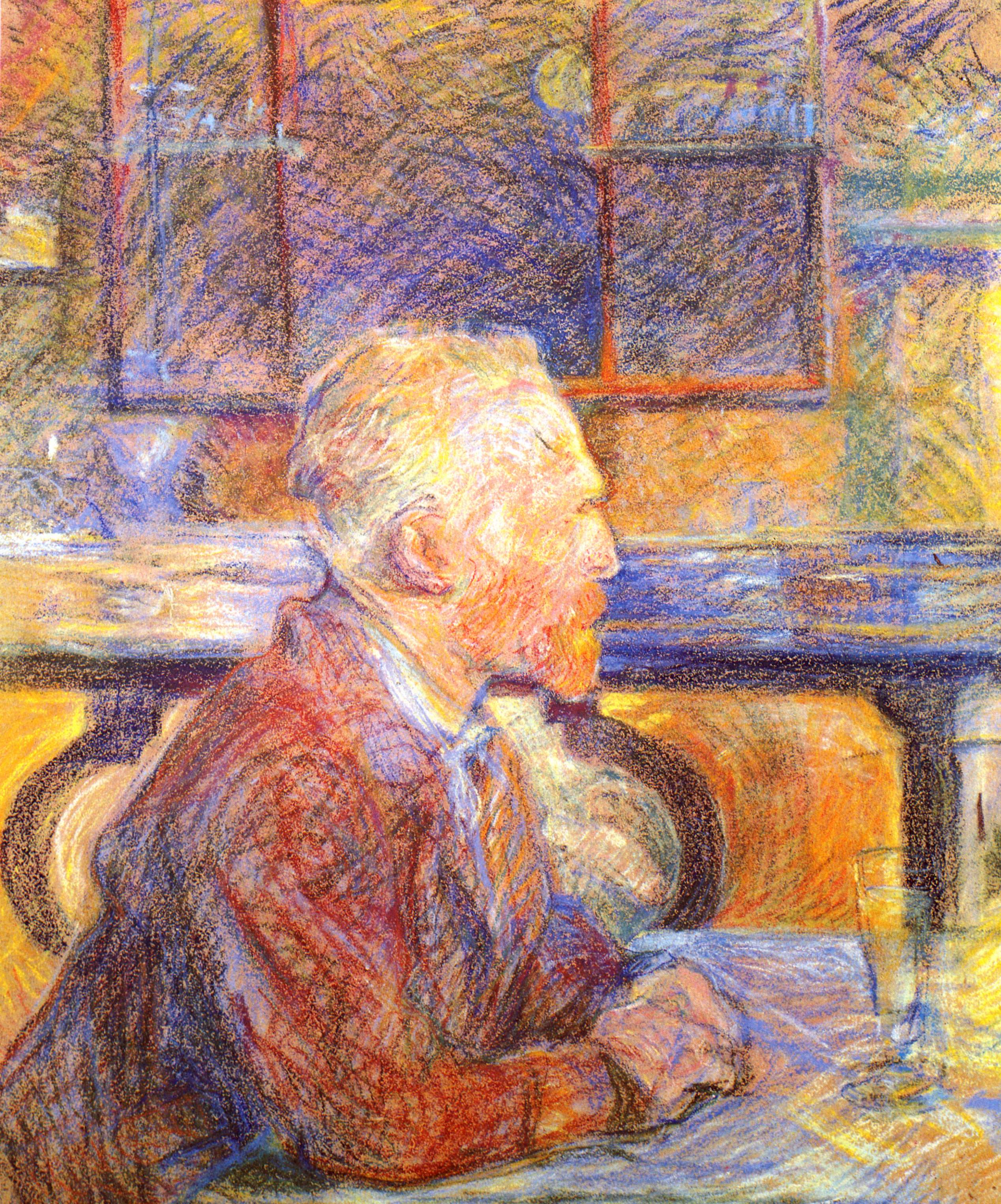
Henri de Toulouse-Lautrec, Portret Vincenta van Gogha (1887), pastel, Muzeum Vincenta van Gogha

Pomiędzy obu grupami istniał konflikt w kwestii wizji artystycznych. Jednak problemy te pozostały obce van Goghowi. Jako człowiek z zewnątrz korzystał z osiągnięć obu kierunków jednocześnie; pod wpływem impresjonistów rozjaśnił paletę, ucząc się jednocześnie od neoimpresjonistów konsekwentnego podziału tonów i stosowania techniki puentylizmu. Wybierał to, co mu było potrzebne, dostosowując nowe środki do własnej koncepcji malarskiej. Zaadaptowanie elementów puentylizmu nastąpiło podczas jego wyjazdów podparyskiej miejscowości letniskowej Asnières, gdzie poznał Signaca. Elementy puentylizmu przejął również Émile Bernard.

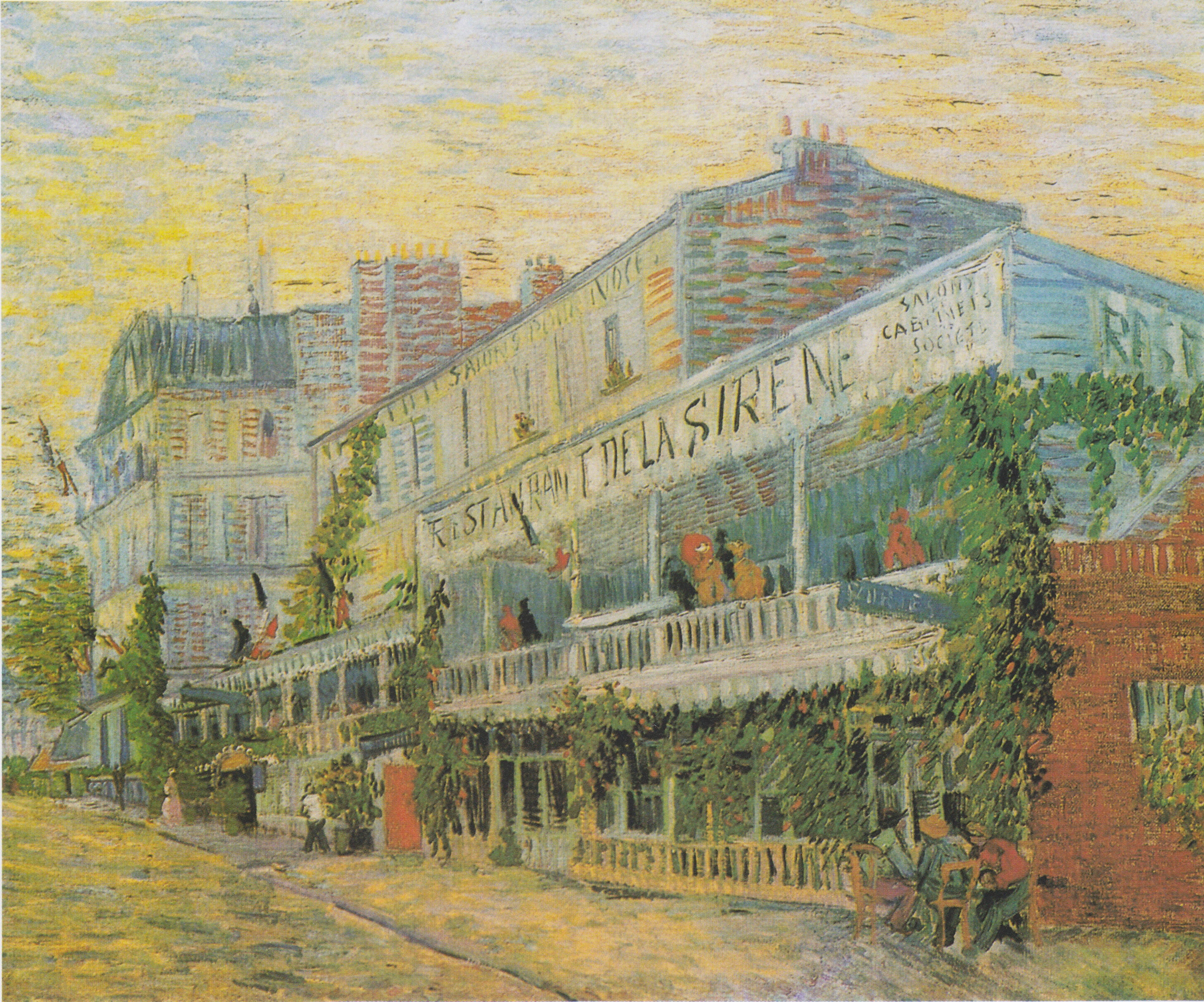
Restauracja de la Sirène w Asnières I (1887), Musée d’Orsay

Puentylizm, czyli technika malowania punktowego, podyktowany został przede wszystkim ostateczną kodyfikacją metody podziału tonu, ostatecznym uściśleniem dywizjonizmu. Signac uważał, że technika ta nie ma nic wspólnego z impresjonizmem, bo źródłem jej nie jest instynkt, a refleksja i poszukiwanie „efektów trwania”. Przebywając w Asnières van Gogh namalował kilka obrazów przedstawiających mosty, parki, fabryki oraz restaurację la Sirène. Dwa namalowane tam obrazy, Restauracja de la Sirène w Asnières I i Restauracja de la Sirène w Asnières II, zaliczają się do pierwszych arcydzieł artysty namalowanych w okresie paryskim.
W listopadzie 1887 Theo i Vincent spotkali Paula Gauguina, który właśnie przyjechał do Paryża, i zaprzyjaźnili się z nim. Pod koniec 1887 van Gogh zorganizował w restauracji Chalet na Montmartre wystawę własnych prac oraz prac Bernarda, Anquetina i prawdopodobnie Toulouse-Lautreca. Tam właśnie Bernard i Anquetin sprzedali pierwsze obrazy, a van Gogh wymienił się swoimi obrazami z Gauguinem, który wkrótce wyjechał do Pont-Aven. Dyskusje o sztuce, artystach i ich sytuacji społecznej, które rozpoczęły się podczas tej wystawy, objęły też gości odwiedzających ją, w tym Pissarro i jego syna Luciena, Signaca i Seurata.
W lutym 1888 Vincent van Gogh, czując się znużonym życiem Paryża, opuścił go, namalowawszy podczas dwuletniego pobytu ponad 200 obrazów. Postanowił osiedlić się w Arles, w Prowansji, aby nabyte w Paryżu doświadczenia ugruntować i sprawdzić wobec intensywnie barwnej, śródziemnomorskiej przyrody. Na kilka godzin przed odjazdem odwiedził po raz pierwszy, w towarzystwie Theo, Seurata w jego atelier. Wspomniał o tym, jak również o dyskusjach prowadzonych podczas wystawy w Chalet, w liście do Gauguina z października 1888.

### Arles (1888–1889)

#### Pierwsze półrocze

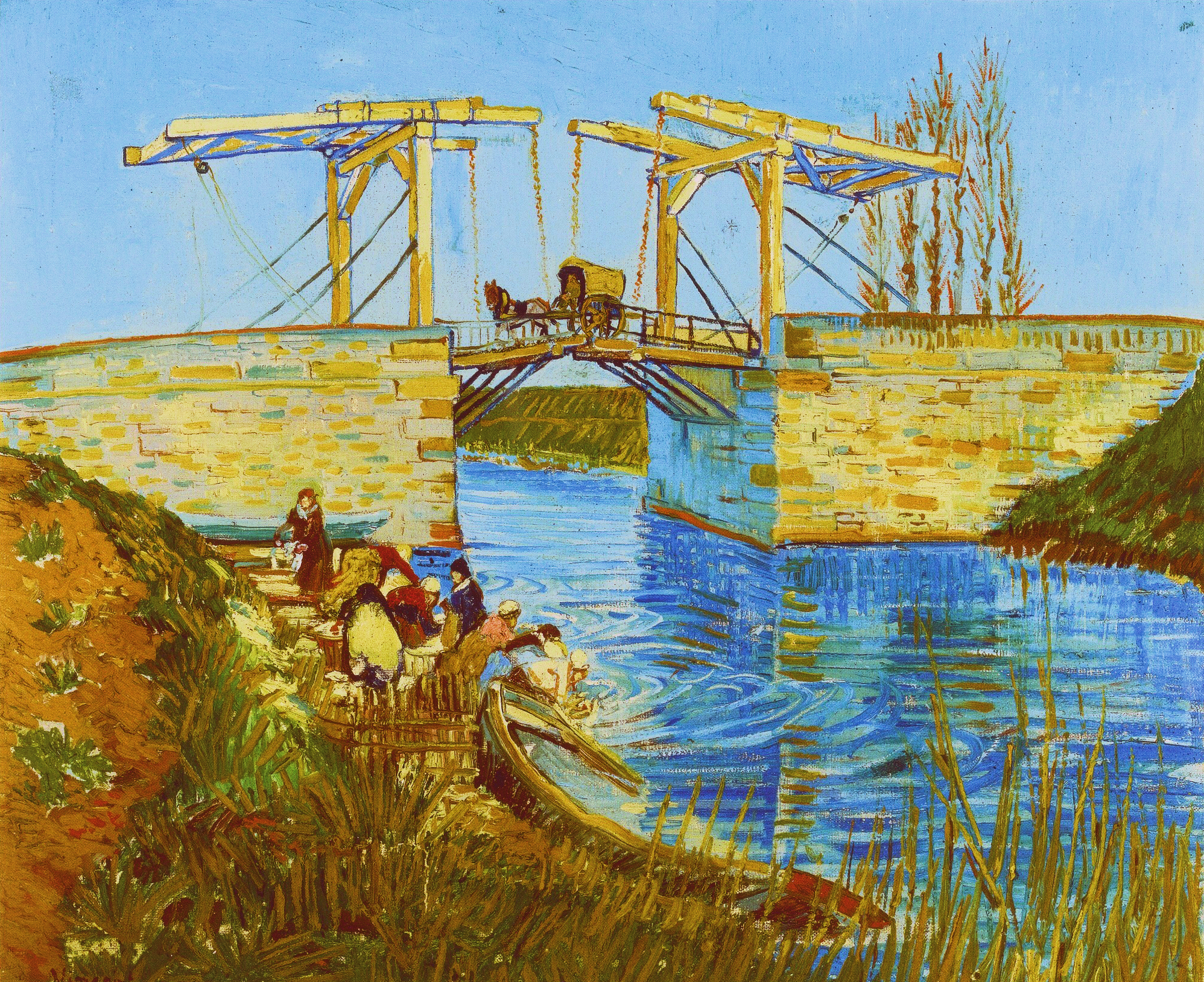
Most Langlois w Arles z piorącymi kobietami (1888), Kröller-Müller Museum

21 lutego 1888 van Gogh opuścił Paryż i przyjechał do Arles. Artysta w tym czasie był chory od alkoholu i cierpiał na kaszel wywołany paleniem. Zatrzymał się początkowo w hotelu Hôtel-Restaurant Carrell przy Cavallerie 30, gdzie wynajął pokój za 19 franków. Miał idealistyczne oczekiwania, że pokój będzie wyglądał jak ten z drzeworytów Hokusai (1760–1849) czy Utamaro Kitagawy (1753–1806). Poszukiwał jednak lokum, w którym mógłby urządzić pracownię artystyczną oraz założyć utopijną kolonię artystyczną. Jego jedynym towarzyszem na dwa miesiące został duński artysta Christian Mourier-Petersen (1858–1945). Arles wydawało się van Goghowi egzotyczne i ohydne. W liście opisywał je jako obcy kraj:

żuawi, burdele, urocze, małe arlezjanki idące do pierwszej komunii, ksiądz w komży, wyglądający jak niebezpieczny nosorożec, ludzie pijący absynt, wszyscy wyglądali jak stwory z innego świata.

100 lat po pobycie van Gogha w Arles wspominała go 113-letnia Jeanne Calment, która wówczas miała 13 lat i usługiwała w warsztacie wuja, gdzie van Gogh chciał kupić kilka płócien; określiła go jako „brudnego, źle ubranego i niemiłego” oraz „bardzo brzydkiego, niegrzecznego, źle wychowanego i chorego”. Przypomniała też sobie, że sprzedawała mu kolorowe kredki.
Tymczasem van Gogh zauroczył się lokalnym pejzażem i słońcem. Jego prace z tego okresu odznaczają się bogactwem żółcieni, ultramaryny i jasnego fioletu. Obrazy przedstawiające pejzaż Arles powstały pod wpływem jego holenderskich doświadczeń; patchwork pól i alei jest płaski i pozbawiony perspektywy, ale jest doskonały, jeśli chodzi o intensywność kolorów. Podniecało go wibrujące światło Arles, a nowo odnalezione uznanie widoczne jest w szeregu jego prac. W marcu malował lokalne pejzaże używając zakratowanej ramy do wykreślania perspektywy. Tematem, który szczególnie zauroczył go w owym czasie, były kwitnące sady i pojedyncze drzewa, ponieważ przypominały mu japońskie pejzaże. Trzy z namalowanych wówczas obrazów zostały pokazane na corocznej wystawie Salonu Niezależnych. W kwietniu van Gogh odwiedził amerykańskiego malarza Dodge’a MacKnighta, który mieszkał w pobliżu Fontvieille.
1 maja 1888 stał się właścicielem wschodniego skrzydła tzw. „Żółtego Domu” położonego przy placu Place Lamartine 2 (tytuł „właściciel” był użyty z powodów oficjalnych); w rzeczywistości van Gogh wynajął ten dom za 15 franków miesięcznie. Pokoje „Żółtego Domu” były nieumeblowane i od pewnego czasu niezamieszkałe. Tymczasem artysta nadal mieszkał w Hôtel Restaurant Carrel za opłatą 5 franków tygodniowo, którą uważał za wygórowaną. Zakwestionował wysokość opłaty i oddał sprawę do miejscowego sędziego-rozjemcy; w efekcie uzyskał 12 franków obniżki na końcowym rachunku.
7 maja przeniósł się z Hôtel Carrel do Café de la Gare przy placu Place Lamartine 30, gdzie zaprzyjaźnił się z jej właścicielami, Josephem i Marie Ginoux.

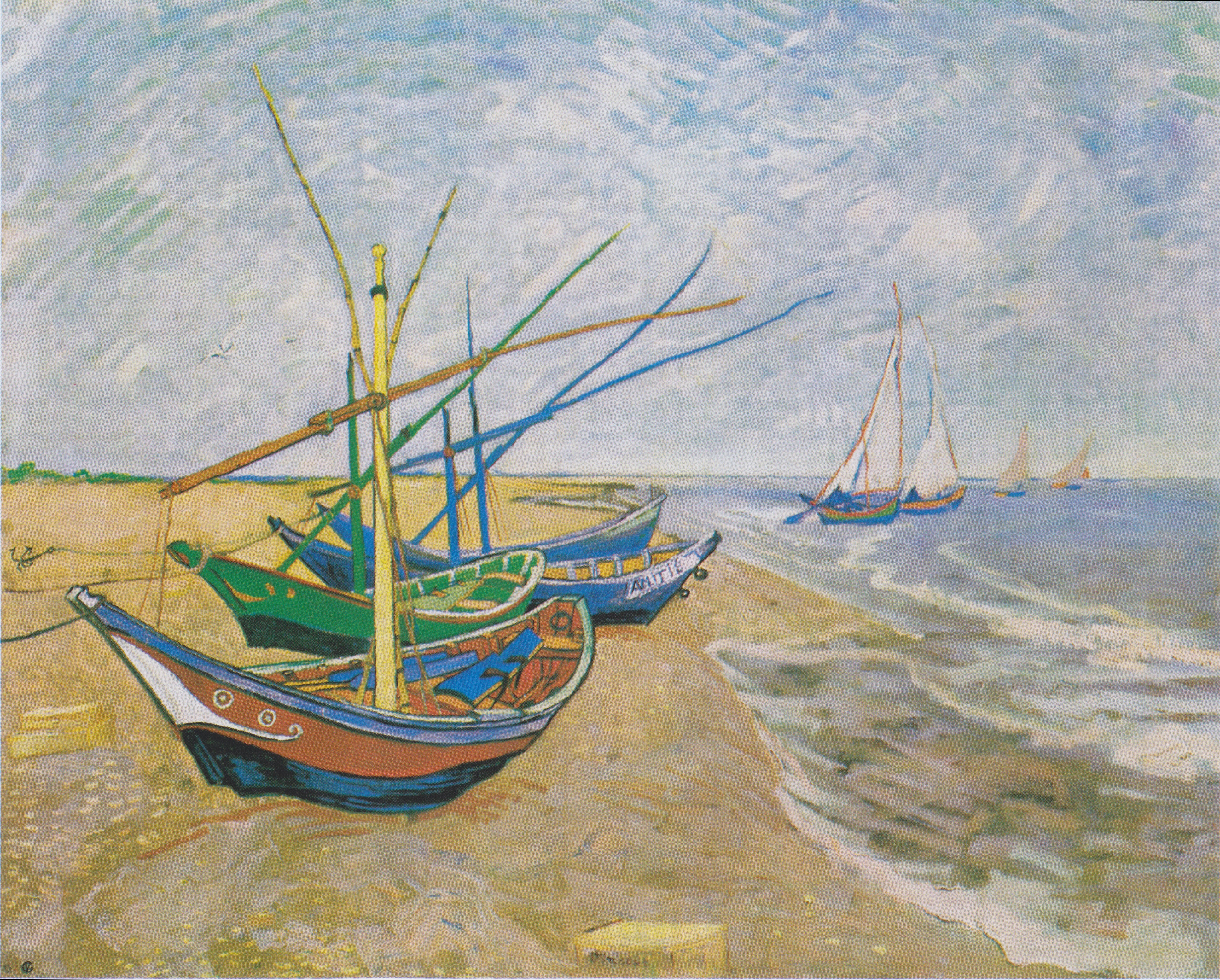
Łodzie rybackie na plaży w Saintes-Maries-de-la-Mer (1888), Muzeum Vincenta van Gogha

W czerwcu artysta odwiedził rybacką miejscowość Saintes-Maries-de-la-Mer, położoną na wybrzeżu Morza Śródziemnego, 30 km od Arles. Cyganie z całej Europy odbywali tam coroczne pielgrzymki ku czci ich patronki, św. Sary, która według legendy była służącą Trzech Marii (stąd nazwa miasta – Święte Marie) i miała tam przybyć wraz z nimi w roku 45, aby szerzyć chrześcijaństwo. Van Gogh w Saintes-Maries-de-la-Mer udzielał lekcji rysunku podporucznikowi żuawów, Paul-Eugène’owi Millietowi oraz namalował kilka obrazów przedstawiających łódki na plaży i samą miejscowość.

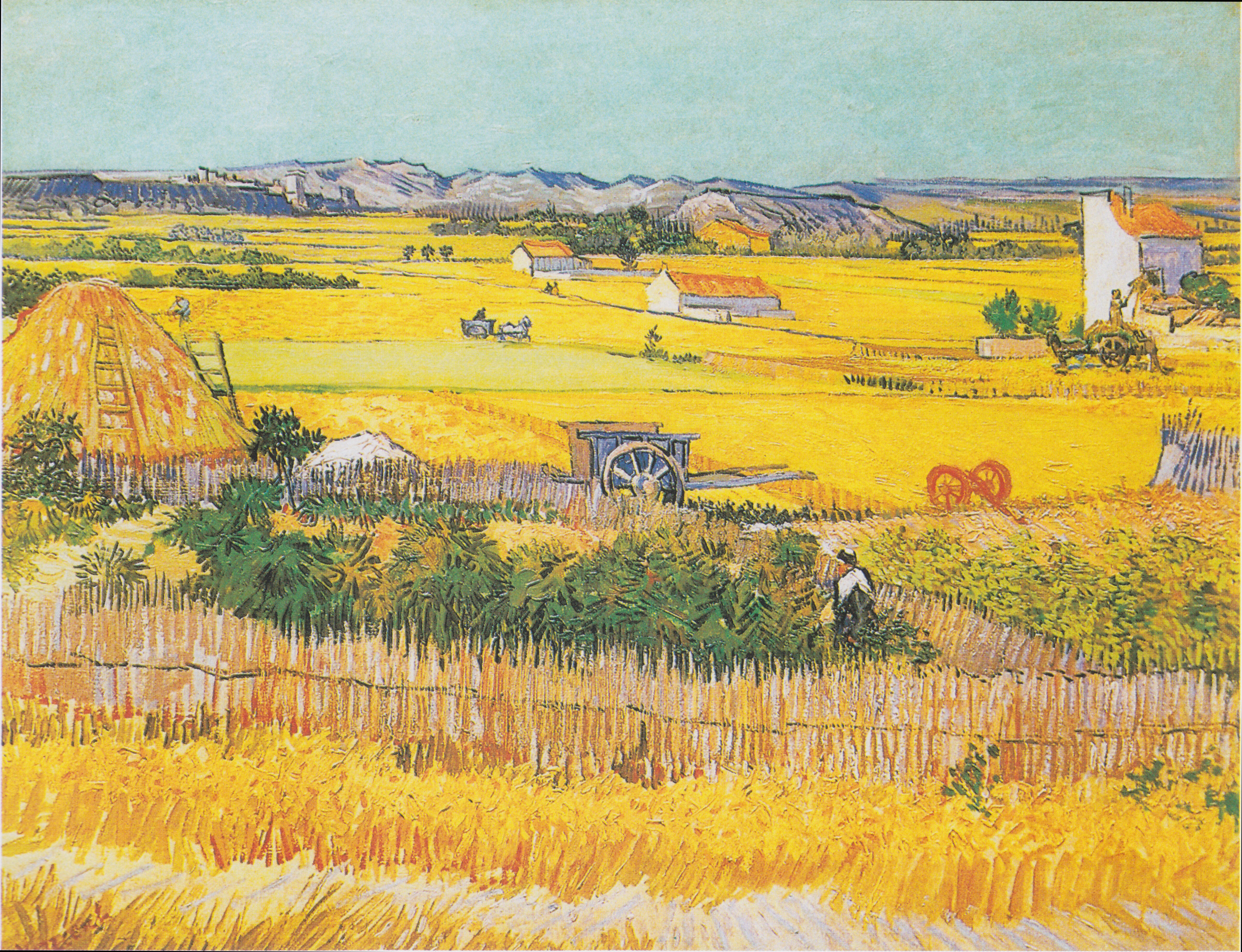
Żniwa w La Crau z Montmajour w tle (1888), Muzeum Vincenta van Gogha

Dodge MacKnight przedstawił van Gogha belgijskiemu malarzowi Eugène’owi Bochowi, który mieszkał czasowo w Fontvieille i który później kilkakrotnie odwiedził van Gogha w Arles.
Latem van Gogh bliżej zainteresował się tematem żniw, które na południu, dzięki cieplejszemu klimatowi i intensywniej świecącemu słońcu, rozpoczynają się wcześniej niż na północy. Polem obserwacyjnym dla artysty stała się nizina La Crau, rozciągająca się na południowy wschód od Arles, otoczona ze wszystkich stron pagórkami. Powstały wówczas tak znane dzieła jak Siewca i Żniwa w La Crau z Montmajour w tle (każde w kilku wariantach), namalowane w intensywnych barwach, zawierające reminiscencje z ojczystej Holandii.
W lipcu van Gogh poświęcił się w dużej mierze rysowaniu. Jednym z powodów były trudności finansowe Theo. Rysowanie było tańsze od malowania, a Vincent chciał w ten sposób zaoszczędzić trochę pieniędzy na oczekiwany przyjazd Paula Gauguina. Część powstałych wówczas rysunków stanowiła szkice do obrazów, część – prace wielkoformatowe, wykonywane równolegle z obrazami, a jeszcze inne powstały jako kopie na podstawie wcześniej namalowanych obrazów.

Rysunki wykonane latem 1888
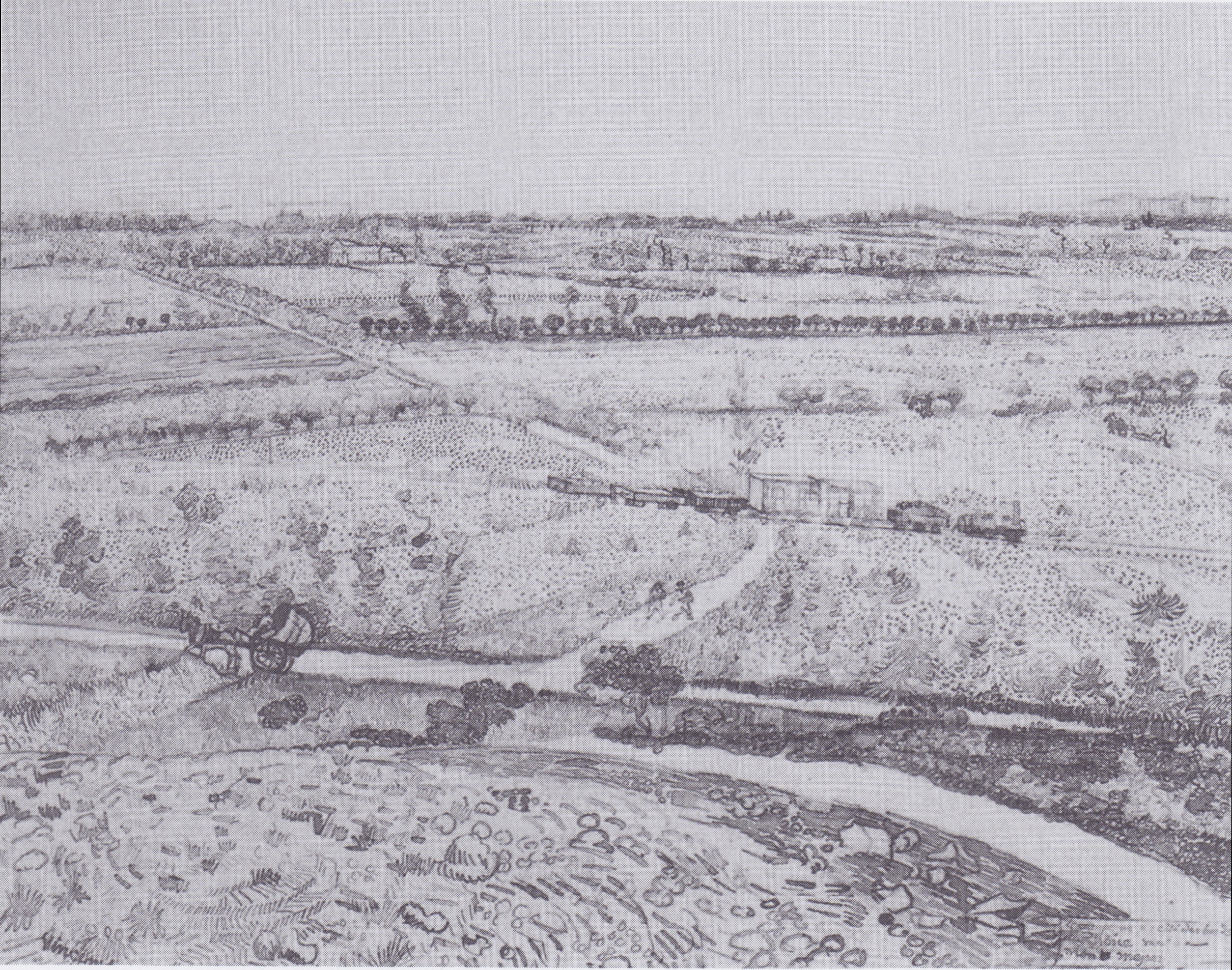
Nizina La Crau koło Arles z małym pociągiem (1888), Muzeum Brytyjskie
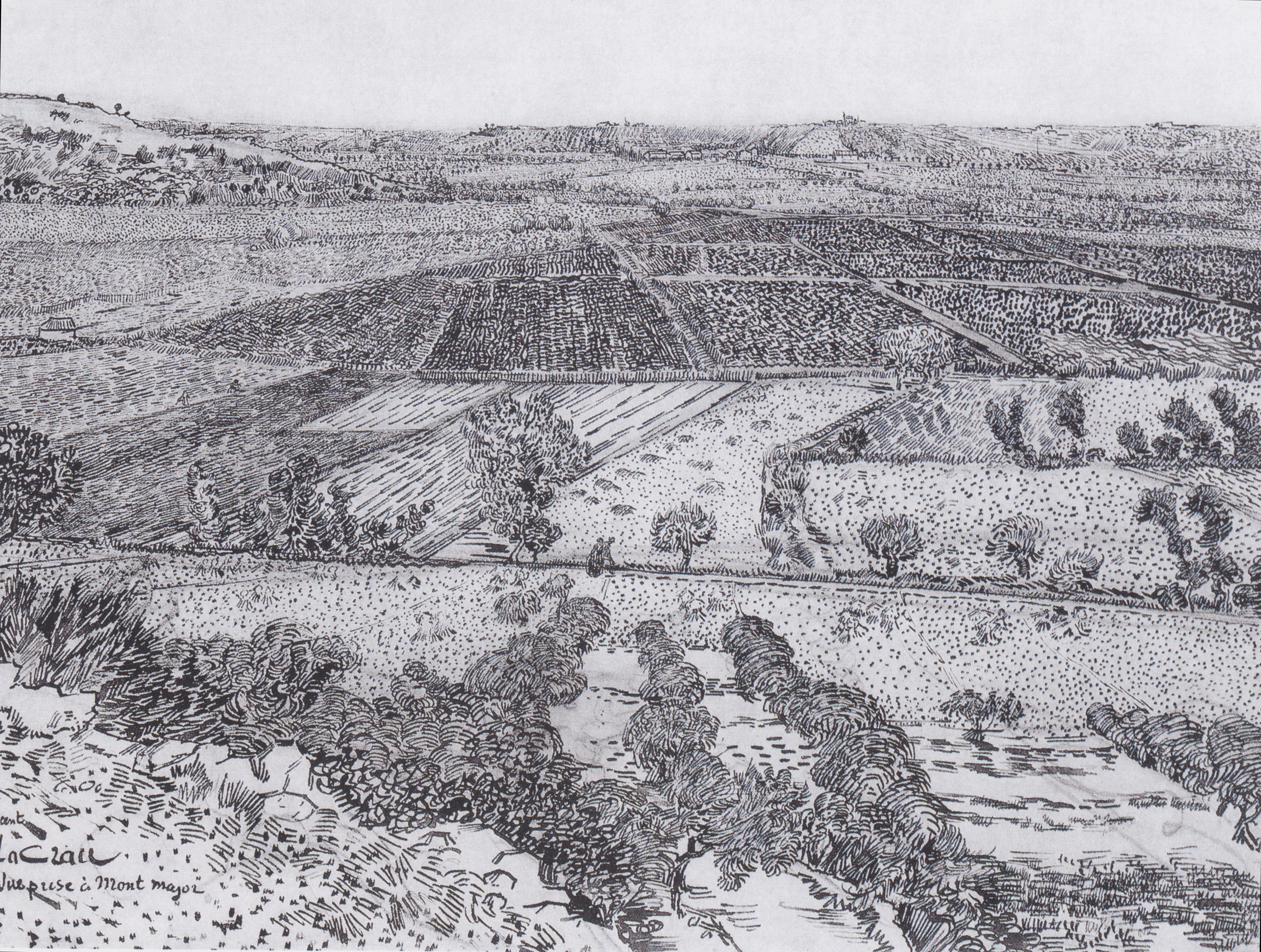
Nizina La Crau koło Arles widziana z Montmajour (1888), Muzeum Vincenta van Gogha
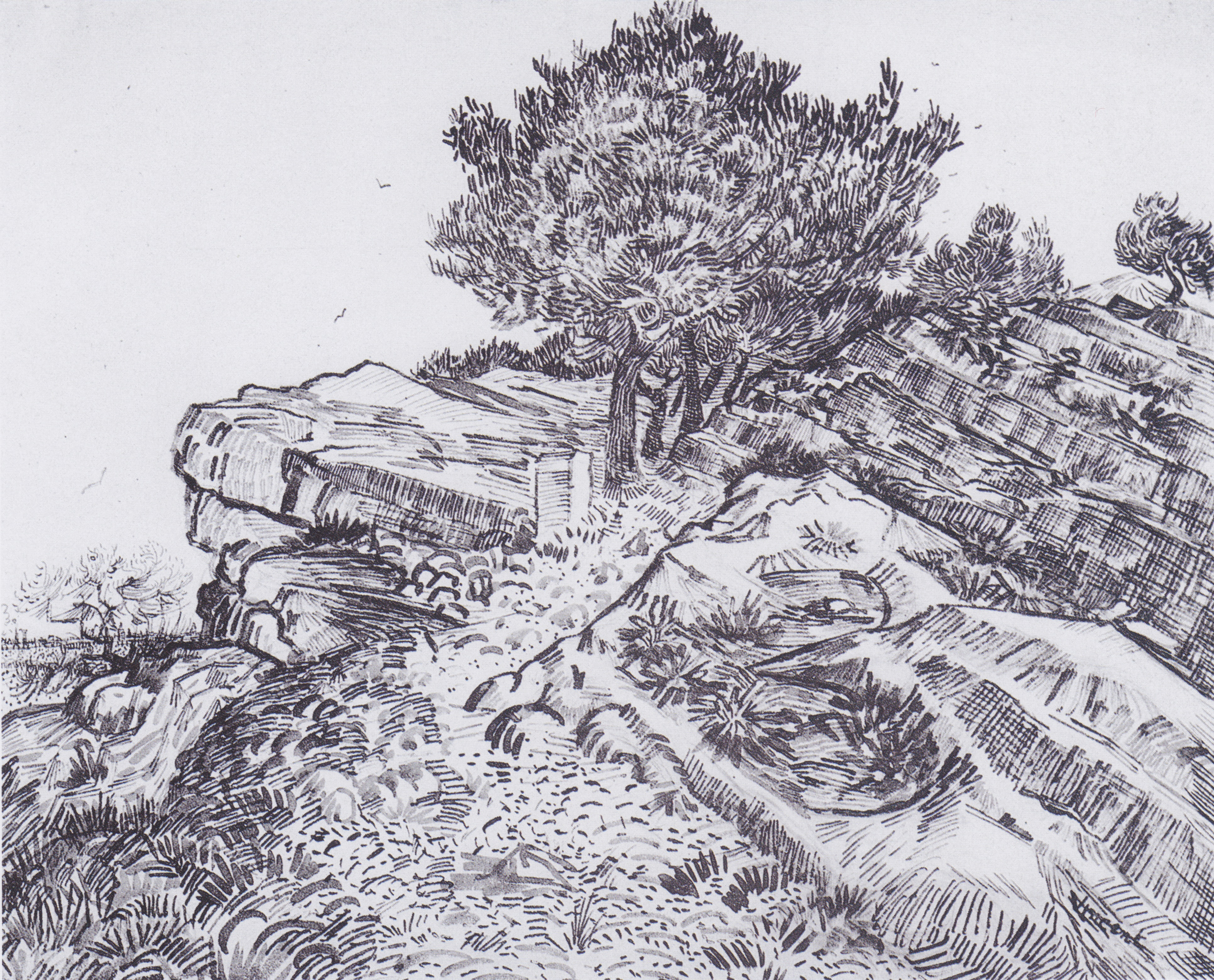
Skaliste wzgórze z drzewem – Montmajour (1888), Muzeum Vincenta van Gogha
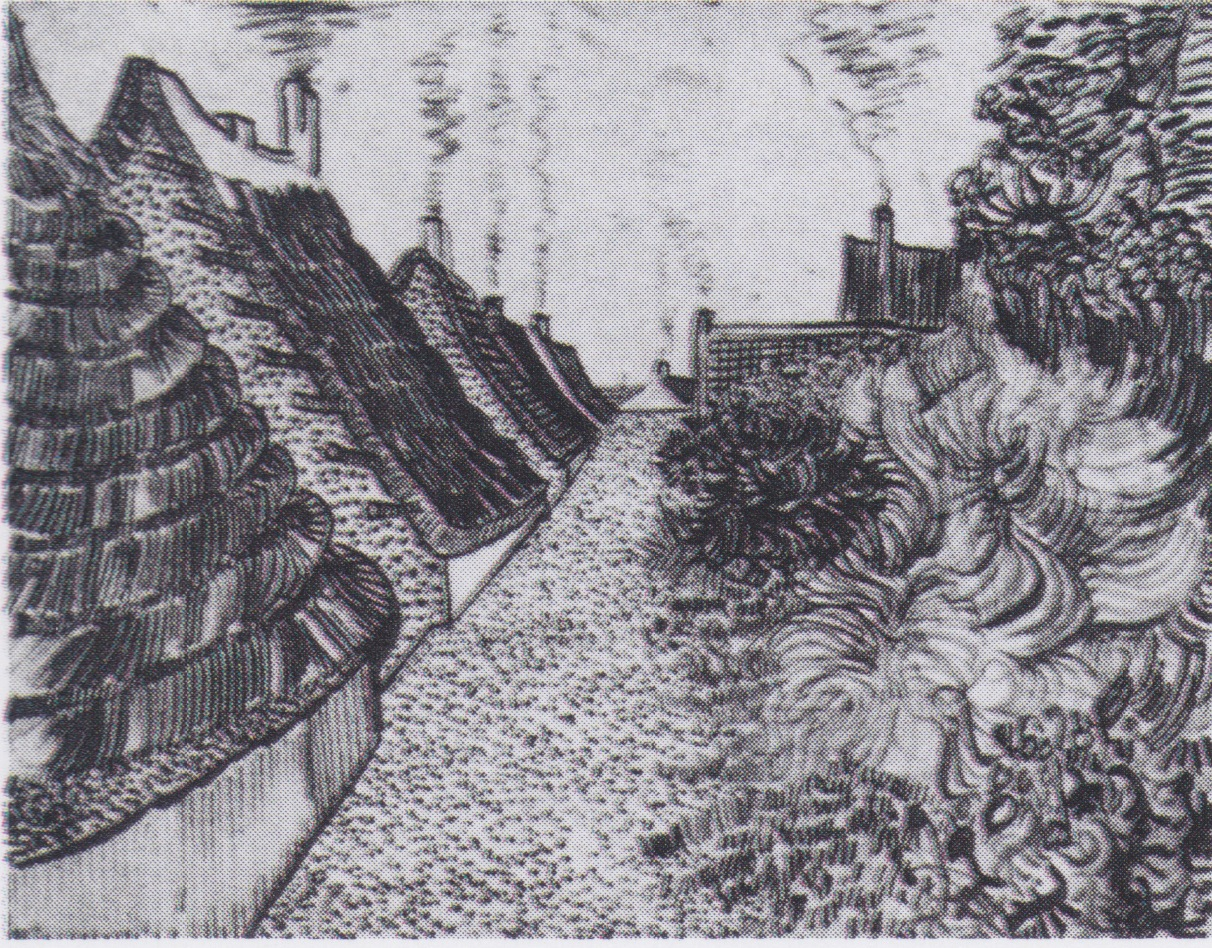
Ulica w Saintes-Maries (1888), Museum of Modern Art
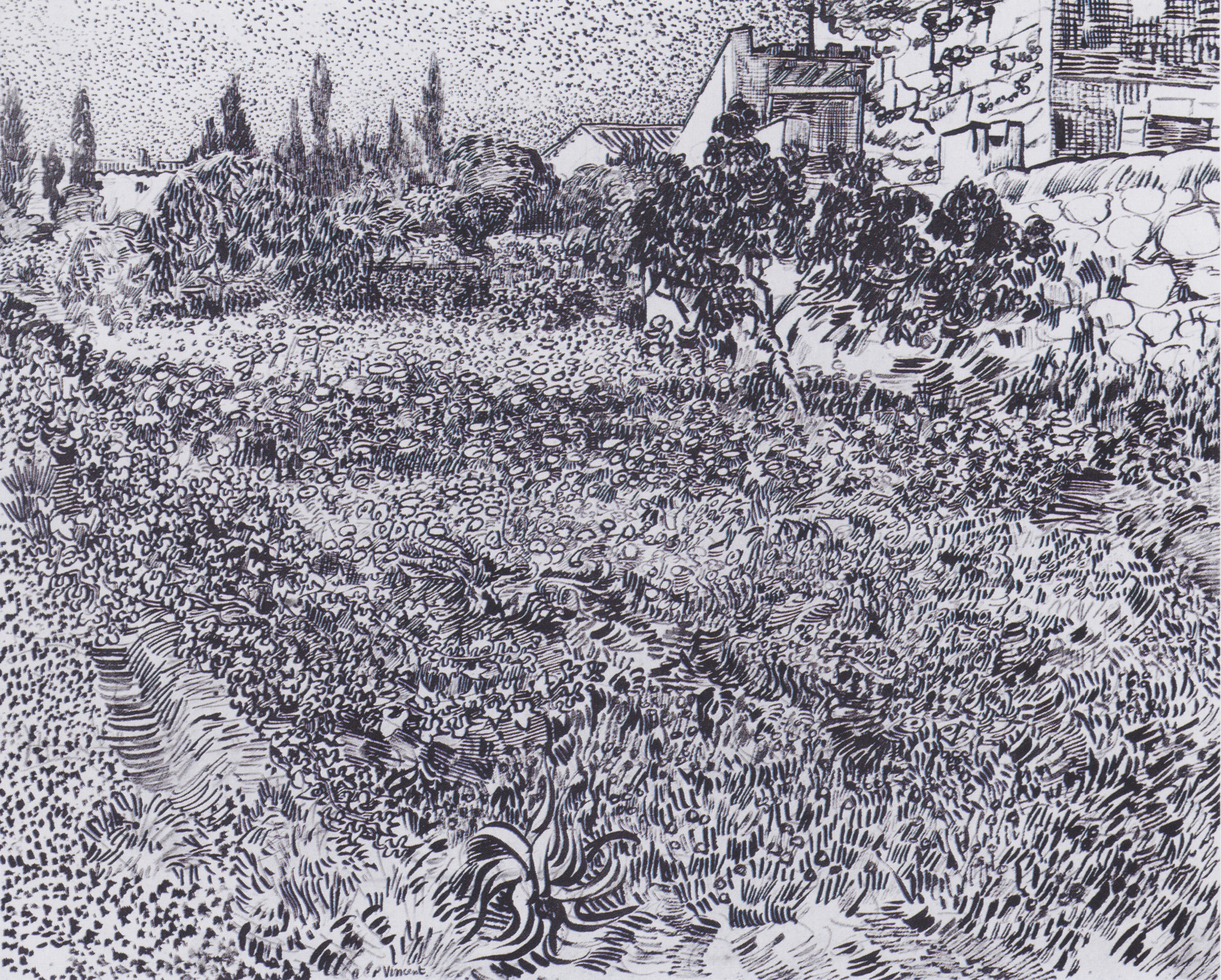
Ogród z kwiatami (1888), Oskar Reinhart Collection

#### „Żółty Dom”

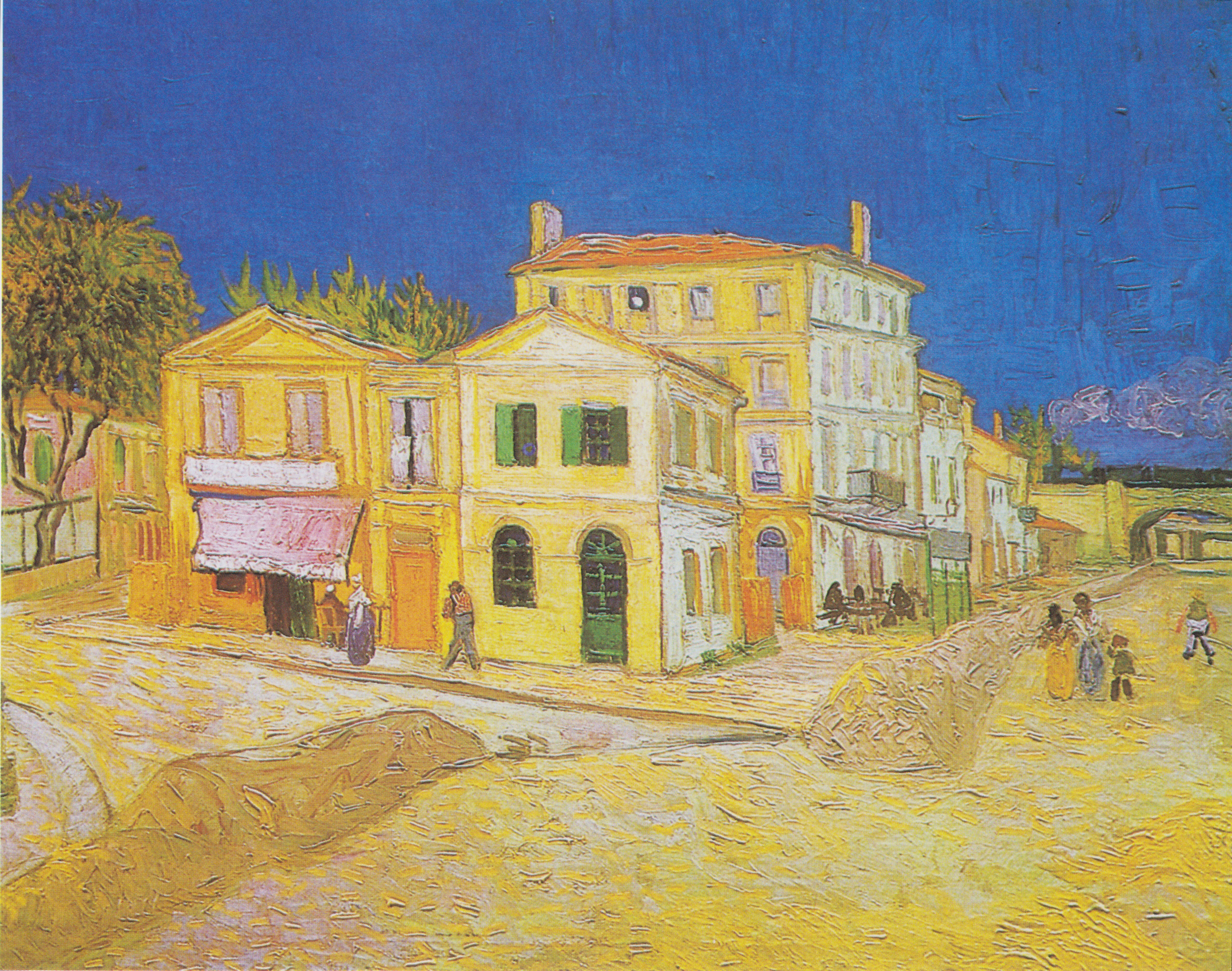
Żółty Dom (1888), Muzeum Vincenta van Gogha

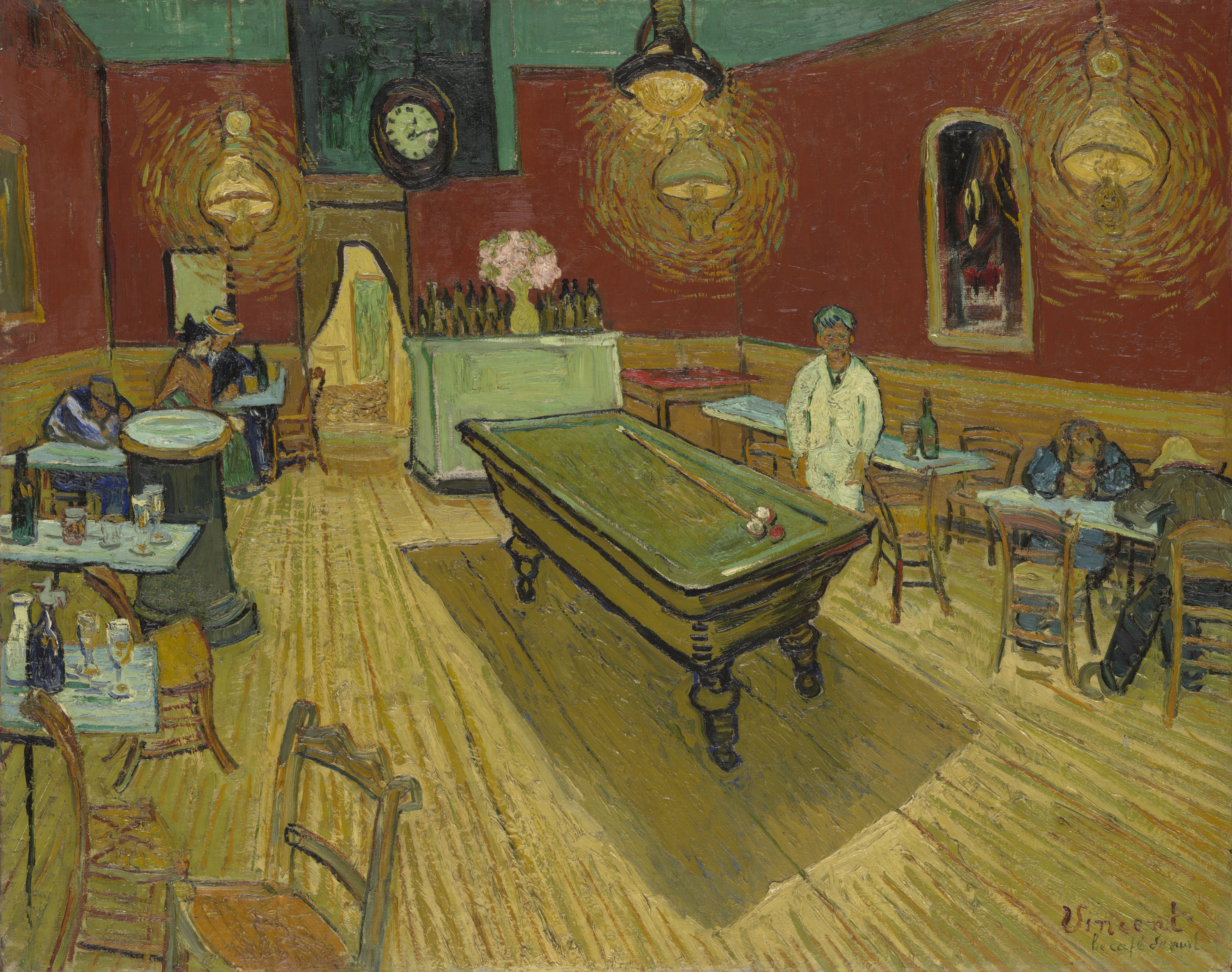
Nocna kawiarnia (1888), Yale University Art Gallery

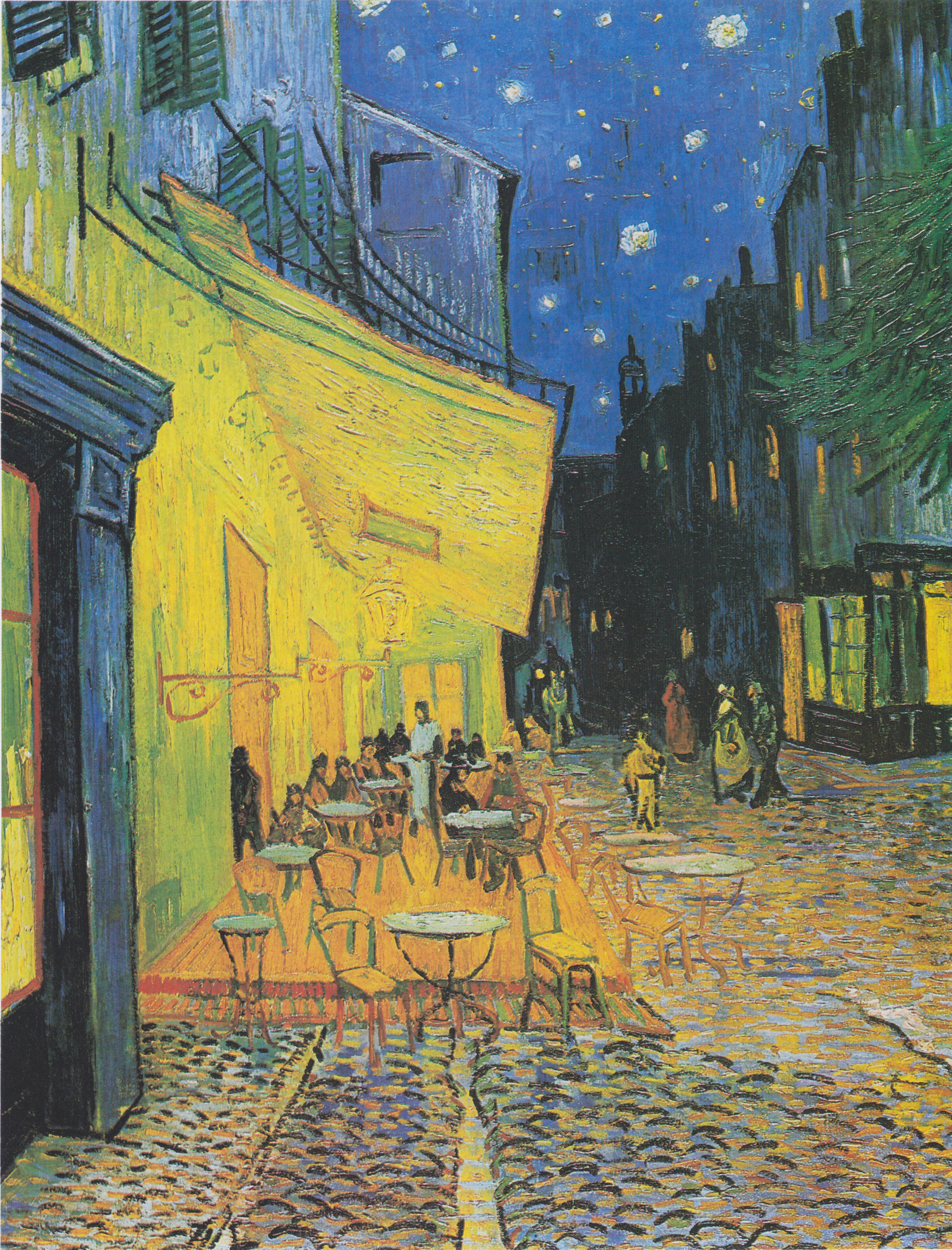
Taras kawiarni w nocy (1888), Kröller-Müller Museum

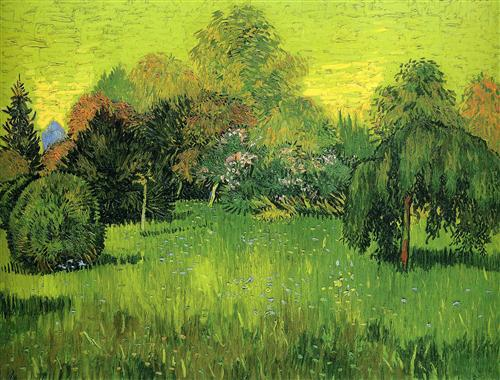
Ogród poetów (1888), Art Institute of Chicago

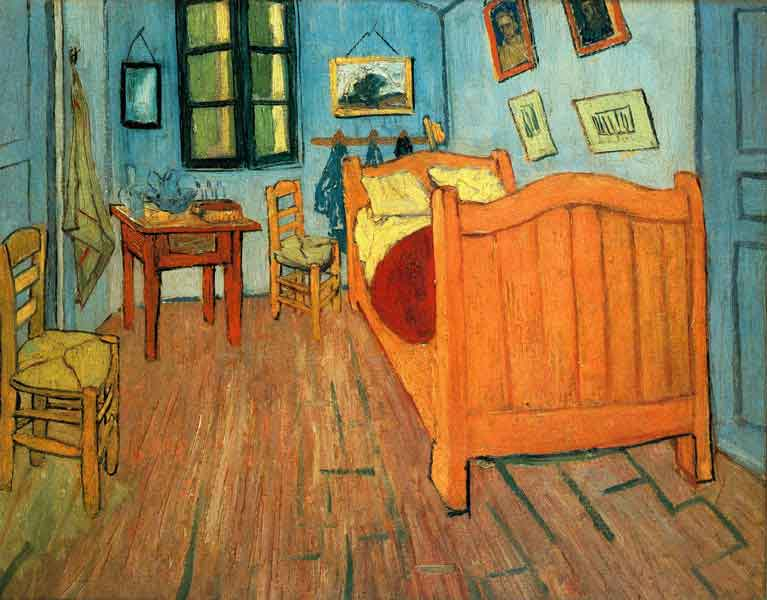
Pokój van Gogha w Arles I (1888), Muzeum Vincenta van Gogha

We wrześniu van Gogh przeniósł się do „Żółtego Domu”, w którym planował stworzenie kolonii artystów na wzór XVII-wiecznego bractwa malarzy holenderskich. Jako przywódcę kolonii widział Paula Gauguina. Przekonał go, by ten przyjechał do Arles i zamieszkał razem z nim. Gauguin zgodził się. Oczekując go, van Gogh intensywnie malował. Pomimo że „Żółty Dom” nie był jeszcze w pełni umeblowany przed wprowadzeniem się, artysta mógł go już używać jako atelier. Mając nadzieję na urządzenie w domu galerii, w której mógłby wystawiać własne prace, namalował wówczas szereg obrazów. Jeszcze w sierpniu powstał cykl Słoneczników.
8 września 1888 van Gogh, idąc za radą przyjaciela, pracownika urzędu pocztowego, Josepha Roulina (którego później sportretował), kupił dwa łóżka do „Żółtego Domu”, w którym 17 września spędził pierwszą noc.
We wrześniu van Gogh namalował serię obrazów podczas nocy: Taras kawiarni w nocy, Nocna kawiarnia, Portret Eugène’a Bocha i Gwiaździsta noc nad Rodanem. W obrazie Taras kawiarni w nocy artysta osiągnął niespotykaną wcześniej witalność barw żółtych i niebieskich, których miejsce zostało zdeterminowane nie tyle zasadą kontrastu, ile faktem ucieleśnienia walorów światła. Krzykliwy kolor żółty i przytłumiony niebieski reprezentują obszary uderzającej jasności i delikatnego półmroku. Jedynym źródłem światła na obrazie są lampy gazowe oświetlające taras. W ich jasnym blasku zanurzone są postacie ludzi siedzących na tarasie. Oświetlenie gazowe, będące sztucznym źródłem światła reprezentuje nowoczesność i jako takie zostało przeciwstawione oświetleniu naturalnemu – migoczącym na nocnym niebie gwiazdom oraz świeczkom płonącym w oknach, dodającym obrazowi nastroju romantyzmu i tajemniczości. Temat sztucznego oświetlenia pojawił się w następnym obrazie artysty, Nocna kawiarnia, przedstawiającym wnętrze kawiarni Café de la Gare, położonej przy Place Lamartine 30, tuż obok mieszkania van Gogha, który zazwyczaj jadał w niej kolacje. Kawiarnię prowadzili Joseph-Michel i jego żona Marie Ginoux. Van Gogh przez trzy kolejne noce przesiadywał w kawiarni, malując obraz i śpiąc w ciągu dnia. Wydawało mu się czasem, że barwy podczas nocy są intensywniejsze niż w dzień. O Nocnej kawiarni napisał:

W moim obrazie Nocna kawiarnia usiłowałem wyrazić, że ta kawiarnia jest miejscem, w którym człowiek może się sponiewierać, oszaleć, popełnić zbrodnię [...] usiłowałem wyrazić coś, niby potęgę ciemności w jakiejś mordowni.

Nawiązał do przedstawionych na obrazie osób siedzącymi nad pustymi szklankami świadczącymi o nadużywaniu alkoholu. Czerwień i zieleń ścian i sufitu kawiarni stanowią przygnębiającą kombinację. Groźny wygląd mają lampy ze swym pomarańczowo-zielonym blaskiem. Obraz wywołuje u widza uczucie opuszczenia i rozpaczy. Van Gogh chciał poprzez dominację oświetlenia sztucznego wskazać, że świat, który zapłacił wiernopoddańczy hołd nowemu oświetleniu, utracił zarazem kontakt ze wszystkimi ludzkimi odczuciami. Wszystkie te obrazy były przeznaczone do dekoracji „Żółtego Domu” i stanowiły, zdaniem niektórych, najbardziej ambitne zadanie, jakiego van Gogh kiedykolwiek się podjął. Malowanym obrazom van Gogh przypisał specjalną funkcję: miały wykazać jego potencjał twórczy oraz wywrzeć wrażenie na Gauguinie, stanowiąc argument w dyskusji z nim. Dwa cykle obrazów wysuwają się na czoło: wspomniane już Słoneczniki oraz rozpoczęty cykl Ogród poetów, mających za temat fragment parku publicznego w Arles, wypełnionego tłumem spacerowiczów i porośniętego malowniczą roślinnością, niestanowiący jednak jako park niczego specjalnego. Niestrudzona wyobraźnia van Gogha, podekscytowana myślą oczekiwanego przyjazdu przyjaciela, stopniowo przekształcała ten park w miejsce poezji, widząc spacerujących w nim renesansowych poetów: Dantego, Petrarkę i Boccaccia. Ponieważ obrazy te były przeznaczone do pokoju Gauguina, van Gogh chciał ofiarować przyjacielowi wraz z nimi coś w rodzaju „genius loci”, magii Południa, której Gauguin nie byłby w stanie się oprzeć.

#### Przyjazd Gauguina

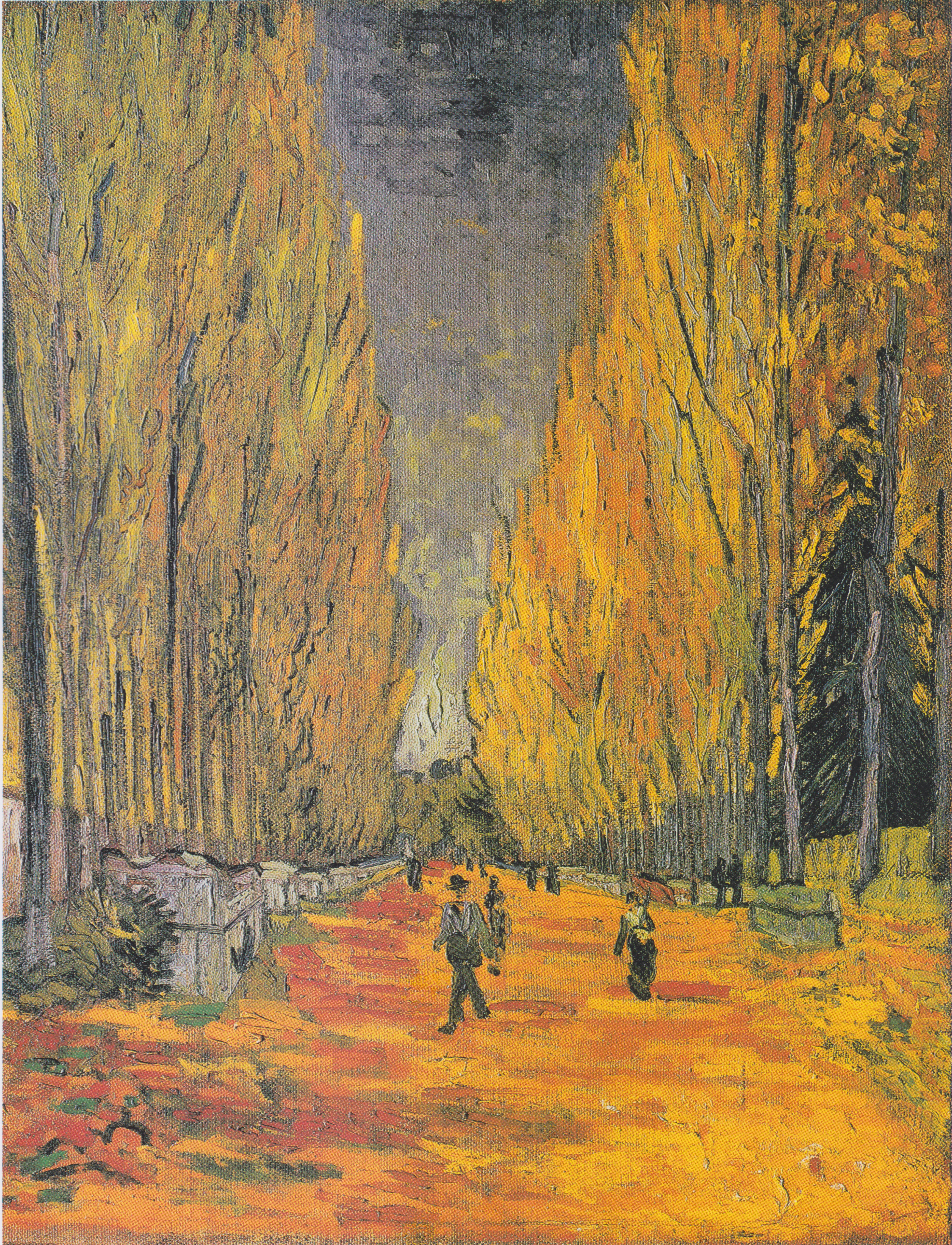
Les Alyscamps, jeden z obrazów wcześniejszej wersji (1888), kolekcja prywatna

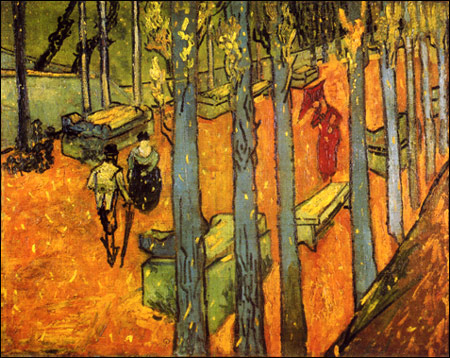
Les Alyscamps, jeden z obrazów wersji późniejszej, namalowanej w stylu Gauguina (1888), Kröller-Müller Museum

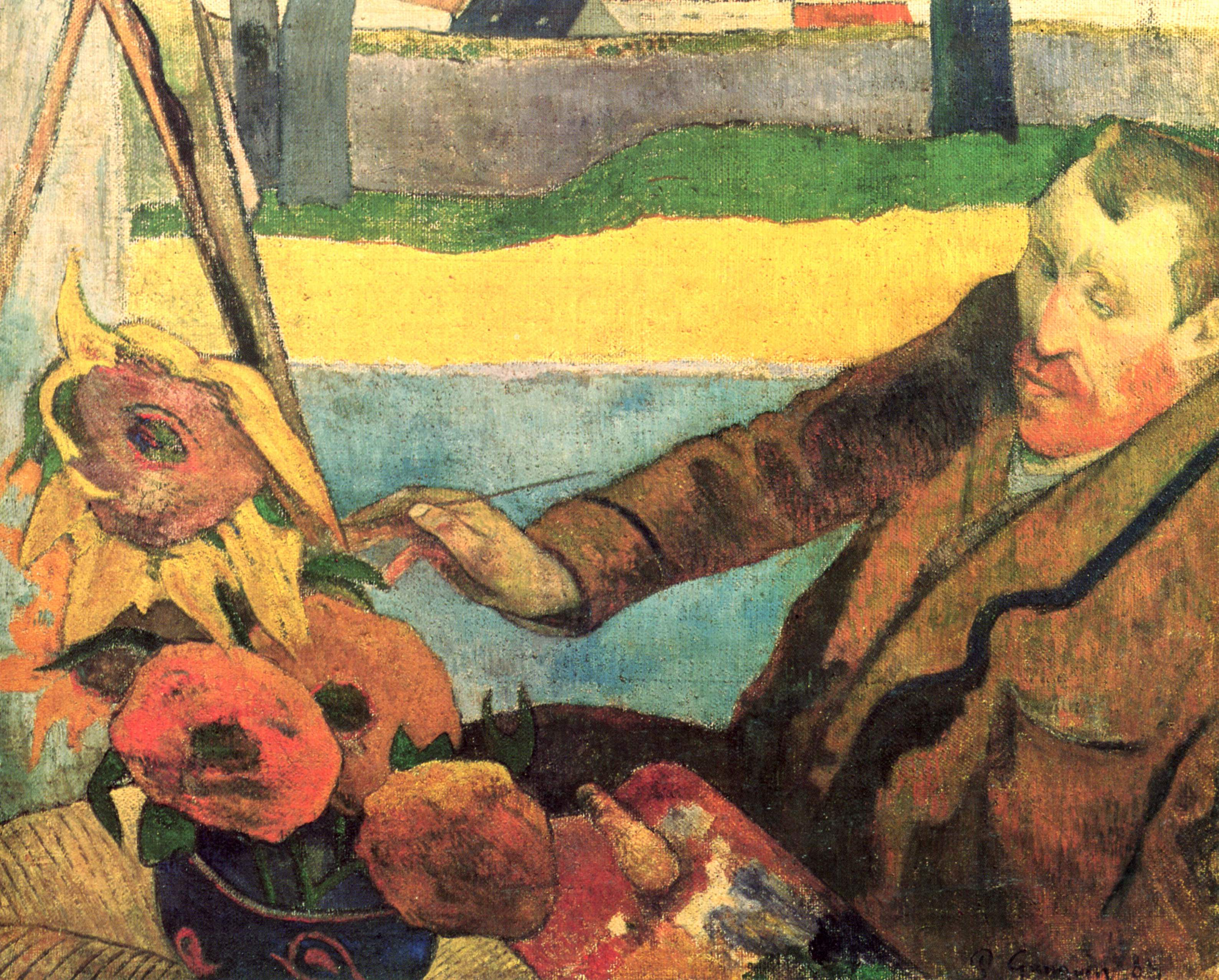
Paul Gauguin, Van Gogh malujący słoneczniki (1888), Muzeum Vincenta van Gogha

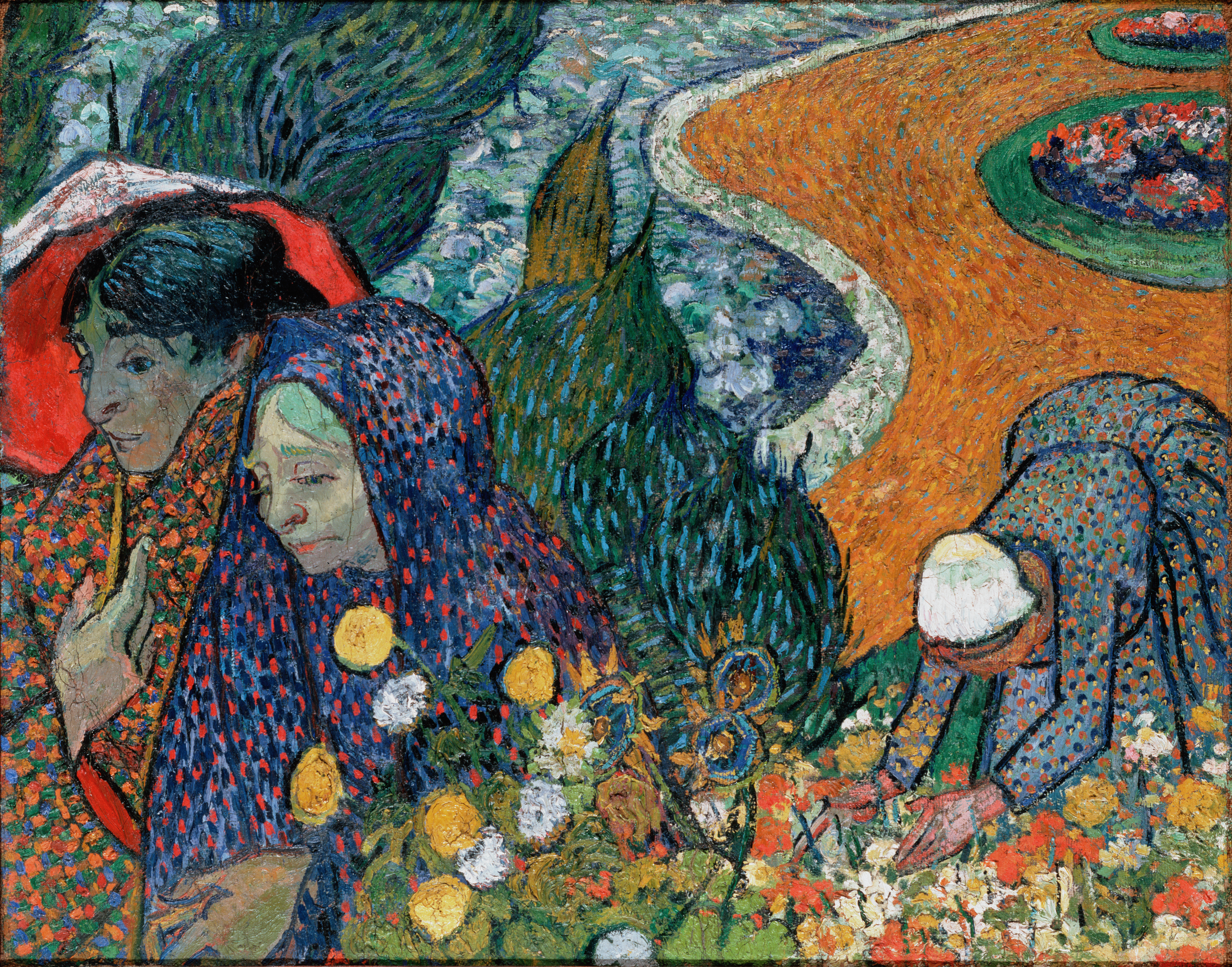
Wspomnienie ogrodu w Etten (1888), Ermitaż

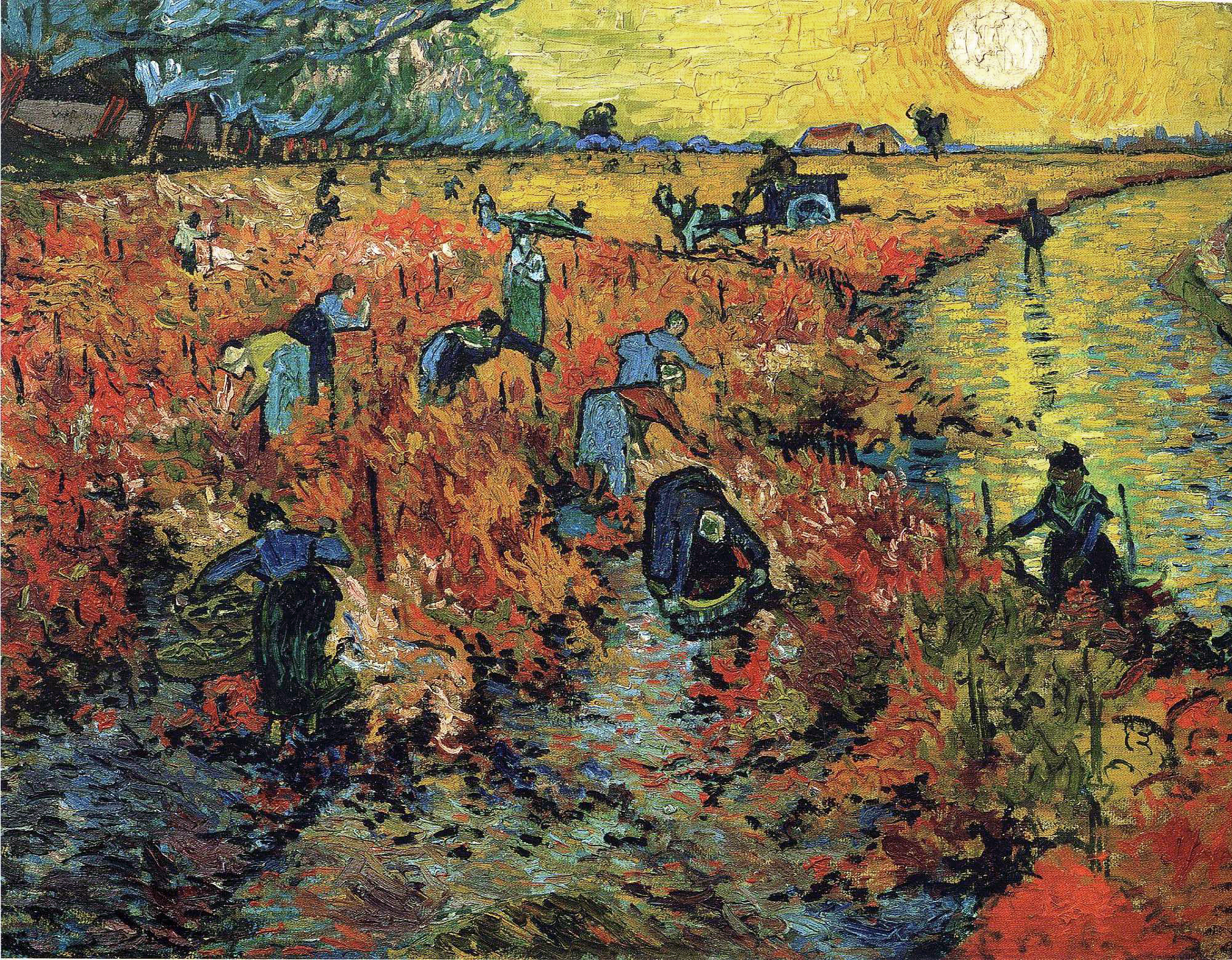
Czerwona winnica (listopad 1888), Muzeum Puszkina w Moskwie. Sprzedany w 1890 Annie Boch

Gauguina do wyjazdu do Arles skłonił Theo. Na podstawie umowy z firmą Boussod & Valadon, dla której Theo organizował wystawy dzieł młodych artystów, Gauguin miał otrzymywać wynagrodzenie. Theo z kolei podjął decyzję pod naciskiem Vincenta, planującego stworzenie w Arles kolonii artystów, którzy przenosząc na płótno widoki Południa mieli zawojować Paryż. Gauguin towarzystwo Vincenta uważał za poniżej swojej godności i od początku podchodził nieufnie do całego przedsięwzięcia, upatrując przyszłość w tropikach. Potrzebował jednak pieniędzy. 23 października Gauguin ostatecznie przyjechał do Arles i zamieszkał razem z Van Goghiem w „Żółtym Domu”. W listopadzie wspólnie malowali. Owocem ich pierwszej wspólnej sesji w plenerze stała się seria Les Alyscamps, pędzla van Gogha, przedstawiająca cztery widoki alei Les Alyscamps. Dwie wcześniejsze wersje są utrzymane w typowym dla van Gogha stylu. Punkt obserwacyjny artysta umieścił pośrodku alei, flankowanej sarkofagami, reliktami z czasów, gdy położona na południe od miasta aleja była miejscem pochówków. Dwie skośne linie wyznaczające granice alei zbiegają się przy niskim horyzoncie. Rzędy topól po obu stronach dodają dziełu uroczystej atmosfery. Obrazy zostały namalowane w formacie pionowym, a monochromatyczne niebo jest oddane w kontrastującym kolorze. Artysta posłużył się techniką impastu, a obrazy namalował od razu, na miejscu. Dwie późniejsze wersje natomiast zdradzają wyraźny wpływ Gauguina. Gauguin postarał się o parę metrów grubego szorstkiego płótna, na którym van Gogh namalował obrazy, wybierając punkt obserwacyjny tym razem z boku alei, powyżej sarkofagów. Obrazy zostały namalowane w formacie poziomym, drzewa są przedstawione fragmentarycznie, a pionowe rzędy ich pni przecinają ukośne linie alei. Gauguin w tym samym czasie namalował również dwa obrazy przedstawiające nekropolię Alyscamps. Wybrał jednak inny punkt obserwacyjny niż van Gogh i usunął jakiekolwiek odniesienia do antycznych sarkofagów. Jeden z jego obrazów znajduje się w Musée d’Orsay w Paryżu, a drugi w prywatnej kolekcji w Tokio. Gauguin namalował też portret van Gogha Van Gogh malujący słoneczniki, a van Gogh – nietypowo – namalował kilka obrazów z pamięci, przez szacunek dla poglądów Gauguina w tym względzie. Do najważniejszych z nich należy obraz Wspomnienie ogrodu w Etten, stanowiący próbę podążania przez van Gogha za koncepcją sztuki Gauguina. Wszystko na tym obrazie jest podporządkowane wizyjności. Malowidło jest płaskie, pozbawione horyzontu, a poszczególne jego elementy są obwiedzione grubymi konturami. W tym czasie van Gogh namalował też Czerwoną winnicę, którą nabyła w 1890 siostra Eugène’a Bocha, malarka Anna Boch.
W grudniu artyści odwiedzili Montpellier, gdzie w zbiorach Alfreda Bruyasa (znajdujących się obecnie w miejscowym Musée Fabre) oglądali prace Gustave’a Courbeta i Eugène’a Delacroix.
Ich wzajemne stosunki jednakże pogarszały się. Van Gogh bardzo podziwiał Gauguina i desperacko pragnął, aby ten traktował go jako równego sobie. Gauguin jednak był arogancki i dominujący, który to fakt często był powodem frustracji van Gogha. Często gwałtownie sprzeczali się na temat sztuki; van Gogh odczuwał narastającą obawę, że Gauguin ma zamiar go opuścić. W pewnym momencie sytuacja, jak ją opisywał van Gogh, „zbytniego napięcia”, osiągnęła punkt krytyczny.

#### 23 grudnia 1888
23 grudnia 1888 sfrustrowany i chory van Gogh zagroził Gauguinowi brzytwą, po czym w panice wybiegł i uciekł do miejscowego domu publicznego. W owym czasie był bardzo samotny i często odwiedzał prostytutki w domu publicznym przy Rue du Bout d’Aeles, który był miejscem jego emocjonalnego i zmysłowego kontaktu z innymi ludźmi. Będąc tam, obciął sobie lewe ucho, choć później często utrzymywał, że była to „tylko” dolna część lewej małżowiny usznej.

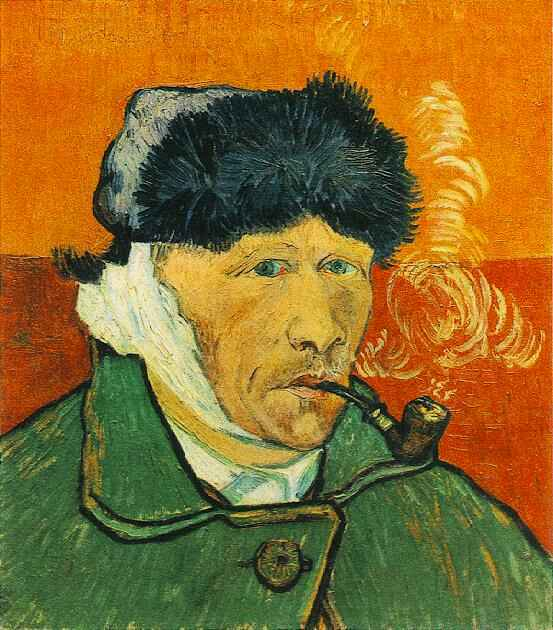
Autoportret z zabandażowanym uchem i fajką (styczeń 1889), Collection Niarchos

Van Gogh zawinął obcięte ucho w gazetę i wręczył prostytutce o imieniu Rachel, prosząc ją o „ostrożne trzymanie tej rzeczy”. Słaniając się na nogach wrócił do domu, gdzie go później znalazł Gauguin. Van Gogh był nieprzytomny, a całą głowę miał we krwi. Został przyjęty do szpitala Hôtel-Dieu w Arles, gdzie opiekę nad nim roztoczył młody doktor Félix Rey. Przez kilka dni artysta był w stanie krytycznym. Przez kolejne dni wypytywał nieustannie o Gauguina, ale ten był już daleko. Gauguin powiedział jednemu z policjantów prowadzących sprawę: „Proszę uprzejmie bardzo ostrożnie obudzić tego pana, a jeśli będzie o mnie pytał, proszę mu powiedzieć, że wyjechałem do Paryża; mój widok mógłby fatalnie podziałać na niego”. Gauguin pisał o van Goghu: „Jego stan się pogorszył, on chce spać z pacjentami, ganiać za pielęgniarkami, myje się w kuble na węgiel. To oznacza, iż kontynuuje to biblijne umartwianie się”. Theo, powiadomiony przez Gauguina, odwiedził Vincenta, podobnie jak Marie Ginoux i Roulin. Gauguin wyjechał z Arles i już nigdy więcej van Gogha nie zobaczył.
Przyczyną konfliktu były różnice charakteru obu artystów i dzielące ich poglądy na sztukę. Gauguin, choć był skłonny podzielać poglądy Vincenta dotyczące kolonii artystycznej, nie bardzo wierzył w ich urzeczywistnienie w małym, prowincjonalnym miasteczku na południu Francji. Sam był głową rodziny, miał pięcioro dzieci i nie miał zrozumienia dla ascetycznego, samotnego życia Vincenta w Arles; doceniał przyjemne życie tu i teraz. Jego pasją okazało się życie w tropikach. W 1891 Gauguin wyjechał z Francji i osiadł na Tahiti; w 1893 powrócił, a w 1895 wyjechał ponownie na wyspy Pacyfiku, gdzie spędził resztę życia.

#### Styczeń – maj 1889
W styczniu 1889, po spędzeniu dwóch tygodni w szpitalu, van Gogh powrócił do „Żółtego Domu”, wznawiając malowanie obrazów. W lutym jednak ponownie znalazł się w szpitalu, po tym, jak miał atak paranoi. W szpitalu spędził dziesięć dni, ale okazało się, iż cierpi na manię prześladowczą. Mieszkańcy Arles zwrócili się z petycją do władz o zamknięcie van Gogha, argumentując, że stanowi „zagrożenie społeczne”. Pod koniec lutego van Gogh został ponownie hospitalizowany. W marcu policja zamknęła „Żółty Dom” odpowiadając na petycje 30 mieszkańców miasta, którzy określili van Gogha jako „fou roux” („szalonego rudzielca”). Paul Signac odwiedził van Gogha w szpitalu, po czym, za zgodą lekarzy, zabrał go do domu. W kwietniu van Gogh przeprowadził się do apartamentów należących do dra Reya po tym, jak powódź uszkodziła jego obrazy w jego własnym domu. W tym mniej więcej czasie napisał:

Jakże dziwne wydają mi się te trzy ostatnie miesiące. Czasem nieznane duchowe męczarnie, potem chwile, kiedy zasłona czasu i fatum okoliczności przez moment wydają się na jakiś czas otwierać.

W maju wyjechał z Arles i został pacjentem szpitala dla psychicznie chorych w Saint-Rémy-de-Provence.
Podróż i osiedlenie się w Arles okazały się być najważniejsze w życiu van Gogha. W intensywnym świetle słońca barwy przedmiotów wydają się bardziej czyste i kontrastowe. Van Gogh z całą tego świadomością podążał za światłem. Jeszcze w marcu 1888 w liście do Émile’a Bernarda napisał, że południe Francji przypomina mu Japonię: czyste niebo, jasne kolory, kanały wodne biegnące w poprzek pól, mające kolor szmaragdowozielony lub ciemnoniebieski, jak na japońskich drzeworytach. W Arles ukształtował się w pełni styl malarstwa van Gogha, który charakteryzują intensywne barwy odbijane od przedmiotów i intuicyjnie zestawione kontrastowo, niekiedy z przewagą żółci, gruba faktura i deformacja, traktowane jako środki ekspresji. Wiele z powstałych w tym czasie obrazów, np. Nocna kawiarnia czy Słoneczniki zaliczają się do najwybitniejszych osiągnięć artysty.

### Saint-Rémy (1889–1890)

#### Maj – grudzień 1889

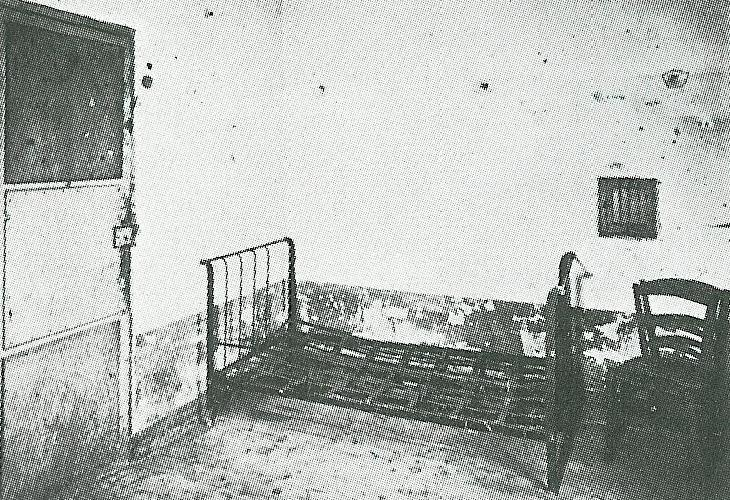
Łóżko w pokoju van Gogha w szpitalu Saint-Paul-de Mausole

Po ślubie Theo 17 kwietnia 1889 van Gogh postanowił poddać się leczeniu w szpitalu psychiatrycznym Saint-Paul-de Mausole w St. Remy. 8 maja 1889 udał się tam w towarzystwie swego opiekuna, wielebnego Salles. Szpital znajdował się w murach byłego klasztoru, mniej niż 32 km od Arles. Zabudowania poklasztorne położone były wśród pól pszenicznych, winnic i plantacji oliwek.
Kierownikiem szpitala Saint-Paul-de Mausole był dr. Théophile Peyron, który podczas praktyki w Marsylii specjalizował się w chorobach psychicznych. W trakcie badań stwierdził u van Gogha epilepsję. Vincent otrzymał w szpitalu dwa skromne pokoje z łazienką, urządzone w połączonych celach z zakratowanymi oknami; drugi z pokoi służył mu za studio. Zaczął malować niemal natychmiast po przyjeździe. Szpital i otaczający go ogród stały się tematem wielu jego obrazów. Sporządził kilka szkiców wnętrz szpitalnych. Jednym z jego pierwszych obrazów, namalowanych w maju 1889 były m.in. Irysy, przedstawiające kwiaty tego gatunku, rosnące w przylegającym do szpitala ogrodzie. Później zaczął wychodzić poza szpital i penetrować okolice Saint-Remy. Towarzyszył mu asystent Jean-François Poulet, znający dobrze teren. Odwiedzili wspólnie pobliski wąwóz Les Peyroulets, a następnie samo miasteczko Saint-Rémy. Po powrocie z jednej z wędrówek van Gogh kopnął nieoczekiwanie swego asystenta w brzuch, po czym nazajutrz go przeprosił. Poulet pomimo tego zdarzenia zachował dobre wspomnienia o van Goghu po tym, jak opuścili Saint-Rémy.
Rysunki i obrazy van Gogha z pierwszych miesięcy jego zamknięcia w szpitalu świadczą, że nie był niezadowolony ze swej sytuacji. Właściwie starał się sprawić, aby to miejsce wyglądało atrakcyjniej niż w rzeczywistości, a kilka jego obrazów przedstawiających budynek z zewnątrz i należący do niego ogród nasuwa skojarzenia raczej z domkiem na wsi niż ze szpitalem psychiatrycznym.

Temat cyprysów
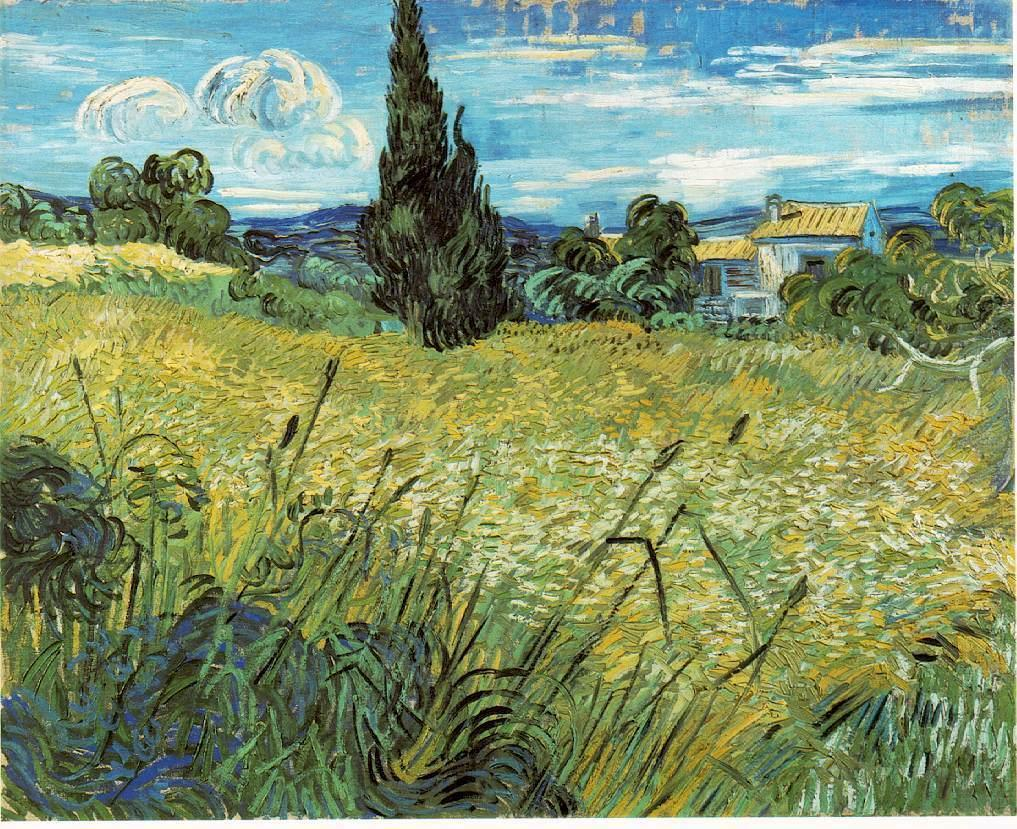
Zielone pole pszenicy z cyprysem (1889), Galeria Narodowa w Pradze
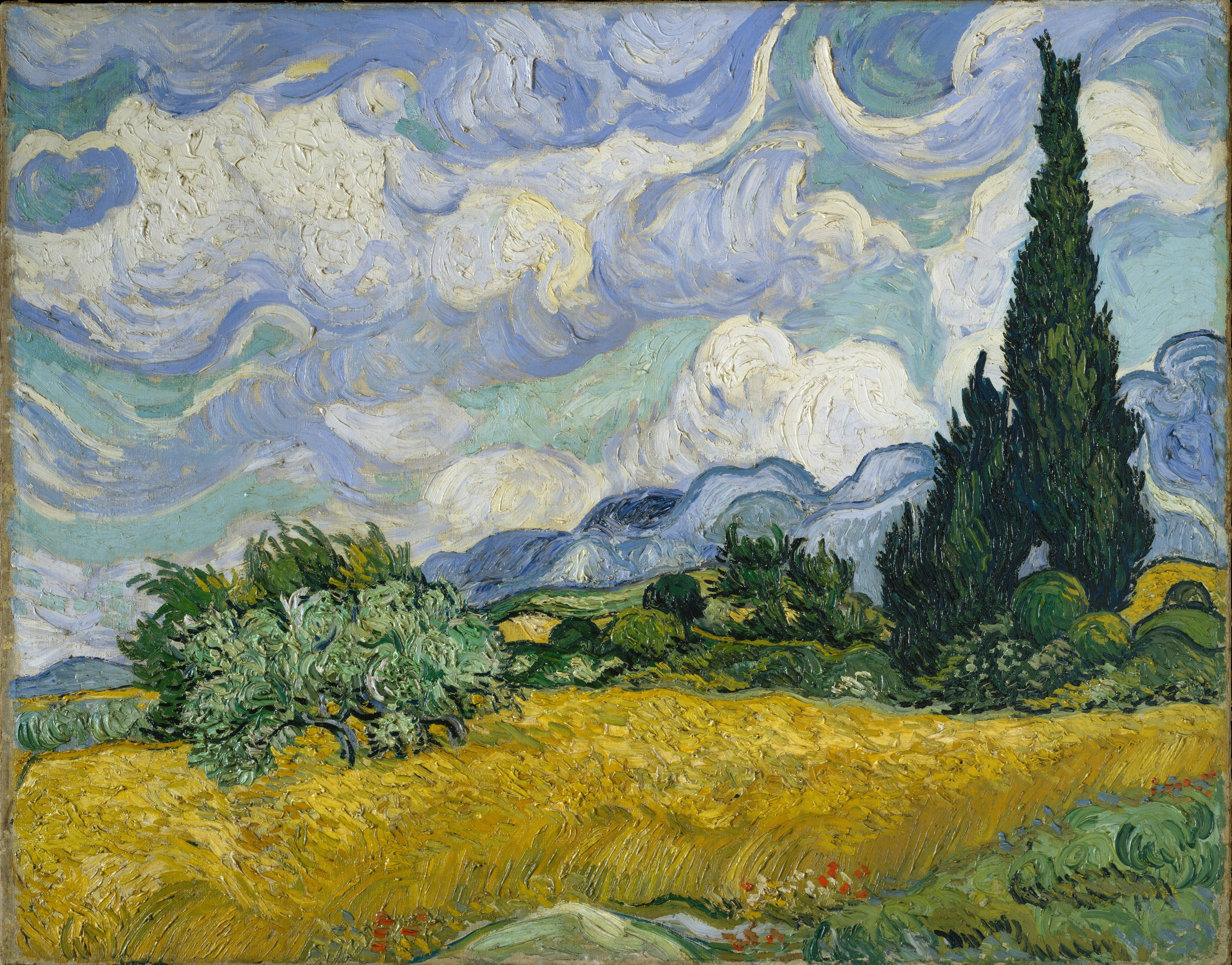
Pole pszenicy z cyprysami (1889), Metropolitan Museum of Art
Gwiaździsta noc (1889), Museum of Modern Art
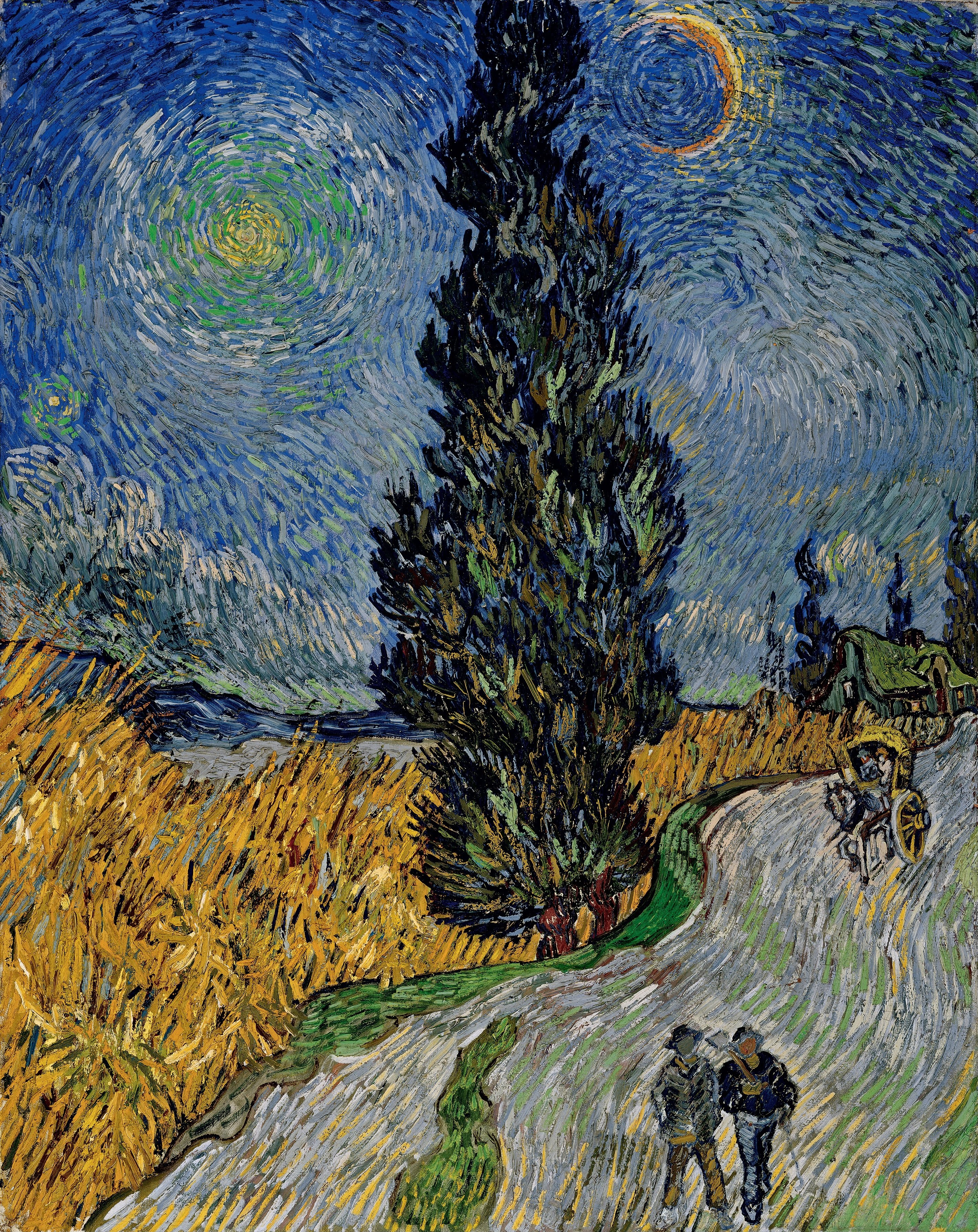
Droga z cyprysem i gwiazdą (1890), Kröller-Müller Museum

W pierwszych miesiącach pobytu w Saint-Rémy van Gogh namalował serię obrazów przedstawiających cyprysy; ich powykręcane kształty, przypominające płomienie, miały związek ze stanem jego niespokojnego umysłu. Najsłynniejszym obrazem, jaki wówczas namalował, była Gwiaździsta noc, dzieło, które niegdyś przekonało ludzi, że van Gogh był szalony. Obraz ten, bardziej wytwór wyobraźni niż studium natury, jest dziełem na wskroś ekspresjonistycznym, być może zapowiadającym obrazy Edvarda Muncha, norweskiego malarza, młodszego o 10 lat od van Gogha. Niebo z Gwiaździstej nocy w pełni odpowiada pojęciu „surrealistyczne”, nasuwając niektórym porównania z biblijną apokalipsą. Generalnie realistyczna wioska, przestawiona na obrazie, jest trudna do identyfikacji; spiczasta wieża kościoła nasuwa bardziej porównania z północą niż z południem. Góry natomiast przypominają pobliskie Les Alpilles. Głębi obrazowi dodaje ciemny cyprys z lewej strony. Został przedstawiony podobnie jak na wielu innych obrazach i może ostatecznie pochodzić z perspektywy japońskich drzeworytów. Cyprysy były typowym elementem krajobrazu Prowansji, a van Gogh twierdził, że chciałby malować je tak, jak słoneczniki. Porównywał ich kształt i proporcje do egipskich obelisków.
Obok cyprysów artysta podjął również temat drzew oliwnych. Namalował 15 obrazów przedstawiających drzewa oliwkowe jako główny motyw; stosował przy tym bogactwo wariacji kolorystycznych, uwarunkowanych porami roku; kiedy drzewa kwitły, używał głównie odcieni błękitnych.

Temat drzew oliwnych
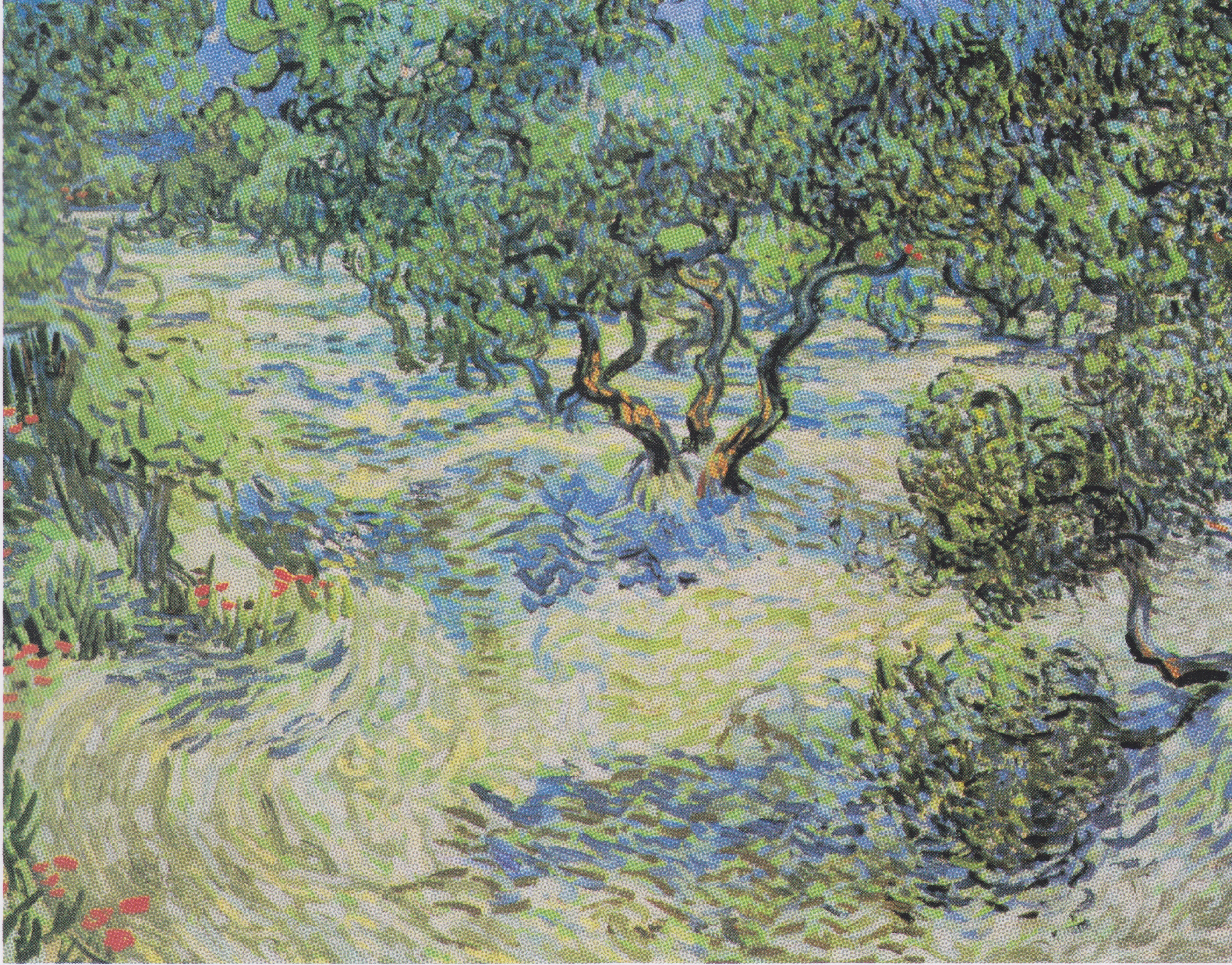
Gaj oliwny I (1889), Nelson-Atkins Museum of Art
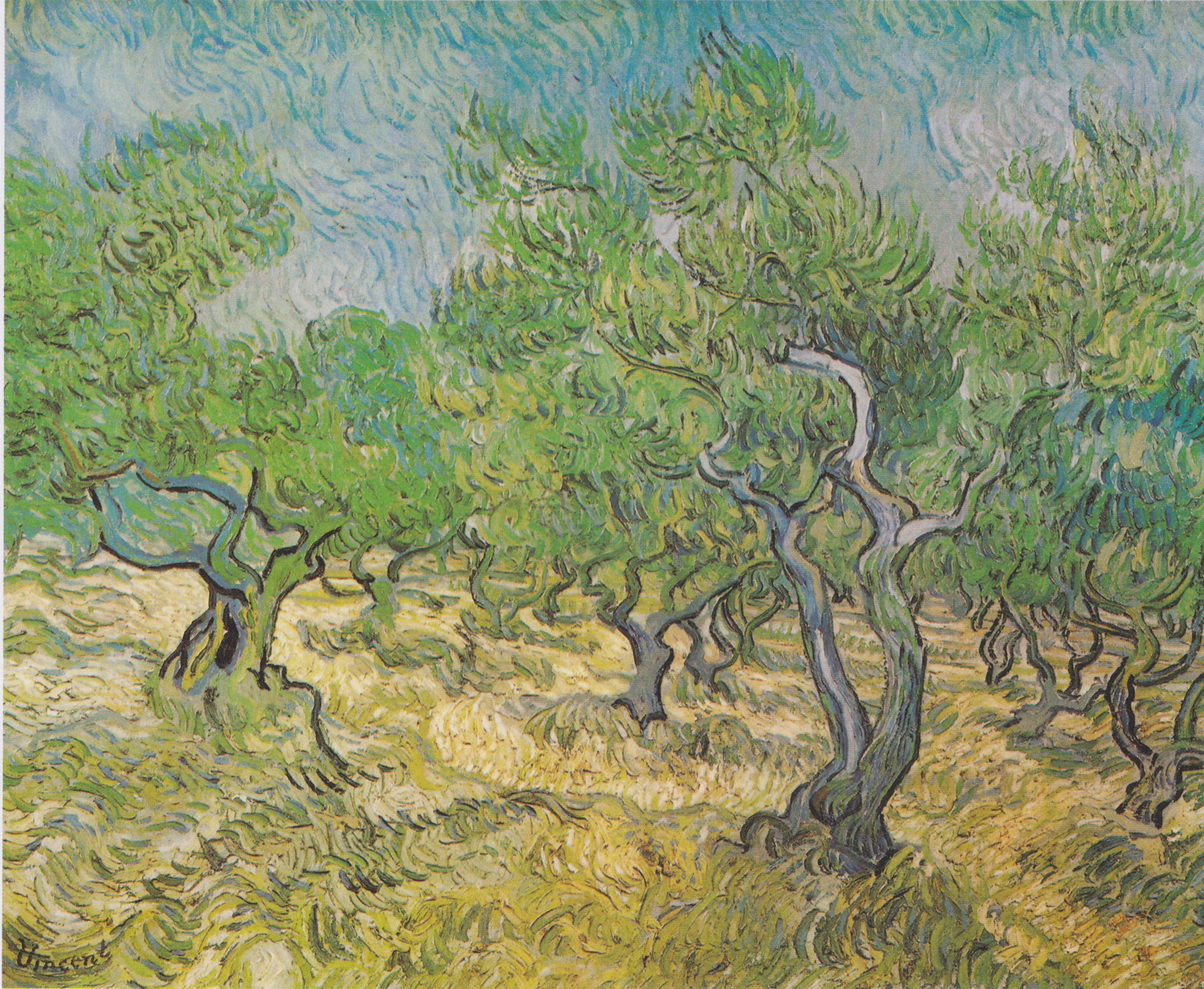
Gaj oliwny II (1889), Kröller-Müller Museum
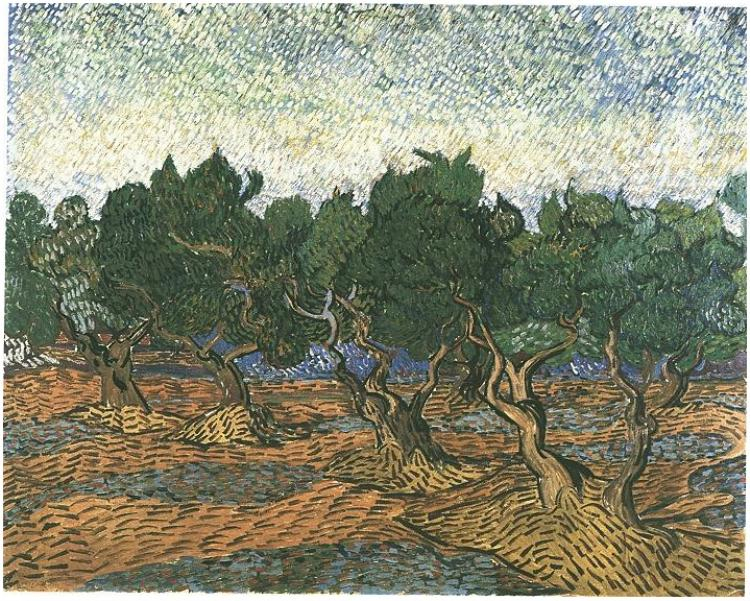
Gaj oliwny III (1889), Muzeum Vincenta van Gogha
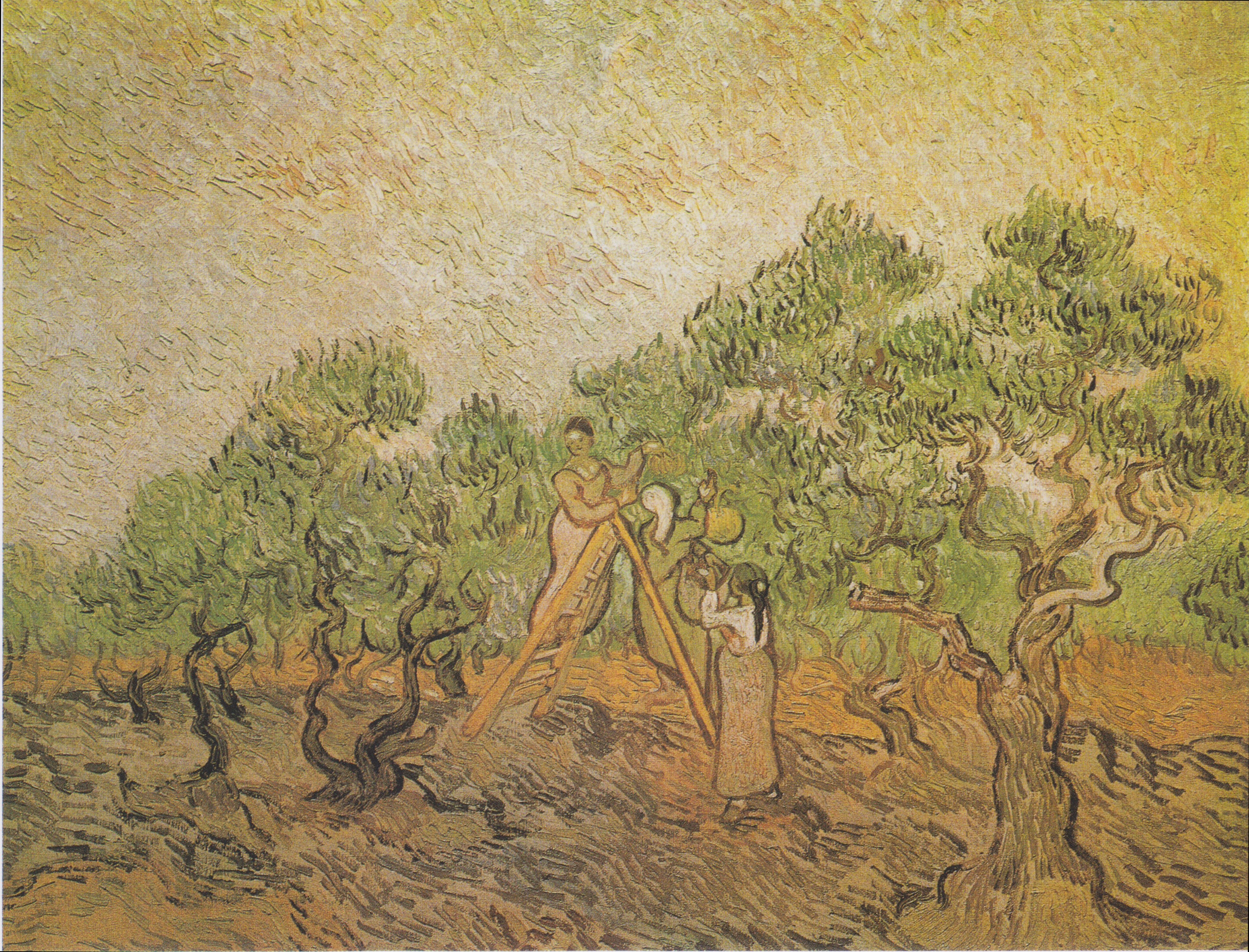
Zbieracze oliwek III (1889), National Gallery of Art

Widać było też zmiany w jego palecie. Począwszy od tego czasu odeszły w przeszłość agresywne efekty barw dopełniających i zamiast intensywnych czerwieni i zieleni pojawiły się łagodniejsze błękity i zielenie; mniej widoczny stał się też impast. Podczas pobytu w szpitalu van Gogh miał kilkakrotnie ataki choroby. Po jednym z nich, kiedy połknął farby, otrzymał na jakiś czas zakaz malowania, ponieważ dr. Peyron stwierdził, że u podstawy ataków leżała obsesja związana z malowaniem. Zamknięty w pokoju van Gogh namalował wówczas trzy autoportrety, w tym jeden, znajdujący się obecnie w Musée d’Orsay w Paryżu, zaliczany do najlepszych. Inne obrazy, namalowane od września do grudnia, to m.in. 2 wersje Sypialni w Arles, szereg widoków ogrodu przy szpitalu Świętego Pawła i drzew oliwnych.
Ważną grupą obrazów, które wyszły wówczas spod ręki artysty, były kopie jego ulubionych mistrzów: Milleta, Doré, Delacroix i Rembrandta.

Kopie ulubionych mistrzów
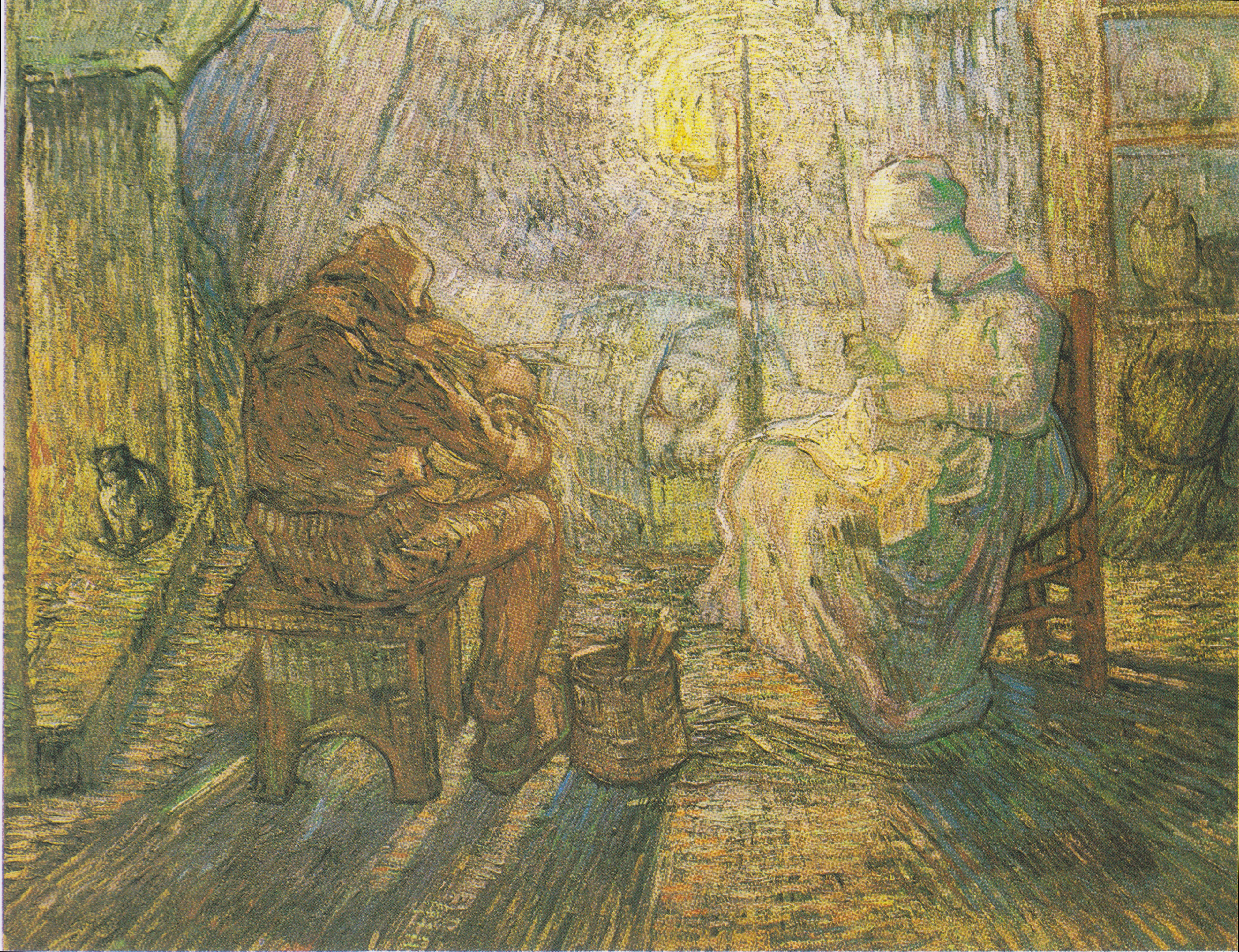
Wieczór: czuwanie (wg Milleta) (1889), Muzeum Vincenta van Gogha
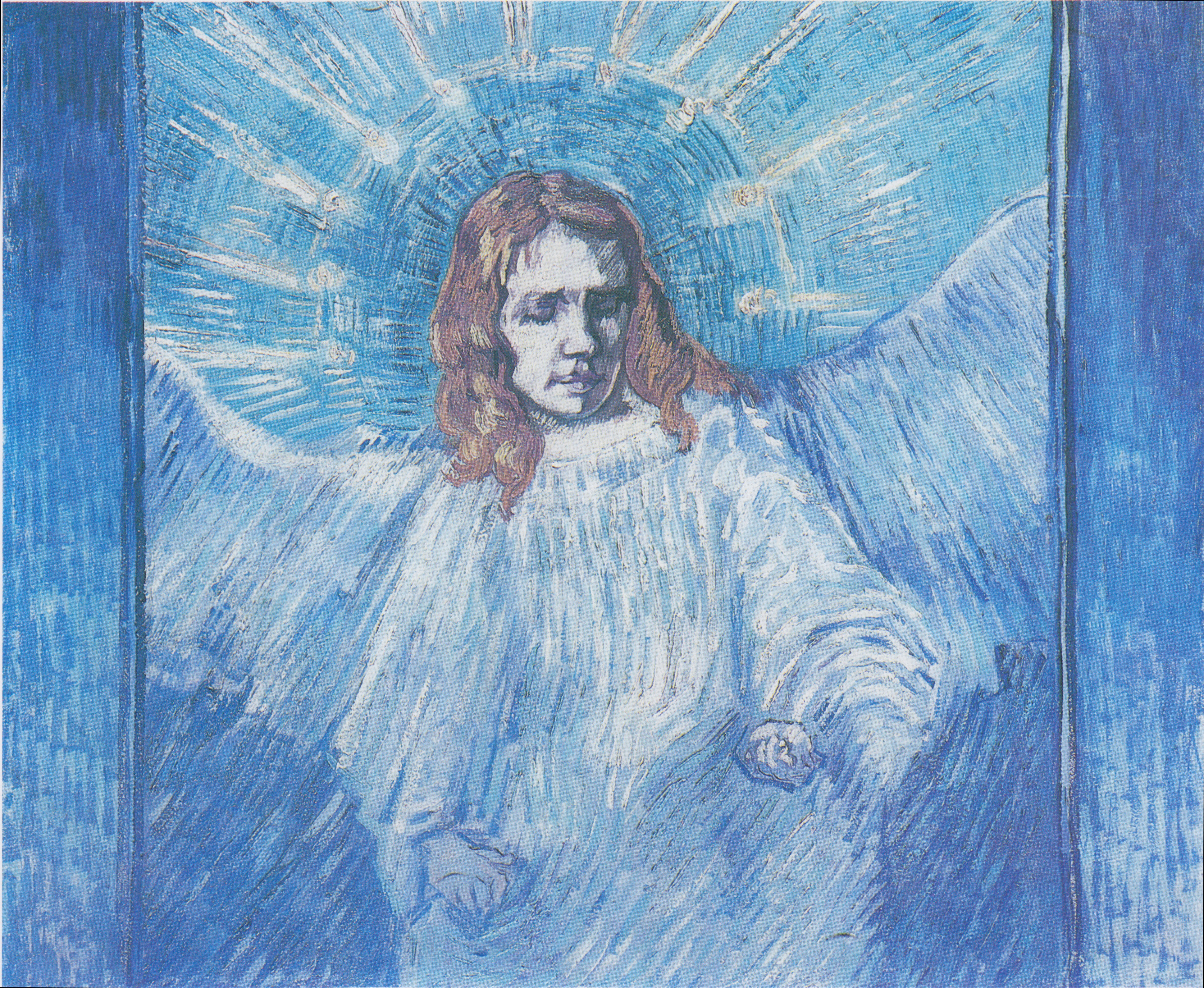
Półpostać anioła (wg Rembrandta) (1889), lokalizacja nieznana
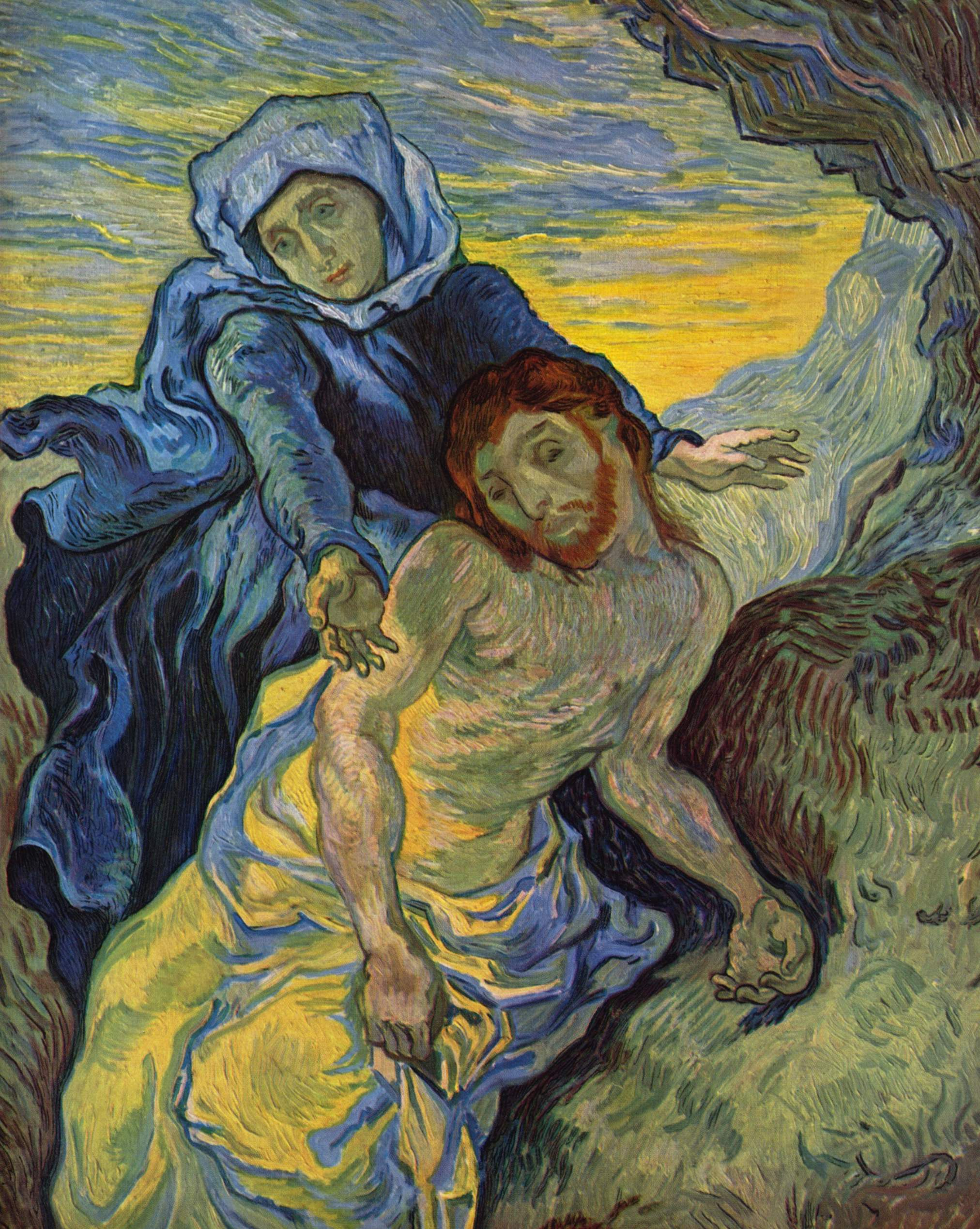
Pietà (wg Delacroix) (1889), Muzeum Vincenta van Gogha
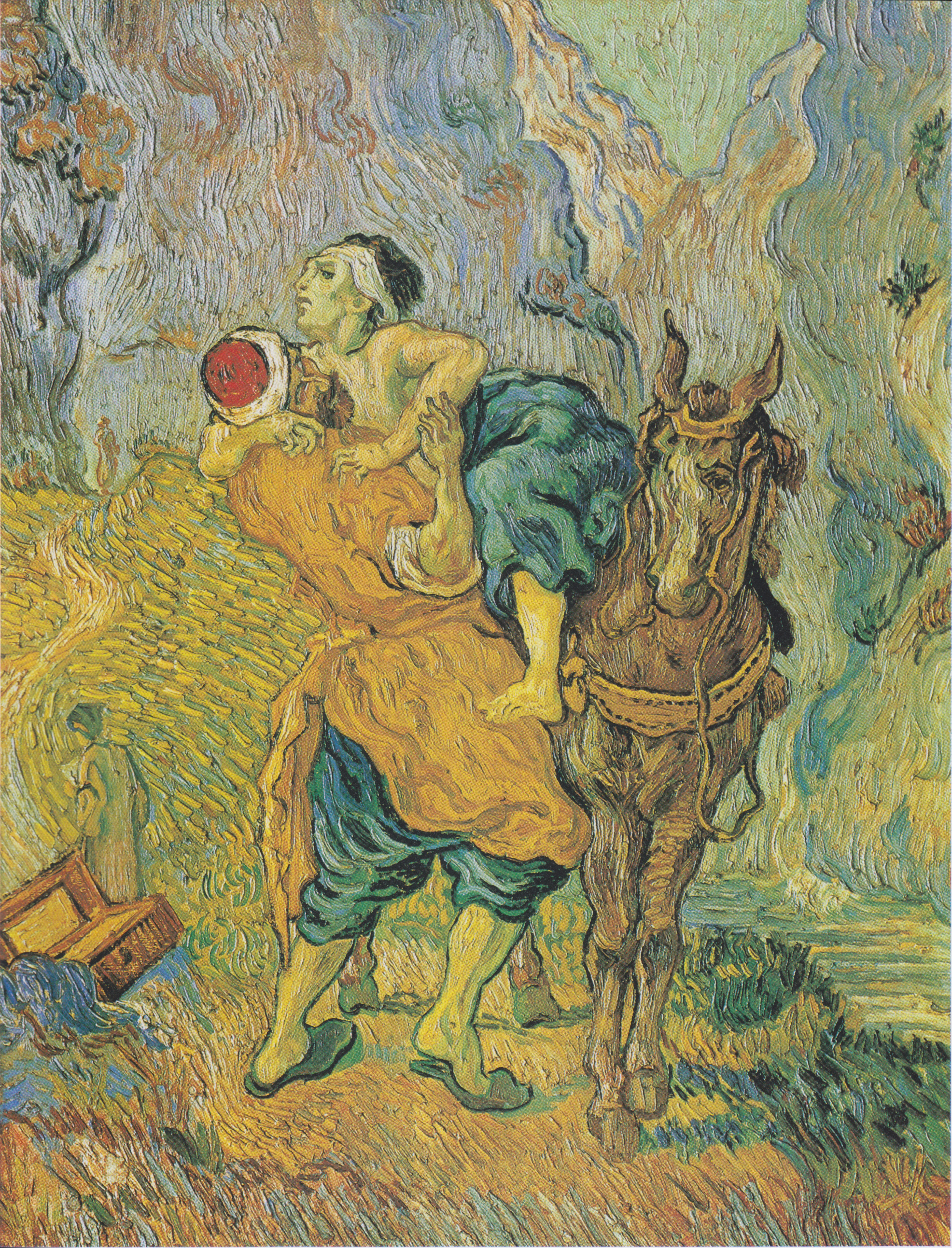
Dobry Samarytanin (wg Delacroix) (1890), Kröller-Müller Museum
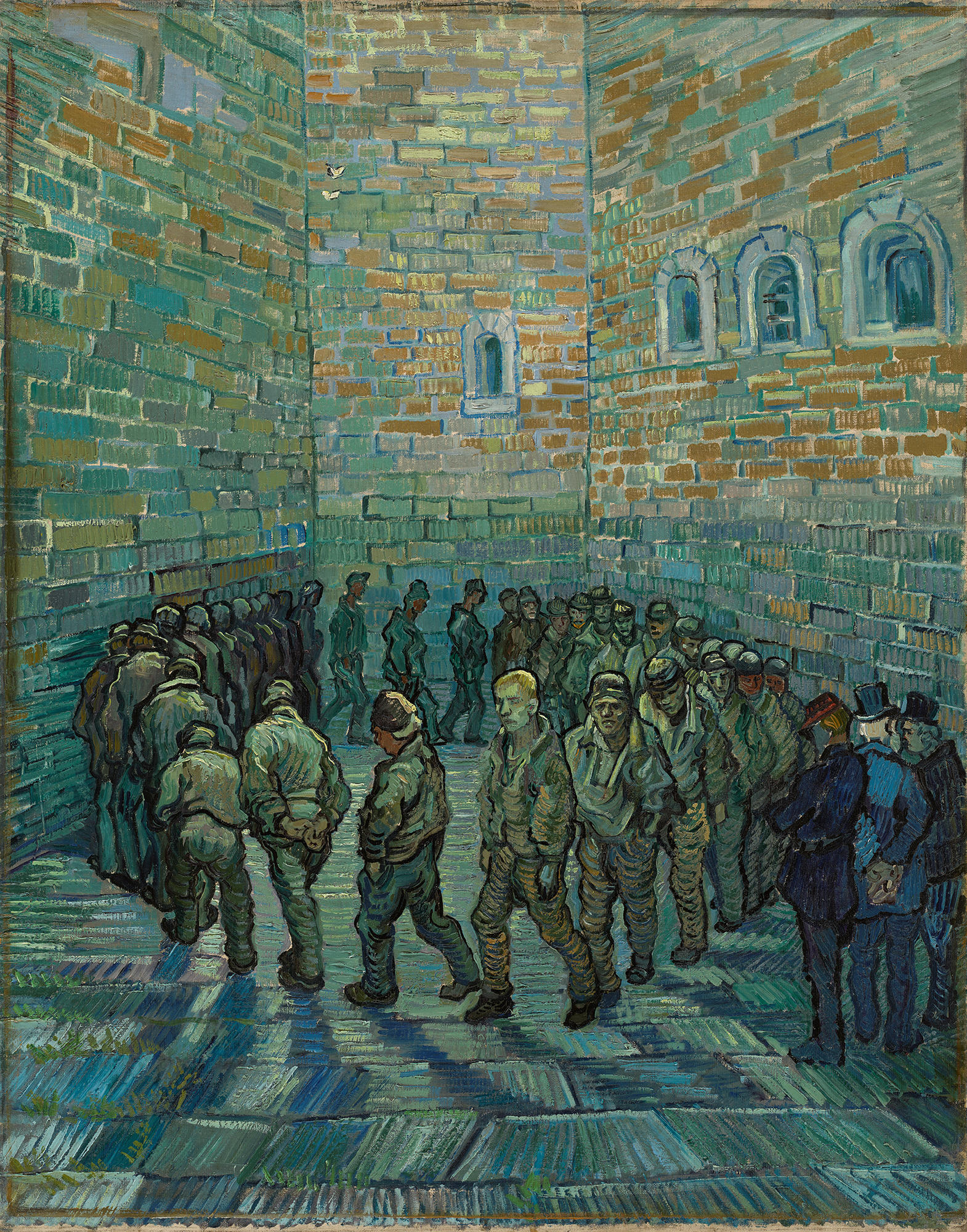
Spacer więźniów (wg Doré) (1890), Muzeum im. Puszkina w Moskwie

3 września na piątej wystawie Salon Niezależnych zaprezentowano dwa obrazy van Gogha: Gwiaździstą noc nad Rodanem i Irysy. Ten ostatni wzbudził zainteresowanie zwiedzających, o czym później poinformował Vincenta Theo.
Pod koniec roku van Gogh doświadczył ataku głębokiej depresji, trwającego osiem dni. Znowu połknął farby i stał się niezdolny do nawiązania kontaktu z otoczeniem.

#### Styczeń – maj 1890
W styczniu van Gogh na zaproszenie awangardowej grupy Les XX wziął udział w organizowanej przez nią corocznej, siódmej wystawie w Brukseli wystawiając sześć obrazów. Opinie były podzielone. Henry de Groux, malarz konwencjonalnych obrazów o treści religijnej, zakpił z prac artysty, nazywając jego Słoneczniki „odrażającym garnkiem słoneczników pędzla Pana van Gogha”, po czym wycofał z wystawy własny obraz. Henri de Toulouse-Lautrec stanął w obronie van Gogha, a de Groux wyzwał na pojedynek. De Groux został wykluczony z Les XX, a pomiędzy obu artystami później doszło do ugody. Ludzie mówili o van Goghu; on sam otrzymał kolejną dobrą wiadomość z Brukseli: udało się sprzedać jego pierwszy obraz, Czerwoną winnicę, namalowany jeszcze w Arles. Dzieło kupiła za 400 franków Anna Boch, malarka, siostra zaprzyjaźnionego malarza Eugène’a Bocha. Miało się okazać, że będzie to jedyny obraz artysty sprzedany za jego życia. W tym samym miesiącu w gazecie Mercure de France, znanej z publikacji dotyczących symbolizmu, ukazał się ambitny artykuł na temat prac van Gogha autorstwa krytyka Alberta Auriera.

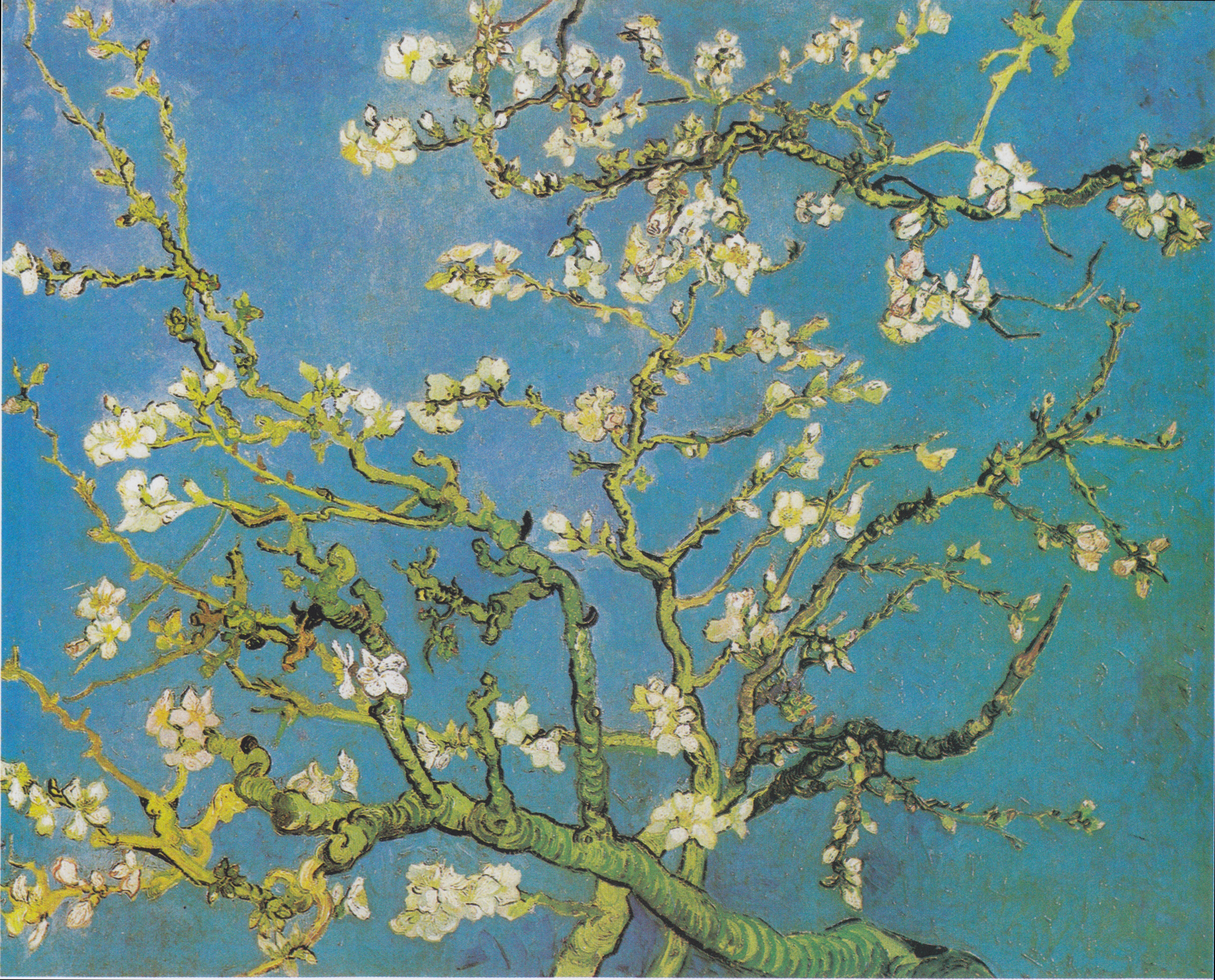
Kwitnący migdałowiec (1890), Muzeum Vincenta van Gogha.

W lutym 1890, w związku z narodzinami bratanka Vincenta Willema, nazwanego tak na jego cześć, napisał do matki, że postanowił namalować obraz Kwitnącego migdałowca, przeznaczony do powieszenia w pokoju dziecka:

Właśnie zacząłem malować obraz dla niego, żeby powiesić go w jego sypialni, wielkie gałęzie biało kwitnącego migdałowca na tle błękitnego nieba.

W tym samym miesiącu namalował m.in. cztery wersje Arlezjanki opartej na szkicu węglem autorstwa Gauguina, sporządzonym w listopadzie 1888, kiedy Marie Ginoux pozowała im obu.
W marcu na szóstym Salonie Niezależnych w Paryżu van Gogh wystawił dziesięć swoich obrazów, a Claude Monet powiedział, według relacji Theo, że były one najlepszą częścią wystawy. W ciągu sześciu miesięcy van Gogh przestał być kimś obcym w świecie sztuki, a jego reputacja sięgnęła daleko poza koterie Paryża. Był postrzegany jako jeden z obiecujących, nowych talentów oraz jako ktoś, komu udało się uzyskać poparcie w galeriach, w tym u Theo, jednego z czołowych, nowoczesnych marszandów. Jednak sam Vincent bez entuzjazmu podchodził do swego sukcesu. W liście do matki napisał:

Gdy usłyszałem, że moje dzieło odniosło pewien sukces i przeczytałem stosowny artykuł, nieustannie obawiałem się, że będę musiał za to zapłacić; w życiu malarza na ogół najgorszą ze wszystkich rzeczą jest sukces.

W maju Vincent van Gogh podjął decyzję o zakończeniu dobrowolnego pobytu w Saint-Rémy. Dyrektor szpitala, dr Peyron, napisał w końcowym raporcie o jego kondycji:

Pacjent ten, na ogół spokojny, podczas swego pobytu w ośrodku doświadczył szeregu gwałtownych ataków, trwających od tygodnia do miesiąca. Podczas tych ataków przeżywał straszne lęki i niepokoje, kilkakrotnie próbował się otruć, czy to połykając farby, czy pijąc naftę podkradaną pomocnikom, kiedy ci nalewali ją do lamp.(...) Pomiędzy atakami pacjent był absolutnie spokojny i poświęcał się całkowicie malowaniu. Dziś poprosił mnie o zwolnienie, zamierzając w przyszłości żyć na północy Francji, gdzie, według jego przekonania, klimat dobrze mu zrobi.

16 maja Vincent van Gogh wyruszył w długą podróż do Paryża.

### Auvers-sur-Oise (1890)

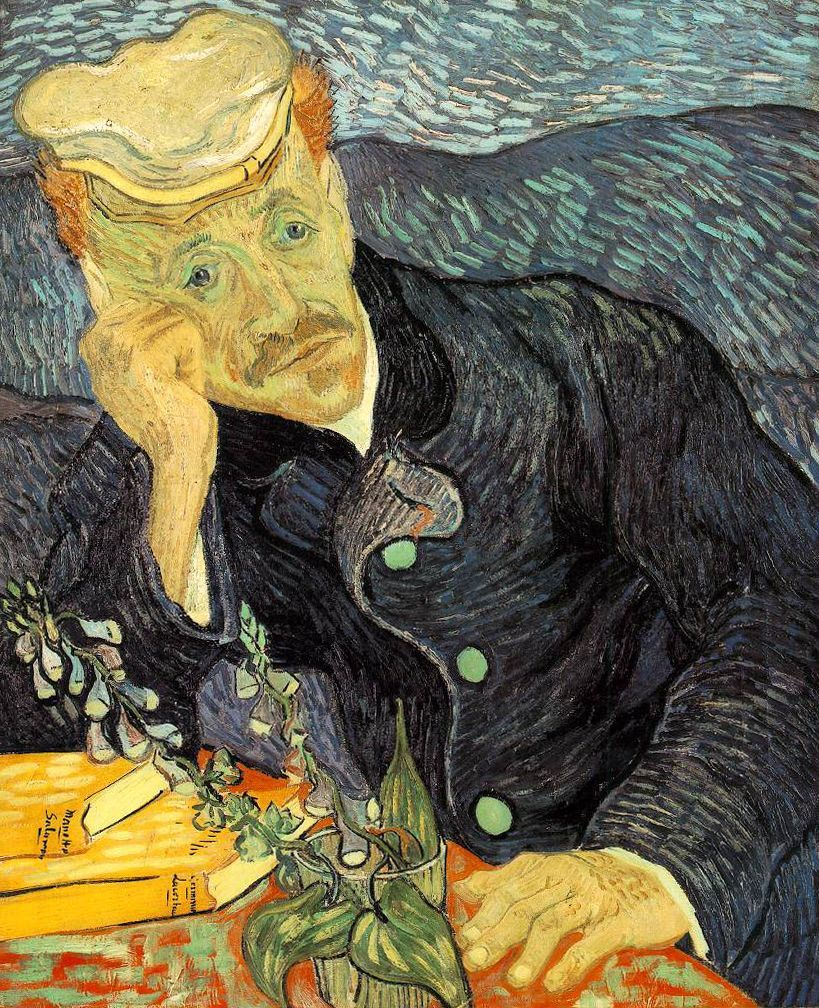
Portret doktora Gacheta (1890), kolekcja prywatna?

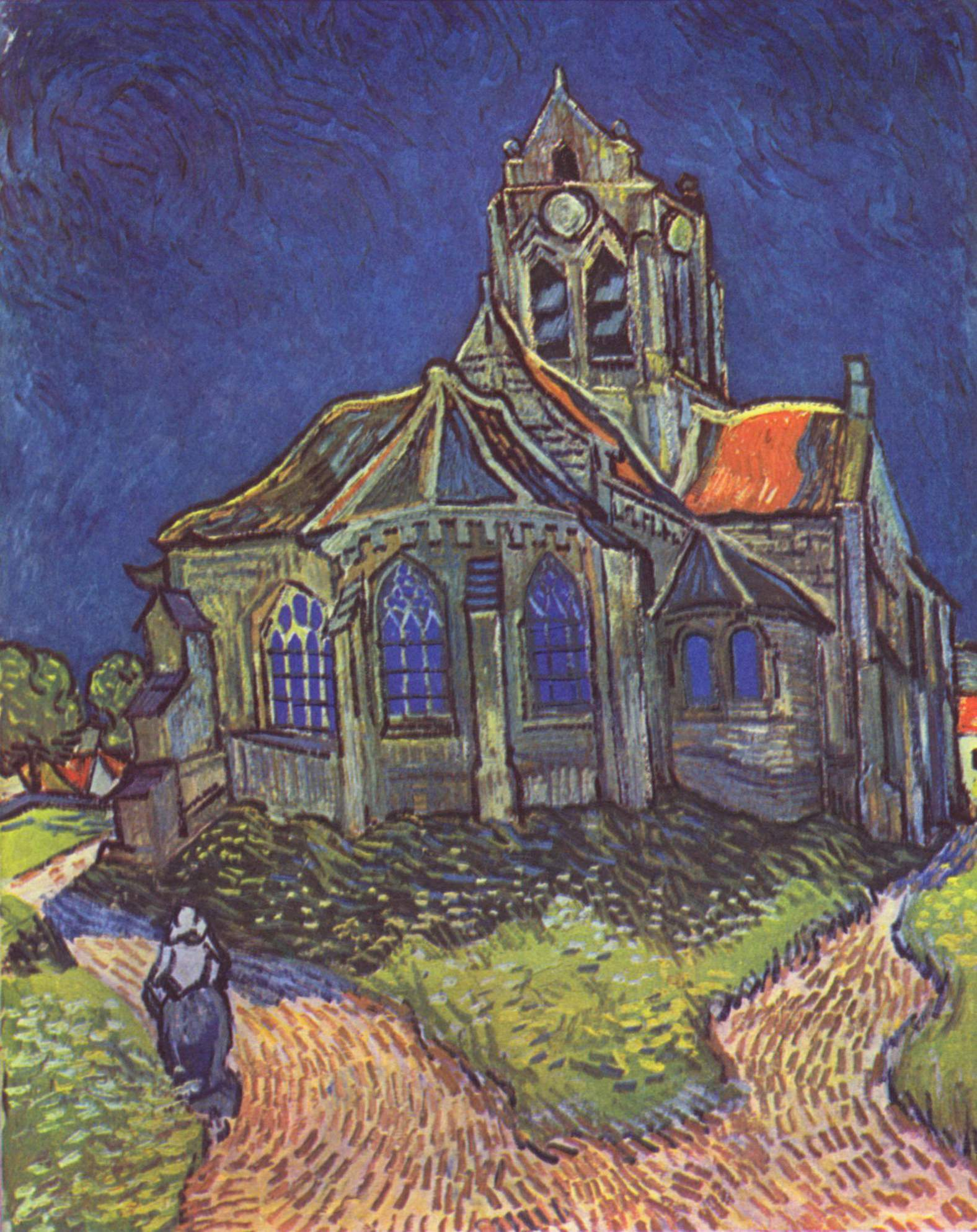
Kościół w Auvers (1890), Musée d’Orsay

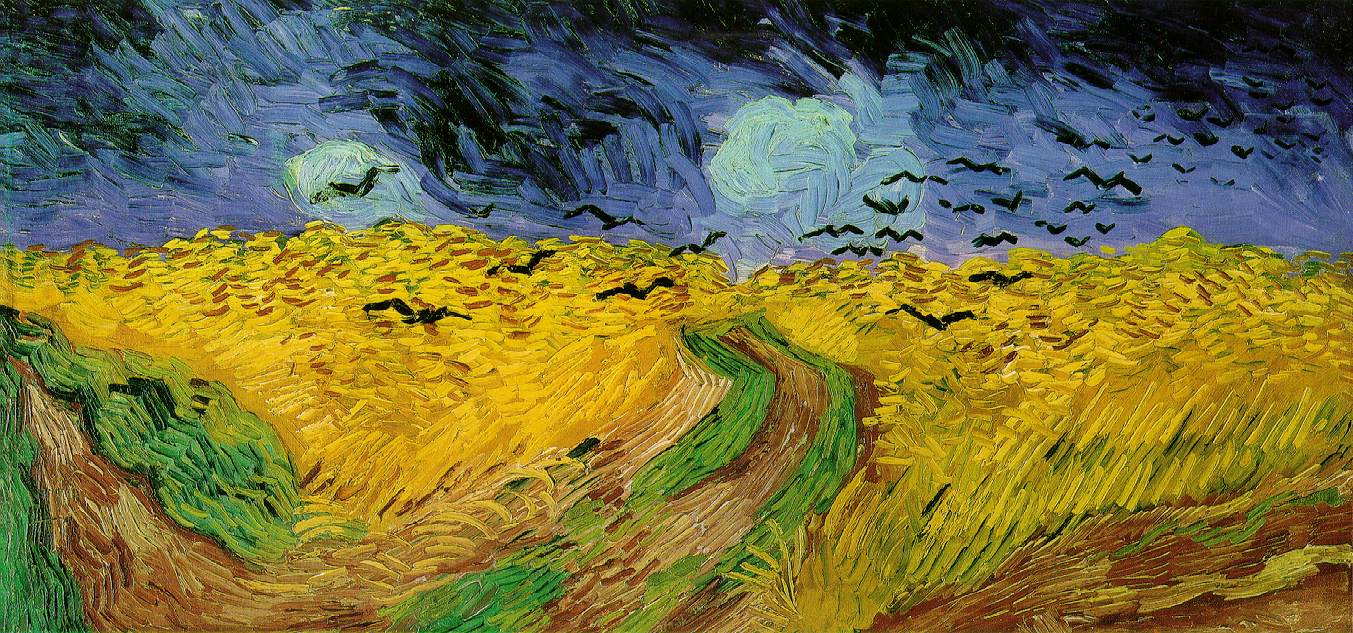
Pole pszenicy z krukami (1890), Muzeum Vincenta van Gogha

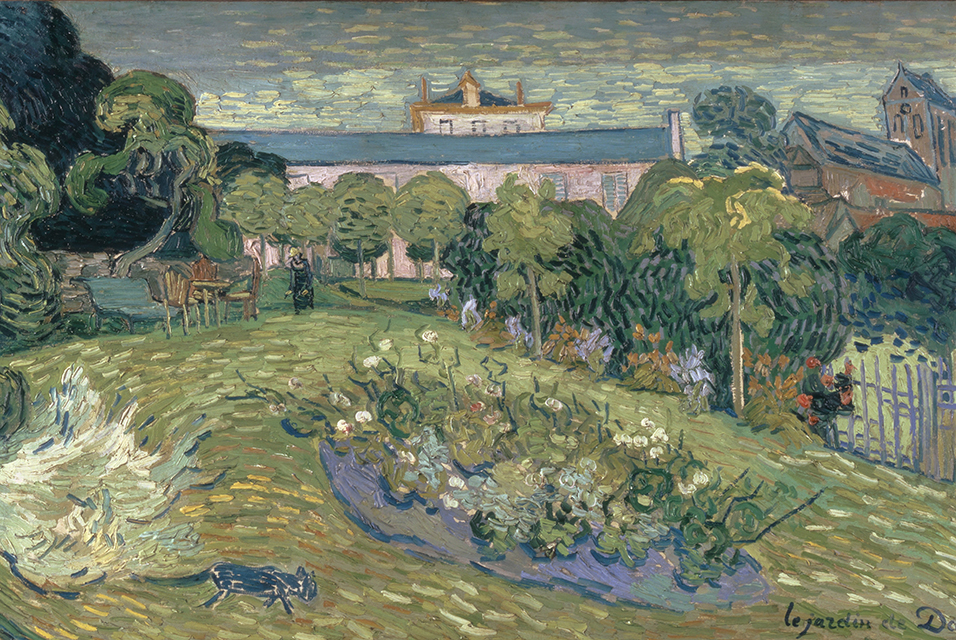
Ogród Daubigny’ego (1890), Collection R. Staechelin, jeden z ostatnich obrazów van Gogha

17 maja 1890 Vincent van Gogh przyjechał do Paryża. Wówczas po raz pierwszy spotkał żonę brata Johannę i ich niedawno narodzonego syna, Vincenta Willema. Był zadowolony z tego spotkania i z faktu, że opuścił szpital psychiatryczny. Następnego dnia udali się do „Ojca” Tanguy, żeby sprawdzić niesprzedane obrazy Vincenta. Plan przewidywał jego tygodniowy pobyt w Paryżu w celu konsultacji medycznych w klinice doktora Gacheta. W rzeczywistości pobyt trwał 3 dni i 20 maja artysta wyjechał do Auvers-sur-Oise i tam spotkał się z Gachetem w jego domu. Sama miejscowość wywarła na nim pozytywne wrażenie. Szczególnie przypadły mu do gustu stare domy, które wkrótce miały stać się tematem niektórych jego obrazów. Zwiedzając miejscowość zwrócił uwagę na dom Daubigny’ego, malarza, którego podziwiał.
Van Gogh znalazł się w Auvers-sur-Oise pod opieką przyjaciela Camille’a Pissarra, doktora i mecenasa artystów Paula Gacheta. Gachet był w tym czasie 61-letnim wdowcem. Miał córkę Marguérite (ok. 20 lat) i syna Paula (16 lat). Ich obszerny dom był położony na wzgórzu, a jego ściany zdobiły dzieła impresjonistów: Renoira, Moneta, Pisarro, Cézanne’a i innych. Kontakt ich obu ułatwiał fakt, że Gachet znał również język holenderski. Wkrótce się zaprzyjaźnili, o czym Vincent nie omieszkał poinformować brata. Gachet polecił Van Goghowi wynajęcie pokoju w miejscowej gospodzie za 6 franków dziennie (z czego van Gogh nie skorzystał), a w niedziele zapraszał go na obiad. Van Gogh ostatecznie zamieszkał w gospodzie Auberge Ravoux, w której za pokój na poddaszu płacił 3,5 franka dziennie, włącznie z wyżywieniem. Zaprzyjaźnił się z właścicielami gospody, państwem Ravoux, podobnie jak przedtem w Arles z Josephem i Marie Ginoux.
W czerwcu 1890 van Gogh namalował Portret doktora Gacheta w dwóch wersjach oraz wykonał jedną akwafortę z jego podobizną. Wszystkie trzy dzieła ukazują Gacheta w melancholijnym nastroju. Malując portret doktora artysta wyłożył przy okazji swe credo artystyczne, jeśli chodzi o malarstwo portretowe. Wykorzystał w nim starą jak świat formę wypełniając ją własnymi, indywidualnymi detalami teraźniejszości. W liście do siostry Willeminy wyjaśniał:

CHCIAŁBYM, widzisz, daleki jestem od stwierdzenia, że mogę to wszystko zrobić, ale w każdym razie dążę do tego, że chciałbym robić portrety, które wiek później będą wyglądać jak zjawy dzisiejszych ludzi. Próbuję robić to nie przez fotograficzne podobieństwo, ale przez nasze namiętne ekspresje, stosując jako środek wyrazu i egzaltacji charakter naszej nauki i nowoczesny zmysł kolorystyczny.

Podczas 70-dniowego pobytu w Auvers-sur-Oise van Gogh stworzył ponad 70 dzieł, w większości obrazów, z których wiele należy do jego najwybitniejszych. Malował bardzo intensywnie rozpoczynając pracę w plenerze o świcie i przerywając ją jedynie na obiad. Kładł się o godz. 9 wieczorem. Tematem jego obrazów były przeważnie okoliczne pejzaże, namalował poza tym kilka martwych natur oraz szereg portretów, w tym: wspomniany Portret doktora Gacheta, portret jego córki, członków rodziny Ravoux oraz portrety małych dzieci. Niektóre obrazy, które namalował w ostatnich tygodniach życia, należą do najsłynniejszych w historii sztuki. Zalicza się do nich Kościół w Auvers i Pole pszenicy z krukami.
Pole pszenicy z krukami (lipiec 1890) jest przykładem rzadkiego formatu płótna: 50 × 100 cm, używanego przez van Gogha w ostatnich tygodniach życia. Burzliwa intensywność dzieła stawia go pośród najbardziej niepokojących i spontanicznych prac artysty. Jest ono często błędnie brane za jego ostatnie dzieło, podczas gdy badacz twórczości van Gogha Jan Hulsker wymienia siedem obrazów, które zostały namalowane później.
W lipcu van Gogh ukończył dwa obrazy Ogród Daubigny’ego, z których jeden jest najprawdopodobniej ostatnim namalowanym przez niego obrazem. Są też obrazy, których wygląd wskazuje, że nie zostały ukończone, jak Chaty kryte strzechą pod wzgórzem. Pomimo że ostatnie obrazy van Gogha przeważnie są surowe w klimacie, są z natury optymistyczne i odzwierciedlają chęć powrotu do klarownego zdrowia psychicznego. Tym niemniej obrazy ukończone kilka dni przed śmiercią są bezlitośnie mroczne. Szczególnie przygnębiający jest obraz Stary człowiek w smutku, przedstawiający starca z głową w dłoniach. Praca ta jest przykładem wciągającego i chwytającego za serce stanu psychicznego artysty w ostatnich dniach.
W lipcu 1890 okazało się, że brat Theo wpadł w tarapaty finansowe i zachorował. 6 lipca Vincent odwiedził go. Być może czując się winnym zaistniałej sytuacji załamał się. Theo tymczasem zawiózł rodzinę do Holandii, do Amsterdamu, gdzie mieszkali rodzice jego żony. Gdy wrócił do Paryża, zdziwił się brakiem wiadomości od Vincenta. 22 lipca napisał do niego list dołączając 50 franków.

#### Śmierć

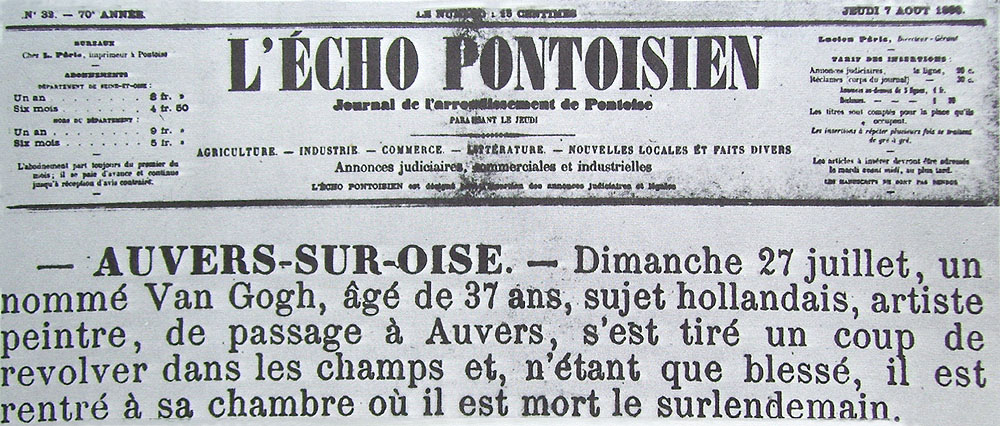
Informacja o śmierci Vincenta van Gogha w lokalnej prasie („L'Écho Pontoisien”, 7 sierpnia 1890)

27 lipca w niedzielne popołudnie Vincent wyszedł, żeby malować, ale nie zjawił się na kolacji u rodziny Ravoux. Po kolacji żona Ravoux spotkała go, jak wracał trzymając się ręką za brzuch. Na pytanie, co się stało oświadczył: „jestem ranny”, po czym wszedł na górę do swojego pokoju. Po chwili żona Ravoux usłyszała jęk. Wysłała na górę męża, który znalazł Vincenta leżącego twarzą do ściany. Na pytanie, co się stało, Vincent odwrócił się i wskazując niewielką, krwawiącą ranę w brzuchu oświadczył: „strzeliłem do siebie, mam tylko nadzieję, że nie sknociłem”. Artysta wyszedł na pole i strzelił do siebie z pistoletu, pożyczonego od Gustave’a Ravoux; obiecał mu, nieprzekonywająco, że pożyczył broń, bo chciał postraszyć ptaki na polu. Zamierzał strzelić sobie w serce, ale celował za nisko. Rzucił następnie pistolet, którego nigdy nie odnaleziono. Gustave Ravoux wezwał doktora Mazéry i, na życzenie Vincenta, doktora Gacheta. Obaj lekarze stwierdzili, że rana nie jest zbyt groźna i nie ma potrzeby hospitalizacji. Powiadomiono Theo, który przyjechał nazajutrz. Znalazł Vincenta w niezłej kondycji. Rozmawiali, przechodząc na holenderski, język ich dzieciństwa. Wieczorem stan Vincenta pogorszył się. Do rany wdała się infekcja. 29 lipca we wtorek, o godz. 1.30 w nocy Vincent van Gogh zmarł.
Według biografów Stevena Naifeha i Gregory’ego Smitha van Gogh mógł zostać postrzelony przez osobę trzecią, zaś wersję o przypadkowym postrzeleniu się ogłosił po to, by chronić prawdziwego sprawcę postrzału. Miał nim być szesnastoletni Rene Secretan – jeden z dwóch znanych artyście chłopców, z którymi spędzał czas, m.in. pijąc alkohol. Autorzy opublikowanej w 2011 biografii stwierdzili, że postrzał mógł być wynikiem niefortunnej zabawy lub awarii broni. Na niekorzyść hipotezy o samobójstwie świadczyć miał również kąt wlotu pocisku.

### Epilog

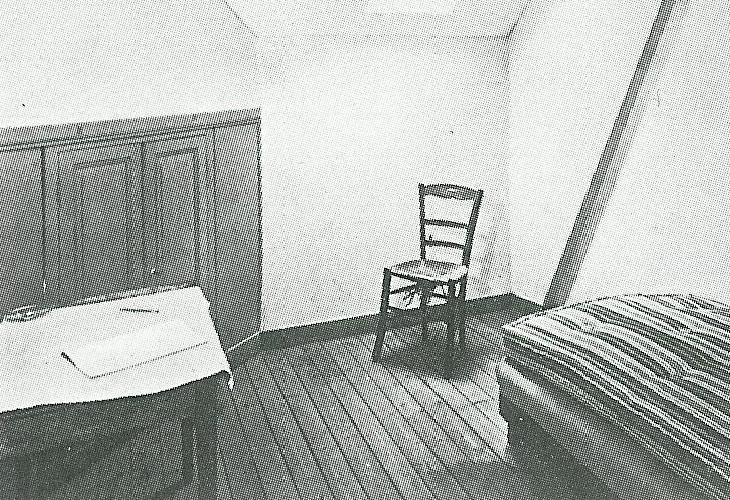
Pokój van Gogha w gospodzie Ravoux, w którym artysta mieszkał podczas pobytu w Auvers i w którym zmarł

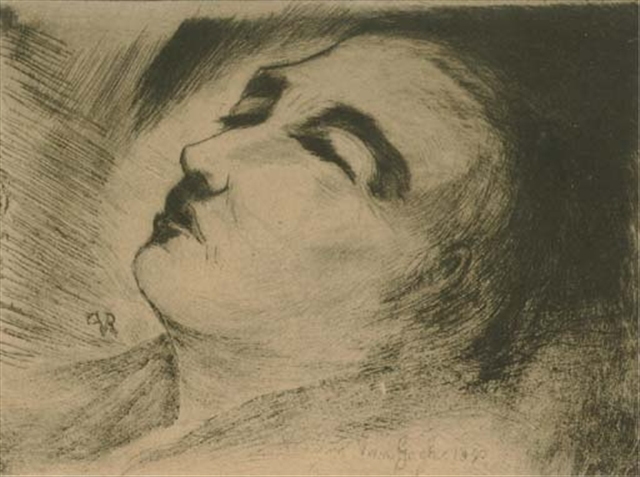
Paul van Ryssel, Van Gogh na łożu śmierci, suchoryt, 1890. Kolekcja prywatna

Vincent van Gogh został pochowany następnego dnia po śmierci, po południu. Pomimo krótkiego czasu, jaki upłynął pomiędzy śmiercią a pogrzebem, kilku przyjaciół otrzymało zawiadomienia i zdążyło dotrzeć do Auvers na czas, przynosząc ze sobą żółte kwiaty. Byli wśród nich Émile Bernard, Charles Laval i Tanguy. Émile Bernard opisał ceremonię pogrzebową w liście do Auriera, stwierdzając, że trumna ze zmarłym, ozdobiona białym materiałem, była zamknięta, a otaczały ją wielkie ilości słoneczników, które Vincent ukochał za życia. Na ścianach wokół wisiały obrazy artysty, tworząc coś w rodzaju halo. Bernard z okazji śmierci przyjaciela namalował w 1893 obraz zatytułowany Pogrzeb Vincenta van Gogha w Auvers.
Miejscowy katolicki ksiądz odmówił pochówku w związku z domniemaniem samobójstwa, ale sąsiednia wioska była mniej stanowcza. Vincent został pochowany na cmentarzu, na skraju pola pszenicy, które za życia było wdzięcznym tematem jego obrazów. 8 czerwca 1905 wdowa po Theo, Johanna van Gogh-Bonger, urządziła w Auvers nowy, większy grób artysty, do którego tydzień później przeniesiono jego ekshumowane szczątki.

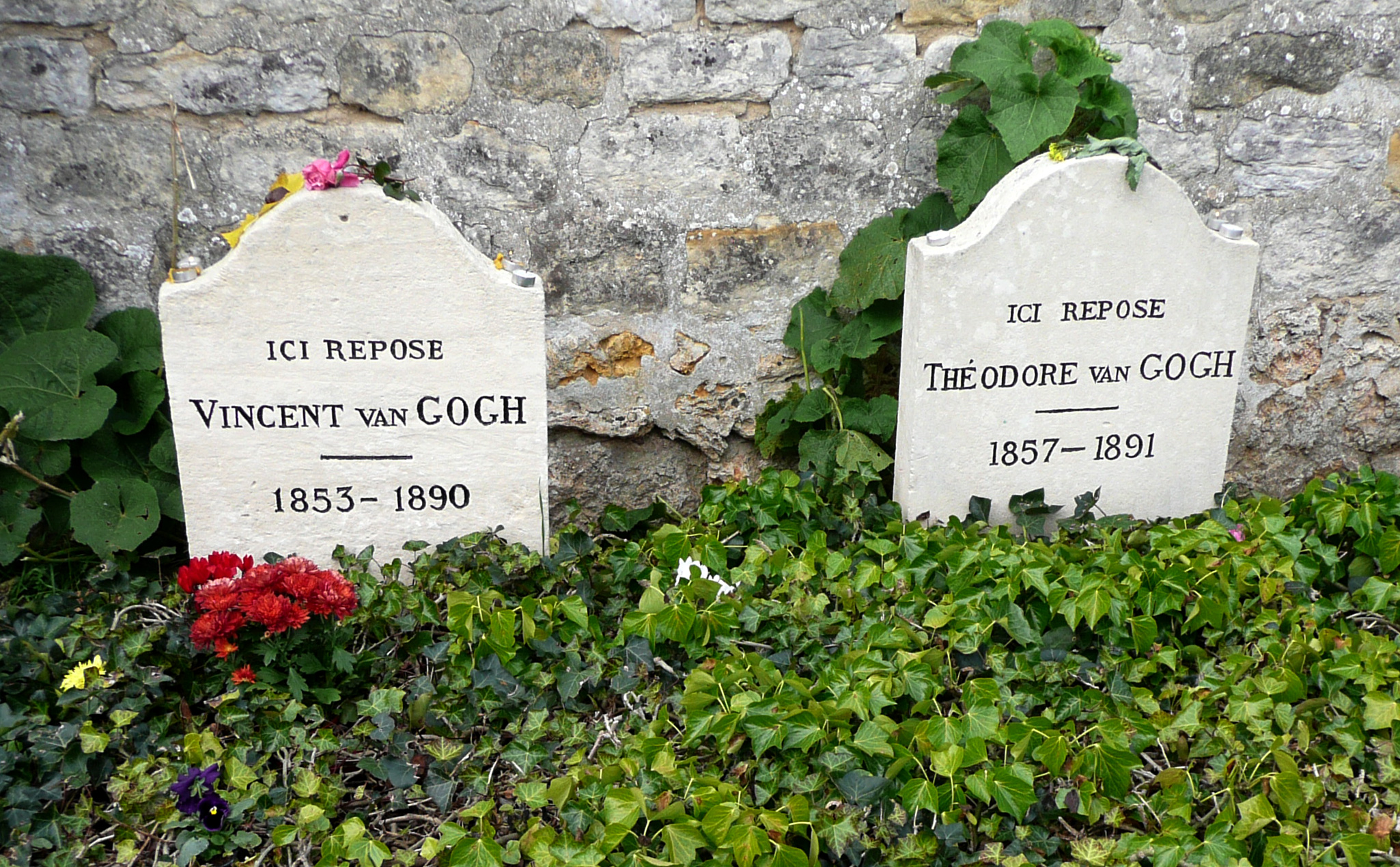
Wspólny grób braci Vincenta i Theo van Goghów w Auvers-sur-Oise

Vincent van Gogh często podkreślał, że jego działalność artystyczna była rezultatem partnerstwa, w którym jego brat Theo odgrywał nie mniejszą rolę niż on sam. Theo bardzo przeżył śmierć brata. Po pogrzebie powrócił do Auvers, by zająć się spuścizną po zmarłym. Podupadł na zdrowiu. Zachorował na nerki. Do tego doszły problemy psychiczne, w następstwie których musiał poddać się leczeniu w szpitalu psychiatrycznym. Wkrótce został zwolniony z pracy. Po wyjściu ze szpitala żona Johanna zabrała go do Holandii, do Utrechtu, gdzie ponownie znalazł się w szpitalu psychiatrycznym. Kilka tygodni później dostał rozległego udaru mózgu i zapadł w stan śpiączki, z której już się nie obudził. Zmarł 25 stycznia 1891, w pół roku po Vincencie. Został najpierw pochowany w Utrechcie, ale w 1914 przeniesiono jego szczątki do Auvers i złożono je w grobie na małym cmentarzu, obok brata Vincenta. Ich grób ozdobiły proste, identyczne w formie kamienie nagrobne.
Willemina, ich najmłodsza siostra, również cierpiała na depresję. Zmarła w odosobnieniu w 1941. Z dwóch pozostałych sióstr Anna Cornelia nigdy nie wybaczyła Vincentowi konfliktu z ojcem, a Elisabeth Huberta nie była z nim w bliskich stosunkach, chociaż napisała książkę poświęconą wspomnieniom Vincenta jako dziecka. Anna i Elisabeth zmarły w latach 30. XX w. Najmłodszy brat, Cornelis zmarł w Afryce Południowej w 1900, mając 33 lata. Matka Anna Cornelia van Gogh-Carbentus zmarła w 1907 w wieku 88 lat, przeżywszy wszystkich trzech synów.
Przez całe lata toczyła się debata na temat źródeł choroby van Gogha i jej wpływu na jego twórczość. Ponad 150 psychiatrów usiłowało określić przyczyny choroby, stawiając ok. 30 różnych diagnoz. Wymieniały one: schizofrenię, zaburzenia afektywne dwubiegunowe, syfilis, zatrucie wywołane połkniętymi farbami, padaczkę skroniową i rodzaj porfirii. Każda z tych chorób mogła być odpowiedzialna za zły stan zdrowia artysty, a jej rozwój był spotęgowany przez złe odżywianie się, przepracowanie, bezsenność i spożywanie alkoholu, zwłaszcza absyntu.
Z kolei poeci, jak Artaud, dostrzegali w dramacie Vincenta van Gogha paralelę z kondycją Beethovena i Hölderlina, dla których szaleństwo było rezultatem walki pomiędzy kreatywną duszą a mieszczańskim filisterstwem (czyli życiem bez ambicji i zakłamanym pod względem moralności).

## Twórczość

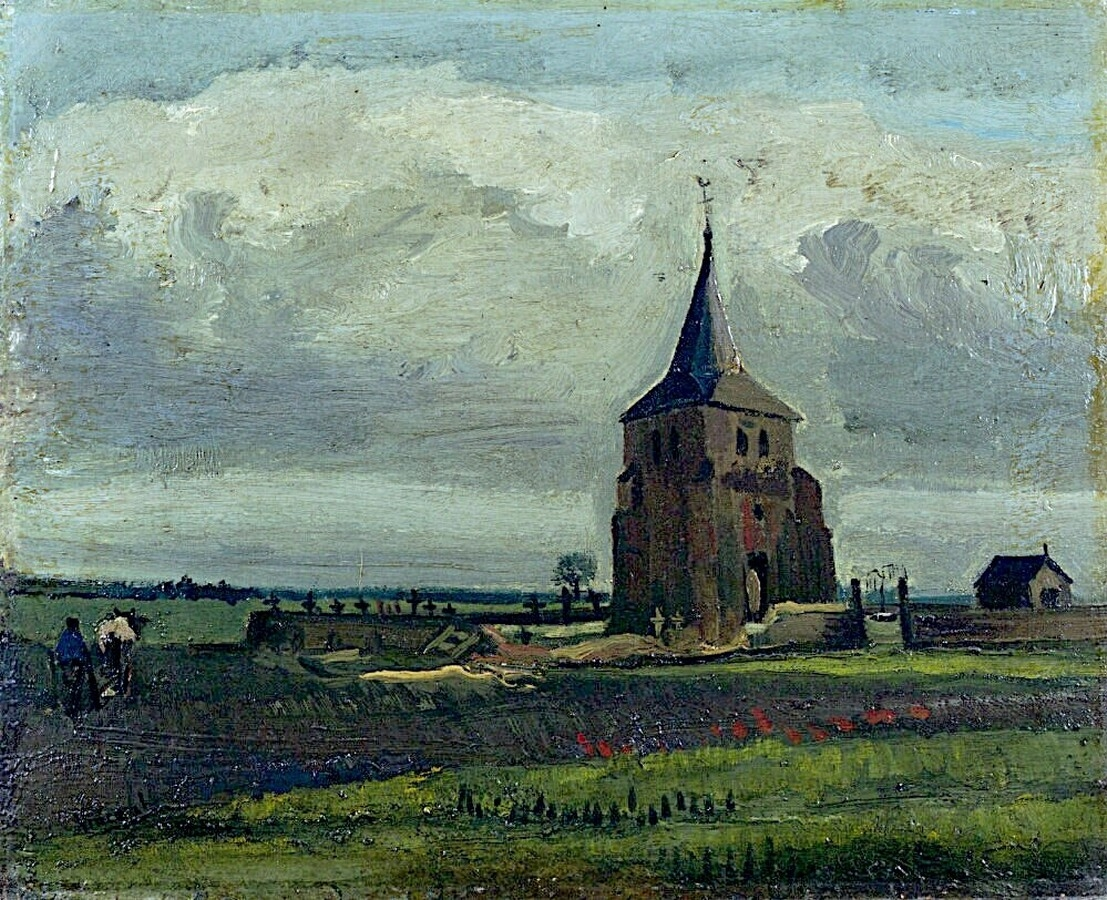
Stara wieża cmentarna w Nuenen z orzącymi chłopami (1884), Kröller-Müller Museum

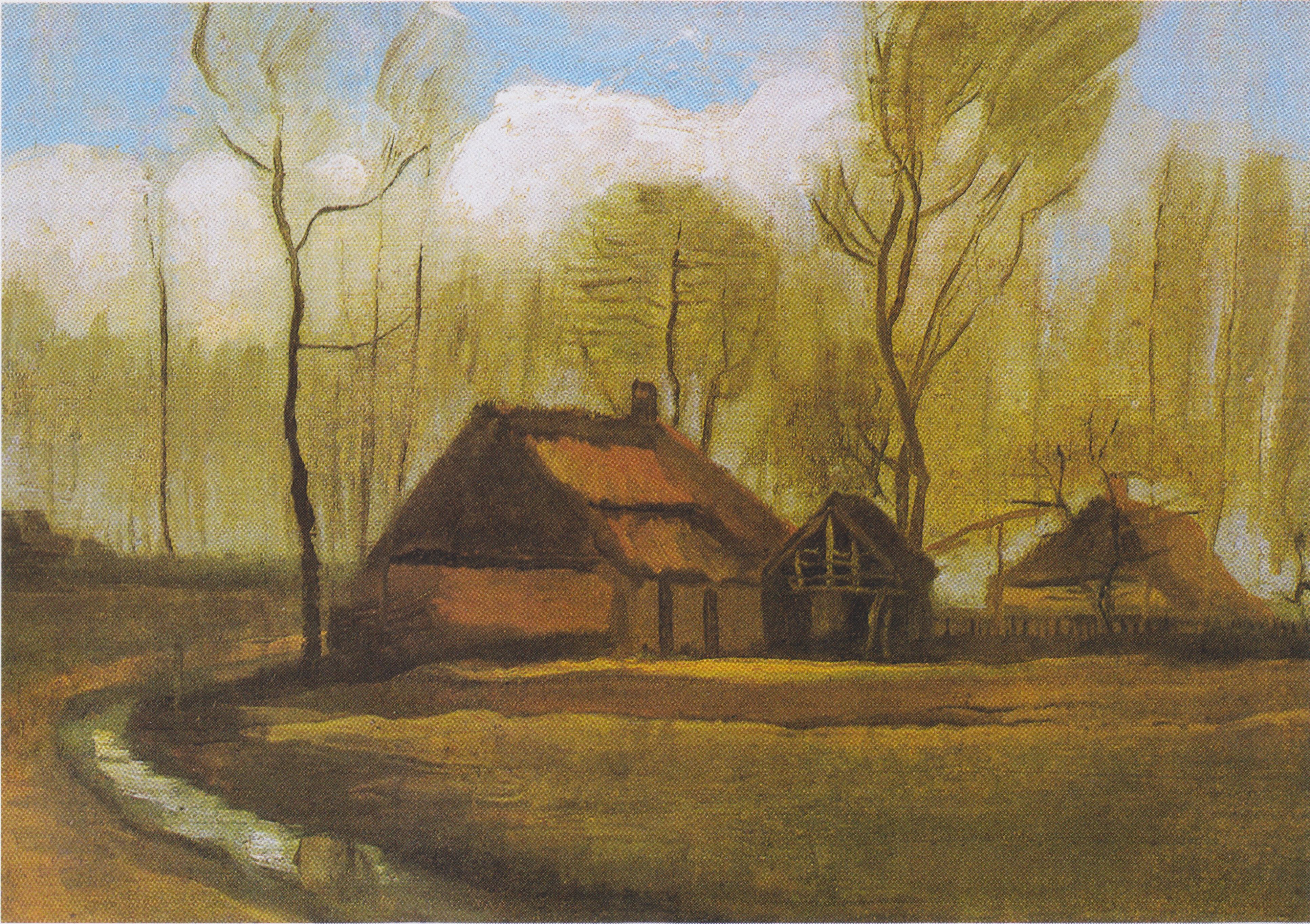
Wiejskie chaty pośród drzew (1883), Muzeum Kolekcji im. Jana Pawła II

Dorobek artystyczny van Gogha obejmuje 870 obrazów, 150 akwarel, ponad 1000 rysunków i 133 szkice listowe oraz pewną liczbę dzieł, gdzie jego autorstwo jest podawane w wątpliwość.
Jeszcze w okresie szkolnym van Gogh rysował i malował akwarele; kilka z tych prac przetrwało, choć ich autorstwo jest przez niektórych kwestionowane.
Kiedy w wieku dojrzałym poświęcił się sztuce, zaczął od poziomu podstawowego, kopiując Cours de dessin, kurs rysunku wydany przez Charles’a Bargue’a. W ciągu dwóch lat zaczął szukać zamówień. Na wiosnę 1882 wuj artysty, Cornelis Marinus, właściciel znanej galerii sztuki współczesnej w Amsterdamie, zapytał go o rysunki z Hagi. Prace van Gogha nie spełniły jednak oczekiwań wuja. Marinus przygotował drugie zamówienie, precyzując tym razem szczegóły tematyczne, ale rezultat po raz kolejny okazał się niezadowalający. Tym niemniej van Gogh nie ustawał w próbach. Poprawiał oświetlenie atelier instalując różne żaluzje i eksperymentując z rozmaitymi przyborami do rysowania. Przez ponad rok pracował nad pojedynczymi postaciami, drobiazgowo opracowanymi szkicami w technice „czarno-białej”, które wówczas zbierały jedynie opinie krytyczne, a dziś są uznawane za pierwsze arcydzieła artysty. W pierwszych miesiącach 1883 van Gogh zaczął opracowywać kompozycje złożone z wielu postaci, oparte na własnych rysunkach. Niektóre z tych kompozycji sfotografował, lecz kiedy brat Theo zauważył, że są pozbawione życia i świeżości, zniszczył je i zwrócił się w stronę malarstwa olejnego. Na wiosnę 1883, van Gogh zwrócił się do słynnych artystów szkoły haskiej jak Weissenbruch i Blommers i otrzymał wsparcie techniczne od nich, jak również od przedstawicieli drugiej generacji jak de Bock i van der Weele. Kiedy przeniósł się do Nuenen (z krótką przerwą na Drenthe), zaczął malować szereg wielkoformatowych obrazów, ale większość z nich zniszczył. Przetrwały jedynie Jedzący kartofle i cykle: Wieża starego kościoła w Nuenen oraz Wiejskie chaty. Po wizycie w Rijksmuseum van Gogh był świadomy, że wiele jego błędów spowodowanych było brakiem doświadczenia w zakresie techniki. Aby uczyć się i rozwijać swoje umiejętności wyjechał do Antwerpii, a potem do Paryża.

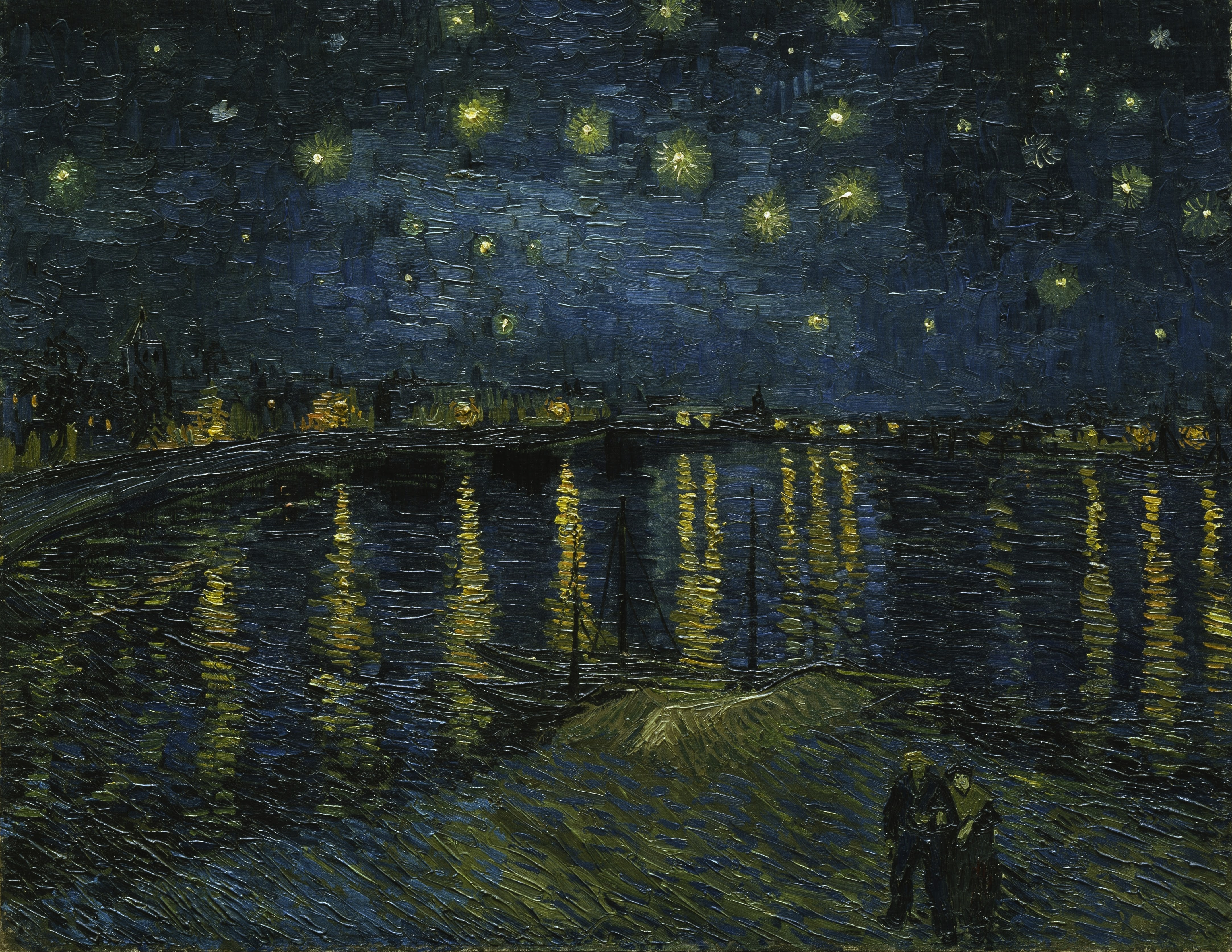
Gwiaździsta noc nad Rodanem (1888), Musée d’Orsay

Biały dom w nocy (1890), Ermitaż, Sankt Petersburg, namalowany sześć tygodni przed śmiercią artysty

Zaznajomiony z techniką i teoriami impresjonistów i neoimpresjonistów van Gogh udał się do Arles, żeby tam rozwijać świeżo nabyte umiejętności. Ale w krótkim czasie pojawiły się ponownie stare poglądy na sztukę i pracę: pomysły takie jak przedstawianie jednego tematu w różnych wariantach, które mogłyby odzwierciedlać cele sztuki. Kiedy jego twórczość nabrała rozmachu, namalował wiele autoportretów. W 1884 w Nuenen namalował serie obrazów, aby udekorować nimi jadalnię przyjaciela w Eindhoven. W Arles, na wiosnę 1888 namalował kwitnące sady w formie tryptyków i rozpoczął serię portretów członków rodziny Roulin. Kolejna seria obrazów mających stanowić dekorację „Żółtego Domu”, powstała po tym, jak Gauguin zgodził się mieszkać i pracować ramię w ramię razem z nim w Arles. Seria ta jest uważana przez niektórych za najbardziej ambitne zadanie, jakiego van Gogh kiedykolwiek się podjął. Seria obejmowała m.in. takie obrazy jak Martwa natura: wazon z dwunastoma słonecznikami (1888) i Gwiaździsta noc nad Rodanem (1888). Większość późniejszych prac artysty to przetwarzanie lub rewidowanie jego zasadniczej postawy twórczej. Na wiosnę 1889 namalował kolejną, mniejszą serię przedstawiającą sady. W kwietniowym liście do Theo napisał: mam sześć szkiców wiosny, z których dwa to duże sady. Było mało czasu, bo te efekty są krótkotrwałe.
Historyk sztuki Albert Boime był pierwszym, który wykazał, że van Gogh – nawet w pozornie fantastycznych kompozycjach jak Gwiaździsta noc – opierał się na realizmie. Obraz Biały dom w nocy, przedstawia pewien dom o zmierzchu i wydatną gwiazdę na niebie, otoczoną przez żółte halo. Astronomowie Donald W. Olson, Russell L. Doescher z Southwest Texas State University w San Marcos poprzez obliczenia ustalili, że gwiazdą tą była Wenus; dokonując pomiaru pozycji planety na obrazie określili datę i godzinę namalowania obrazu na 16 czerwca 1890 roku, około godziny ósmej wieczorem.
Obrazy artysty z ostatniego okresu jego życia sprawiają wrażenie bycia w ruchu. Poprzez ich dynamizm artysta wyraził w krajobrazach lub postaciach ludzkich własne emocje. Już twórcy wczesnego impresjonizmu doświadczalnie odkryli, że światło może wywołać wrażenie ruchu. W przypadku van Gogha głównym określeniem używanym przy opisie jego obrazów jest turbulencja. Chodzi zwłaszcza o słynny obraz Gwiaździsta noc, który dobitnie wyraża sens turbulencji i może być porównany ze zdjęciem pewnej odległej gwiazdy wykonanej przez teleskop Hubble’a, gdzie wyraźnie widoczne są wiry wywołane prawdopodobnie przez pył i turbulencję gazu.

### Pejzaże

#### Drzewa oliwkowe

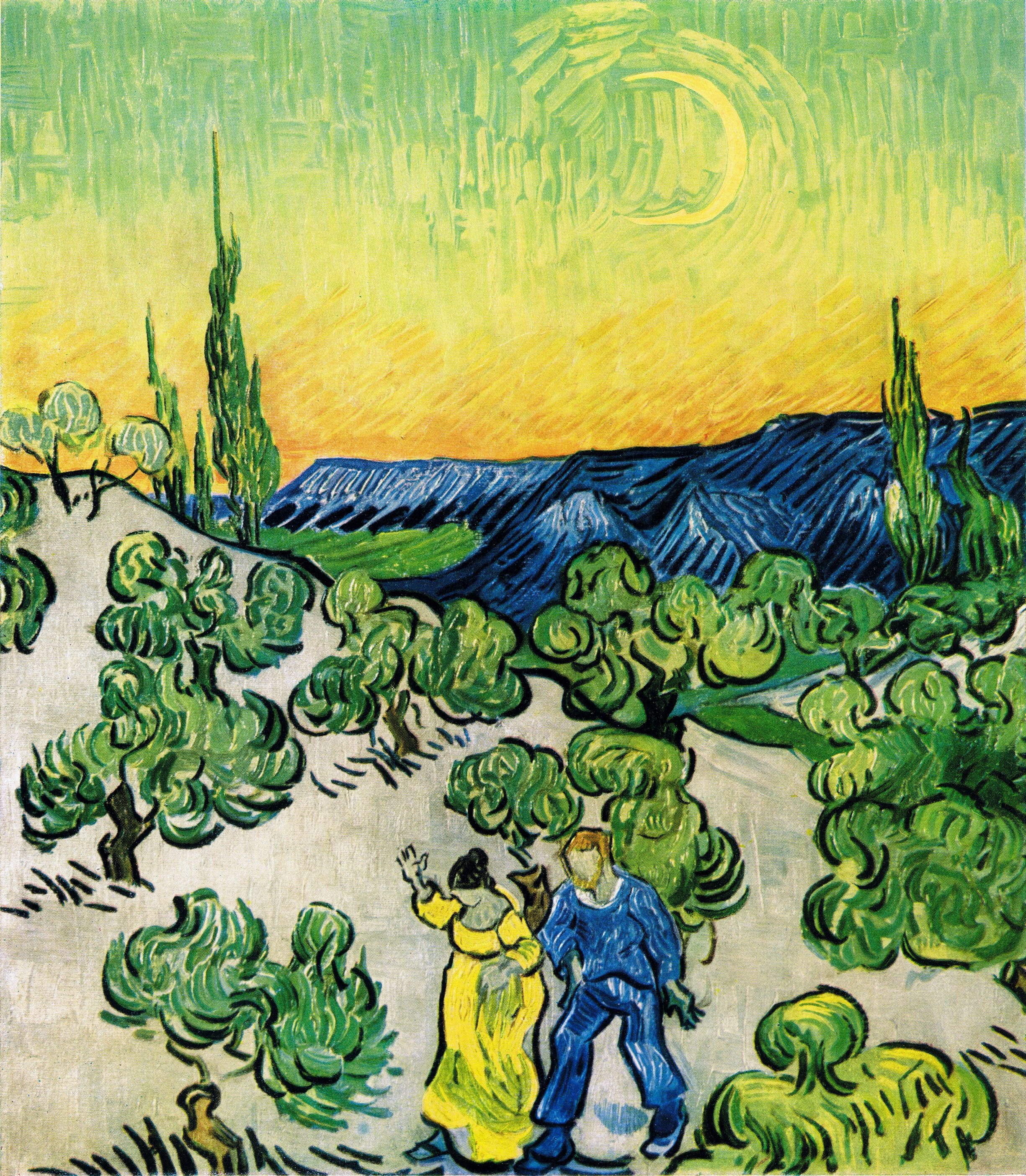
Pejzaż z przechadzającą się parą i półksiężycem (1890), Museu de Arte de São Paulo, São Paulo

Van Gogh namalował kilkanaście obrazów przedstawiających drzewa oliwkowe jako motyw główny lub jako tło, głównie podczas pobytu w Saint-Rémy, gdzie na własne życzenie stał się od maja 1889 do maja 1890 pacjentem miejscowego szpitala psychiatrycznego. Przebywając w nim miał zgodę opiekującego się nim lekarza na wychodzenie w plener i malowanie. Ulubionym jego motywem stały się leżące w pobliżu gaje oliwne, rosnące cyprysy oraz pola uprawne.
Specjalne znaczenie w twórczości artysty miał motyw drzew oliwkowych. Jeden z przedstawiających je obrazów, Drzewa oliwne z Alpilles w tle, stanowił według relacji van Gogha zawartej w liście do Theo z ok. 18 czerwca 1889 uzupełnienie do Gwiaździstej nocy. Wypełniające obraz, powykręcane drzewa oliwkowe umieszczone zostały u podnóża Alp, pod pozbawionym światła niebem, na którym znajduje się jeden skłębiony, ektoplazmiczny obłok. Groźne pagórki, przypominające ogromne błękitno-białe fale, wydają się zalewać okolicę.
Na innym z obrazów, Pejzaż z przechadzającą się parą i półksiężycem to dziwnie pokurczone, pozbawione korzeni drzewa oliwkowe wydają się ruszać, zagrażając przechadzającej się pośród nich parze, stawiającej ostrożnie kroki w bladym świetle zmierzchu.

#### Cyprysy

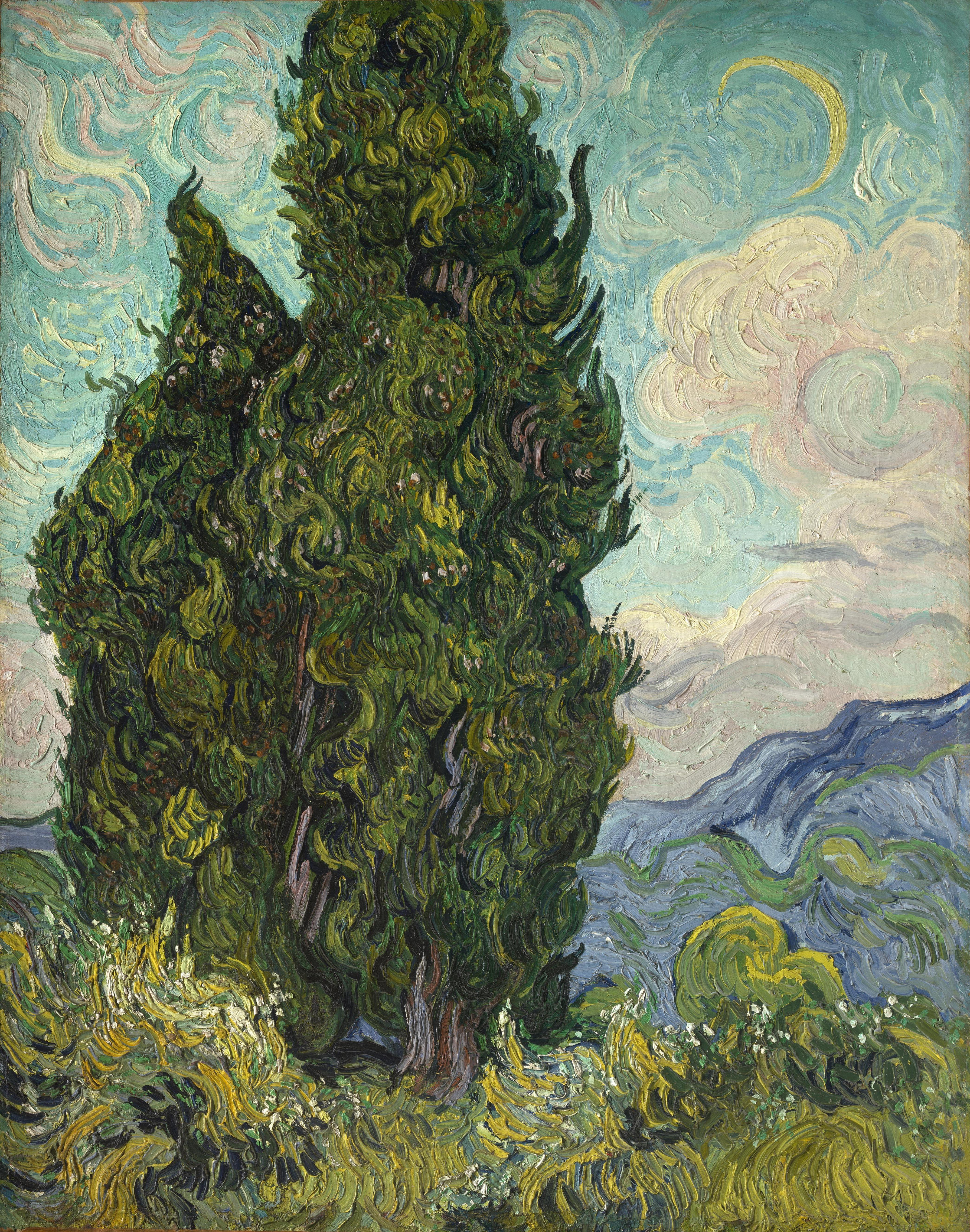
Cyprysy (1889), Metropolitan Museum of Art, Nowy Jork

Jedną z najpopularniejszych i najbardziej znanych serii namalowanych przez van Gogha są wyobrażenia cyprysów. Choć pierwsze obrazy z motywem cyprysów w tle powstały jeszcze w Arles (Kwitnący sad otoczony cyprysami, namalowany w dwóch wersjach w kwietniu 1888), to główna ich seria związana jest z pobytem artysty w Saint-Rémy. Pierwsze obrazy z tej serii, z cyprysami jako motywem głównym, Cyprysy, Cyprysy z dwoma postaciami kobiet powstały w czerwcu 1889. Podczas lata 1889, na prośbę siostry Willeminy artysta namalował kilka mniejszych wersji Pola pszenicy z cyprysami. Obrazy te charakteryzują się zawirowaniami i gęsto kładzionym impastem. Do serii tej zalicza się wspomniany już obraz Gwiaździsta noc. Inne obrazy z tej serii też mają podobne elementy stylistyczne: Cyprysy (1889), Cyprysy z dwoma postaciami kobiet (1889–1890), Droga z cyprysem i gwiazdą (1890). Z powodu stylistycznej jednorodności stały się synonimem twórczości van Gogha. Według historyka sztuki Ronalda Pickvance’a obraz Droga z cyprysem i gwiazdą jest kompozycyjnie równie nierealny i sztuczny jak Gwiaździsta noc. Uważa, że obraz Droga z cyprysem i gwiazdą reprezentuje egzaltowane doświadczenie realizmu, połączenie północy i południa, do których zarówno van Gogh, jak i Gauguin odwoływali się jak do „abstrakcji”.

#### Pola uprawne
Oglądając okolice wokół Arles van Gogh namalował szereg pejzaży przedstawiających żniwa, pola pszenicy i inne wiejskie widoki, w tym Stary młyn (1888) – dobry przykład malowniczego obiektu, stojącego na skraju rozciągających się za nim pól. Obraz ten był jednym z siedmiu płócien wysłanych 4 października 1888 do Pont-Aven w ramach wymiany prac z Paulem Gauguinem, Émile’em Bernardem, Charlesem Lavalem i in. W różnych okresach życia van Gogh malował widoki z okna – w Hadze, Antwerpii, Paryżu. Kulminację tego typu prac stanowi cykl obrazów przedstawiających pole pszenicy, namalowanych jako widok z okien jego połączonych cel w szpitalu psychiatrycznym w Saint-Rémy.
Pola uprawne zainteresowały van Gogha w maju, kiedy pszenica jest jeszcze młoda i zielona. W lipcu (1890) stwierdził, że był pochłonięty „rozległą równiną na tle wzgórz, bezkresną niczym morze, delikatnie żółtą”. Kiedy pogoda się pogorszyła, pisał w liście do Theo o malowaniu „rozległych pól pszenicy pod wzburzonym niebem”, dodając, że tworzy obraz, który wyraża „smutek, skrajną samotność”.

Pola uprawne
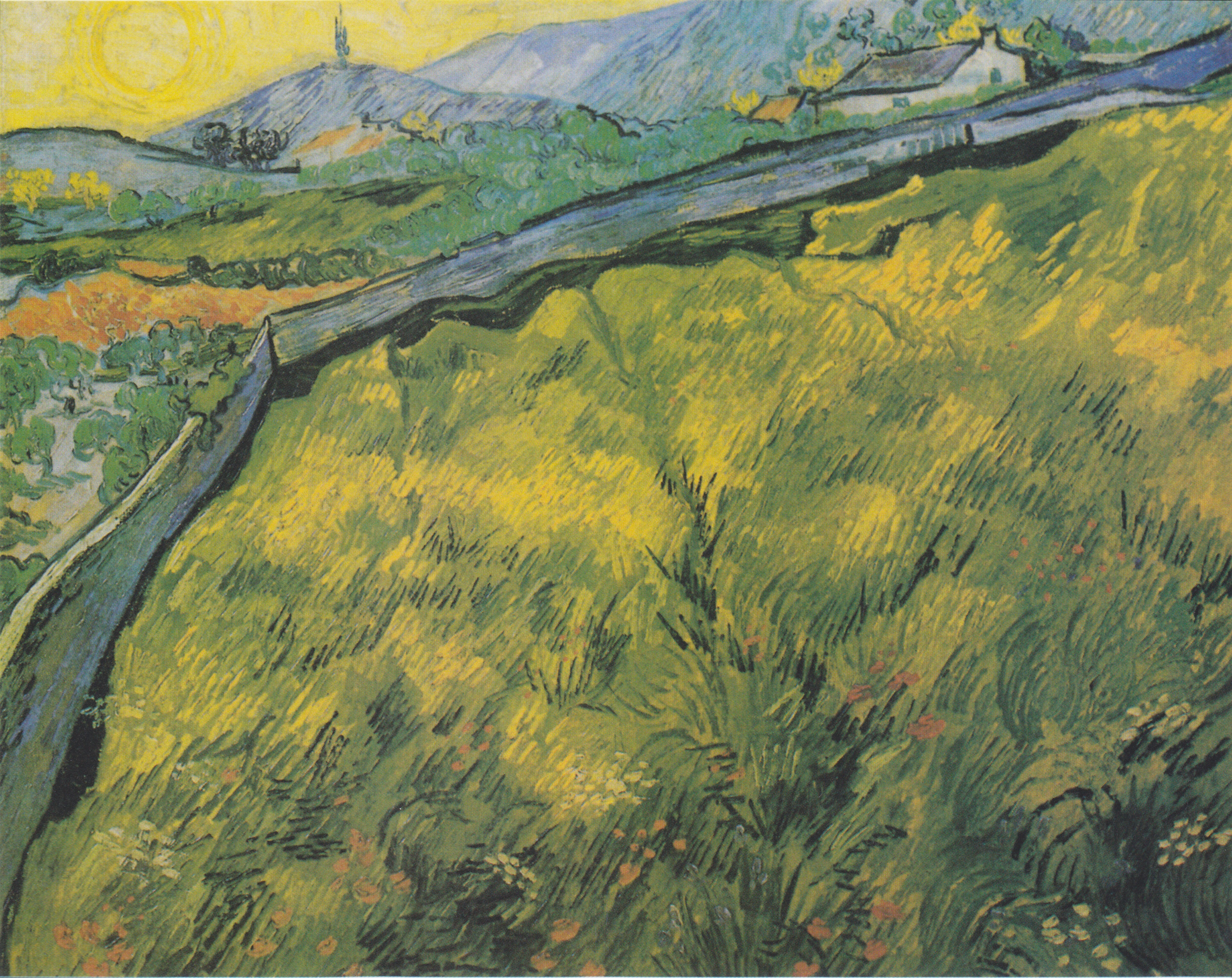
Pole wiosennej pszenicy o wschodzie słońca (1889), Kröller-Müller Museum
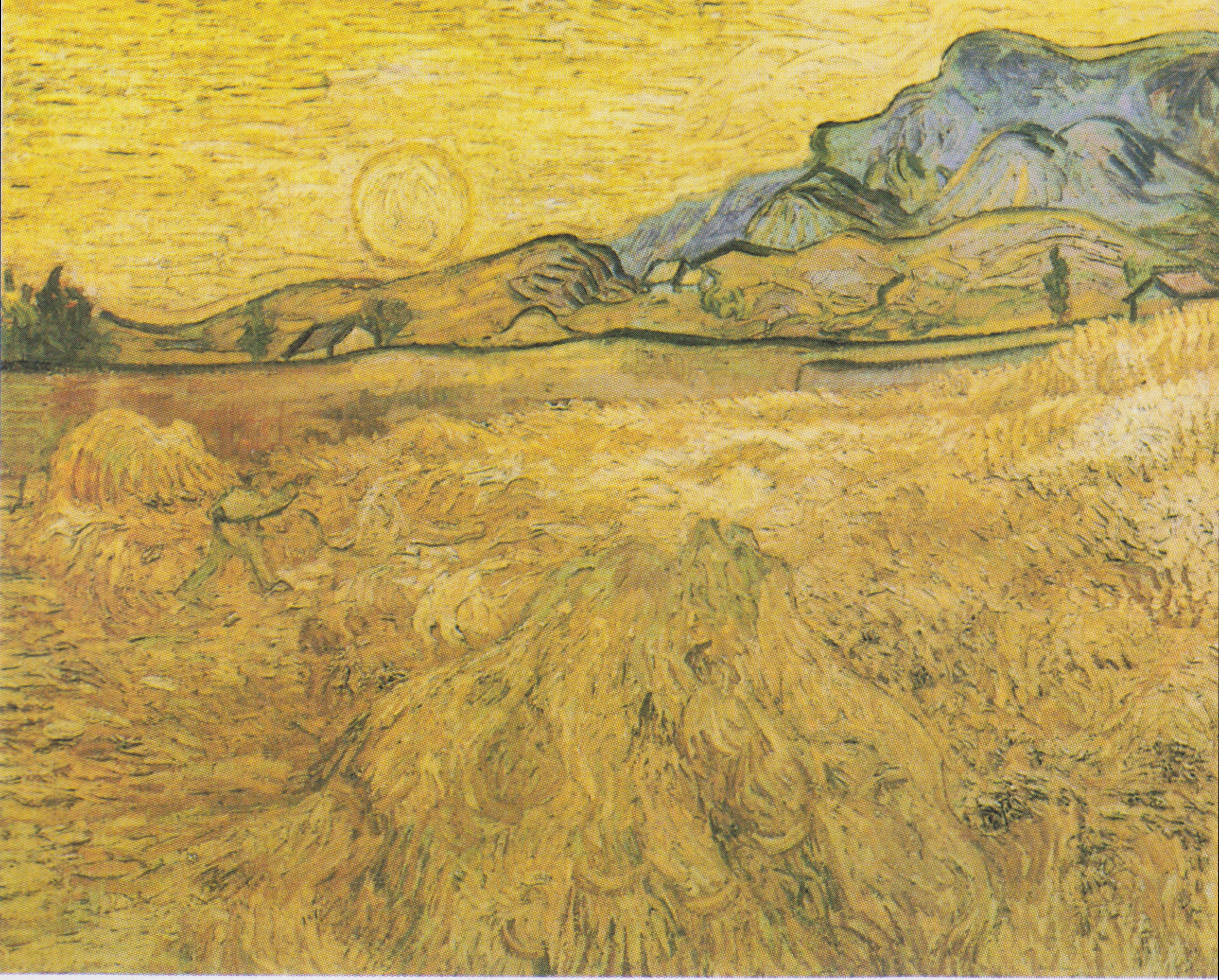
Pole pszenicy ze żniwiarzem i słońcem (1889), Kröller-Müller Museum
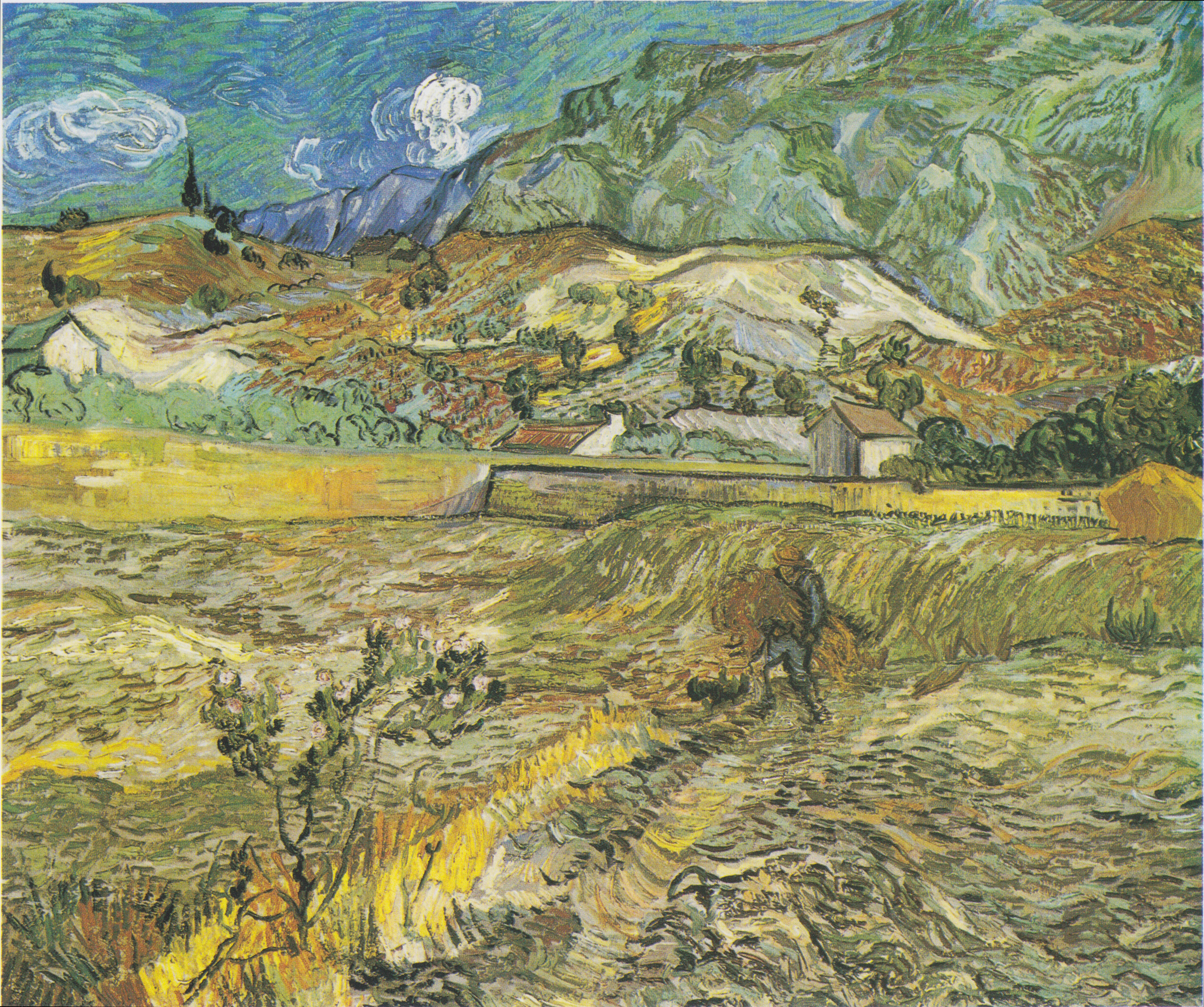
Pole pszenicy za szpitalem św. Pawła z chłopem (1889), Indianapolis Museum of Art
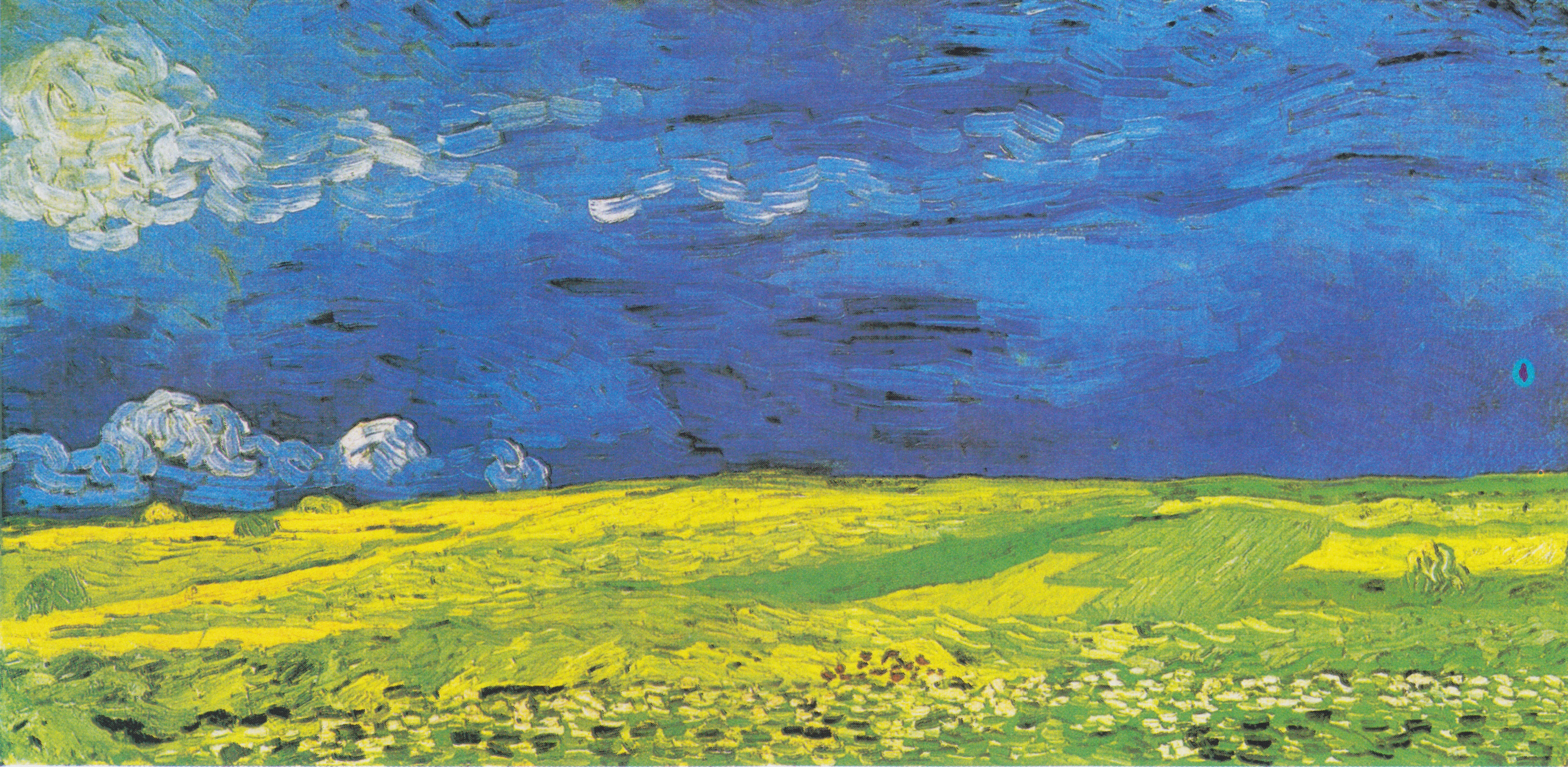
Pole pszenicy przed burzą (1890), Muzeum Vincenta van Gogha

#### Kwitnące sady, ogrody i pola
Po przybyciu w lutym 1888 do Arles van Gogh namalował duży cykl poświęcony kwitnącym sadom. Powstało ogółem 14 obrazów, optymistycznych w wyrazie, wesołych i ekspresyjnych wizualnie, mających za temat wiosenne kwitnięcie. Obrazy te, delikatnie, ciche i spokojne, są pozbawione ludzi. W liście do Theo z 20 kwietnia artysta 1888 pisał: mam już [namalowanych] 10 sadów nie licząc 3 mniejszych szkiców i jeden duży [obraz] z drzewem wiśni, nad którym pracowałem do upadłego. Na wiosnę 1889 namalował kolejny, mniejszy cykl obrazów przedstawiających kwitnące sady, w tym Kwitnący sad z widokiem na Arles.
Van Gogh był pod wrażeniem pejzażu i okresu wegetacji na południu Francji i często odwiedzał ogrody gospodarstw w okolicach Arles. Pod wpływem jaskrawego światła, związanego z klimatem śródziemnomorskim jego paleta wyraźnie pojaśniała. Od momentu przybycia był zafrapowany uchwyceniem efektów pór roku w otaczającym go krajobrazie i w życiu roślin.
Van Gogh namalował kilka obrazów przedstawiających krajobrazy z kwiatami; malował też martwe natury z kwiatami w roli głównej.

Kwitnące sady, ogrody i pola
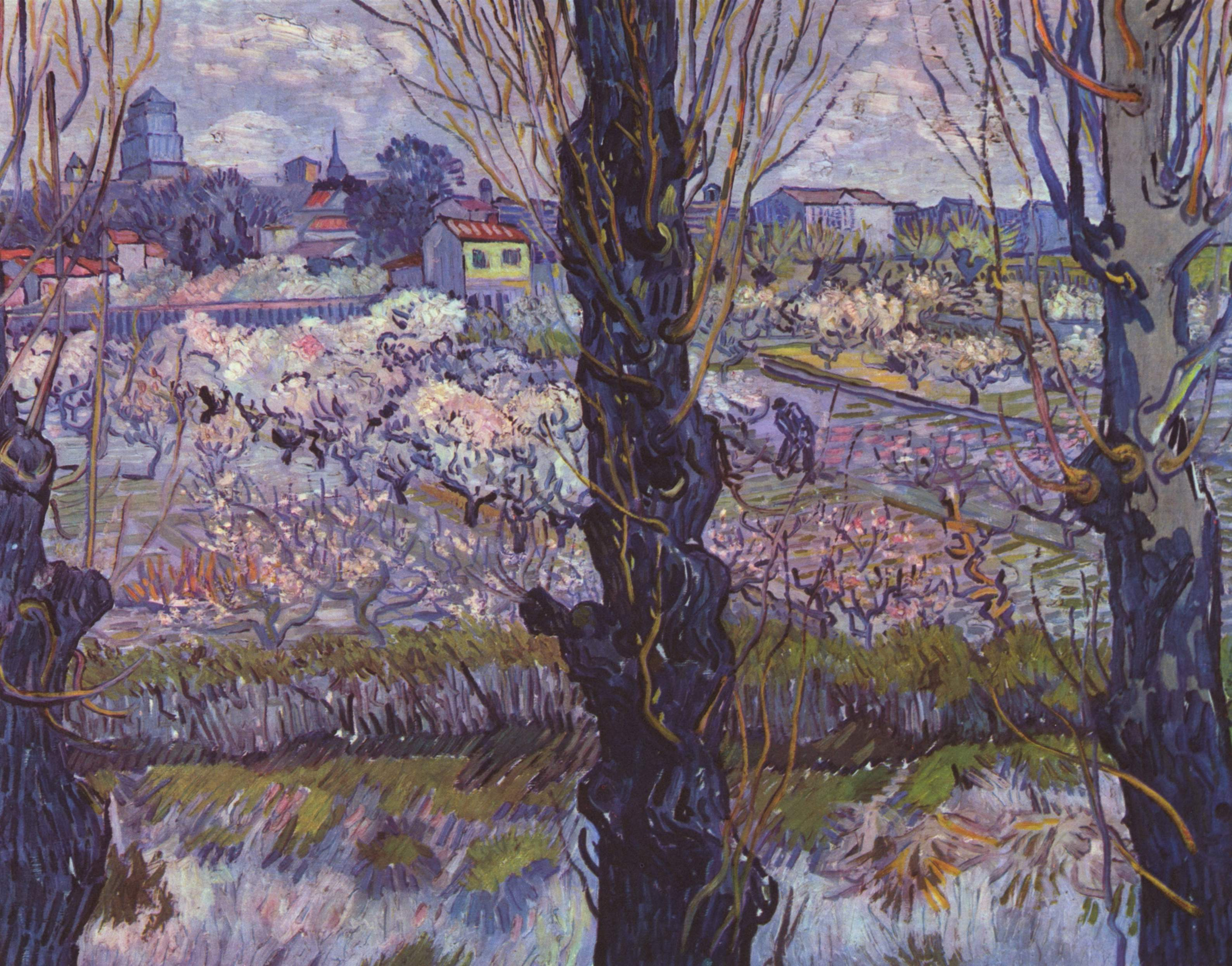
Kwitnący sad z widokiem na Arles (1889), Nowa Pinakoteka
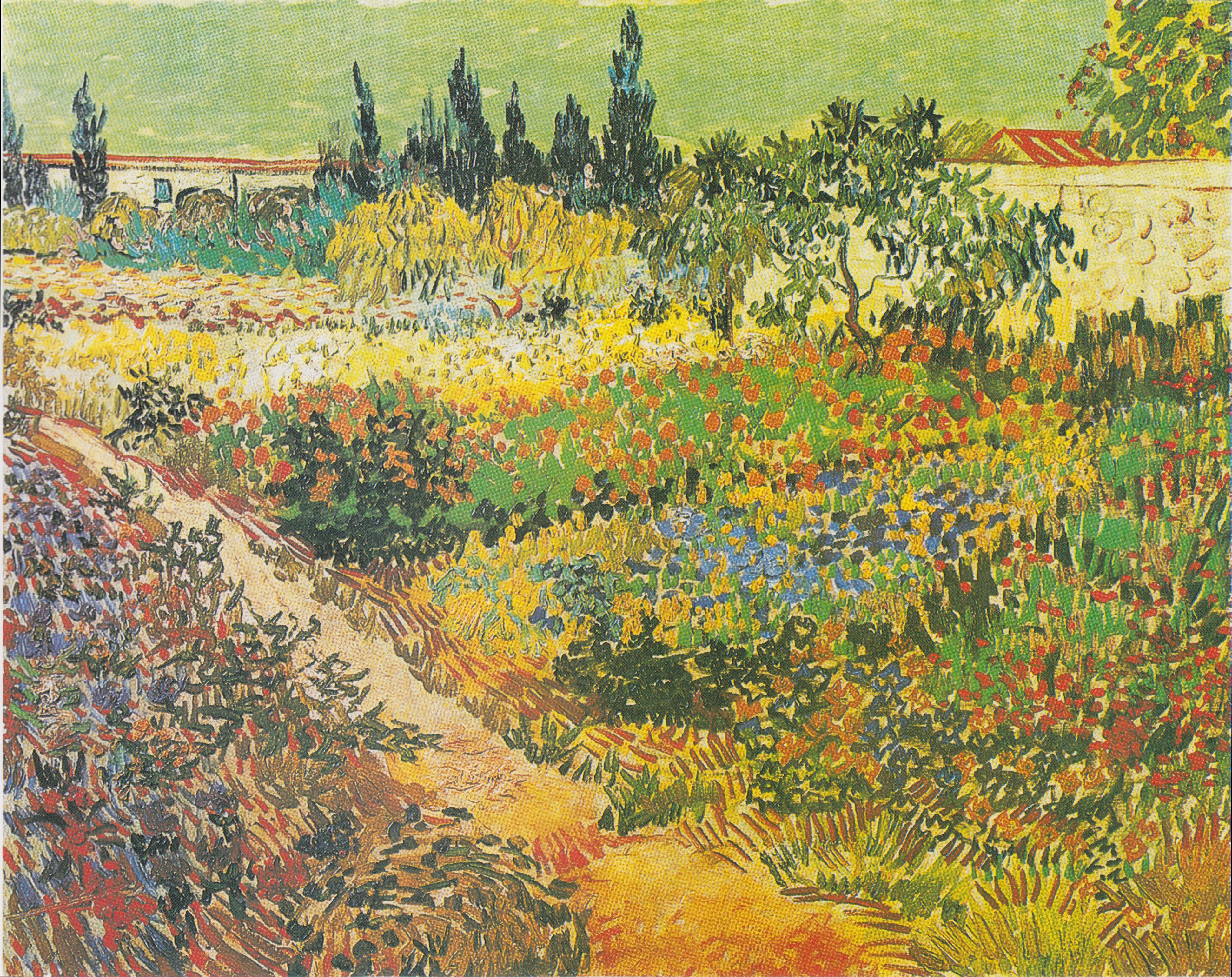
Kwitnący ogród ze ścieżką (1888), Kunstmuseum Den Haag
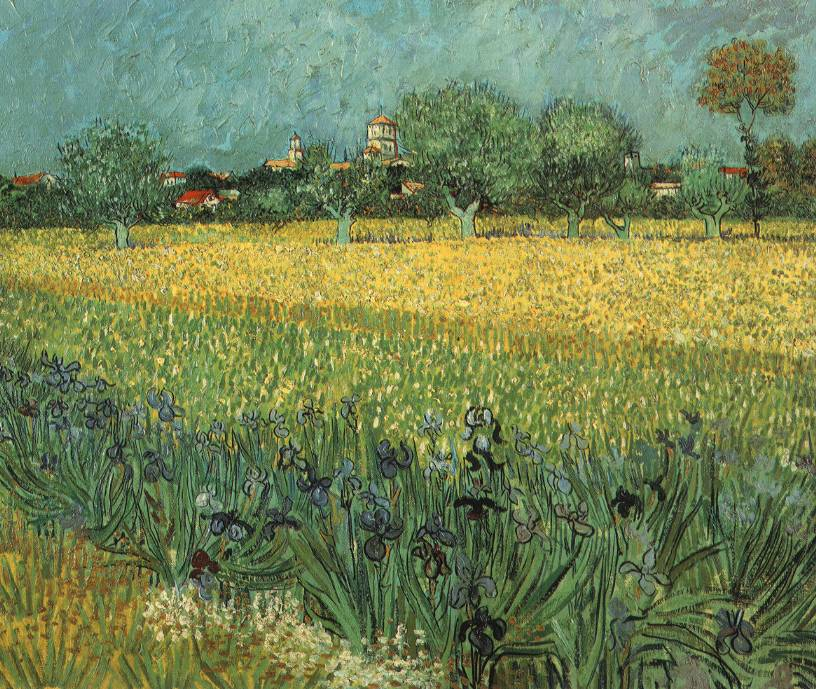
Widok na Arles z irysami na pierwszym planie (1888), Muzeum Vincenta van Gogha
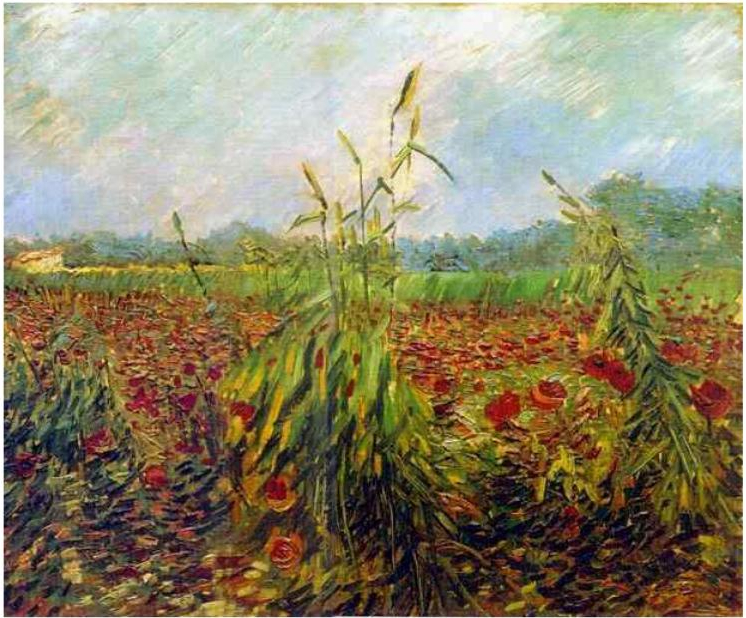
Zielone kłosy pszenicy (1888), Muzeum Izraela
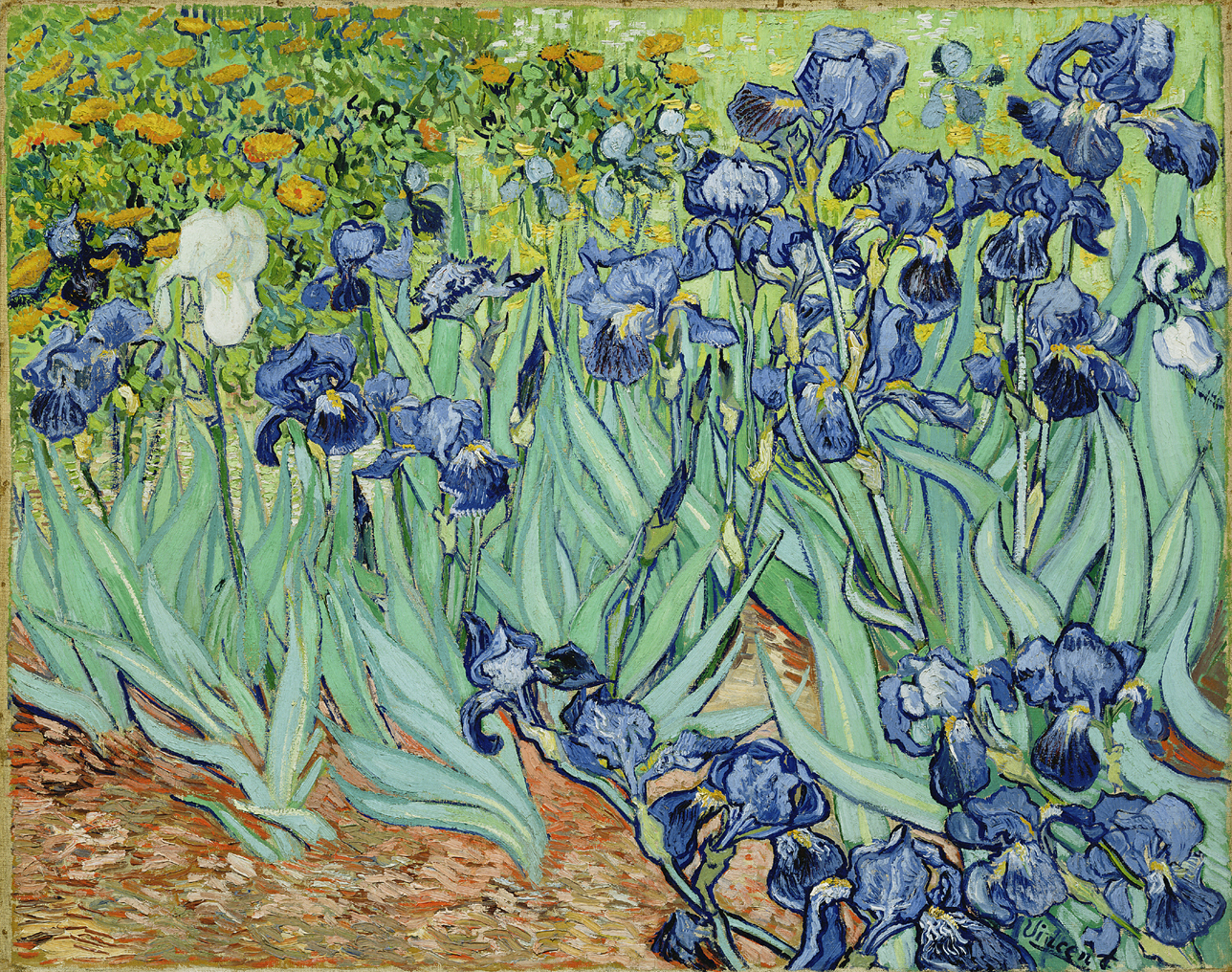
Irysy (1889), J. Paul Getty Museum

### Martwe natury

#### Kwiaty
Van Gogh malował martwe natury z takimi kwiatami jak irysy, słoneczniki, bzy, róże, oleandry i in. Jan Hulsker, jeden z czołowych badaczy twórczości van Gogha, sugeruje, że seria obrazów ze słonecznikami „może bardziej niż jakiekolwiek inne jego obrazy rozsławiła jego imię na całym świecie. Są one [słoneczniki] często jedynymi dziełami, z którymi jest on kojarzony”. Niektóre z tych obrazów odzwierciedlają zainteresowanie van Gogha językiem koloru oraz sztuką japońskich drzeworytów ukiyo-e.
Van Gogh namalował dwie serie obrazów ze słonecznikami: pierwszą w 1887 podczas pobytu w Paryżu, a drugą podczas pobytu w Arles w roku następnym. Seria pierwsza ukazuje żywe kwiaty, rosnące na gruncie. Seria druga to kwiaty więdnące w wazonie. Obrazy tej serii powstały w rzadkim w życiu van Gogha okresie optymizmu. Zamierzał udekorować malowanymi przez siebie słonecznikami pokój Gauguina, który miał przyjechać do Arles, żeby stworzyć wspólnie z van Goghiem kolonię artystyczną, planowaną od dawna przez tego ostatniego. Kwiaty zostały oddane przy pomocy grubego impastu.
W liście do Émile’a Bernarda z 21 sierpnia 1888 van Gogh napisał:

Myślę właśnie o dekoracji mojego studia tuzinem obrazów ze słonecznikami. Dekoracji, na której surowe lub przełamane żółcienie wybuchną na tle różnych błękitów tła, od najbledszego Veronese do błękitu ciemnego, oprawione w cienkie ramy z listew, pomalowane pomarańczową farbą ołowiową.

Słoneczniki
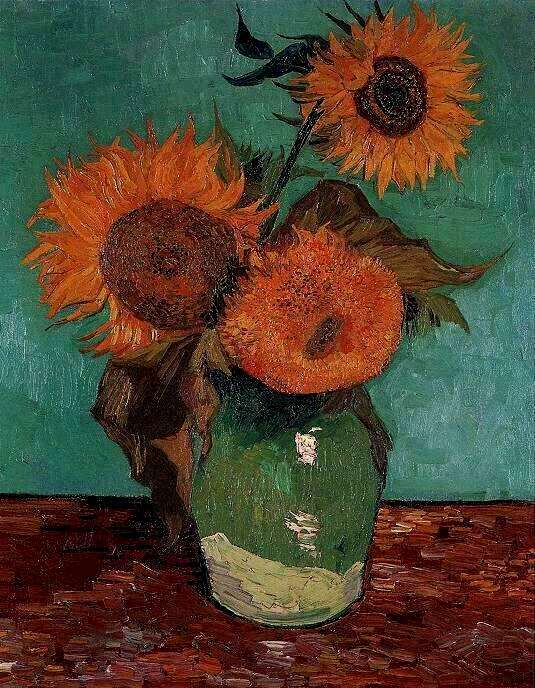
Trzy słoneczniki w wazonie (1888), kolekcja prywatna
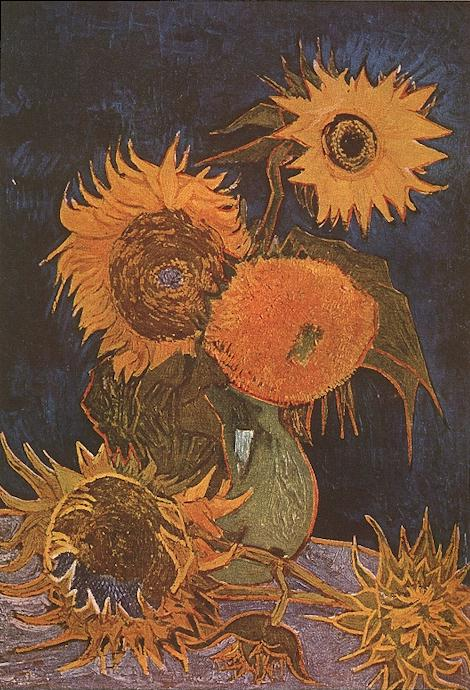
Martwa natura: wazon z pięcioma słonecznikami (1888), zniszczony podczas II wojny światowej (poprzednio w Jokohamie)
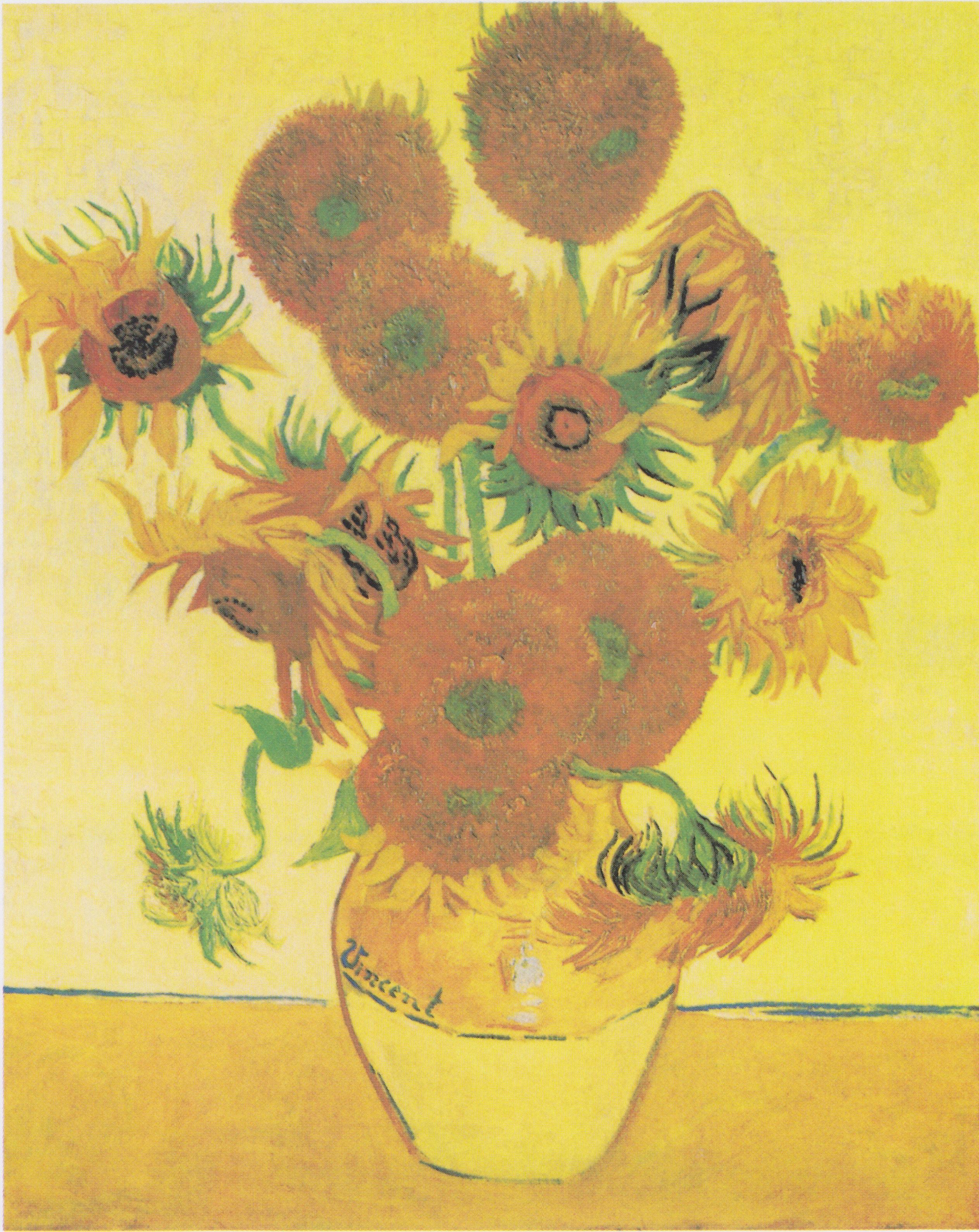
Martwa natura: wazon z piętnastoma słonecznikami (1888), National Gallery w Londynie
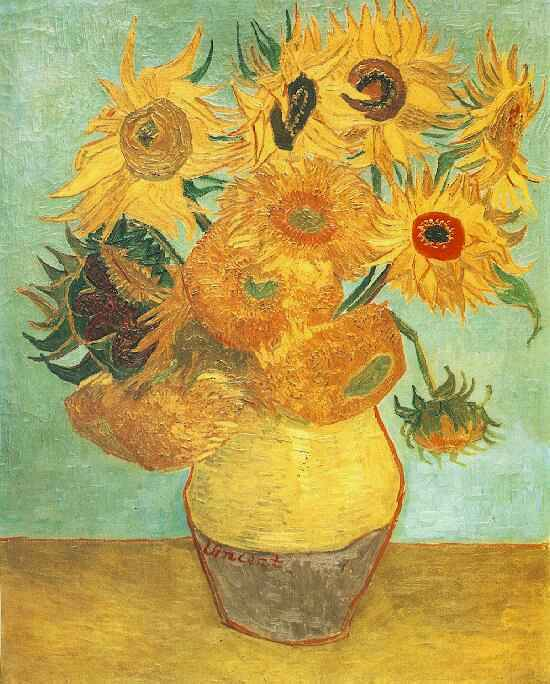
Martwa natura: wazon z dwunastoma słonecznikami (1889), Philadelphia Museum of Art

### Portrety
Van Gogh, znany ze swych pejzaży, wydawał się wkładać najwięcej zapału w malowanie portretów. O swoich szkicach portretowych powiedział, że są one „jedyną rzeczą w malowaniu, która porusza moją duszę do głębi, i bardziej niż cokolwiek innego sprawiają, że odczuwam nieskończoność.”
Do siostry w liście z czerwca 1890 napisał:
„Chciałbym malować portrety, które będą wyglądać jak zjawy dla ludzi żyjących sto lat później”, wyjaśniając dalej, że chciałby to osiągnąć nie poprzez fotograficzne podobieństwo portretowanych, ale poprzez oddanie ich emocji z wykorzystaniem osiągnięć nauki i nowoczesnej estetyki kolorystycznej.
O takim założeniu wspominał też przy innej okazji w liście do brata Theo: zamiast próbować przedstawiać to, co mam przed oczami, używam koloru... żeby mocniej wyrazić siebie.

Portrety
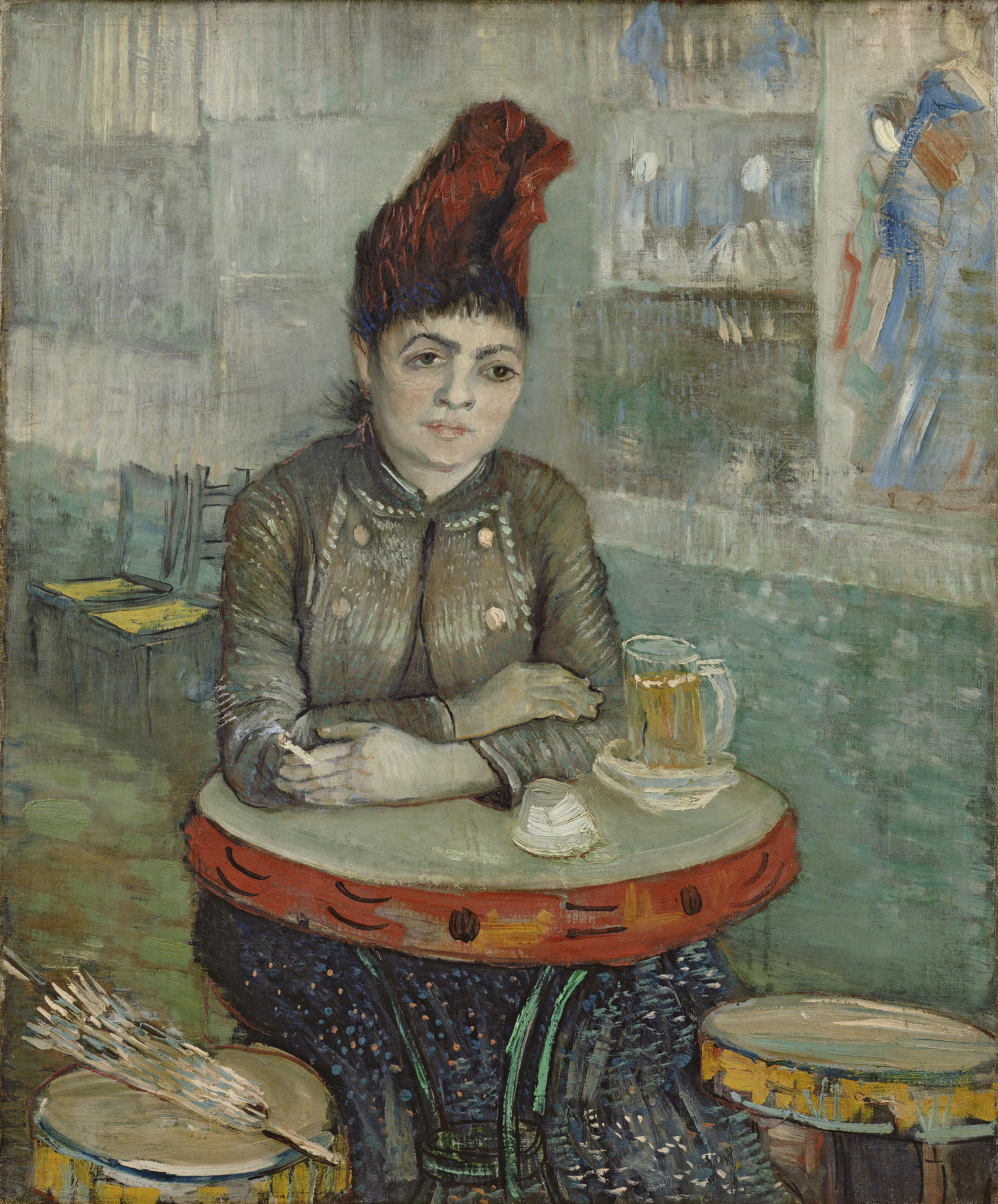
Agostina Segatori (1887), Muzeum Vincenta van Gogha
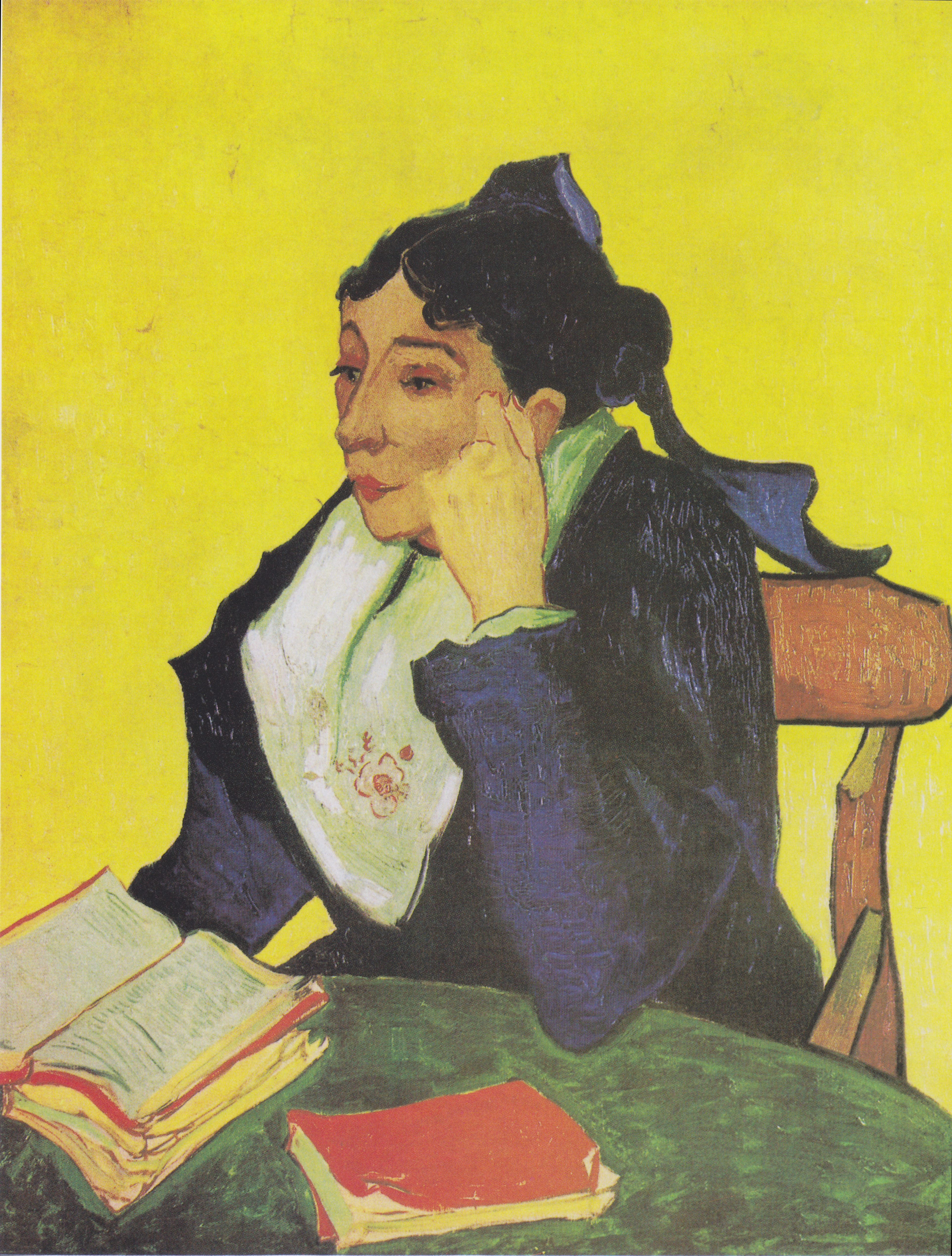
Marie Ginoux (1888), Metropolitan Museum of Art
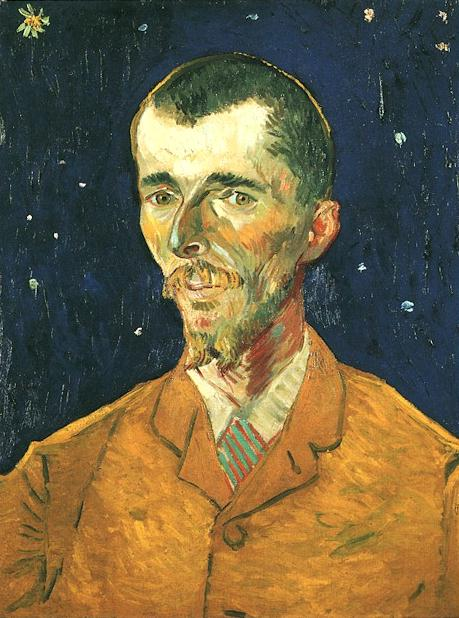
Eugène Boch (1888), Musée d’Orsay
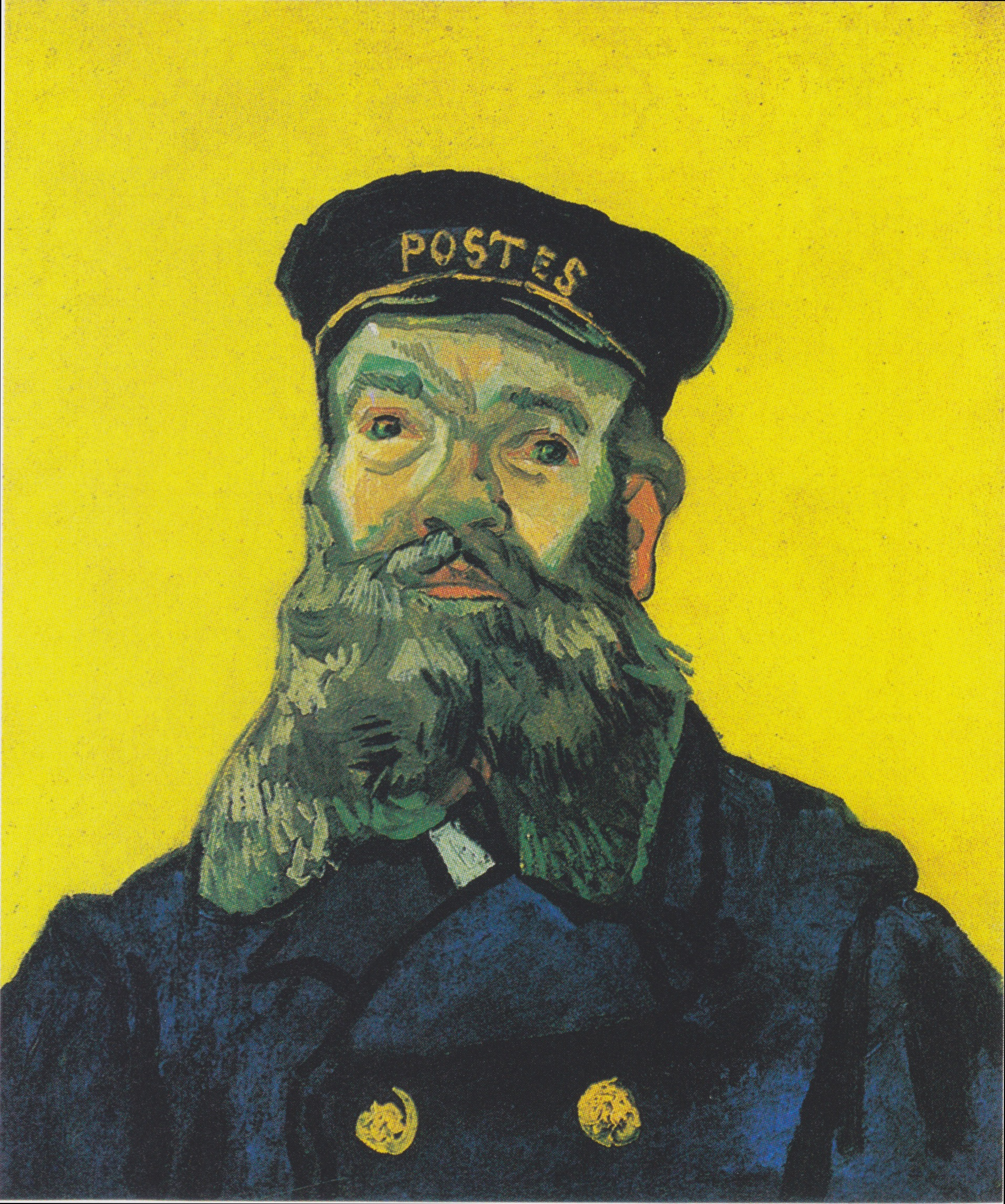
Joseph Roulin (1888), Kunstmuseum Winterthur
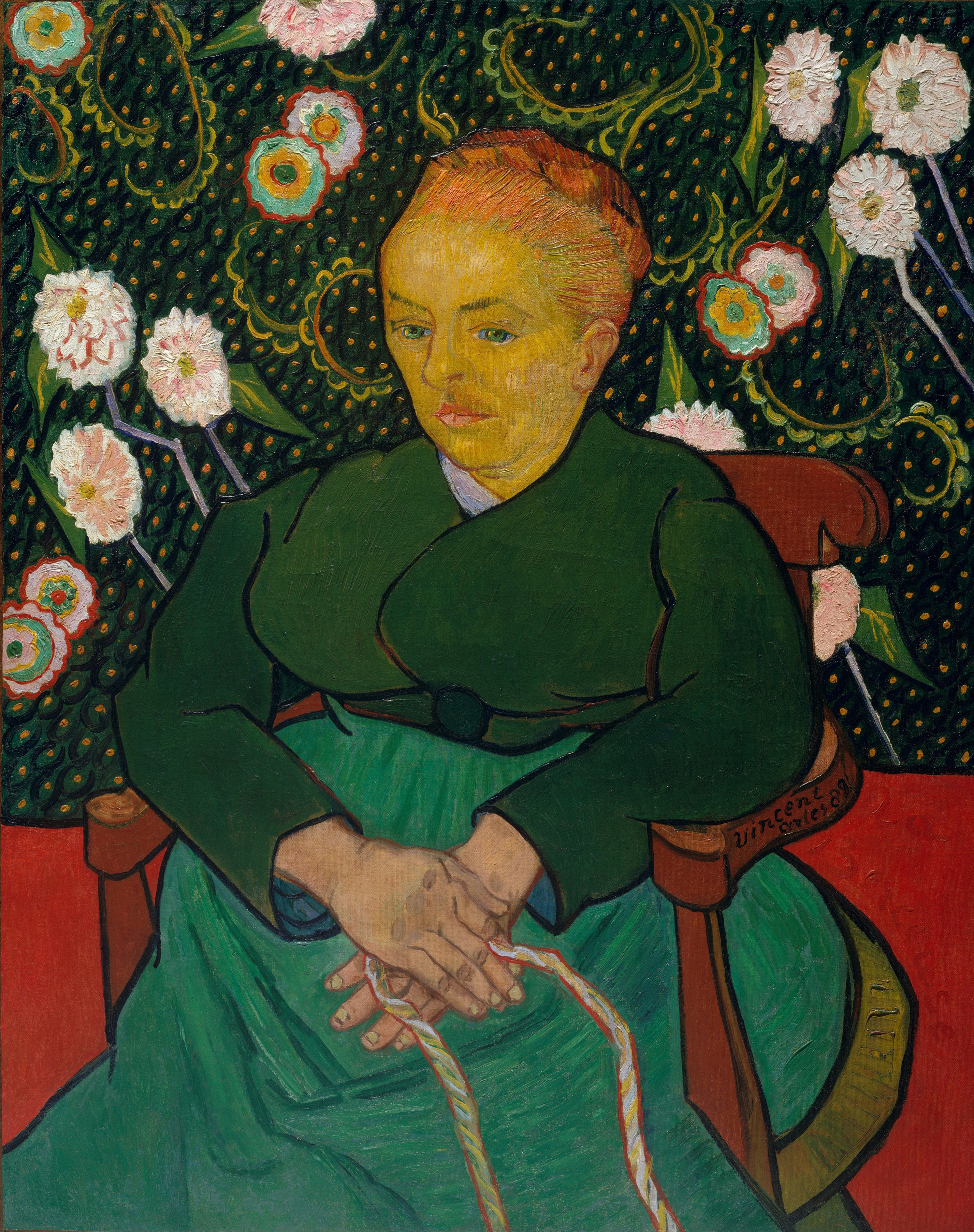
Augustine Roulin (1889), Metropolitan Museum of Art

#### Autoportrety
Vincent van Gogh namalował w sumie 39 autoportretów (35 obrazów i 4 rysunki). Na ogół wzrok artysty rzadko skierowany jest w oczy widza; nawet jeżeli jego oczy są szeroko otwarte, wydają się spoglądać w nieokreślonym kierunku. Autoportrety różnią się między sobą, jeśli chodzi o intensywność czy kolor; na jednych van Gogh jest z brodą, na innych ogolony; na niektórych zabandażowany (w związku z obcięciem sobie lewego ucha po sprzeczce z Gauguinem).
Tzw. Autoportret bez brody, namalowany pod koniec września 1889, należy do najdroższych obrazów wszech czasów; w 1998 został sprzedany prywatnemu kolekcjonerowi w Nowym Jorku za sumę 71,5 miliona dolarów.
Wszystkie autoportrety van Gogha namalowane w Saint-Rémy ukazują jego głowę z prawej strony.

Autoportrety
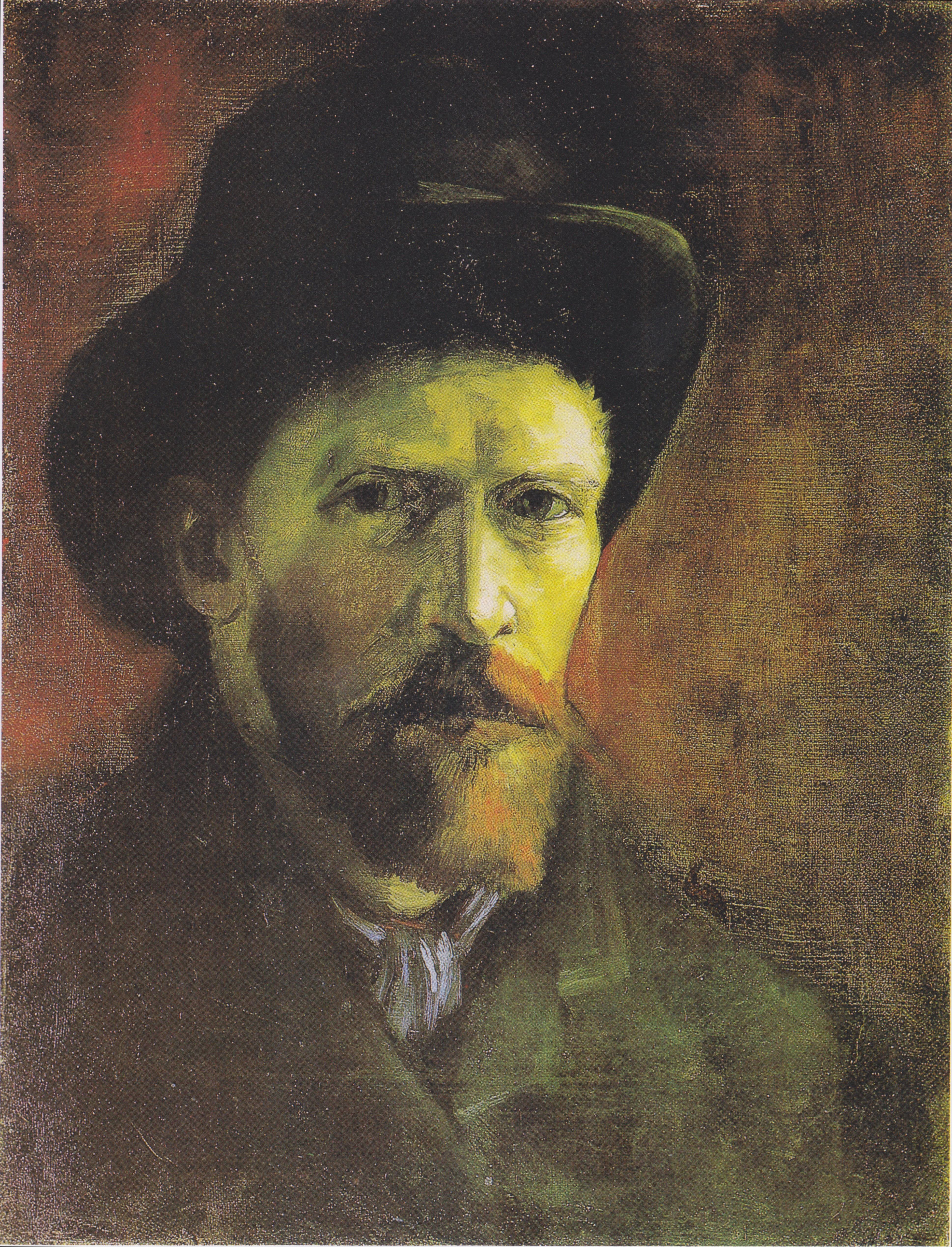
Autoportret w ciemnym pilśniowym kapeluszu (1886), Muzeum Vincenta van Gogha
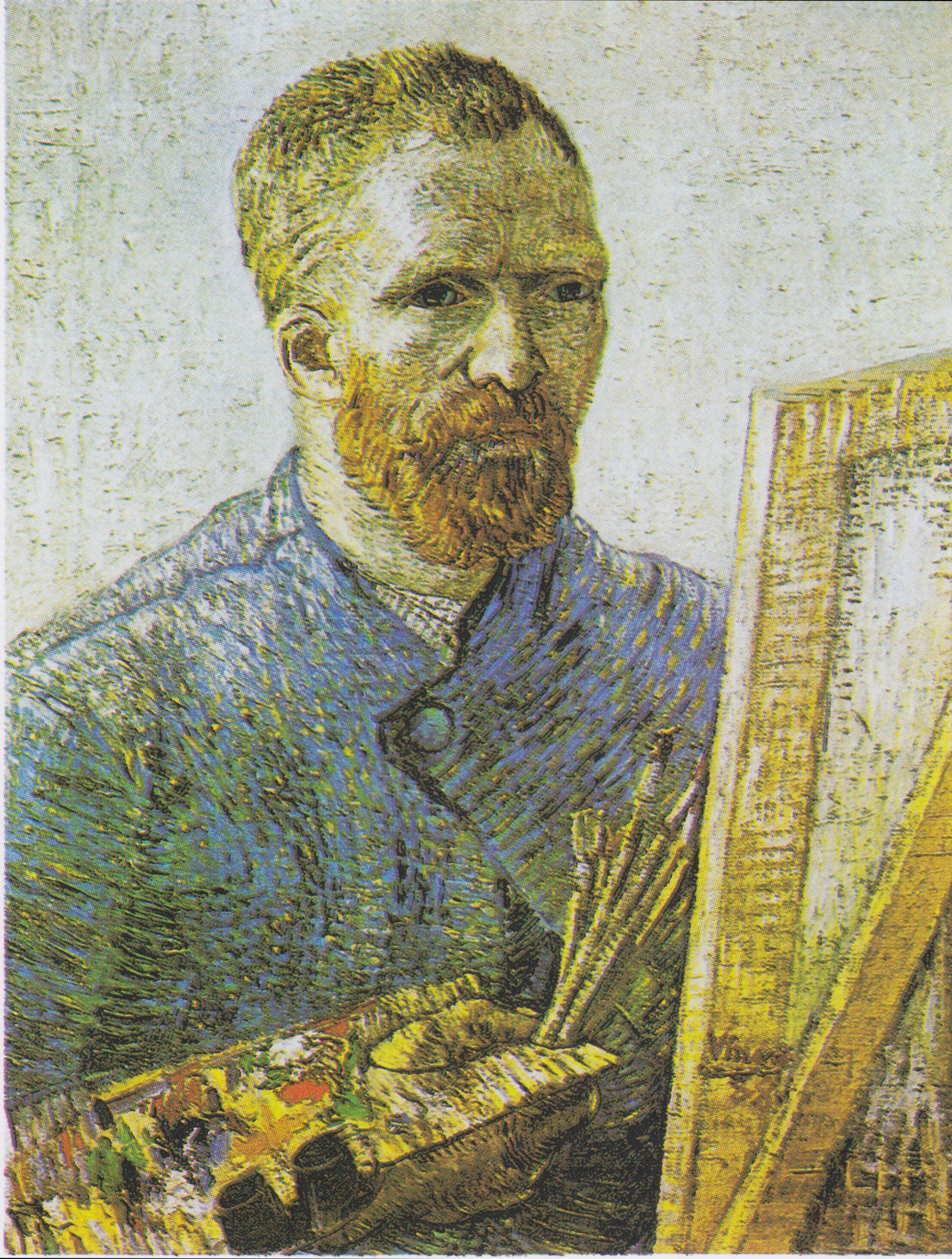
Autoportret przed sztalugą (1888), Muzeum Vincenta van Gogha
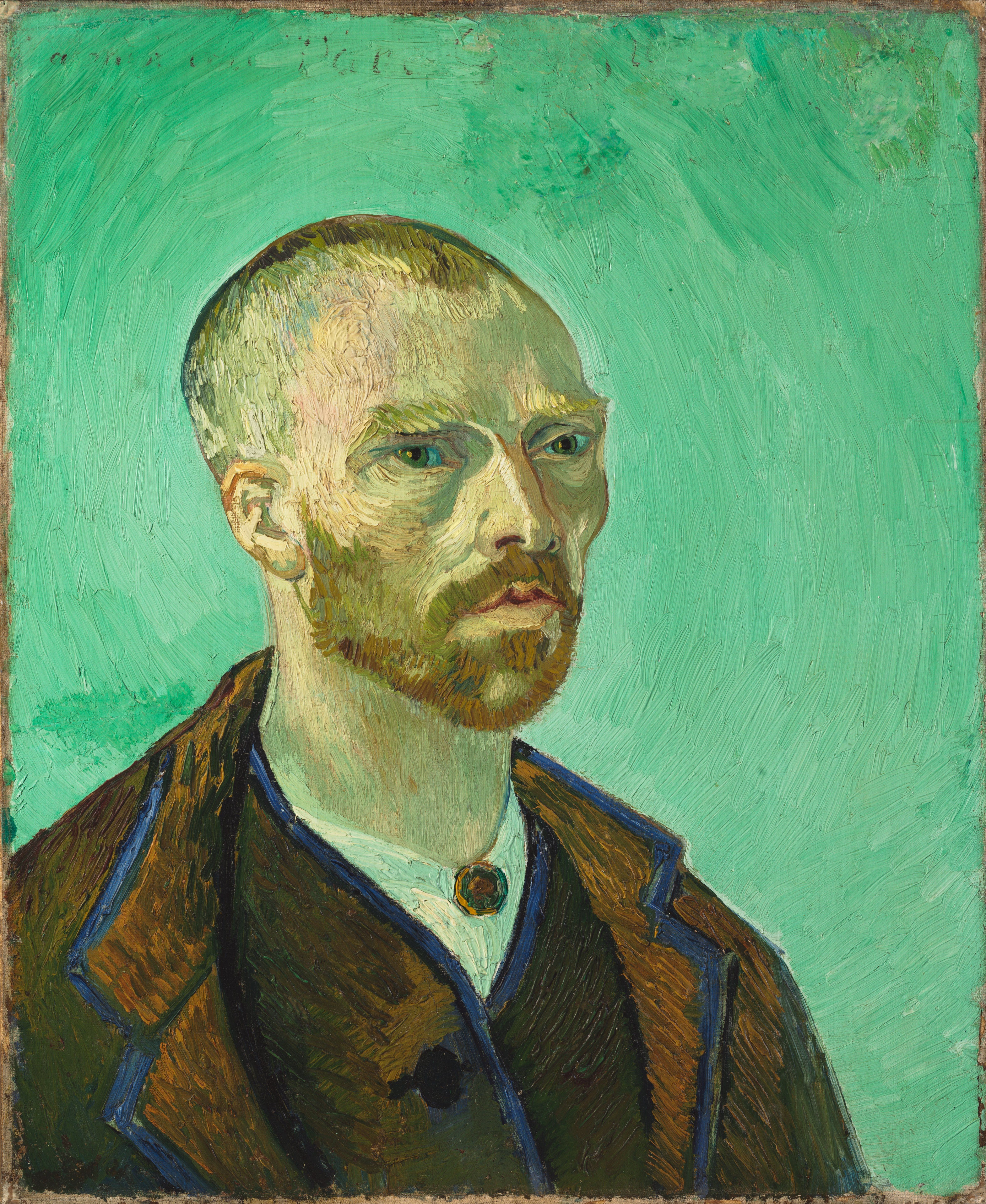
Autoportret (dedykowany Paulowi Gauguinowi), (1888), Fogg Museum
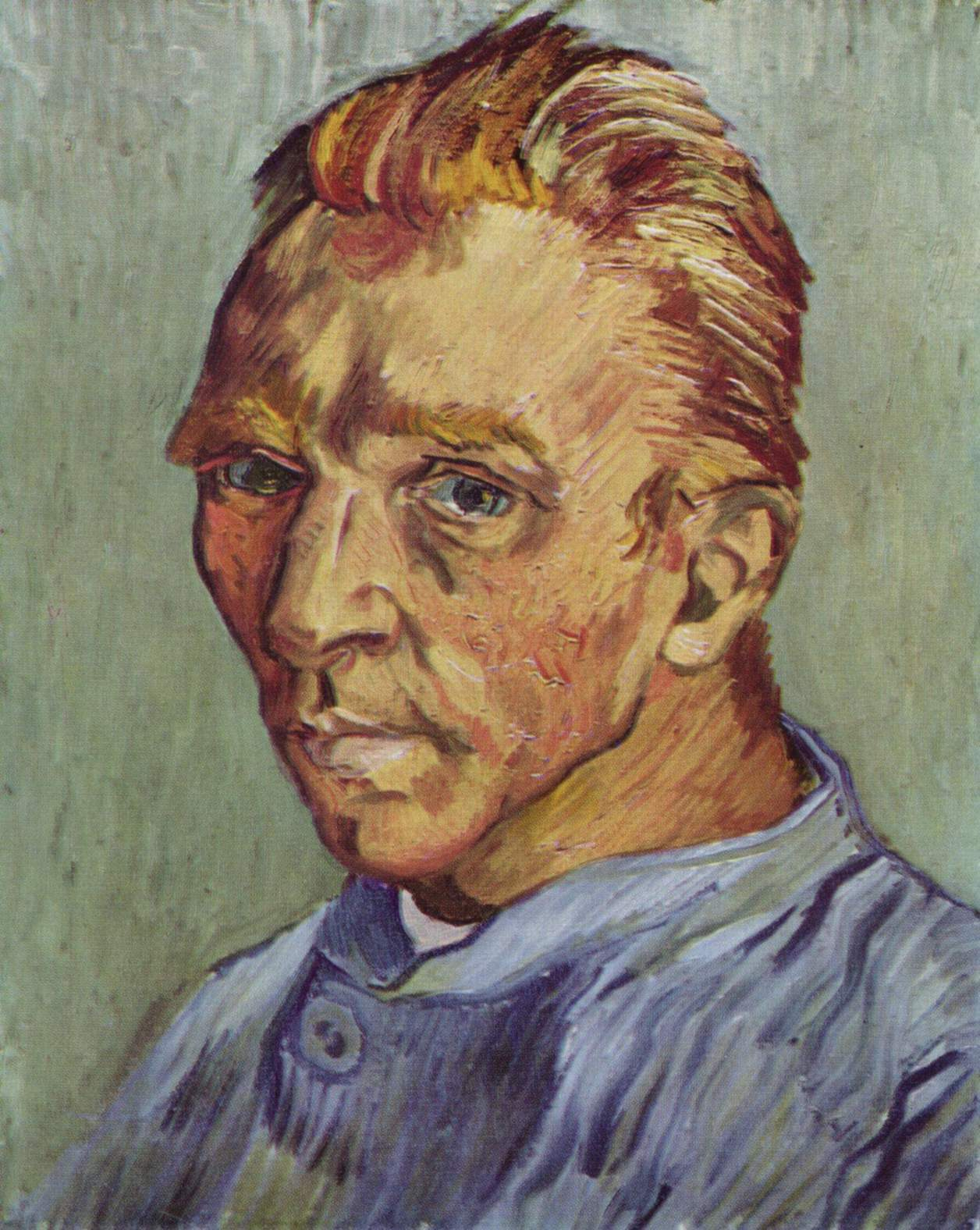
tzw. Autoportret bez brody (1889), kolekcja prywatna
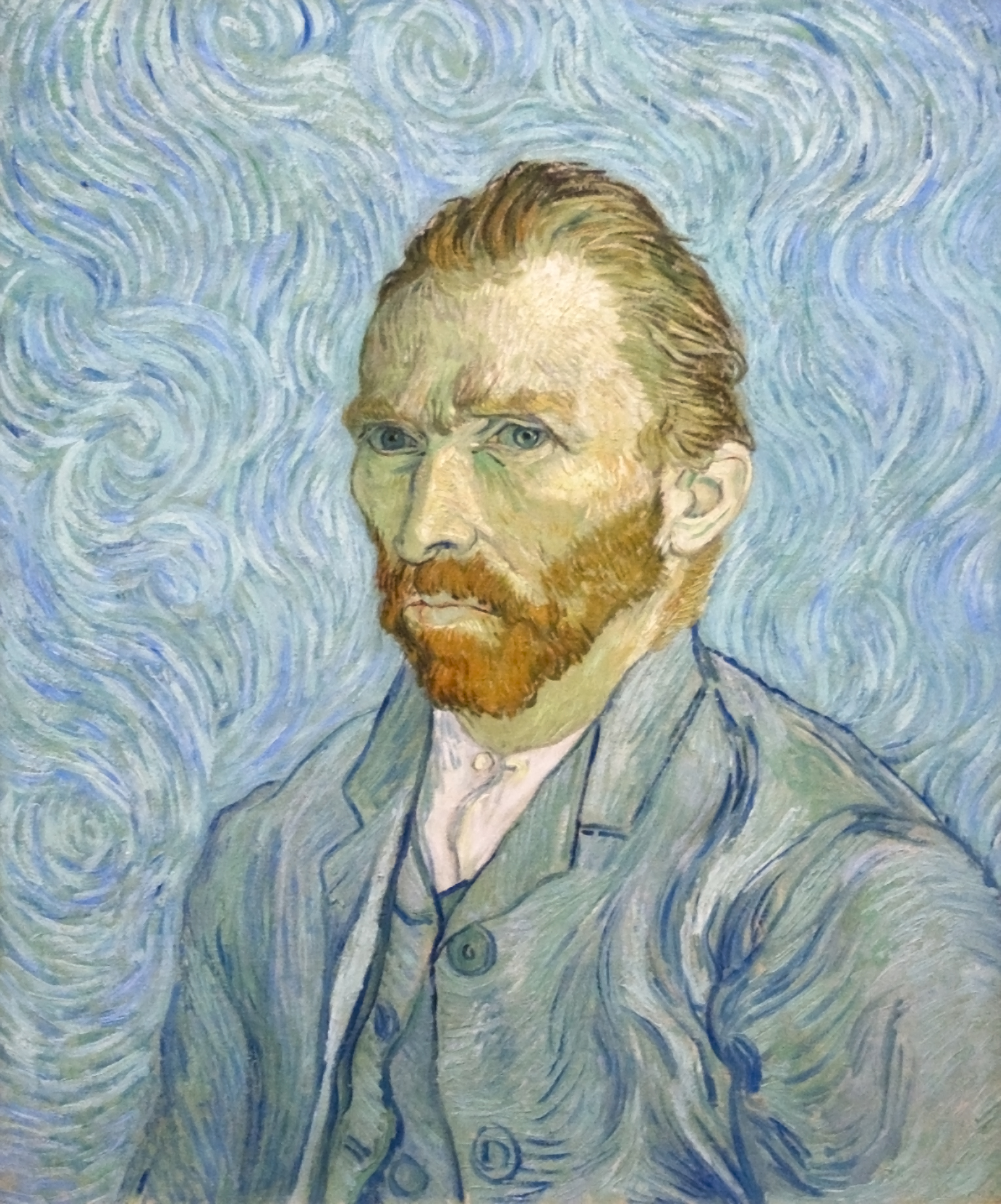
Autoportret (1889), Musée d’Orsay

## Spuścizna

### Pośmiertna sława

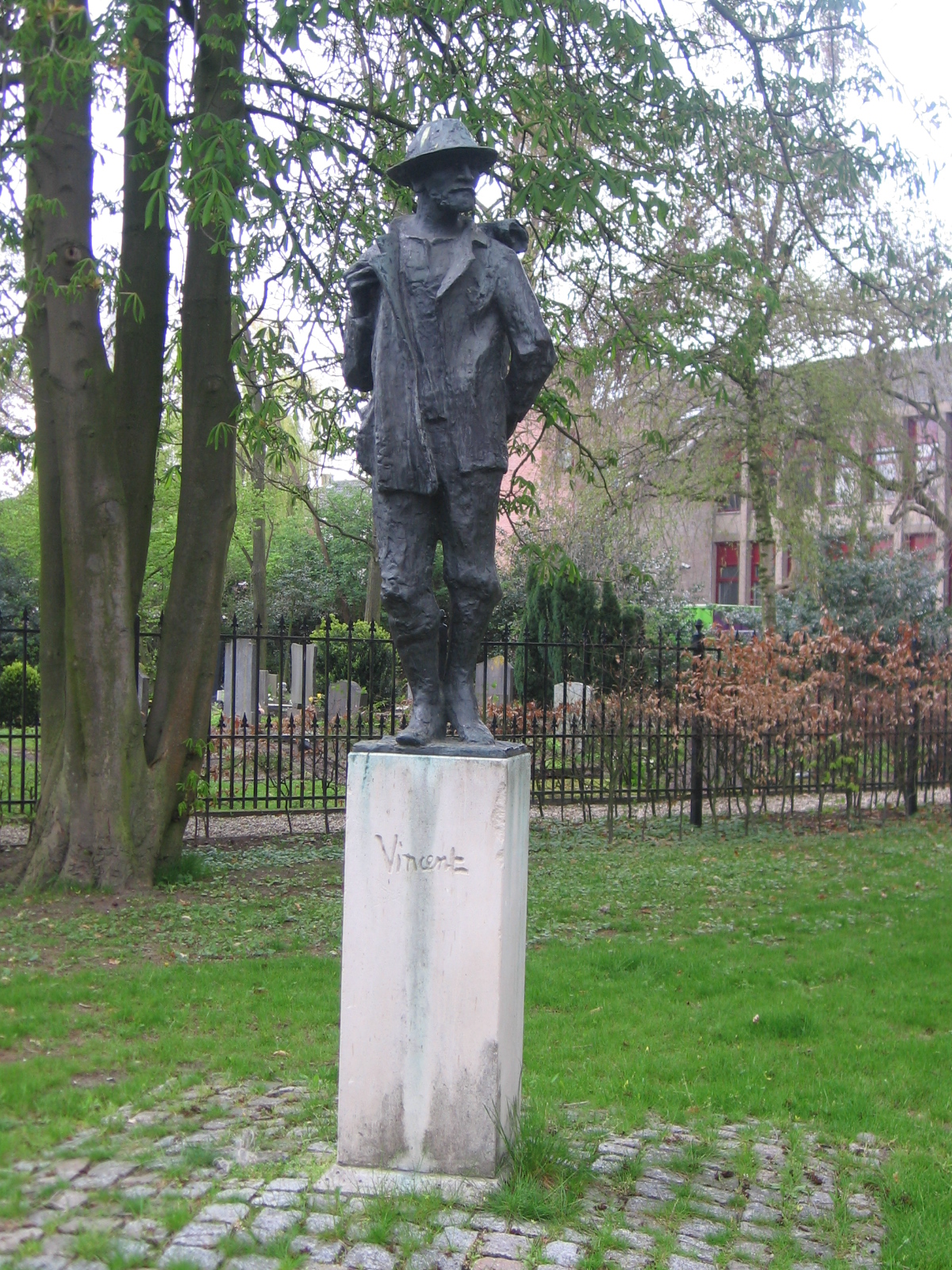
Pomnik Vincenta van Gogha w Etten-Leur

W następstwie pierwszych wystaw prac van Gogha pod koniec lat 80. XIX w. jego sława nieustannie wzrastała – wśród kolegów, krytyków sztuki, marszandów i kolekcjonerów. Po śmierci artysty pamiątkowe wystawy jego prac były organizowane w Brukseli, Paryżu, Hadze i Antwerpii. W pierwszych latach XX w. zorganizowano retrospektywne wystawy prac van Gogha w Paryżu (1901 i 1905) i Amsterdamie (1905) oraz grupowe wystawy w Kolonii (1912), Nowym Jorku (Armory Show, 1913) i Berlinie (1914). Ukazywały one wyraźny wpływ van Gogha na innych artystów.
Dwie osoby przyczyniły się znacząco do spopularyzowania twórczości artysty: jego szwagierka, Johanna van Gogh-Bonger oraz kolekcjonerka Helene Kröller-Müller.
Johanna van Gogh-Bonger zajęła się spuścizną po zmarłym szwagrze, choć nie interesowała się specjalnie sztuką, a samego Vincenta spotkała zaledwie kilka razy. Oprócz zebrania jego prac podjęła ona gigantyczny wysiłek uporządkowania i opublikowania w 1914 jego listów.
Pierwszą znaną kolekcjonerką dzieł artysty stała się Helene Kröller-Müller, która zgromadziła ostatecznie 91 jego obrazów i 185 rysunków; była to wówczas (kwiecień 1912) największa na świecie prywatna kolekcja prac artysty (nie licząc tych dzieł, które były w posiadaniu członków jego rodziny). Kolekcja ta stała się podstawą zbiorów artysty w założonym w 1938 muzeum jej imienia w Otterlo, które dziś ma drugą na świecie kolekcję prac artysty po muzeum jego imienia w Amsterdamie.
Pod koniec I poł. XX w. Vincent van Gogh był uważany za jednego z największych i najbardziej rozpoznawalnych artystów w historii.
Do ugruntowania pozycji Vincenta van Gogha w świecie sztuki przyczyniła się powołana w 1962 z inicjatywy państwa holenderskiego fundacja jego imienia, Vincent van Gogh Foundation. Przejęła ona rodzinną spuściznę artysty, pozostającą od 1925 w rękach jego bratanka, Vincenta Willema van Gogha (1890–1978), a przedtem (1891–1925) w posiadaniu jego matki, Johanny van Gogh-Bonger, która z kolei przejęła ją po zmarłym mężu Theo. Kolekcja ta stanowi obecnie podstawę zbiorów Muzeum Vincenta van Gogha jako tzw. stałe wypożyczenie (od 1973). Muzeum imienia artysty ma największą na świecie kolekcję jego prac: ok. 200 obrazów, 400 rysunków i 700 listów, jak również jego własną kolekcję japońskich drzeworytów.
W 2007 grupa holenderskich historyków sporządziła „Canon of Dutch History” (Kanon holenderskiej historii), przeznaczony do nauczania w szkołach, obejmujący 50 wybitnych postaci i ważnych wydarzeń z historii Holandii; wśród nich znalazł się van Gogh, razem z innymi symbolami holenderskiego malarstwa jak Rembrandt i ugrupowanie De Stijl.

#### Inicjatywa Van Gogh Europe
9 lutego 2012 ponad 20 europejskich organizacji zajmujących się dziedzictwem Vincenta van Gogha podpisało w Muzeum Vincenta van Gogha w Amsterdamie umowę o współpracy, określoną jako Van Gogh Europe. Celem tego międzynarodowego przedsięwzięcia jest umożliwienie zbiorowego zarządzania, zachowania, prezentacji i rozwoju dziedzictwa Vincenta van Gogha. Inicjatywę Van Gogh Europe podjęły wspólnie liczne holenderskie, belgijskie i francuskie muzea, instytucje ds. dziedzictwa, gminy i inne organizacje. Ze strony holenderskiej były to m.in.: Muzeum Vincenta van Gogha w Amsterdamie, Kröller-Müller Museum w Otterlo, Noordbrabants Muzeum w ’s-Hertogenbosch i miasta związane z van Goghiem: Zundert, Nuenen, Tilburg i Etten-Leur. Pozostali sygnatariusze tego porozumienia to muzea, organizacje ds. dziedzictwa i gminy z Francji i Belgii. Inicjatywa Van Gogh Europe łączy te miejsca, w których van Gogh mieszkał i pracował oraz te organizacje i instytucje badawcze, w których jego dzieła są gromadzone, badane i wystawiane.
Wszystkie działania podejmowane w ramach inicjatywy Van Gogh Europe będą miały ogólnoeuropejskie znaczenie. Dobrym tego przykładem będzie odbudowa domu van Gogha w Wasmes w Belgii. Dom ten stał pusty od ponad dwudziestu lat, ale Fundacja Mons 2015 podjęła kroki, aby go zabezpieczyć, odrestaurować i udostępnić dla zwiedzających.

### Wpływ

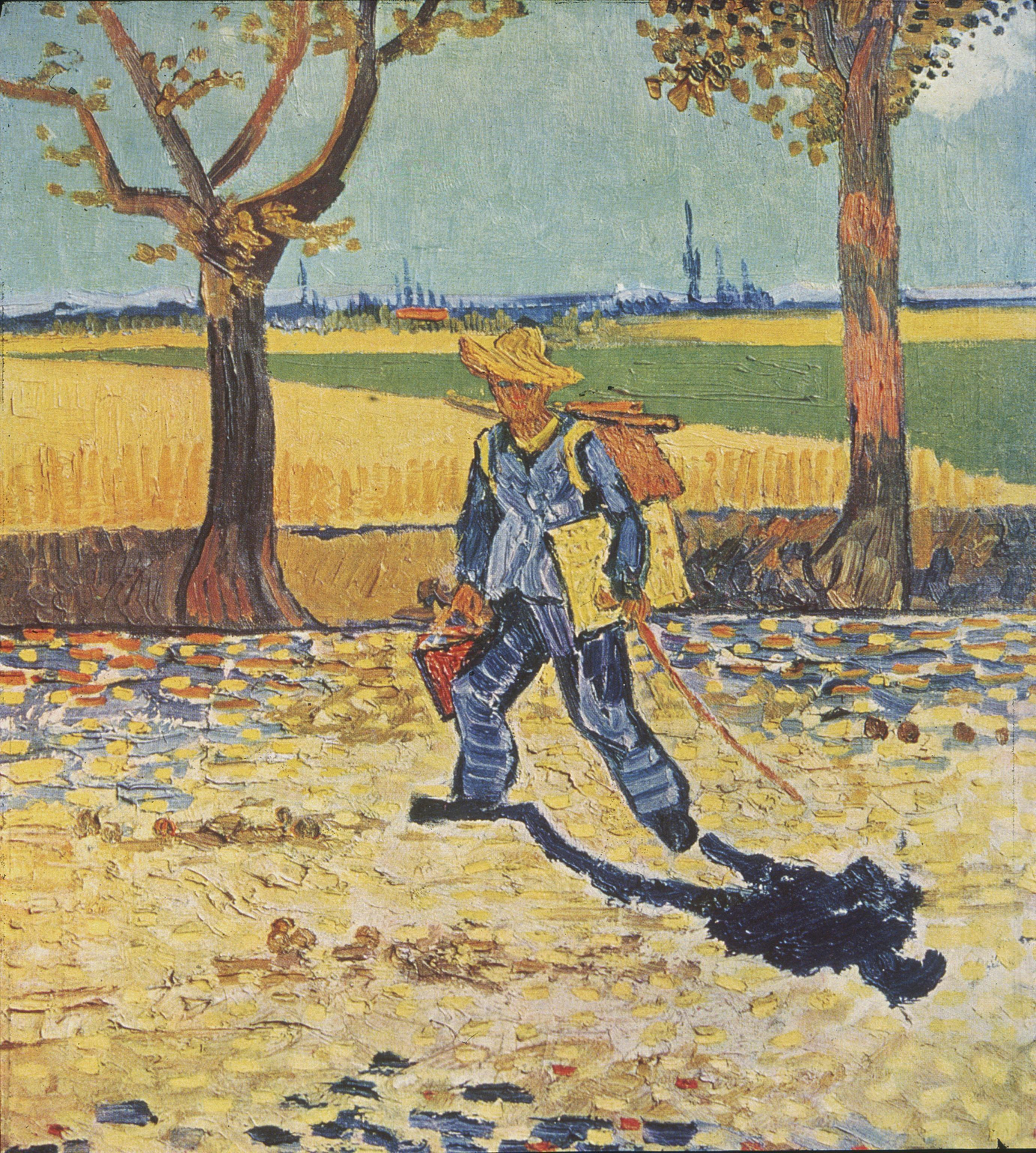
Malarz w drodze do pracy (lipiec 1888), olej na płótnie, 48 × 44 cm, Kaiser-Friedrich-Museum, Magdeburg, zniszczony przez pożar podczas II wojny światowej. Nr kat.: F 448, JH 1491

Van Gogh w ostatnim liście do brata stwierdził, że ponieważ nie miał dzieci, uważał swoje obrazy za potomstwo. Analizując tę wypowiedź brytyjski historyk sztuki Simon Schama skonstatował, że artysta „miał oczywiście dziecko – ekspresjonizm, i bardzo wielu spadkobierców”. Schama wymienił szereg artystów, którzy przyjęli elementy stylu van Gogha, wśród nich Willema de Kooninga, Howarda Hodgkina i Jacksona Pollocka. Francuscy fowiści, w tym Henri Matisse, poszerzyli zarówno użycie koloru, jak i swobodę w jego zastosowaniu, podobnie jak niemieccy ekspresjoniści, skupieni w ugrupowaniu Die Brücke oraz wcześni moderniści. Ekspresjonizm abstrakcyjny lat 40. I 50. XX w. jest postrzegany jako kierunek, którego twórcy częściowo inspirowali się szerokimi, zamaszystymi pociągnięciami pędzla, stosowanymi przez van Gogha. Krytyczka sztuki Sue Hubbard recenzując wystawę dzieł van Gogha i ekspresjonistów, jaka miała miejsce w nowojorskiej Neue Gallerie w dniach 22 marca – 2 lipca 2007, stwierdziła, że: „na początku XX w. van Gogh dał ekspresjonistom nowy język malarski, który umożliwił im przekroczenie tego, co widoczne i spenetrowanie głębszej, podstawowej rzeczywistości. Nie jest dziełem przypadku, że akurat w tym samym czasie Zygmunt Freud również penetrował głębiny tej zasadniczo nowej dziedziny – podświadomości. Ta piękna i inteligentna wystawa plasuje van Gogha tam, gdzie z pewnością jest jego miejsce – na pozycji pioniera sztuki nowoczesnej.”
W 1957 irlandzki malarz Francis Bacon (1909–1992) namalował cykl obrazów inspirując się dziełem van Gogha Malarz w drodze do pracy, oryginał którego uległ zniszczeniu podczas II wojny światowej. Bacon zainspirował się nie tylko obrazem, określanym jako „dręczący”, ale również samym van Goghiem, uważanym przez niego za wyalienowanego odmieńca (podobnie jak on sam). Bacon później identyfikował się z poglądami van Gogha dotyczącymi sztuki cytując fragment jego listu do Theo: „Prawdziwi malarze nie malują rzeczy takimi, jakie one są... oni malują je tak, jak je odczuwają”.

## Catalogues raisonnés

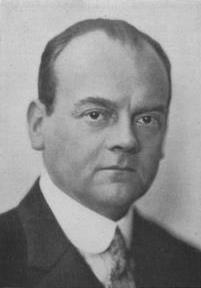
Jacob Baart de la Faille, autor pierwszego kompletnego katalogu dzieł Vincenta van Gogha

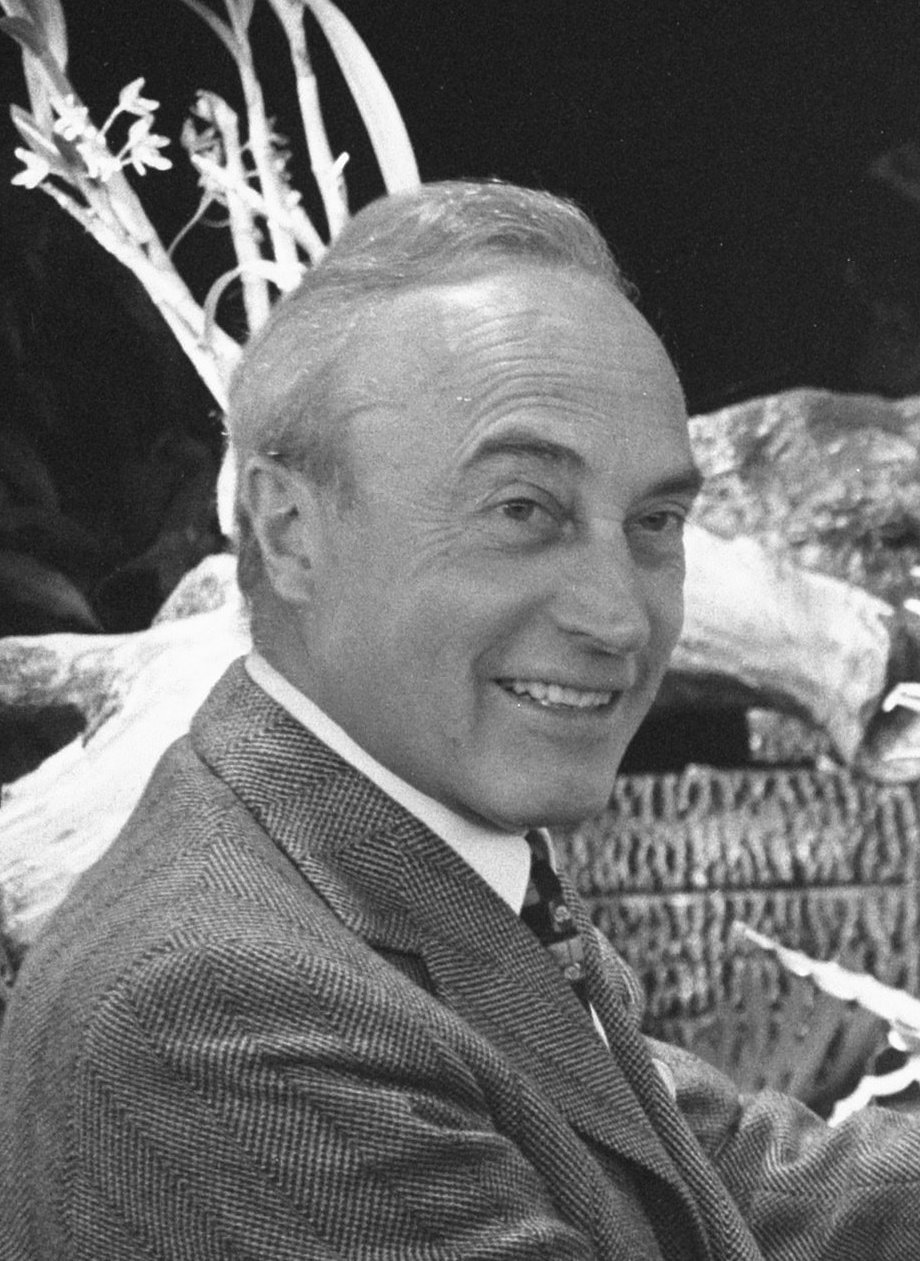
Jan Hulsker, autor drugiego kompletnego katalogu dzieł Vincenta van Gogha

### Catalogue raisonné Jacoba Baarta de la Faille'a
Pierwszym autorem catalogue raisonné Vincenta van Gogha był holenderski prawnik Jacob Baart de la Faille. W 1917 roku po przeczytaniu artykułu Hermana F.E. Vissera „Over de literatuur over Van Gogh” podjął on wyrażoną w tym artykule myśl sporządzenia krytycznego katalogu dzieł artysty. W podjętej pracy pomagał mu kolekcjoner i krytyk sztuki Henk Bremmer. Czterotomowy L’Oeuvre de Vincent van Gogh. Catalogue Raisonné ukazał się w Paryżu i Brukseli w 1928 roku. Wkrótce po publikacji katalogu w artykule w czasopiśmie Kunst und Künstler pojawiły się podejrzenia co do autentyczności wielu skatalogowanych obrazów. De la Faille musiał zrewidować swój katalog i wkrótce wyodrębnił grupę fałszywych prac Vincenta van Gogha, pochodzących z tego samego źródła – z berlińskiej galerii sztuki Otto Wackera. Opublikował następnie dodatek do katalogu, w którym dokonał niezbędnych korekt. Sprawie falsyfikatów van Gogha poświęcił szereg badań, których zwieńczeniem było wydane w 1930 roku opracowanie Les Faux Van Gogh. W 1939 roku de la Faille opublikował całkowicie zmieniony i zaktualizowany katalog obrazów van Gogha, z biografią artysty napisaną przez Charles’a Terrasse'a. De la Faille kontynuował pracę nad twórczością van Gogha aż do śmierci w 1959 roku pozostawiając niepublikowany rękopis. w 1962 roku zespół historyków sztuki pod przewodnictwem Abrahama Hammachera podjął jego dzieło, wydając w 1970 roku zrewidowaną i poszerzoną wersję katalogu dzieł van Gogha, The Works of Vincent van Gogh. His Paintings and Drawings. W 1992 roku ukazała się kolejna, poprawiona wersja tego katalogu, Vincent van Gogh: the Complete Works on Paper: Catalogue Raisonné, uzupełnionego o prace na papierze i reprint oryginalnego francuskiego tekstu de la Faille'a z 1928 roku, dotyczącego rysunków, akwarel i litografii.

### Catalogue raisonné Jana Hulskera
W 1996 roku w Amsterdamie ukazał się catalogue raisonné Jana Hulskera, zatytułowany The New Complete Van Gogh: Paintings, Drawings, Sketches, zawierający ponad 2 185 reprodukcji prac Vincenta van Gogha. Poprzedził go wydany po holendersku w 1978 roku w Amsterdamie katalog Van Gogh en zijn weg. Al zijn tekeningen en schilderijen in hun samenhangen en ontwikkeling, wznowiony w 1980 roku w Londynie i Oxfordzie w wersji angielskojęzycznej jako The Complete van Gogh: Paintings, Drawings, Sketches.

### Catalogue raisonné Muzeum Vincenta van Gogha
W 1996 roku Muzeum Vincenta van Gogha opublikowało własny katalog dzieł artysty, będących w jego posiadaniu. Dotychczas wydano następujące tomy:
- Volume One: Drawings: The Early Years, 1880–1883
- Volume Two: Drawings: Nuenen, 1883–1885
- Volume Three: Drawings: Antwerp and Paris, 1885–1888
- Volume One: Paintings: Dutch Period, 1881–1885
- Volume Two: Paintings: Antwerp and Paris, 1885–1888[236]

## Kolekcje
Ponad 600 obrazów Vincenta van Gogha znajduje się w kolekcjach publicznych (muzea, galerie sztuki) całego świata.

### Europa

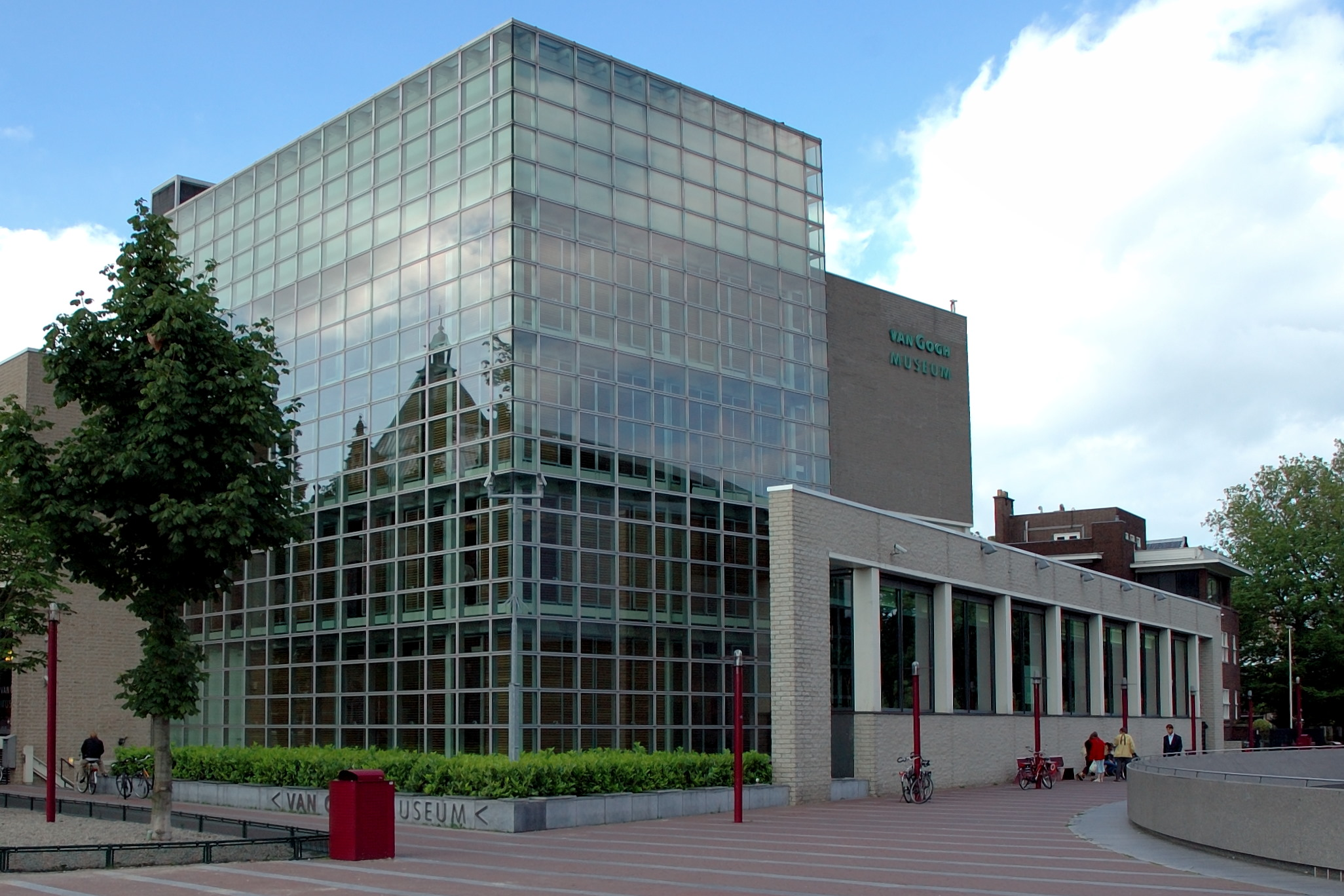
Muzeum Vincenta van Gogha w Amsterdamie

W muzeach europejskich znajdują się 483 obrazy van Gogha:
- Holandia: 342, w tym:
  - Amsterdam 230[239]: (210 w Muzeum Vincenta van Gogha, 4 w Stedelijk Museum, 4 w P. and N. de Boer Foundation, 2 w Rijksmuseum)
  - Otterlo – Kröller-Müller Museum – 87[240]
  - Rotterdam: 7[241] (wszystkie w Museum Boijmans Van Beuningen)
  - Haga – 6[241] (wszystkie w Kunstmuseum Den Haag)
  - Utrecht – 5[241] (wszystkie w Centraal Museum)
- Szwajcaria – 40[242] (w tym 7 w Fundacji E.G. Bührlego w Zurychu)
- Francja – 30[243] (w tym 23 w Musée d’Orsay i 3 w Musée Rodin w Paryżu)
- Niemcy – 19[244] (w tym po 4 Muzeum Folkwang w Essen i Nowa Pinakoteka w Monachium, 3 – w Wallraf-Richartz-Museum w Kolonii)
- Wielka Brytania – 17[245] (w tym 4 w National Gallery w Londynie, National Gallery of Scotland w Edynburgu – 3)
- Rosja – 13[246] (8 w Ermitażu w Sankt Petersburgu i 5 w Muzeum Sztuk Pięknych im. Puszkina w Moskwie)
- Dania[247], Hiszpania[248] – po 4 (w Danii wszystkie w Ny Carlsberg Glyptotek, a w Hiszpanii wszystkie w Muzeum Thyssen-Bornemisza w Madrycie)
- Włochy – 3[249]
- Austria[250], Belgia[251], Szwecja[252] – po 2
- Czechy[253], Finlandia[254], Irlandia[255], Polska[256], Serbia[257] – po 1

### Ameryka Północna

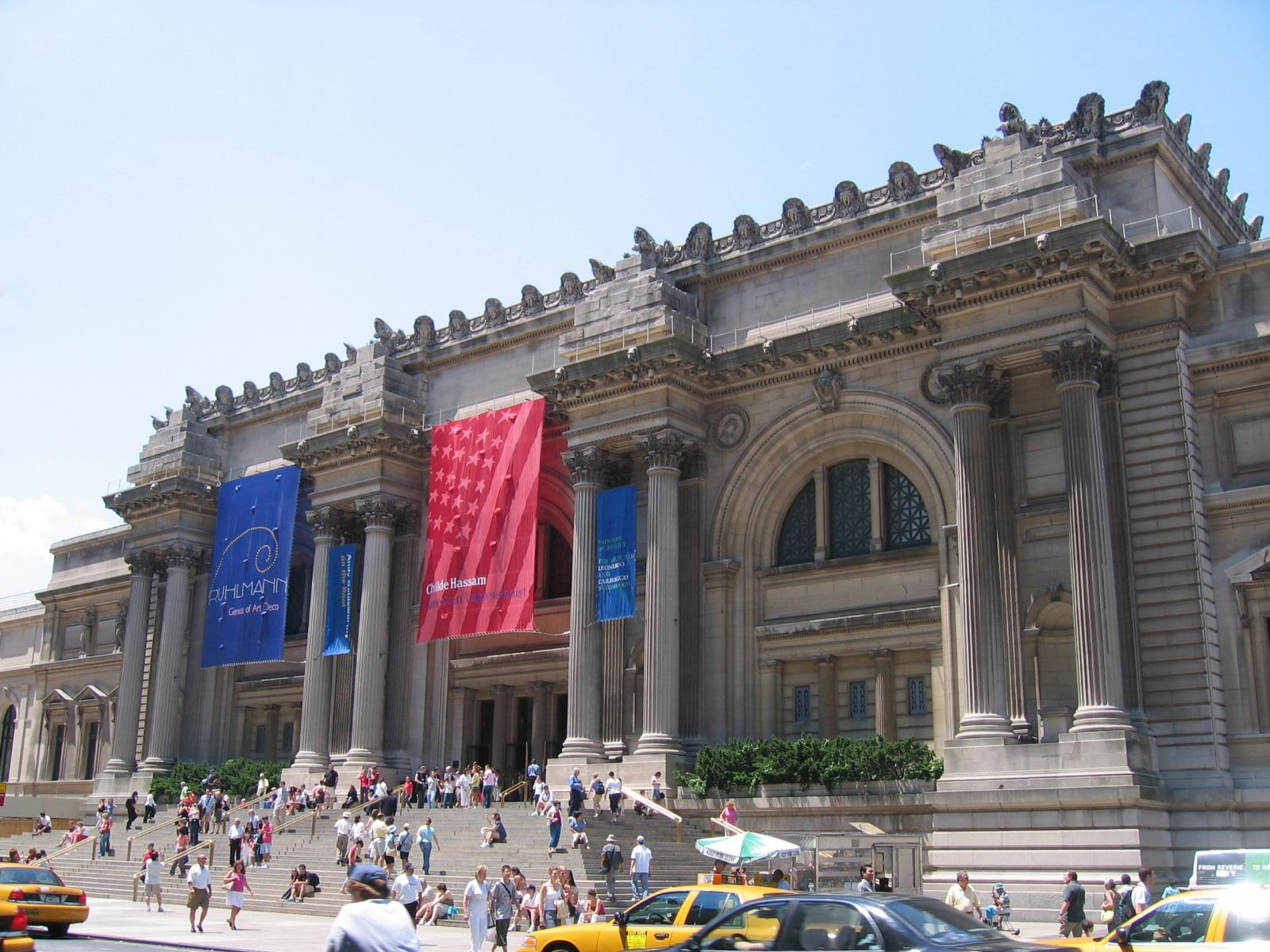
Metropolitan Museum of Art

Poza Europą najwięcej obrazów van Gogha znajduje się na kontynencie północnoamerykańskim: 127.
- Stany Zjednoczone – 120, w tym:
  - 18[258] w Metropolitan Museum of Art w Nowym Jorku
  - 9[259] w Art Institute of Chicago
  - 8[260] w National Gallery of Art w Waszyngtonie
  - 7[261] w Barnes Foundation w Lower Merion Township
  - 6[262] w Museum of Fine Arts w Bostonie
  - po 5 w Detroit Institute of Arts[263], Philadelphia Museum of Art[261] i Saint Louis Art Museum[264]
- Kanada – 5[265]
- Meksyk – 2[266]

### Ameryka Południowa
W muzeach kontynentu południowoamerykańskiego znajduje się 5 obrazów van Gogha:
- Brazylia – 4[267] (wszystkie w Museu de Arte w São Paulo)
- Argentyna – 1[268]

### Azja
W muzeach azjatyckich znajduje się 15 obrazów van Gogha.
- Japonia – 10[269]
- Izrael – 5[270]

### Afryka
Na kontynencie afrykańskim znajduje się 1 obraz van Gogha – w muzeum Mohameda Mahmouda Khalila w Kairze.

### Australia
W Australii znajduje się 1 obraz van Gogha.
Lokalizacja 16 obrazów jest nieznana.
Pozostałe obrazy van Gogha znajdują się w zbiorach prywatnych.

## Domniemana fotografia van Gogha

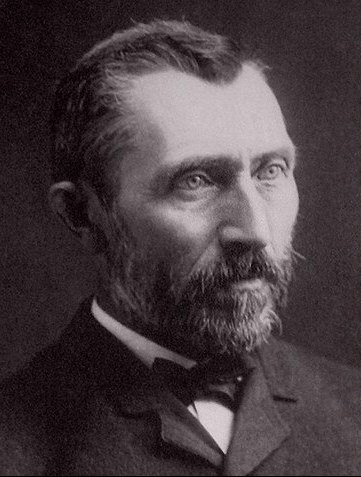
Kopia fotografii wykonanej przez Victora Morina z 1886, znalezionej przez artystę Toma Stanforda na początku lat 90. XX w. w jednym z antykwariatów w Massachusetts. Uważa się, że jest to fotografia Vincenta van Gogha.

Tom Stanford odkrył domniemaną fotografię van Gogha podczas wertowania pewnego albumu w jednym z antykwariatów Massachusetts. Album ten zawierał wizytówki zaopatrzone w fotografie, należące przeważnie do duchownych z końca XIX w. „Popatrzyłem i pomyślałem, że to po prostu van Gogh; im dłużej patrzyłem, tym bardziej byłem pewny” – stwierdził.
Fotografia jest datowana na 1886. Widnieje na niej starszy mężczyzna ubrany w zwykły garnitur z muszką. Ma jasne włosy, starannie przystrzyżoną brodę i wąski, długi nos. Jego włosy są elegancko zaczesane do tyłu z widocznym wdowim szpicem.
Tom Stanford kupił tę fotografię za 1 dolara, po czym pokazał ją historykowi fotografii Josephowi Bubergerowi, zajmującemu się wcześniej fotografiami m.in. Abrahama Lincolna i Ulyssesa S. Granta. Buberger rozpoczął badania używając do tego techniki komputerowej polegającej na nakładaniu obrazów i w rezultacie odnalazł bliskie podobieństwo pomiędzy ponad 40 autoportretami van Gogha, a dostarczoną mu przez Stanforda fotografią. Stwierdził następnie, że van Gogh mógł malować autoportrety bazując na tej fotografii. Większość jego autoportretów powstała w czasie, gdy wykonano tę fotografię. Buberger skojarzył nazwisko fotografa Victora Morina, które jest wydrukowane na awersie fotografii, ze starym studiem w Brukseli, gdzie van Gogh spędzał większość czasu.
Również zdaniem Henry Lee, dyrektora Institute of Forensic Science wspomniana fotografia wykazuje uderzające podobieństwo do autoportretów van Gogha.
Kustosz muzeum Vincenta van Gogha, Louis van Tilborgh nie zgodził się z tymi ustaleniami, stwierdzając, że muzeum otrzymuje rocznie ponad 300 eksponatów, o których sądzi się, że są zdjęciami, obrazami i rysunkami artysty, ale nie przypomina sobie wspomnianej fotografii.

## Wpływy kulturowe

### Film
- Książka biograficzna o Vincencie van Goghu Irvinga Stone’a została sfilmowana w 1956 pod tytułem Pasja życia, a odtwarzający rolę malarza Kirk Douglas otrzymał za nią w tym samym roku nominację do Oskara[275].
- W 1948 Alain Resnais zrealizował krótkometrażowy film biograficzny Van Gogh[276].
- W 1987 Paul Cox nakręcił paradokumentalny film Vincent. Życie i twórczość Vincenta van Gogha oparty na listach artysty[277].
- W 1990 Robert Altman wyreżyserował film biograficzny Vincent i Theo z Timem Rothem w roli van Gogha[278].
- W 1990 Akira Kurosawa nakręcił film Sny. W części zatytułowanej „Kruki” w roli Vincenta van Gogha wystąpił Martin Scorsese[279].
- W 2009 François Bertrand zrealizował film dokumentalny Moi, Van Gogh, obejmujący ostatnie dni Vincenta van Gogha w Auvers-sur-Oise[280].
- W 2010 Tony Curran wcielił się w postać malarza w serialu science-fiction Doktor Who. Odcinek nosi nazwę Vincent i Doktor (ang. Vincent and the Doctor) w reżyserii Jonny’ego Campbella[281].
- W 2017 Dorota Kobiela i Hugh Welchman wyreżyserowali pierwszy na świecie pełnometrażowy film animowany wykonany techniką malarską pt. Twój Vincent (ang. Loving Vincent)[282].
- W 2018 Julian Schnabel zrealizował film pt. Van Gogh. U bram wieczności (ang. At Eternity's Gate) o ostatnich latach życia malarza[283].

### Muzyka

#### Muzyka poważna
- Grigori Frid – Письма Ван-Гога (pol. Listy van Gogha), opera-monolog w 2 częściach na baryton, klarnet, perkusję, fortepian i smyczki op. 69 (1975)[284]
- Bertold Hummel – 8 fragments de lettres de Van Gogh na baryton i kwartet smyczkowy op. 84 (1985)[285]
- Einojuhani Rautavaara – Vincent, opera w 3 aktach na 11 solistów, chór mieszany, orkiestrę, syntezator i smyczki (1986–1987)[286]
- Einojuhani Rautavaara – Vincentiana, symfonia nr 6 na syntezator i smyczki: I Tähtiyö (Gwiaździsta noc) II Varikset (Kruki) III Saint-Rémy IV Apotheosis (1992)[287]
- Gloria Coates – Symphony No. 9 (The Quinces Quandary) Homage to van Gogh (1993–1994); także wersja na orkiestrę kameralną[288]
- Abel Ehrlich – Portrait of Vincent van Gogh at the Age of 27 na skrzypce i kwartet smyczkowy (2003)[289]
- Henri Dutilleux – Correspondances na sopran i orkiestrę (2001–2003): Interlude, II. À Slava et Galina, III. Gong, IV. Gong II, V. De Vincent à Théo[290]

#### Muzyka rozrywkowa
- Don McLean – piosenka Vincent (Starry Starry Night) (1971)[291]